# Cultura del Perú

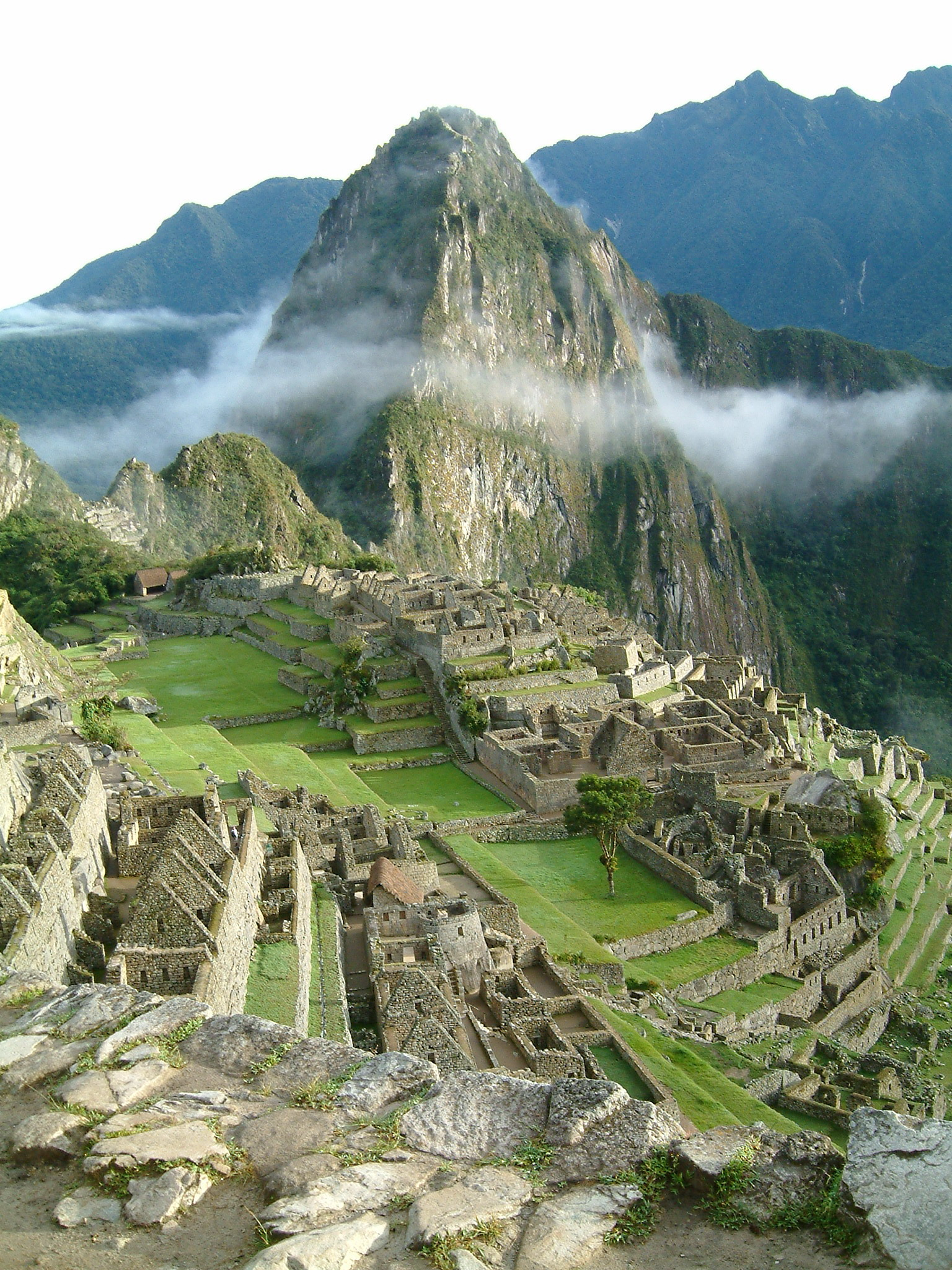
Machu Picchu, icono de la cultura prehispánica del Perú.

La cultura del Perú es un conjunto diverso de costumbres, prácticas, códigos, normas, formas de vida y tradiciones existentes en la sociedad peruana. La cultura peruana ha sido profundamente influenciada por la cultura nativa, la cultura española, la cultura africana, cultura china, cultura japonesa  y también está emparentada con la cultura de los países hispanoamericanos. 
El Ministerio de Cultura peruano se encarga de promoverla y cuidarla por medio del presupuesto público.

## Orígenes
La cultura peruana es una gran mezcla de componentes de distintas etnias que habitaron y habitan lo que actualmente es el territorio del Perú, las más importantes son el bloque indígena y criollo o español, seguido por los bloques afroperuano y asiático y en menor medida el italoperuano, todo esto es potenciado por las tres principales regiones naturales, es decir la costa, la selva y la sierra. Es por eso que la cultura peruana se la considera una cultura mestiza y eso queda ampliamente demostrado en su gastronomía que es reconocida por su variedad de platos, bebidas y postres, en las danzas como la marinera, el festejo, el tondero, el huayno, el huaylas, el wititi, los huayruros, entre otros.

## Características
Dentro del contexto mundial, la cultura peruana siempre ha presentado características especiales, entre las que se pueden mencionar las siguientes:
- Se ha desarrollado en un medio geográfico difícil, por lo que el hombre ha tenido que esforzarse y hacer uso de su creatividad para dominar ese espacio, formando sociedades y culturas regionales.
- Es un proceso que ha venido dándose a través de los milenios, desde los albores de la civilización andina, y, aunque ha sufrido la irrupción violenta de la civilización occidental en el siglo XVI, ha continuado desarrollándose de manera continua, intentando mantener una unidad.
- Contiene valores y legados culturales que se mantienen a través del tiempo. De la civilización andina podemos mencionar: el dominio de la naturaleza, la unidad política, la misión civilizadora, el espíritu de justicia social y la dignidad imperial. De la herencia española destaca: la idea de la persona humana, el cabildo, el estado de derecho, el idioma, la concepción cristiana de la vida. De la etapa republicana: la independencia, la libertad política, la soberanía, la concepción democrática del Estado, la idea de una vida más digna, por obra de la educación y la técnica al servicio del bien común, la idea de una distribución más equitativa de la riqueza, etc.
- Hay una constante fusión de las realidades culturales existentes, así como las que continúan llegando de afuera, y tiende así siempre hacia el mestizaje cultural.

## Desarrollo

### Cultura prehispánica

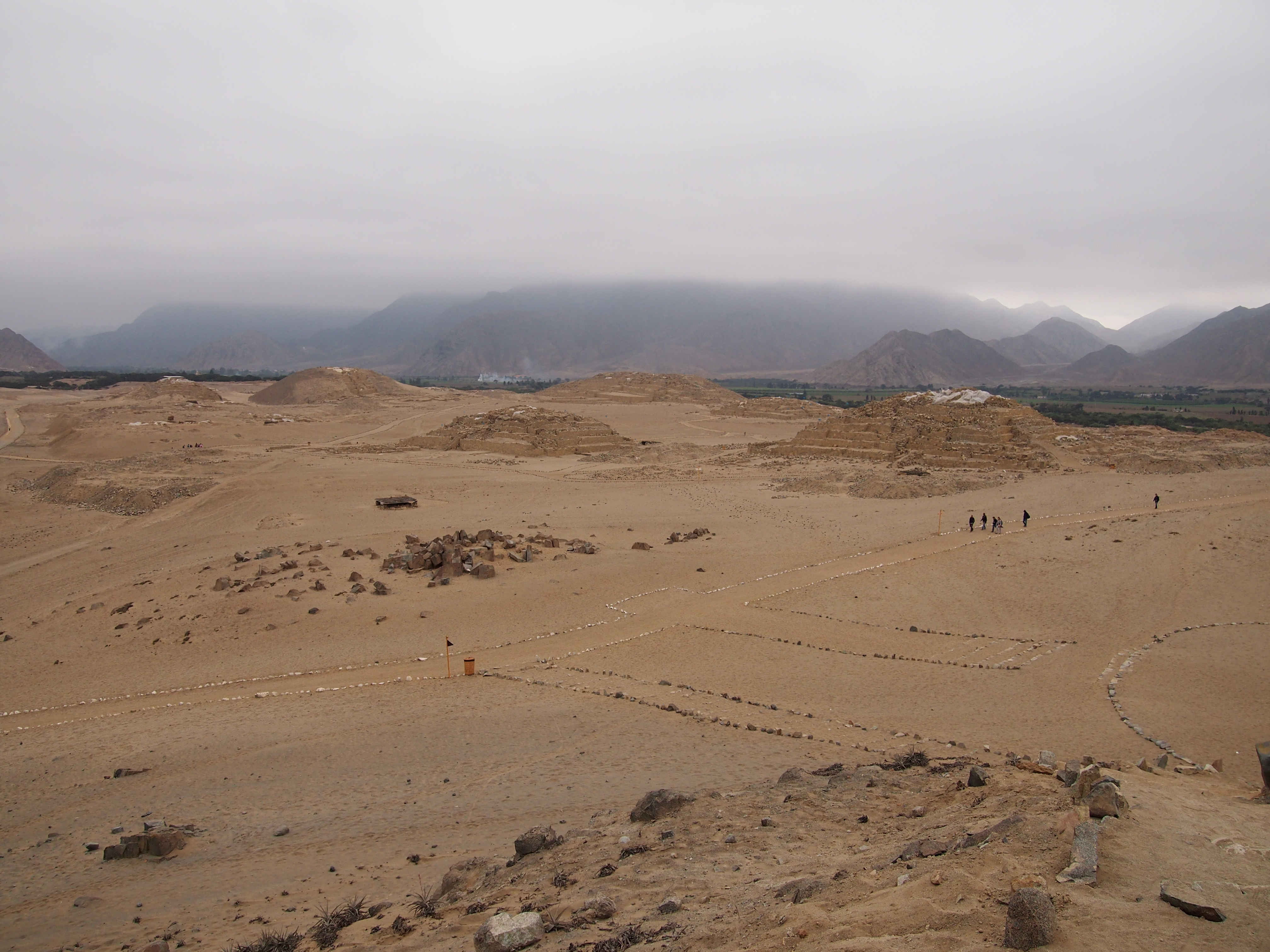
Pirámides de 5 000 años en Caral. Patrimonio Común de la Humanidad.

La civilización andina, que se desarrolló en el actual territorio peruano, se fue forjando desde hacía quince mil años, con la llegada de los primeros hombres a esta parte del mundo. Estos se hallaban en la etapa del paleolítico superior y fue exclusivamente a su esfuerzo, sin influencia foránea, que pudieron escalar paulatinamente hacia la alta cultura. Los restos culturales de los primeros cazadores-recolectores han sido hallados en Guitarrero I, Piquimachay, Chivateros (taller lítico), Toquepala (pinturas rupestres), Paiján (puntas líticas). Los primeros vestigios de cultivos agrícolas se hallan en Nanchoc (calabaza y zapallo loche) y Guitarrero I (frijoles y pallares), de hace 6000 a. C. Otras plantas que se empiezan a cultivar son el camote, el achiote, la quinua. La papa y el maíz son cultivos más tardíos. Los restos de la primera aldea de pescadores se hallaron en Santo Domingo de Paracas; de los primeros camélidos domesticados, en Telarmachay; y de los primeros cuyes domesticados, en Piquimachay. 
La presencia del templo circular de Sechín Bajo en 3500 a. C. marca el inicio del surgimientos de las sociedades complejas. Luego, hacia 3200 a. C. surge la civilización caral en el Norte Chico peruano y cuyo centro fue la ciudad sagrada de Caral y su ciudad pesquera, El Áspero. Caral fue contemporánea de otras grandes civilizaciones como las de China, Egipto, India y Mesopotamia. Se trata, pues, de uno de los pocos centros irradiadores de civilización en el mundo por su antigüedad (al menos 5000 años); así como el único en el hemisferio austral. Caral floreció durante más de mil años; entre sus ruinas se han hallado el primer quipu, instrumentos musicales, estatuillas de arcilla, entre otros restos culturales. Contemporánea a ella fueron otros centros como Bandurria, Ventarrón, Kotosh (templo de las manos cruzadas), Cerro Sechín, La Galgada, Las Haldas y El Paraíso.
Caral desapareció hacia 1800 a. C. pero su legado cultural se mantuvo, continuando así el proceso de la civilización andina. Surgieron otros centros culturales en el actual Perú, como Cupisnique, Pacopampa, Kuntur Wasi, Garagay y Chavín de Huántar. Hacia el 900 a. C. la cultura chavín prevaleció sobre las demás, hasta que hacia 200 a. C. decayó su influencia y se incentivó el desarrollo de Estados más amplios en la base de nuevas culturas locales como Mochica, Lima, Nazca, Wari y Tiahuanaco. Los Wari formaron el primer imperio panandino del que se tiene certeza, con centro en la ciudad de Wari, cerca de la actual Ayacucho.
Con la decadencia de Wari y Tiahuanaco hacia fines del siglo IX se reactivó la producción cultural regionalista, como Chimú, Lambayeque, Cajamarca, Chachapoyas, Chincha, Chanca, Huanca, Chancay y los quechuas o incas del Cuzco. Estos últimos, tras pasar sucesivamente por las etapas de señorío local y confederación quechua, en el siglo XV formaron el Imperio inca, que se anexó todos los pueblos andinos entre los ríos Maule y Ancasmayo, alcanzando un área cercana a los 3.000.000 km², hoy ubicada en los territorios de Colombia, Ecuador, Perú, Bolivia y Chile. 
La civilización incaica fue la cúspide de la cultura andina, la síntesis de todas las culturas preincas. Lo que los incas hicieron fue asimilar y desarrollar todas las influencias culturales del territorio que dominaron. Su mérito principal fue crear un estado imperial cuyo fin era la unificación del mundo andino, pero cuya consolidación definitiva se vio truncada por la invasión española. Sin embargo, la cultura andina ha seguido su propio curso y ha llegado hasta la actualidad; prueba de ello están las comunidades indígenas, las modalidades alimenticias, los idiomas (quechua, aimara), etc.

### La influencia hispánica

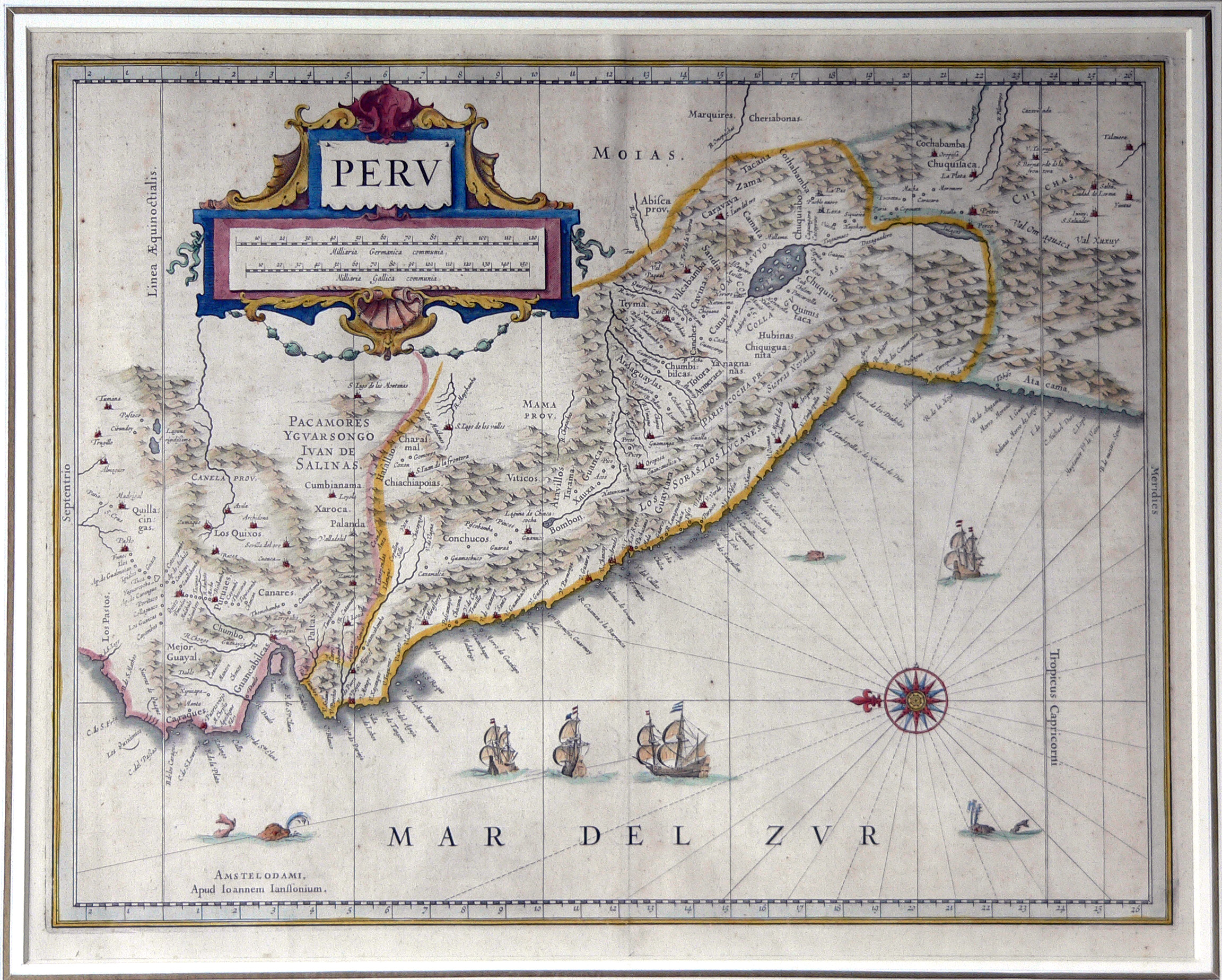
Mapa del Perú. Ioannem Ianssonium (1647).

En el siglo XVI, las tropas de Francisco Pizarro, con el apoyo de muchos pueblos o etnias gobernados por los incas, conquistaron este imperio para España. En 1542, se estableció el virreinato, que en un inicio abarcó un territorio desde lo que hoy es Panamá hasta el extremo sur del continente. El imperio español significó para el Perú una profunda transformación social y económica. Se implantó un sistema mercantilista, sostenido por la minería de la plata, el monopolio comercial y la explotación del pueblo llano indígena.
En el aspecto social, los españoles instauraron una sociedad dividida en estamentos o clases sociales, diferenciada por el linaje y la raza. En el aspecto cultural, introdujeron los estilos artísticos que imperaban en Europa, pero los mestizos los asimilaron hasta convertirlos en arte propio. El artista peruano captó modelos e imprimió sus propias características. Las letras también fueron el reflejo de las escuelas literarias que se daban en Europa, pero hubo literatos nacidos en el Perú que bajo ese influjo destacaron creando peculiares obras maestras, como el Inca Garcilaso de la Vega, Juan Espinoza Medrano, Pedro Peralta y Barnuevo, entre otros.
A partir de fines del siglo XVI e inicios del siglo XVII, el poder virreinal se vio lentamente debilitado por el contrabando comercial y la insurgencia separatista, primeramente indígena (como la de Túpac Amaru II) y posteriormente también criolla. Sin embargo, en los últimos años estas fueron fuertemente reprimidas, por lo que ninguna logró su objetivo último.
Hay que destacar que en el siglo XVIII ya existía la conciencia de ser peruano; esto se evidencia a través de escritores e ideólogos como José Eusebio de Llano Zapata, José Baquíjano y Carrillo, Hipólito Unanue, Toribio Rodríguez de Mendoza y periódicos como el Mercurio Peruano. También sabios y científicos como Jorge Juan, Antonio de Ulloa, Tadeo Haenke y Alexander von Humboldt divulgaron la riqueza y la gente del Perú.

### Desarrollo de la República del Perú

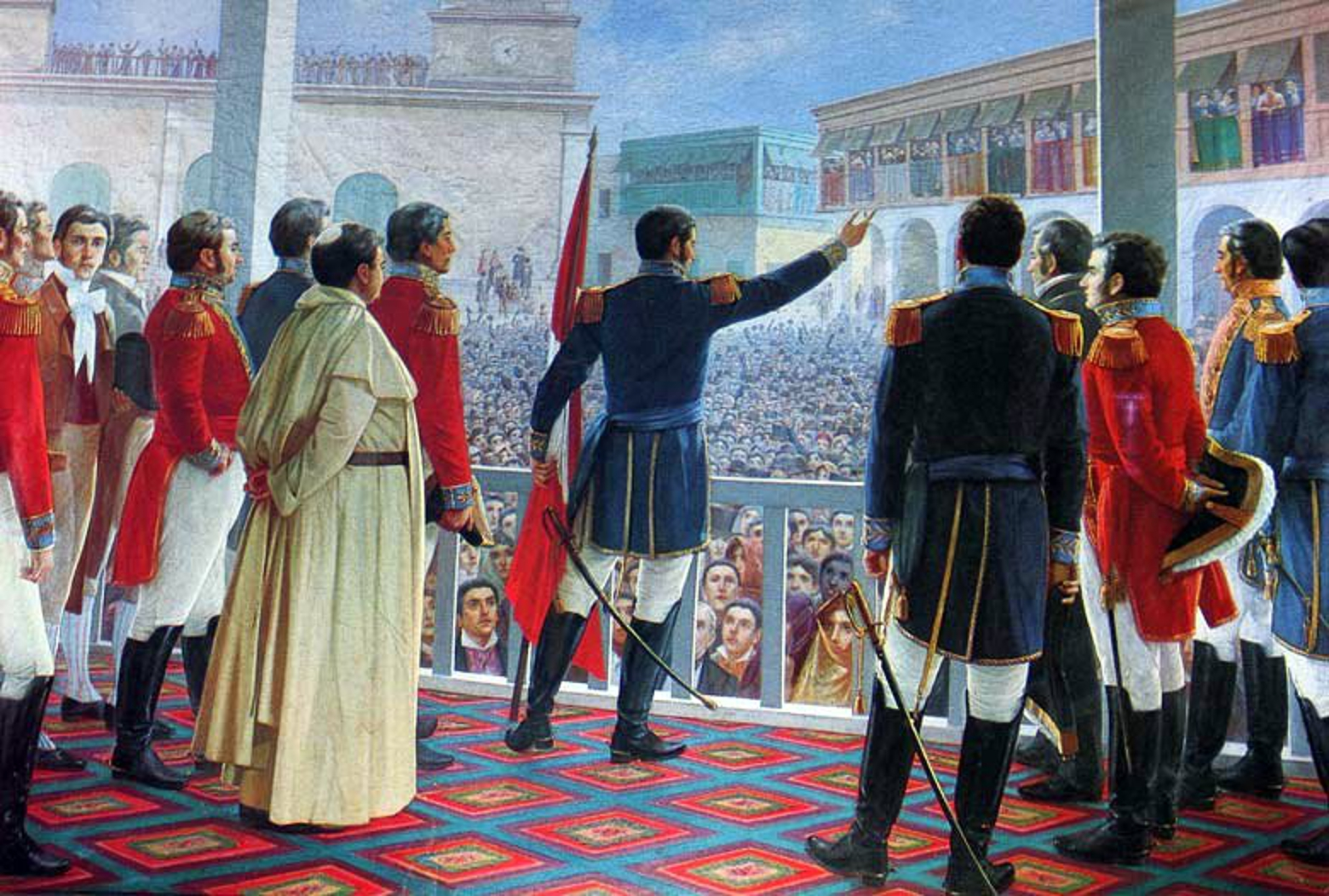
Proclamación de la Independencia.

La emancipación peruana del dominio político español forma parte de un proceso más amplio que se dio en todo el mundo hispanomericano a principios del siglo XIX. La independencia del Perú fue una obra conjunta de precursores y próceres, locales y foráneos, con la decisiva ayuda del pueblo. Hay autores que remontan el inicio del proceso emancipador del Perú a la rebelión de Túpac Amaru II de 1780-1781. Sea como fuese, la etapa final empezó en 1820, con la llegada desde Chile de la Expedición Libertadora del Perú dirigida por el general argentino José de San Martín, que el 21 de julio de 1821 proclamó la independencia e instauró un nuevo estado: la República del Perú cuyo nombre lo consigna tácitamente el Acta de Independencia de este país. Sin embargo, recién en 1824 el general venezolano Simón Bolívar logró expulsar definitivamente las tropas realistas afincadas en la sierra sur tras las batallas de Junín y Ayacucho.
Dos temas fundamentales dominaron los inicios del naciente Estado peruano:  la búsqueda de un sistema propio de gobierno y la determinación de su territorio. El primero se definió con el triunfo de los republicanos sobre los monarquistas; en el segundo caso se siguió el principio del uti possidetis, según el cual el territorio debía ser el mismo del Virreinato del Perú de principios del siglo XIX. Las primeras disputas territoriales se dieron con la Gran Colombia que reclamaba para sí los territorios peruanos de Tumbes, Jaén y Maynas, pero luego de una guerra sin resultado definitivo, el asunto se mantuvo en suspenso y solo posteriormente el Ecuador (una de las tres repúblicas en las que se fraccionó la Gran Colombia) resucitaría los reclamos.
Los primeros años de independencia se desarrollaron entre luchas caudillescas organizadas por los militares para alcanzar la Presidencia de la República. En este contexto, entre 1836 y 1839, se conformó la Confederación Perú-Boliviana, disuelta luego de la derrota de Yungay contra el Ejército Unido Restaurador. Una nueva guerra con Bolivia estalló en 1841, y si bien los bolivianos ganaron la batalla de Ingavi e invadieron el sur peruano, fueron prontamente repelidos por las milicias peruanas en 1842. Este fue un año clave en el que quedó definido el territorio peruano, hasta entonces bajo la grave amenaza de perder toda su zona sur a favor de Bolivia.
El predominio de los militares en el poder se mantuvo hasta los años 1870, cuando aparecieron los caudillos civiles, como Manuel Pardo y Lavalle, presidente de 1872 a 1876; y Nicolás de Piérola, dictador de 1879 a 1881, en plena guerra con Chile. Esto conflicto, de resultado calamitoso para el Perú, marcó el inicio de una nueva etapa en la historia peruana, basado ya no en la explotación del guano y el salitre sino en otras materias primas como los metales, el algodón y el azúcar. Dio pase a la Reconstrucción Nacional, resurgiendo el militarismo en la vida política, hasta 1895, cuando se inició una etapa de predominancia civil, llamada la República Aristocrática, que abarcaría hasta 1919. Otro caudillo civil, Augusto B. Leguía, inició entonces otra etapa conocida como el Oncenio, que duró hasta 1930. 
Luego sobrevino una etapa de crisis política, social y económica, caracterizada por gobiernos militares y civiles que se intercalaron a lo largo de cincuenta años. El Gobierno Revolucionario de la Fuerza Armada de 1968 a 1980, fue un intento de cambiar los viejos moldes de la sociedad peruana y en muchos sentidos lo logró; no obstante, fracasó en el aspecto económico. Los gobiernos populistas de la década de 1980 no hicieron sino agravar la economía y no supieron contener el embate del terrorismo de extrema izquierda. El gobierno de Alberto Fujimori (1990-2000) afrontó la situación orientando la economía del país al neoliberalismo y derrotando al terrorismo, aunque cayendo en el autoritarismo y la corrupción. A partir de 2001 se inició un nuevo periodo de continuidad democrática, que entró en crisis políticas a causa de la debilidad del Estado y su compromiso social.

## Bellas Artes

### Arquitectura

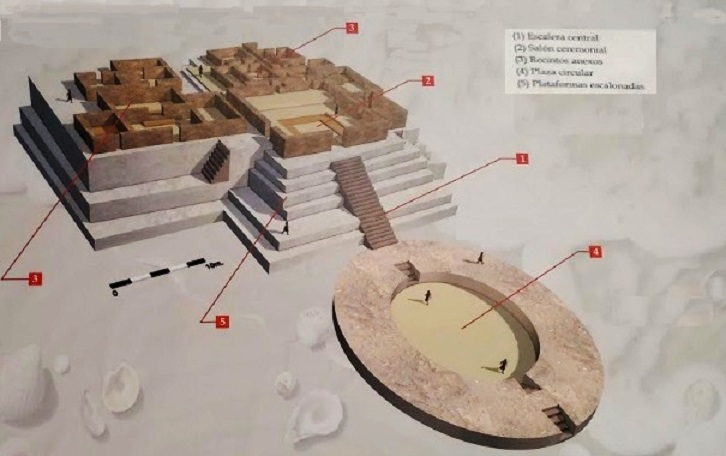
Reconstrucción de una de las pirámides de El Áspero, la ciudad pesquera de Caral.

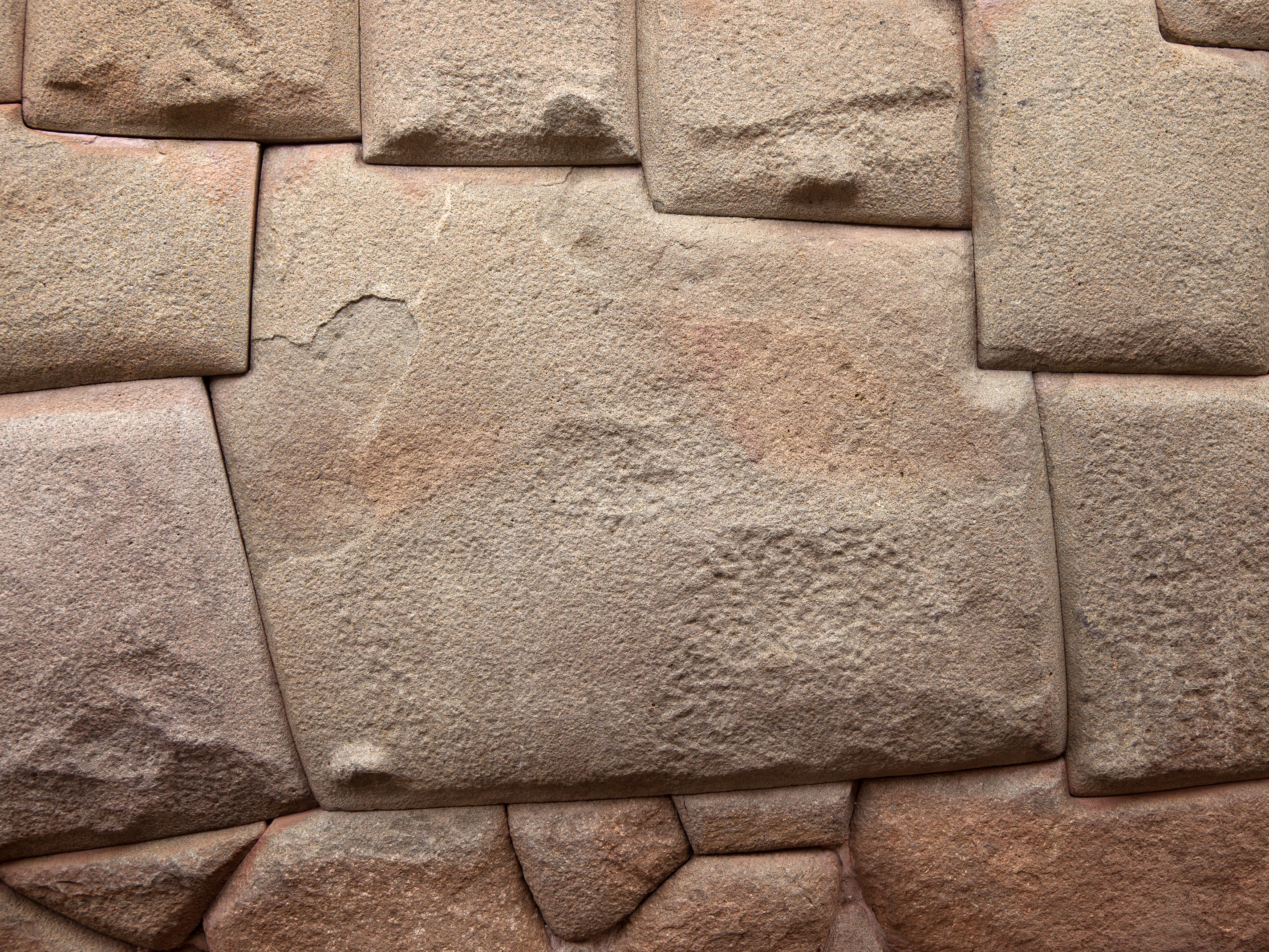
La piedra de los doce ángulos, en un edificio inca del Cuzco.

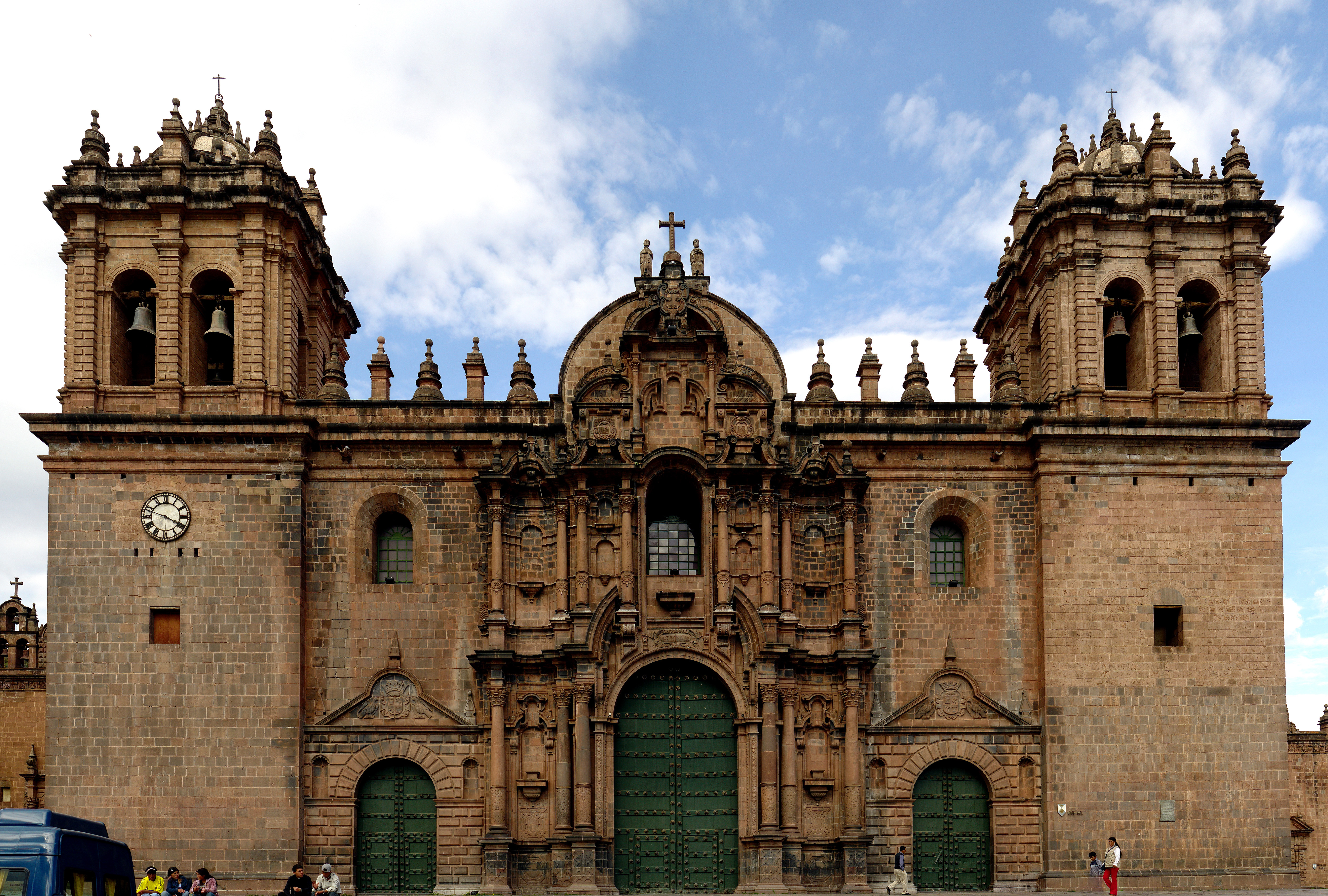
Catedral del Cusco.

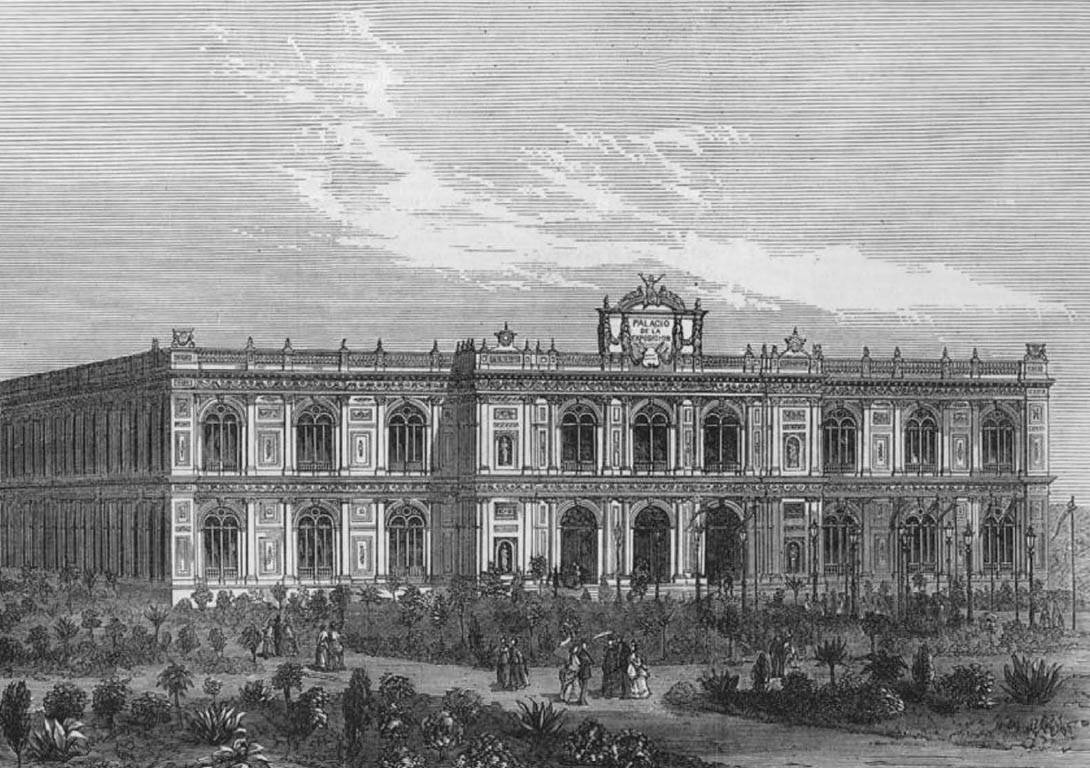
Grabado de 1872 que muestra la arquitectura Neoclásica afrancesada de la fachada principal del Palacio de la Exposición Nacional de Lima.

En el Perú preincaico, los primeros ejemplos de arquitectura monumental son las pirámides de terrazas superpuestas, construidas básicamente de adobe. Su función era religiosa (templo) y administrativa (palacios). Son típicas de las culturas costeras, comenzando por Caral, donde destaca la Pirámide Mayor. Forman complejos con otros edificios, siendo denominados Templos en U, por la forma de su disposición: una pirámide principal, con dos construcciones laterales en forma de brazos. Otras construcciones piramidales destacadas son los de la cultura moche, como las llamadas Huacas del Sol y de la Luna. En Lima destacan las huacas de Pucllana, Maranga, y Mateo Salado. Las pirámides o huacas de las culturas costeras del Perú eran tan imponentes como las de Mesoamérica, pero el hecho de estar construidas en adobe ha imposibilitado su conservación plena; actualmente más parecen elevaciones naturales del terreno, aunque se han restaurado algunas de ellas.
Otros ejemplares de la arquitectura preinca son los templos de Chavín de Huántar, hechos en piedra tallada; las construcciones de Cahuachi de los nazcas; los edificios de adobe de Chan Chan, considerada la ciudad de barro más grande del mundo; los templos de Tiahuanaco (Akapana, Kalasasaya, Pumapunku); la ciudad de Wari, con edificaciones de piedra de varios pisos. En la costa los materiales utilizados preferentemente fueron los adobes y tapiales; en la sierra, la piedra.
La arquitectura incaica tiene tres grandes características: solidez, sencillez y simetría. Destaca por el uso refinado de la piedra, así como por sus técnicas avanzadas de aprovechamiento del espacio territorial. Hasta hoy causa asombro el tamaño de las piedras en algunos edificios, como en la llamada “fortaleza” de Sacsahuamán. En esta y otras construcciones se admira también el ensamblado de piedras de diferente forma y tamaño sin usar argamasa y que encajan tan perfectamente que entre sus junturas no pasa ni una hoja de papel. Ejemplo clásico de esta técnica es la llamada Piedra de los doce ángulos. Otros edificios, como el Coricancha y los palacios incas del Cuzco, están construidos con piedras labradas de forma rectangular o cuadrada, alineadas de manera simétrica. Pero indudablemente es Machu Picchu, construido en un cerro cuya cima fue aplanada, el icono de esta arquitectura; es considerado una de la siete maravillas del mundo moderno. 
Los españoles trajeron nuevas técnicas arquitectónicas, como el uso de la bóveda, el arco, la columna y el empleo de materiales fuertes como el ladrillo, necesario en los lugares en donde no había piedra. La arquitectura virreinal se adaptó al medio de cada región y desarrolló los estilos imperantes en Europa. Estos fueron el barroco, con sus variantes del churrigueresco, el plateresco y el rococó, que se caracterizan por su recargada ornamentación; y el neoclásico, que se caracteriza por la vuelta a las líneas rectas y a la sencillez. Los ejemplos de estos estilos se ven en la arquitectura religiosa, es decir los templos, iglesias y conventos, así como en los característicos balcones de la ciudad de Lima.
La arquitectura republicana, al igual que la colonial, siguió las corrientes europeas. El primer gran edificio construido fue el  de la Penitenciaría de Lima. En lo largo del siglo XIX persiste la influencia del neoclasicismo (Hospital Nacional Dos de Mayo, Iglesia Matriz del Callao, Escuela Militar de Chorrillos). En el gobierno de José Balta se edificó el Palacio de la Exposición, de estilo neorrenacentista. También se introdujo la arquitectura metálica importada de Francia (catedral de Tacna, el puente Balta). En el siglo XX, se desarrollaron varios estilos arquitectónicos, como el estilo académico de influencia francesa (palacio del Congreso de la República del Perú, la Cripta de los Héroes, etc.); el estilo neocolonial (fachada del Palacio Arzobispal); el estilo neoperuano, que es una fusión de elementos coloniales e indígenas (fachadas de la Escuela de Bellas Artes y la del Museo de Arqueología); el estilo indigenista (Museo de la Cultura Peruana).

### Escultura
En la época prehispánica se hicieron esculturas menores, como ídolos y estatuillas de piedra y de madera; así como esculturas de carácter monumental, pero estas hechas mayormente por las culturas chavín (el Lanzón monolítico) y tiahuanaco (monolitos). También se labraba en la roca madre o en grandes piedras haciendo diseños que aparentan maquetas (piedra de Sayhuite). En lo que respecta a los incas, estos tuvieron una arte escultórico muy sobrio y esquemático; se sabe que hicieron estatuas que representaban a sus reyes, y una del dios Viracocha, en piedra. Por lo general la escultura era un complemento de la arquitectura. 
La escultura colonial siguió las corrientes europeas, y al igual que la pintura, tuvo la finalidad práctica de decorar los ambientes religiosos. Proveyó así de mobiliario religioso a los templos y conventos, a través de sus Retablos o Altares, Sillerías de Coro, Púlpitos, Cajonerías y Techos o Artesonados, así como de escultura exenta, en grupos sagrados, imágenes de santos, simbolismos y esculturas funerarias de personajes religiosos o donantes célebres de la época. Ejemplo de todo ello se puede ver todavía en las iglesias de Lima, Cuzco, Arequipa, Trujillo, Cajamarca, Ayacucho y tantos otros lugares del Perú. Se recuerdan los nombres de algunos de los escultores, como Pedro de Noguera y Baltazar Gavilán, este último autor de la célebre escultura de La Muerte, hecha en madera.
En la época republicana, los talleres escultóricos siguieron produciendo obras de tema religioso. La escultura académica se importaba de Europa, como en el caso de las estatuas de la Alameda de los Descalzos, de estilo neoclásico. En la primera mitad del siglo XX surgen artistas nacionales, como David Lozano, Luis Agurto y Artemio Ocaña, que hicieron estatuas de héroes y próceres para orlar las plazas y avenidas públicas. Aunque todavía en esta época se siguieron importando monumentos, como la estatua ecuestre de José de San Martín, elevada en la plaza de su nombre (1921). Al fundarse la Escuela de Bellas Artes (1918), el español Manuel Piqueras Cotolí dio un impulso a la escultura nacional, al propiciar la fusión hispano-indígena. La escultura moderna la inició Joaquín Roca Rey, hacia 1948. Años después se manifiesta la modernidad figurativa con Víctor Delfín y Cristina Gálvez.

### Pintura

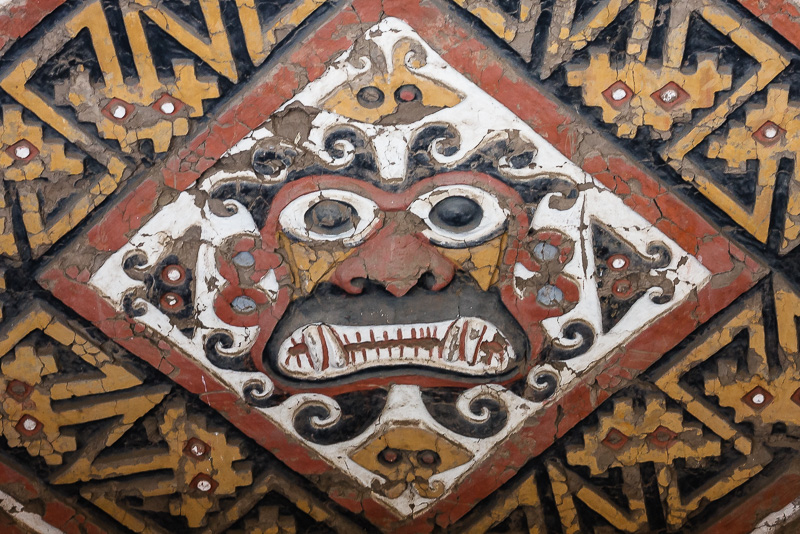
Relieve polícromo del Dios Degollador, deidad principal moche, en la Huaca de la Luna.

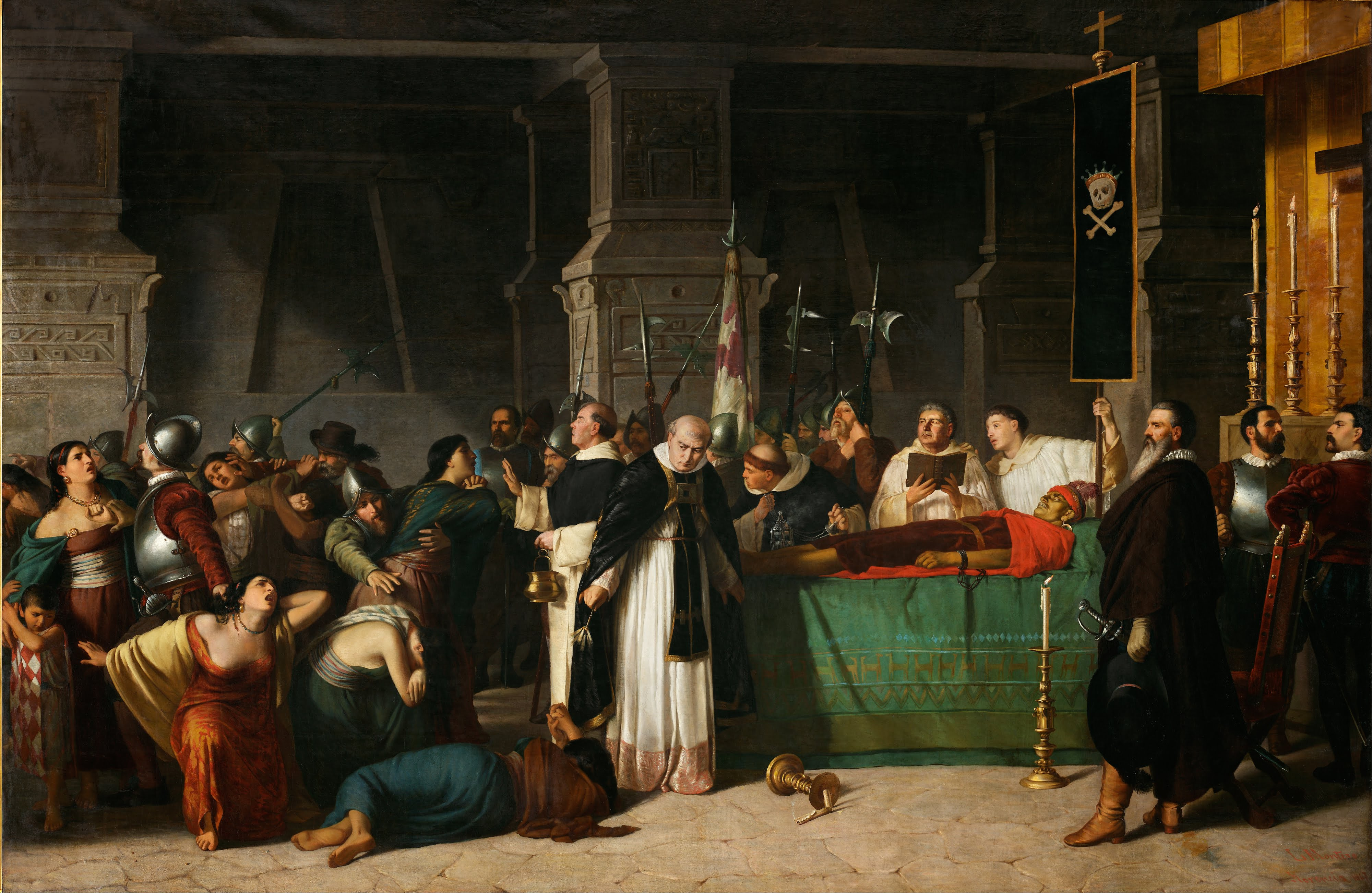
Cuadro Los funerales de Atahualpa, de Luis Montero.

En la época prehispánica, la pintura se expresó en los murales que decoraban los templos, tanto sobre las paredes enlucidas como en los altorrelieves; así como en el decorado de las piezas de cerámica, destacando en este arte las culturas nazca y moche. Se sabe también que los incas pintaron escenas históricas en tablas y telas, que se guardaban en el edificio de Puquincancha, en el Cuzco, pero de los que no se conserva ningún ejemplar.
En la época colonial brilló la pintura religiosa, destinada a satisfacer la gran demanda de cuadros que hacían las iglesias, conventos y grandes residencias coloniales. Por otra parte, la nobleza colonial también mandaba hacer otra clase de obras, muy especialmente retratos. Las primeras obras la realizaron religiosos venidos de España; luego llegaron los artistas italianos Bernardo Bitti, Mateo Pérez de Alesio y Angelino Medoro (siglo XVI-XVII). Posteriormente destacan Fray Francisco de Bejarano, Cristóbal Daza, Cristóbal Lozano y José del Pozo. Pronto, los indios y mestizos aprendieron el arte pictórico y formaron escuelas propias, como la famosa escuela cusqueña, que se desarrolló a lo largo de los siglos XVII y XVIII, y que es un neto ejemplo del mestizaje en las bellas artes virreinales. Los pintores de dicha escuela han permanecido por lo general en el anonimato, pero se mencionan algunos nombres, como el de Diego Quispe Tito.
La pintura de los inicios de la República siguió bajo los moldes coloniales. Luego surgieron varias corrientes: La pintura costumbrista, cuyo máximo representante es Pancho Fierro; la pintura académica, influenciada por las escuelas de Europa, y cuyos exponentes son Ignacio Merino, Francisco Laso, Luis Montero, Francisco Masías, Daniel Hernández Morillo, Teófilo Castillo, Carlos Baca-Flor; la pintura indigenista, que resalta el nacionalismo y el regionalismo provinciano, siendo su iniciador José Sabogal y que contó con varios representantes, como Julia Codesido, Jorge Vinatea Reinoso, Mario Urteaga Alvarado, Enrique Camino Brent. Tras el indigenismo surge un grupo de “independientes”, influenciado por el vanguardismo, cuyos principales representantes son Macedonio de la Torre, Ricardo Grau, Carlos Quizpez Asín. Luego vienen Juan Manuel Ugarte Eléspuru, Sérvulo Gutiérrez, Fernando de Szyszlo, etc. En el arte mural destaca Teodoro Núñez Ureta.

### Música académica
El Perú tiene grandes representantes en la música académica. En el siglo XIX y comienzos del siglo XX destacan los compositores José María Valle Riestra, autor de la ópera Ollanta; Daniel Alomía Robles, autor de El cóndor pasa…; Ernesto López Mindreau; Luis Duncker Lavalle, que compuso valses y piezas de salón; entre otros. Predomina en esta época la composición de óperas.
En el siglo XX aparece una segunda generación que sabe emplear los elementos folclóricos haciendo con ellos una transformación de las armonías y melodías (estilización del folklore). Músicos representativos de esta tendencia son Theodoro Valcárcel, Alfonso de Silva, Roberto Carpio, Carlos Sánchez Málaga y Rodolfo Holzmann. Una tercera generación está representada por Enrique Iturriaga, Celso Garrido Lecca, Olga Pozzi Escot, Enrique Pinilla, Francisco Pulgar Vidal, Edgar Valcárcel y Luis Meza; la mayor parte de ellos prefieren escribir obras orquestadas.
Merecen también citarse a los compositores Manuel Bañón, autor de la marcha militar El ataque de Uchumayo; José Bernardo Alcedo, autor de la música del Himno Nacional del Perú; Claudio Rebagliati, autor de Rapsodia peruana; y Carlos Valderrama Herrera, autor de la célebre marcha militar Los peruanos pasan.
Los tenores peruanos de relieve mundial son Alejandro Granda Relayza, Luis Alva Talledo, Ernesto Palacio, Francesco Petrozzi y Juan Diego Flórez.

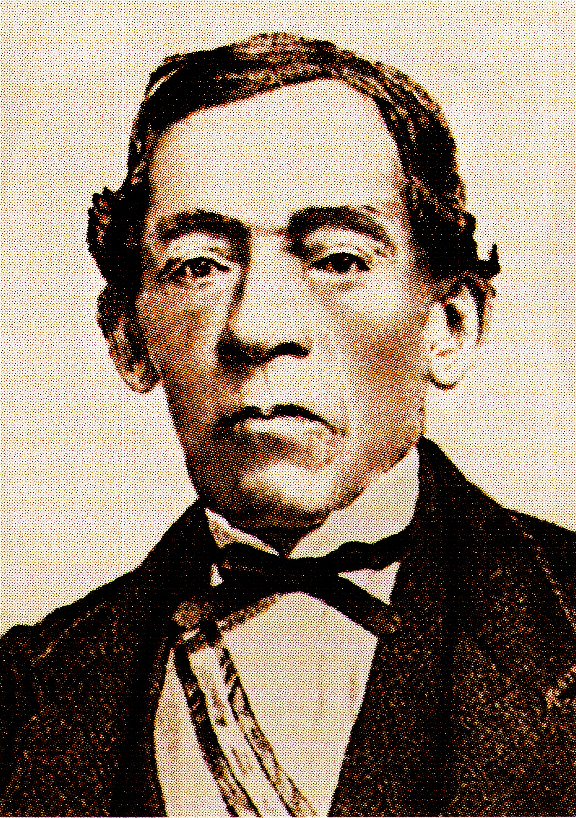
José Bernardo Alcedo.
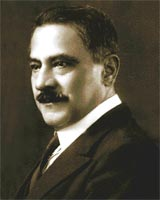
Daniel Alomía Robles.
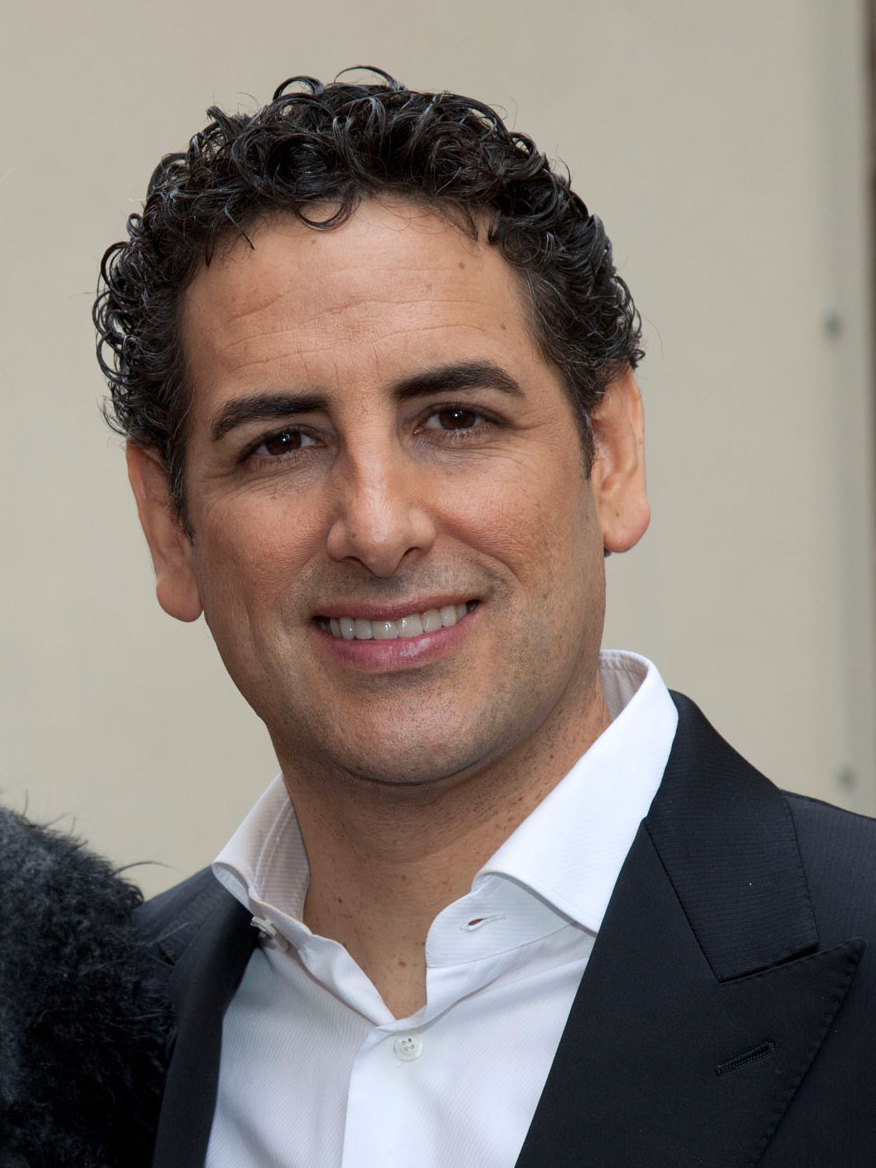
Juan Diego Flórez.

### Cerámica
La cerámica del Perú prehispánico fue muy elaborada. Tiene decoraciones pictóricas de alta calidad artística, y muchas son de forma escultórica. Estos ejemplares se hallan en profusión en las tumbas prehispánicas, debido a la costumbre de enterrar al muerto con vasijas llenas de alimentos y bebidas. 
Las muestras de cerámica más antiguas detectadas en suelo peruano serían las de Kotosh, fase Wayrajirca, fechada hacia 1.850 a. C., aunque si hablamos de la civilización andina en general, la más antigua cerámica es la de la cultura Valdivia, que se desarrolló en el actual Ecuador, hacia 4.000 a. C. En los sitios de la civilización caral (3.000-1800 a. C.)  no se ha hallado cerámica, pero si piezas escultóricas de barro crudo, que representan figuras humanas.
El arte de la cerámica empezó a mostrar notables progresos a partir de la cultura Cupisnique. La cerámica chavín tiene excelentes ejemplares de forma globular y con asa estribo, decoradas con motivos plasmados con incisiones y resaltados en alto relieve plano, generalmente monócroma (de un solo color: negro, gris o rojo).
La etapa del apogeo de la cerámica corresponde a las culturas Moche y Nazca, que se desarrollaron en la primera mitad del primer milenio de nuestra era, aunque ambas tuvieron como antecedentes a otras culturas (Salinar y Gallinazo; y Paracas, respectivamente).
La cerámica moche es considerada como la mejor del Antiguo Perú y entre las mejores del mundo, gracias al fino y elaborado trabajo que evidencian sus ejemplares. En ellas representaron, tanto de manera escultórica como pictórica, a divinidades, hombres, animales y escenas significativas referidas a temas ceremoniales y mitos que reflejaban su concepción del mundo, destacándose la asombrosa expresividad, perfección y realismo con que los dotaban. De este arte sobresalen los huacos retratos y los huacos eróticos. 
La cerámica nazca es otra de las mejores del Perú, por su variedad y su alta calidad. Destaca sobre todo por sus diseños pictóricos, con una profusión de colores excepcionalmente brillantes. Se pintaban plantas, animales y sobre todo la figura de un ser sobrenatural, con rasgos de felino y ave.
Posteriormente surge la cerámica tiahuanaco-wari, influida al parecer por la moche y la nazca; a la primera le debería la predilección por la forma escultórica, y a la segunda por el uso de una variedad de colores brillantes. Una característica peculiar es la representación de una divinidad que parece ser la misma que aparece en la Portada del Sol de Tiahuanaco.
Destacan luego la cerámica chancay, que se caracteriza por ser bicroma (sobre un engobe blanco se pincelaba con tinte negro). Es de destacar también las estatuas llamadas cuchimilcos.
En cuanto a la cerámica incaica, es más sobria en expresiones figurativas y poco dada a reproducir formas escultóricas. Sus diseños son geométricos y se usa mayormente como colores el blanco, el negro y el rojo. Ejemplares típicos de la cerámica inca son el aríbalo o puyñun (cántaro), el pucu (plato de asa) y el quero (vaso). El más conocido es el aríbalo, nombre que le dieron los españoles por su lejano parecido con las ánforas griegas.

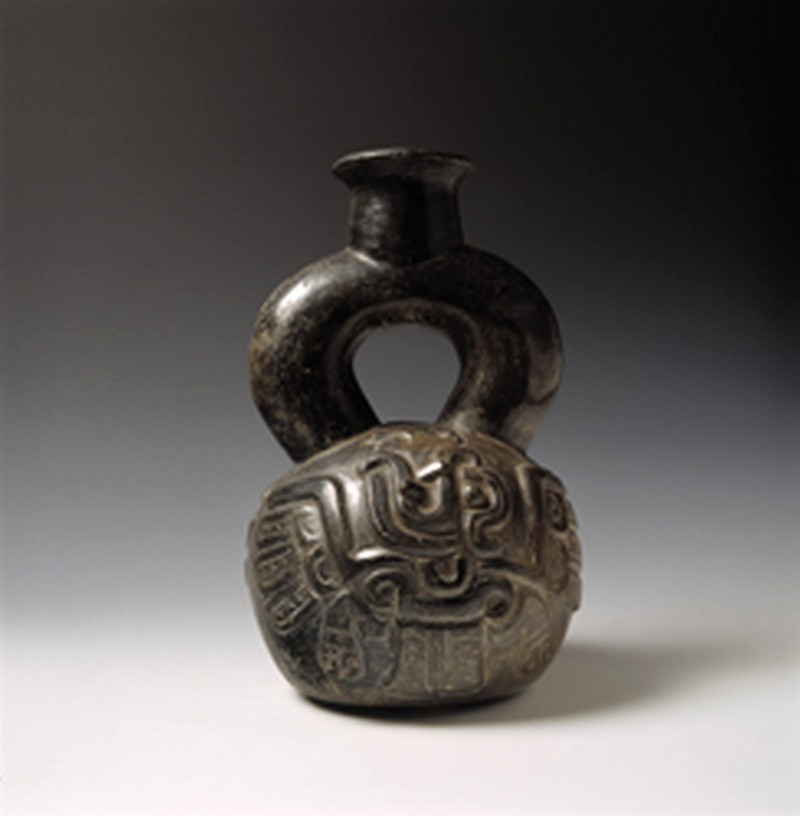
Cerámica cupisnique
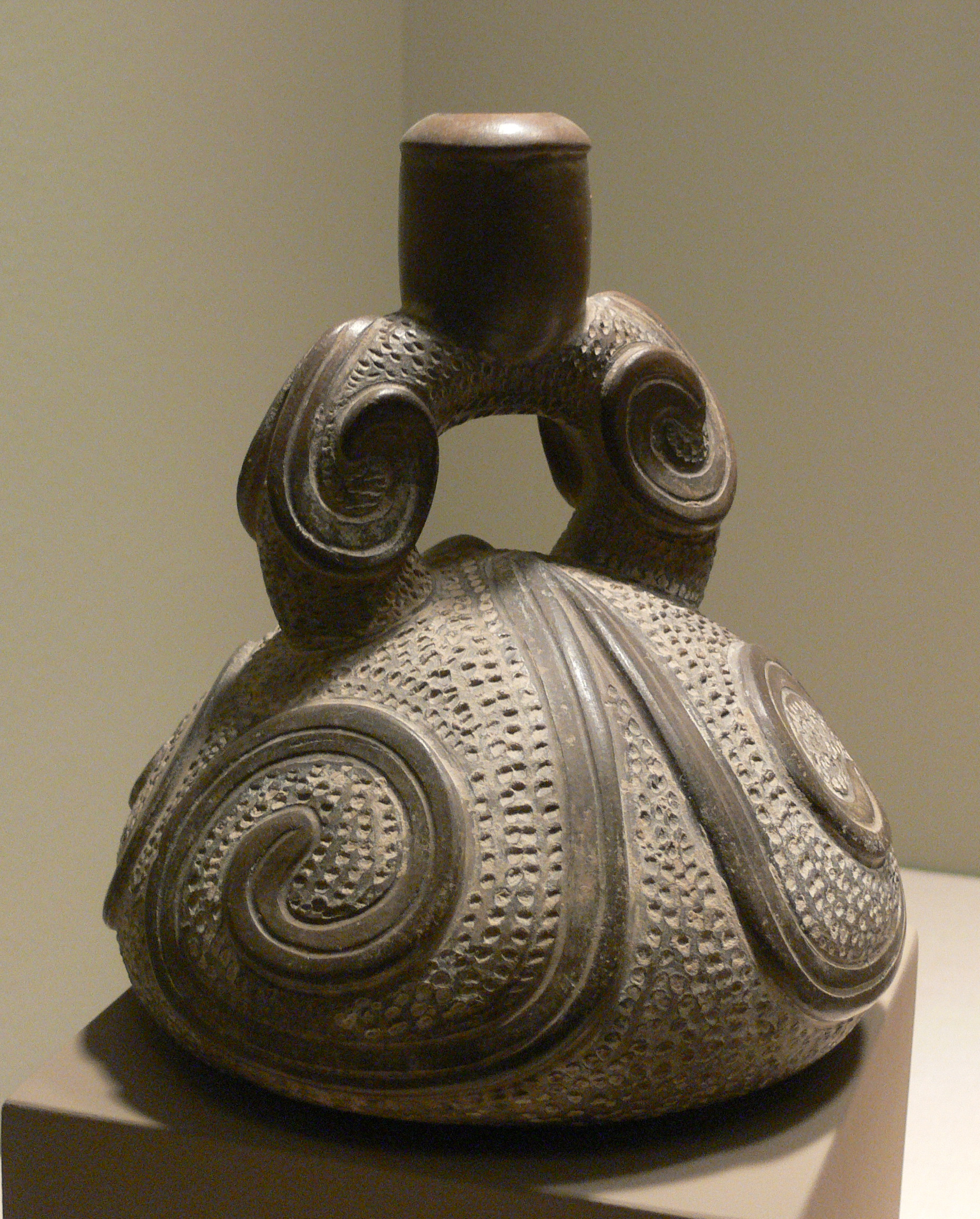
Cerámica chavín.
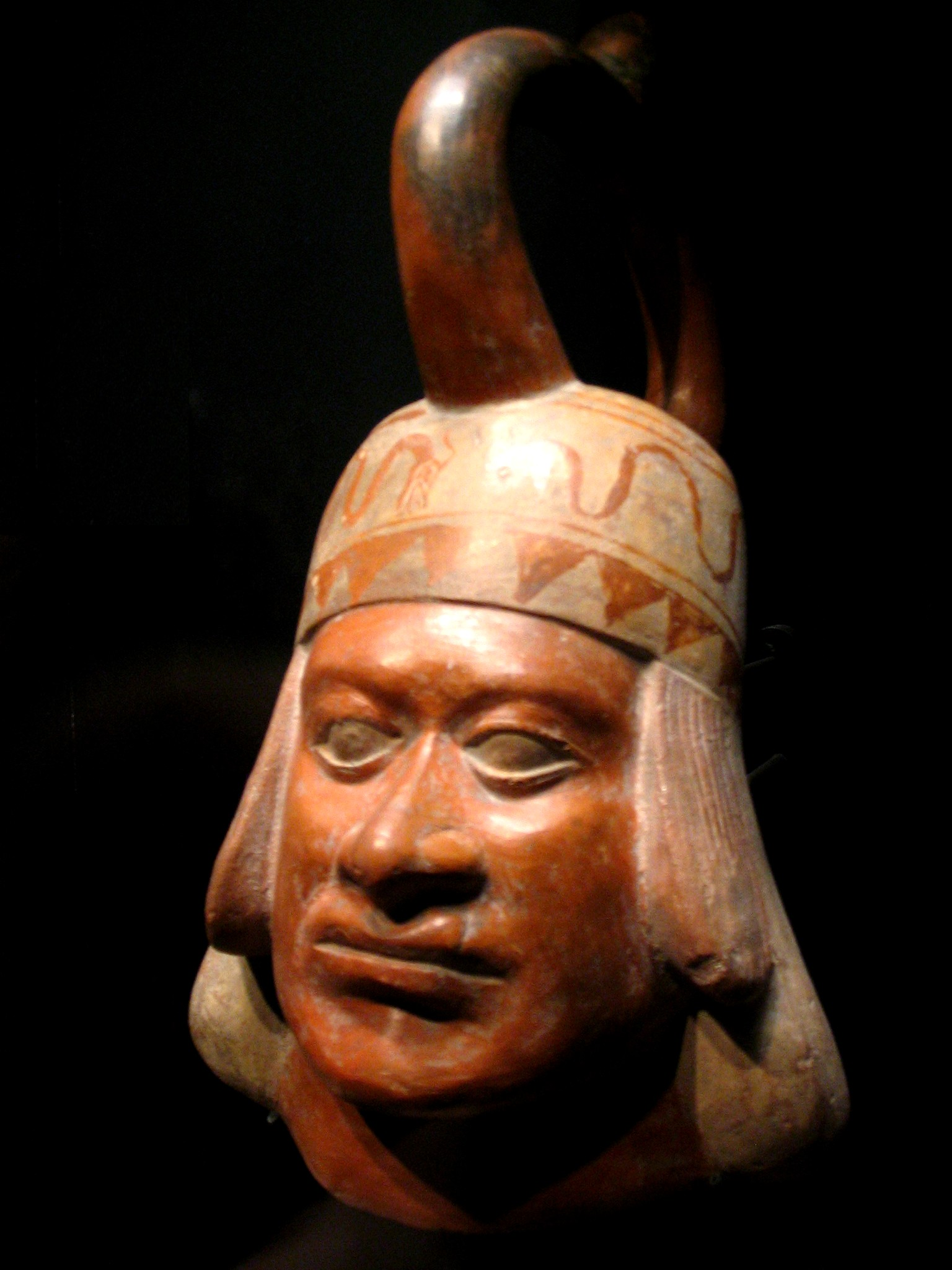
Huaco retrato moche.
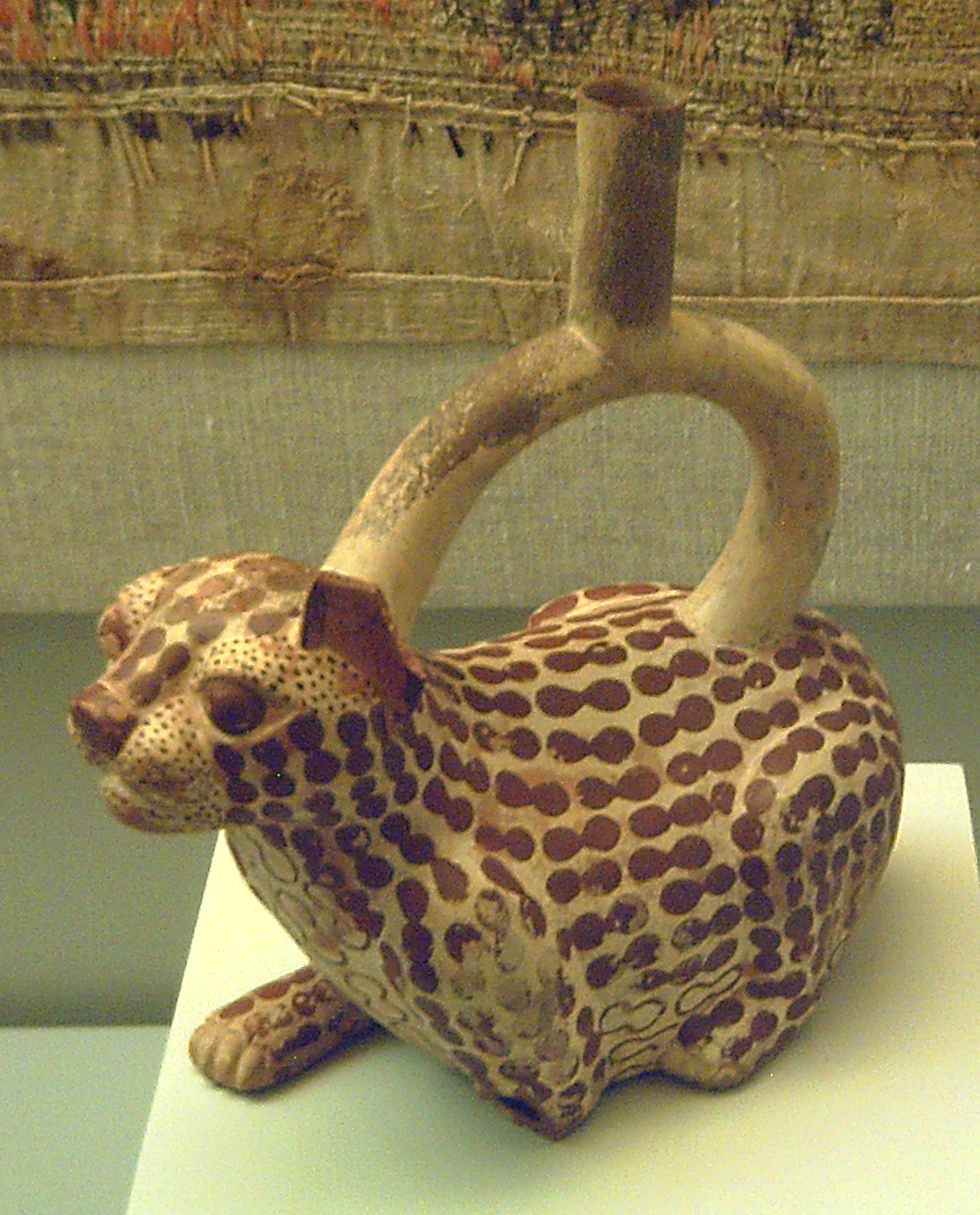
Cerámica escultórica moche (jaguar).
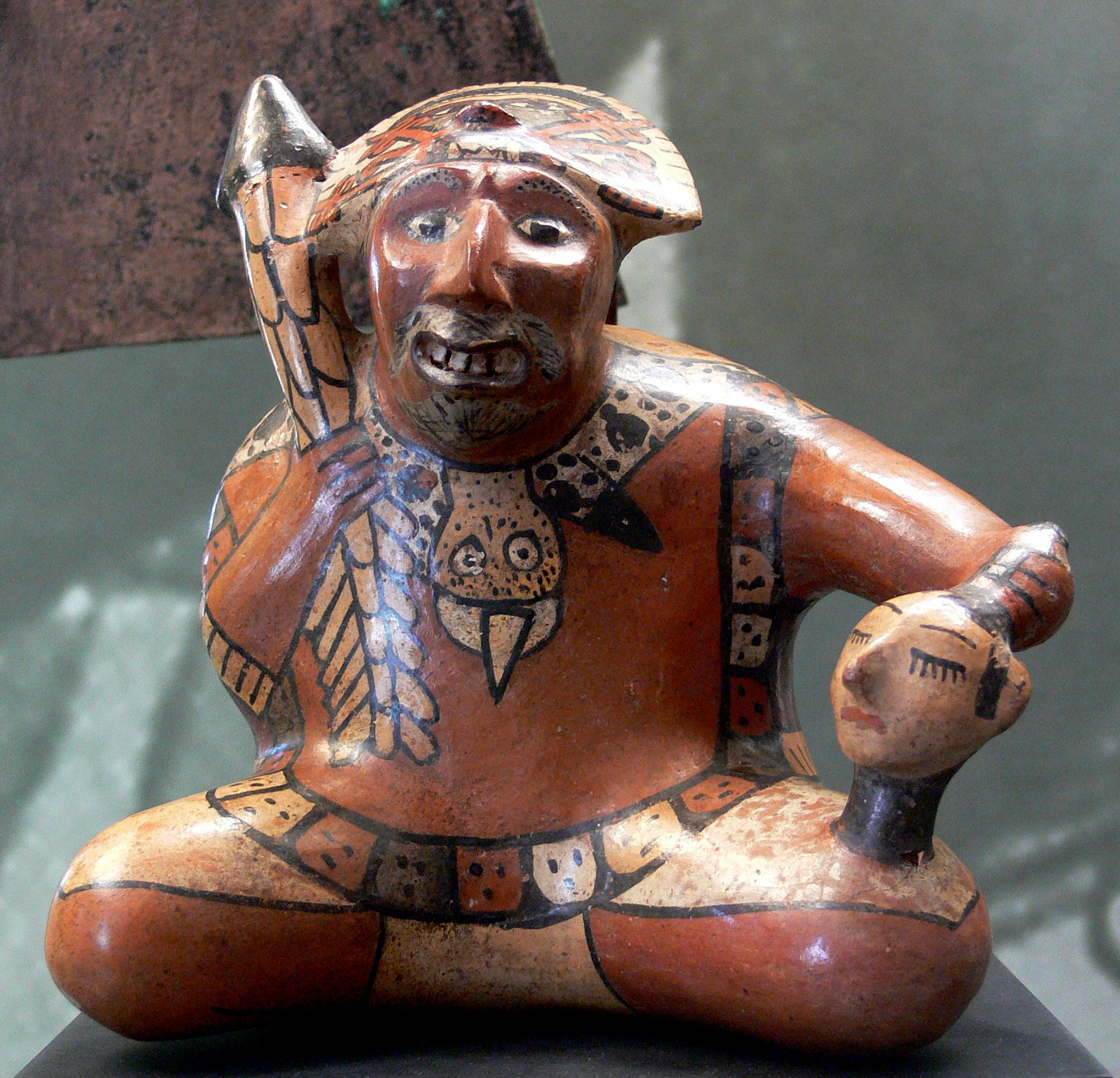
Cerámica escultórica nazca.
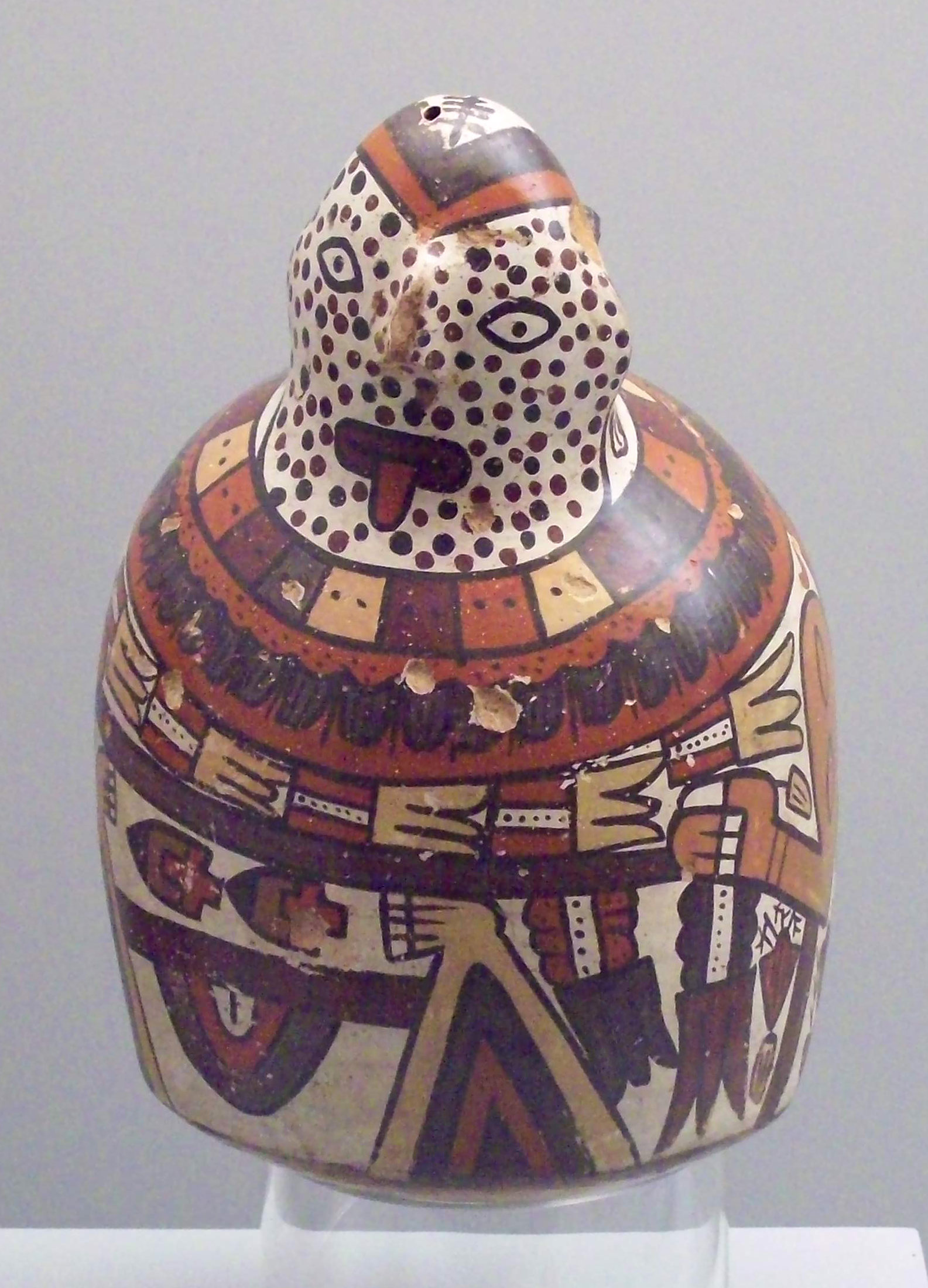
Vasija nazca.
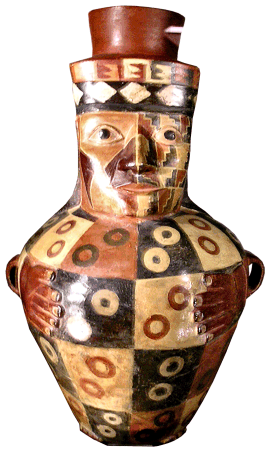
Cerámica wari.
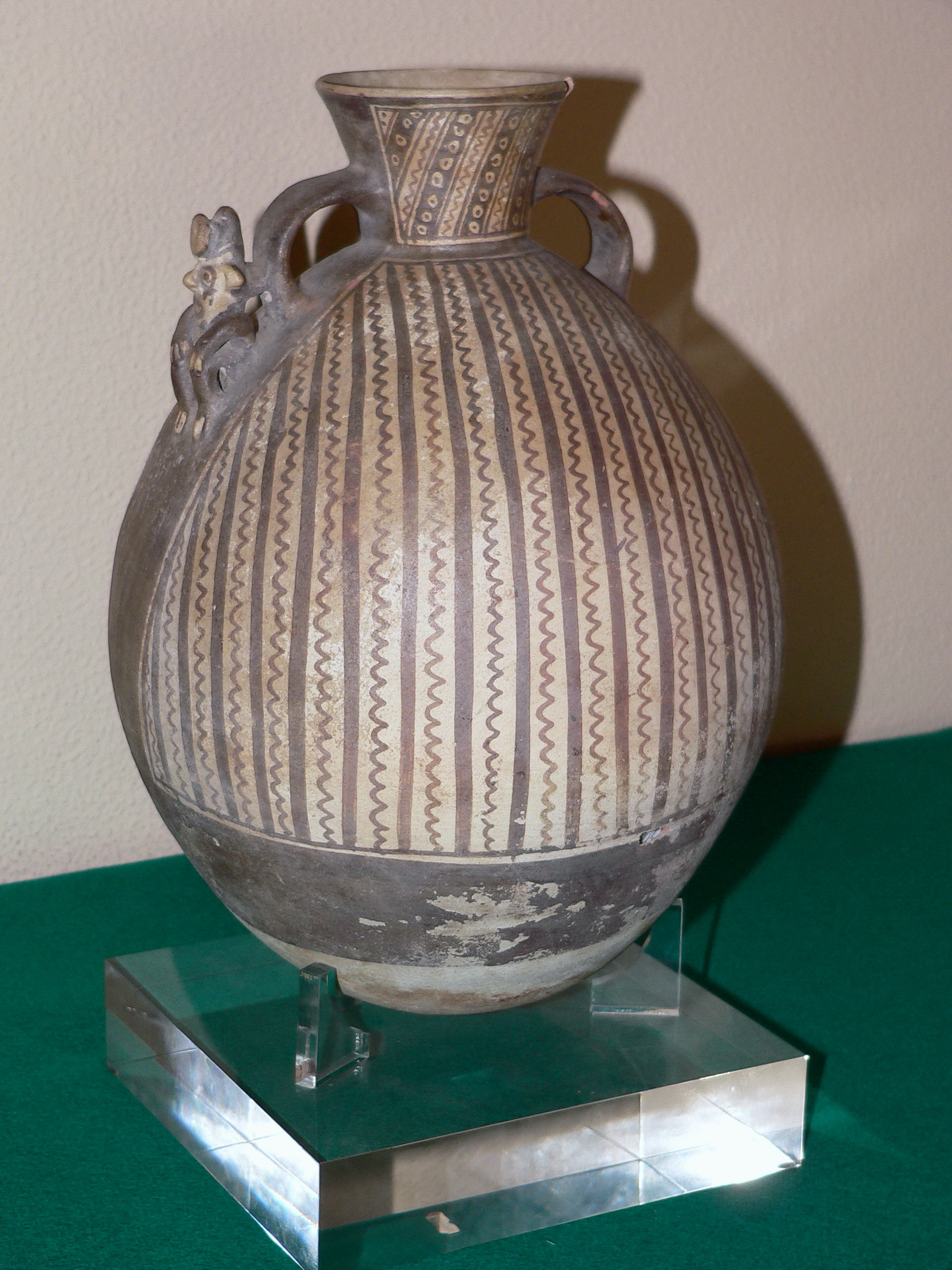
Vasija de la cultura chancay
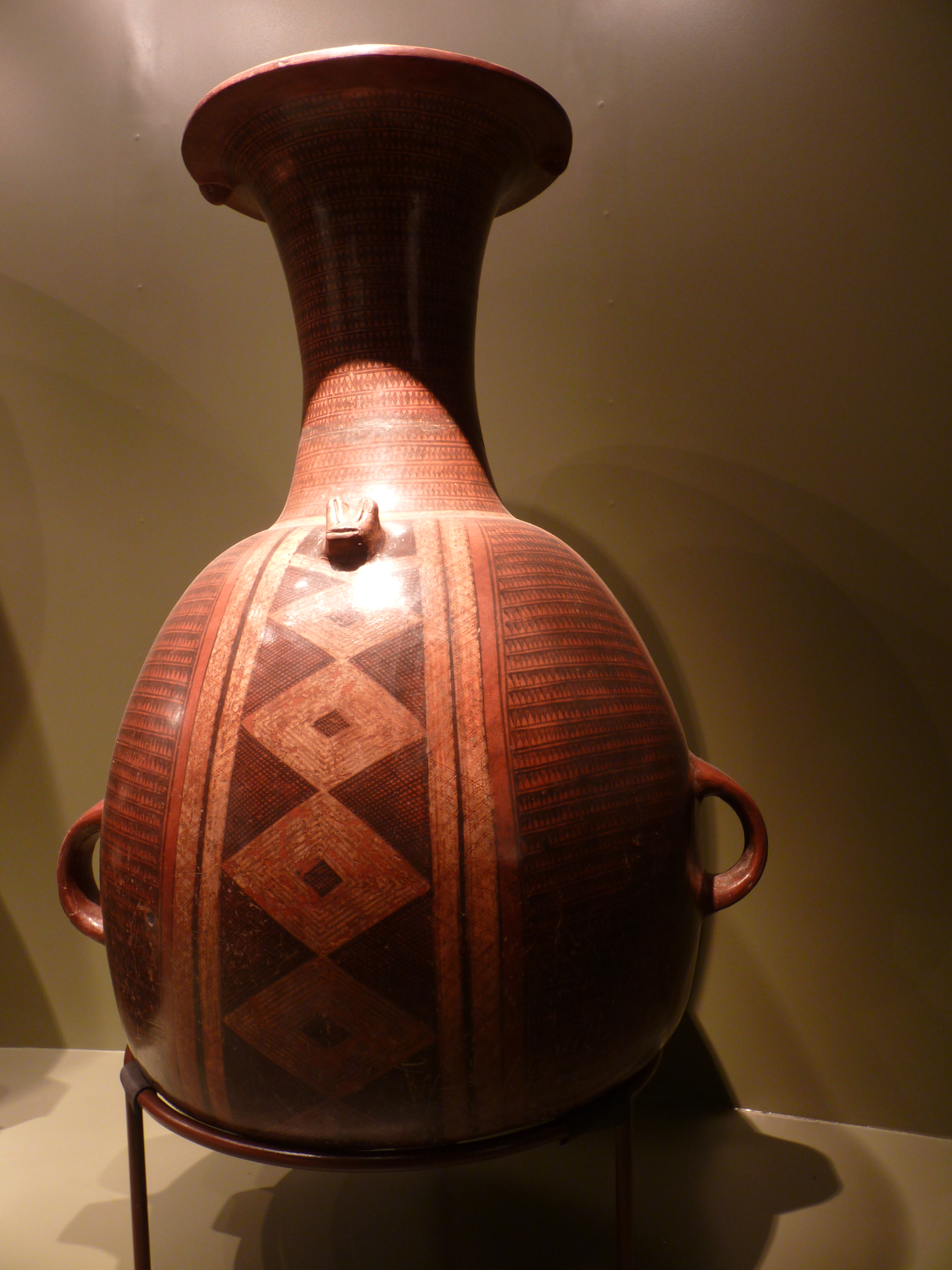
Aríbalo incaico.

### Orfebrería
La más remota evidencia del trabajo de metales finos en el Antiguo Perú y en la América en general se remonta al 1.500 a. C. Se encuentra en Waywaka, Apurímac, donde se hallaron láminas de oro martilladas asociadas con herramientas utilizadas para tal efecto. Pero solo posteriormente la metalurgia en su forma compleja alcanzó una hábil manufactura, siendo Chongoyape y Kuntur Wasi, hacia 1000-200 a. C., los centros más antiguos que testimonian este florecimiento.
Un desarrollo más extraordinario de este arte pertenece a las culturas moche, lambayeque o sicán, nazca y chimú, de la costa peruana.
Los moche fueron los mejores metalurgistas de su época. Utilizaron el oro, la plata, el cobre y sus aleaciones, que fundían en hornos de diversos tipos (como la huayra). La aleación más característica fue la tumbaga (mezcla de oro y cobre). Doraron el cobre mucho antes que en Europa y conocieron una variedad de técnicas, como el laminado, martillado, alambrado, soldadura, etc. Una cantidad asombrosa de joyería se halló en la tumba del Señor de Sipán.
Los lambayeque adoptaron las técnicas de los moches y para algunos expertos, sus creaciones tienen un mejor acabado. Piezas representativas del arte lambayeque y de la orfebrería peruana en general son el tumi lambayeque y la máscara funeraria lambayeque, hechas en oro con incrustaciones de piedras preciosas, y con diseños que representan al dios Naylamp.
Los chimúes heredaron las técnicas de las anteriores culturas y produjeron artefactos de extraordinaria calidad, de baja concentración de oro y algunos elaborados con bronce arsenical.
Los incas adoptaron las técnicas metalúrgicas de los pueblos que dominaron y trasladaron a orfebres chimués al Cuzco para que realizaran su labor al servicio del estado imperial. En esa época se difundió el uso del bronce cuproestañífero (aleación de cobre y estaño).
Es de resaltar que la cultura del Antiguo Perú fue la única de América que produjo el bronce, entre otras aleaciones. Desconocieron sin embargo, el hierro, salvo el de origen meteórico, que fue usado en herramientas pesadas que se tallaban y bruñían.

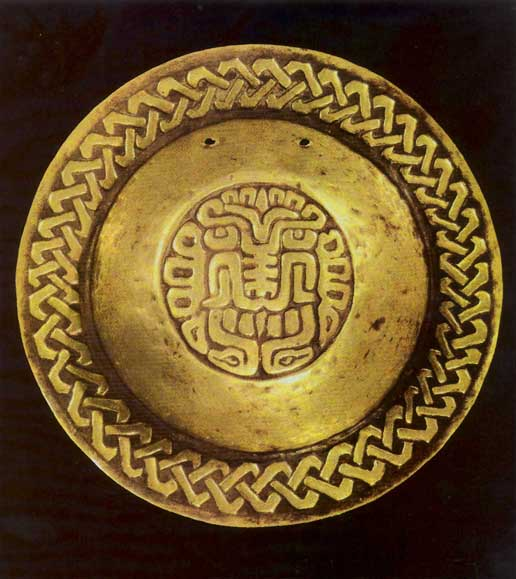
Ornamento de oro hallado en Chongoyape
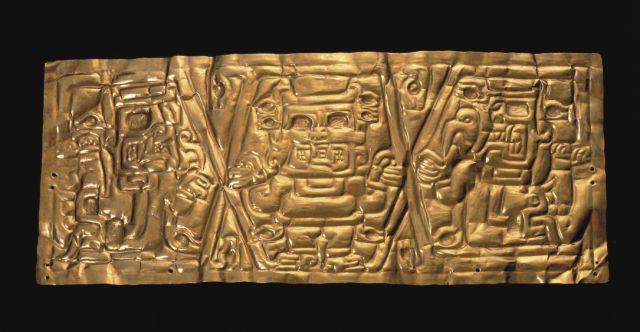
Joya labrada en oro, de estilo chavín.
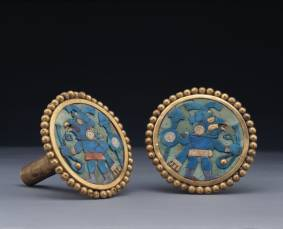
Orejera moche de oro con incrustaciones de piedras preciosas.
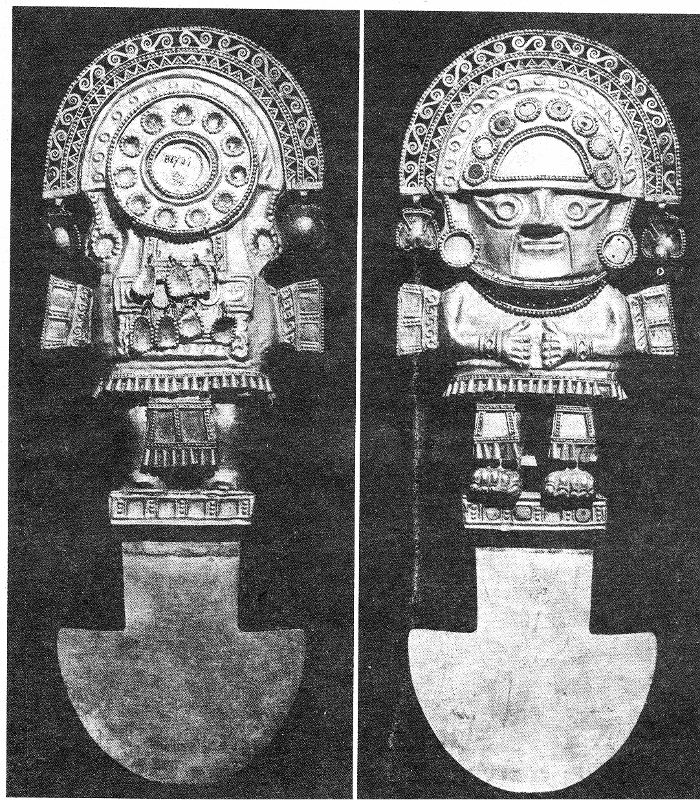
Tumi lambayeque o tumi de Illimo.
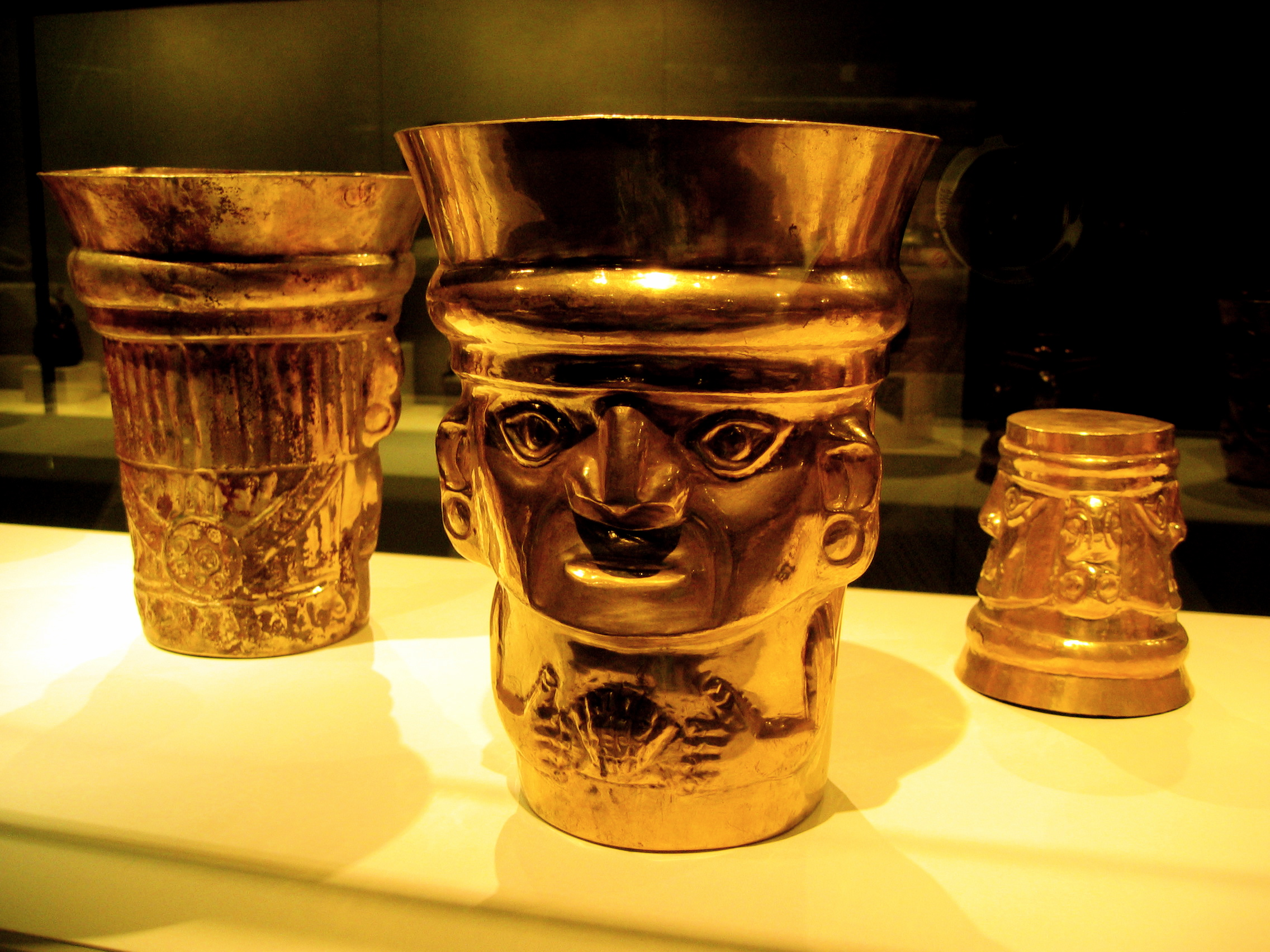
Vasos de oro del periodo Sicán medio (Lambayeque).
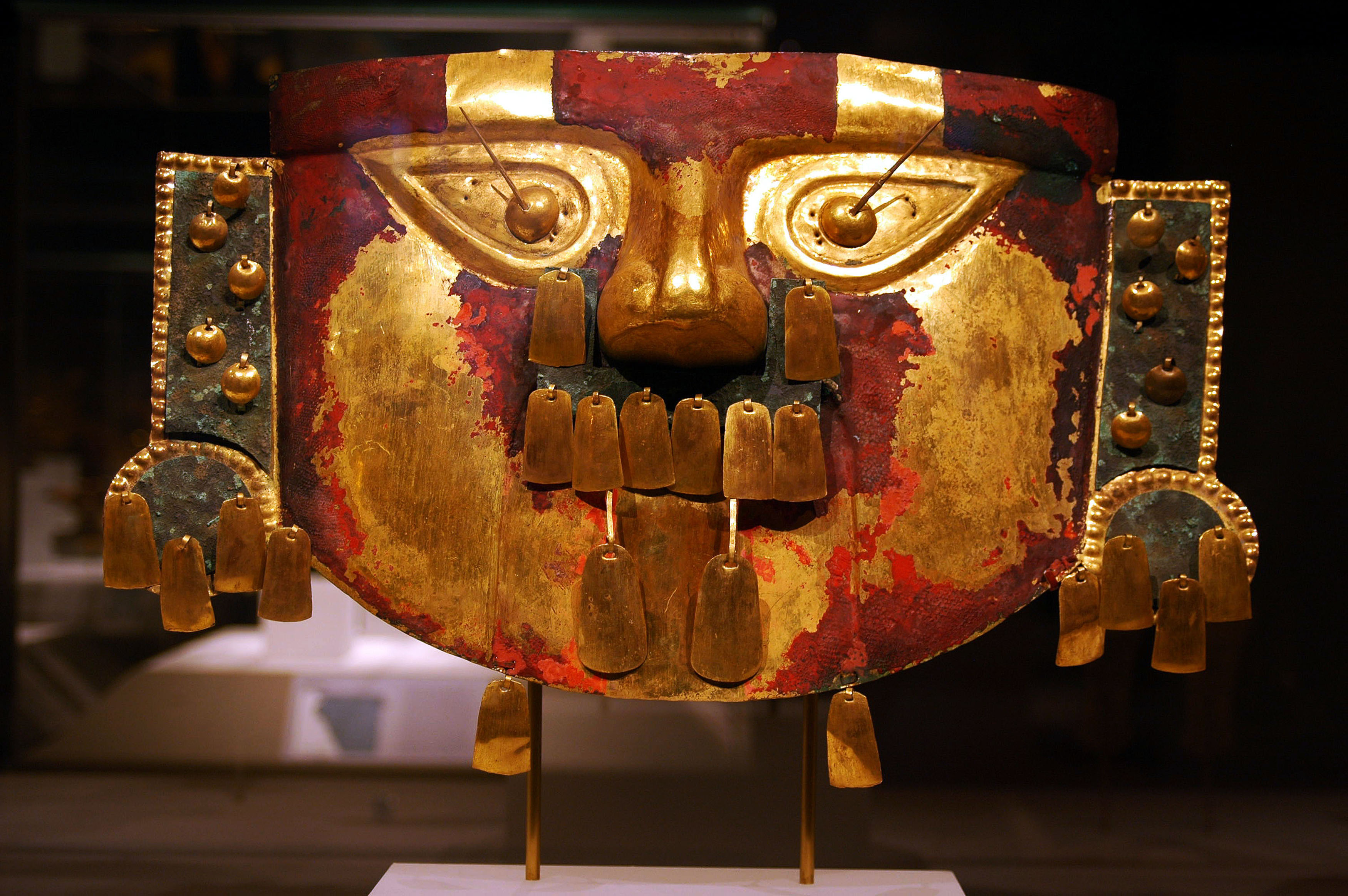
Máscara funeraria lambayeque hallada en Batán Grande.
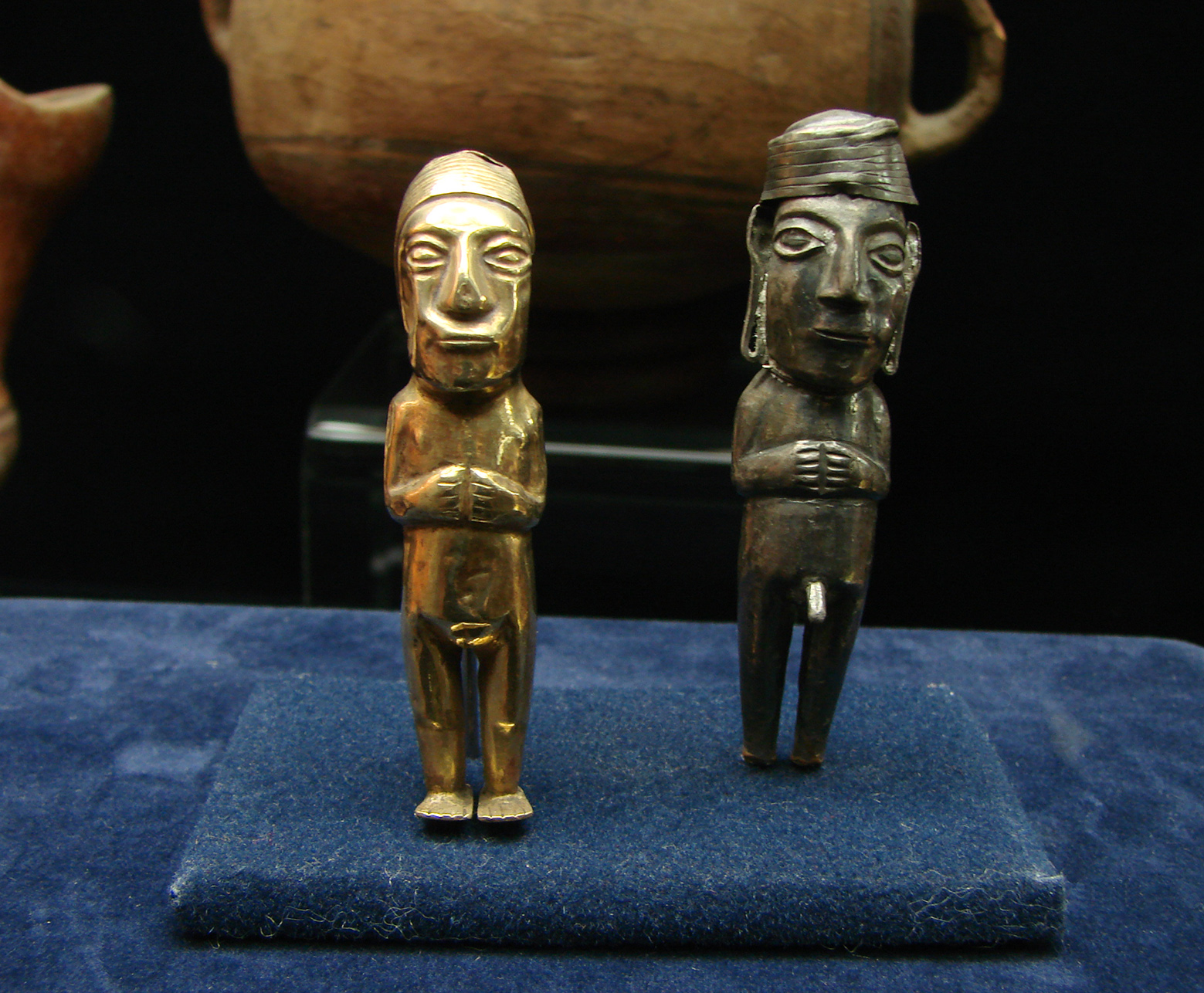
Estatuillas incas de oro y plata, elaboradas a base de láminas repujadas y soldadas.

### Textilería
La textilería fue una de las técnicas mejor desarrolladas en el Antiguo Perú. Los mismos conquistadores españoles atestiguaron que los incas fueron los mejores vestidos de toda la América prehispánica, por la variedad y la calidad de sus prendas de vestir. La materia prima para los tejidos fue la fibra de algodón y de otras plantas, así  como la lana de los camélidos; a veces se usó también pelos humanos y de murciélago. Como instrumento utilizaron el telar manual. La costumbre de enterrar a los muertos con sus mejores vestimentas y el clima seco de la costa peruana han posibilitado la conservación de muestras espléndidas de esta técnica y arte a la vez.
Los antiguos peruanos conocieron prácticamente todas las técnicas textiles, desde el torzal, el paño sencillo y los bordados, hasta brocados y tapicería en telar. Asimismo, decoraron sus telas de las más diversas maneras. Incluso utilizaron otras técnicas peculiares, que actualmente son imposibles de reproducir.
Los primeros indicios de textilería en el Antiguo Perú se remontan a unos 5.000 años. Entre los primeros ejemplares bien conservados de este arte depurado están las telas pintadas de Carhua, en la costa sur, que muestran motivos de estilo chavín, por lo que han sido fechados en el primer milenio antes de Cristo.
Pero sin duda los ejemplares más esplendorosos son los de la cultura topará, antes llamada Paracas Necrópolis, que usó preferentemente la técnica del bordado. Los famosos mantos paracas, con los que envolvían a sus momias, han ganado con justicia la admiración universal. Algunas de estas telas contienen trescientos hilos por pulgada cuadrada. Sobre ellas se bordaron con gran colorido temas naturalistas (peces, felinos, aves, serpientes, frutos y flores), así como figuras míticas y simbólicas, todas con un gusto extraordinario. La variedad, vivacidad e intensidad de los colores de los mantos aún se mantienen en su vigor, pese al tiempo transcurrido.
La textilería preinca continuó con su extraordinario apogeo técnico y artístico, como se evidencian en otras culturas costeñas como Moche y Nazca. De los moche, al no haberse conservado ejemplares, se deduce su desarrollo textil al contemplar el arte pictórico de sus ceramios. Los nazca, herederos de los topará o paracas, abandonaron el bordado y desarrollaron una tapicería fina.
Bajo la época Tiahuanaco-Wari alcanzó su esplendor la tapicería y floreció también el arte plumario como complemento del tejido; su decoración es altamente simbólica y de trazos sofisticados, sobre todo cuando representa al dios de los báculos, el mismo que aparece en la Portada del Sol.
Otra cultura que destaca en este arte es la cultura chancay, con sus finas telas de tapicería y telas pintadas; son de destacar las gasas decoradas. También destaca la cultura chachapoyas, de la que se puede mencionar como ejemplo una tela monumental de algodón decorada íntegramente con diseños de aves.
Los incas heredaron y desarrollaron las técnicas preincas. Destacan sus tejidos de lana de vicuña, llamados cumbis, decorados con motivos geométricos pequeños, llamados tocapus. Actualmente se continúa tejiendo en el Perú utilizándose las técnicas ancestrales, especialmente en la región surandina.

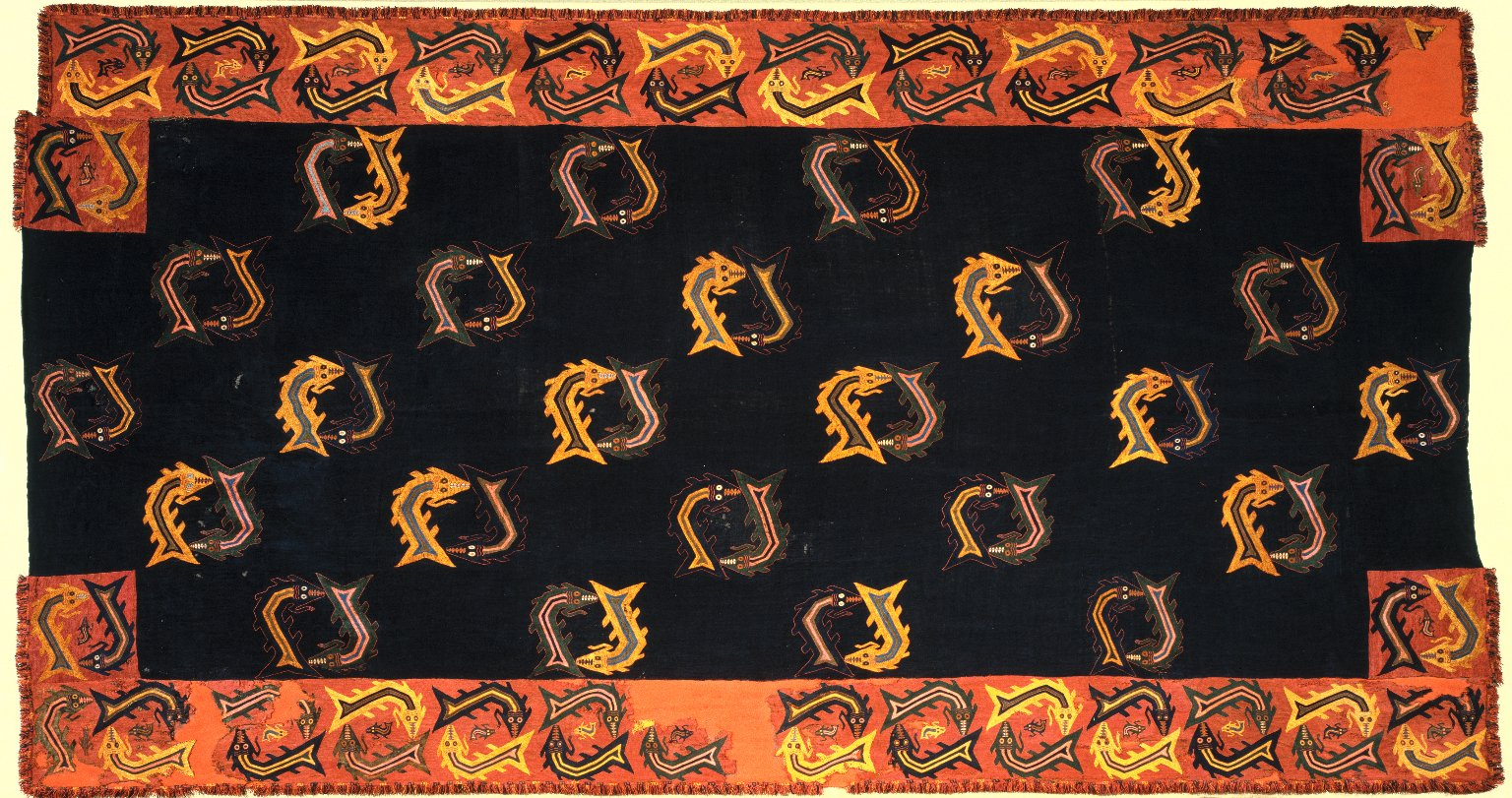
Manto Paracas.
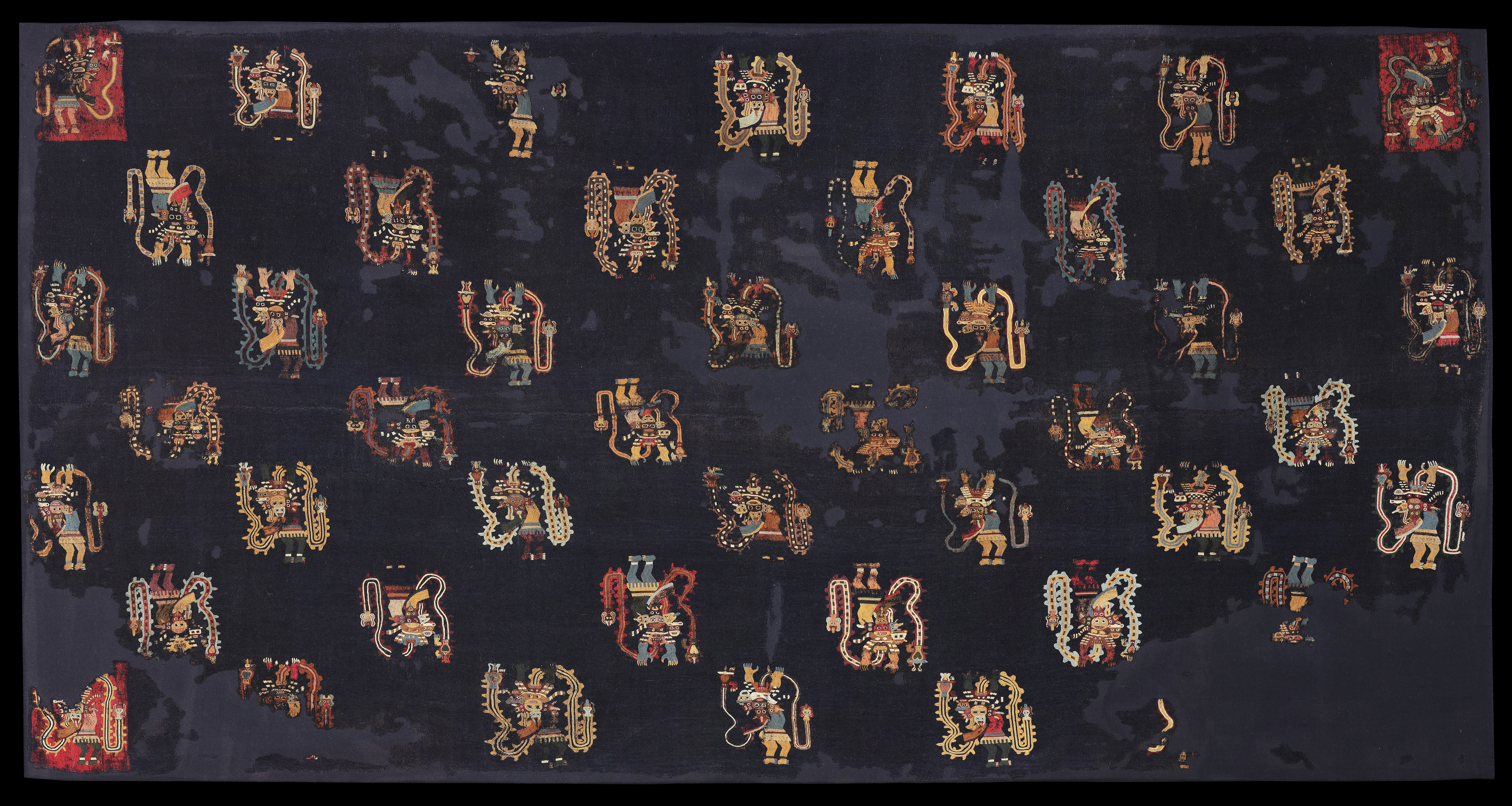
Manto Paracas decorado con diseños de deidades mitológicas.
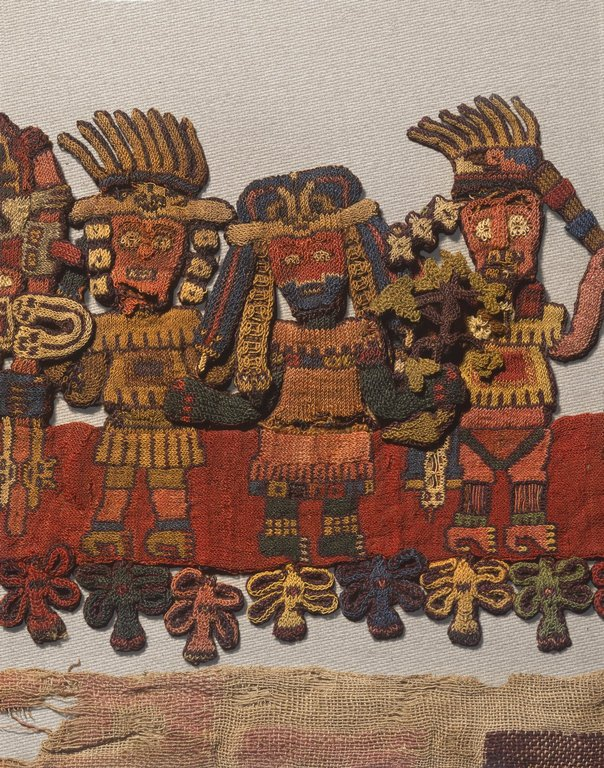
Detalle de una pieza textil Paracas.
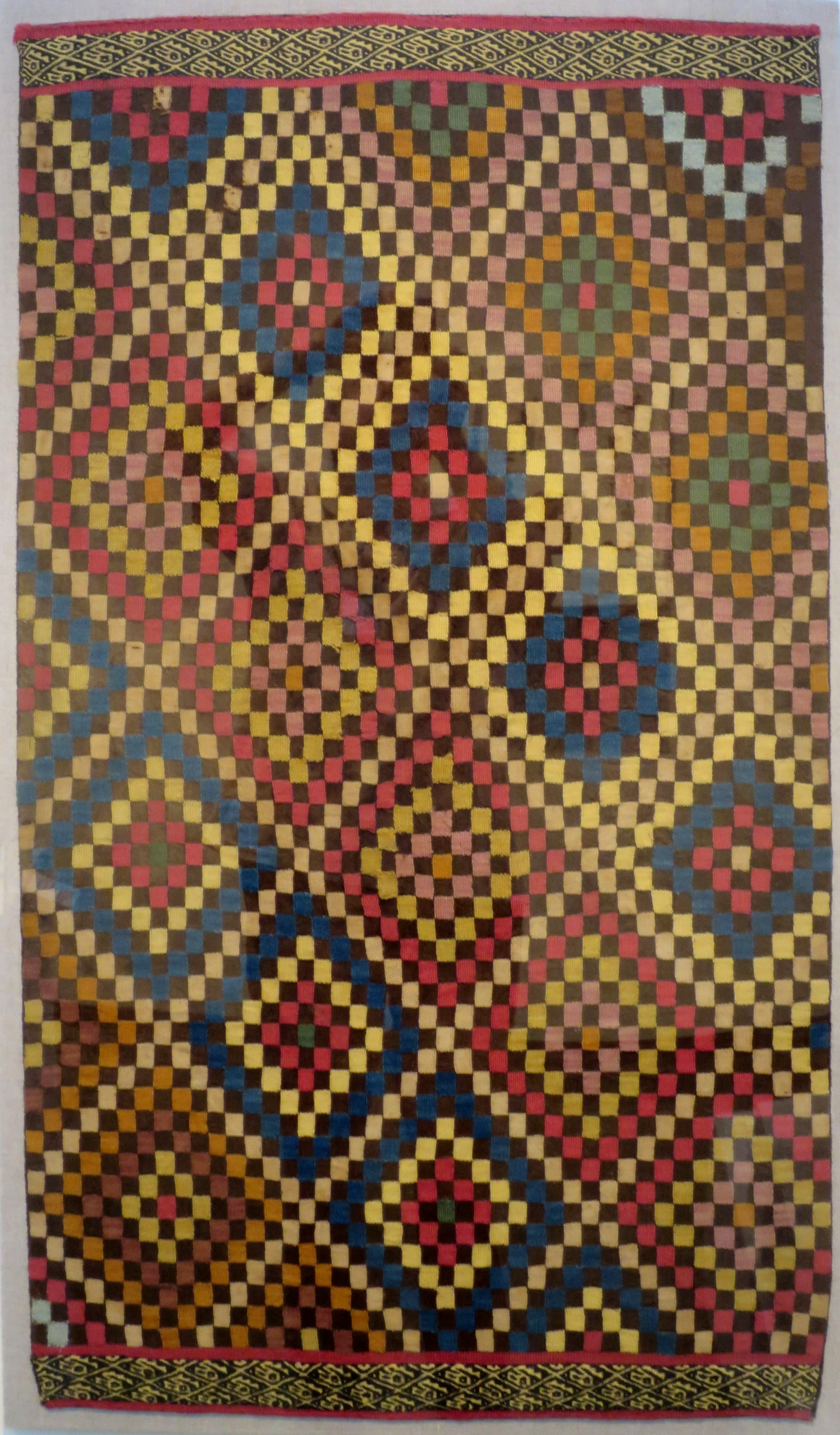
Tejido chancay.
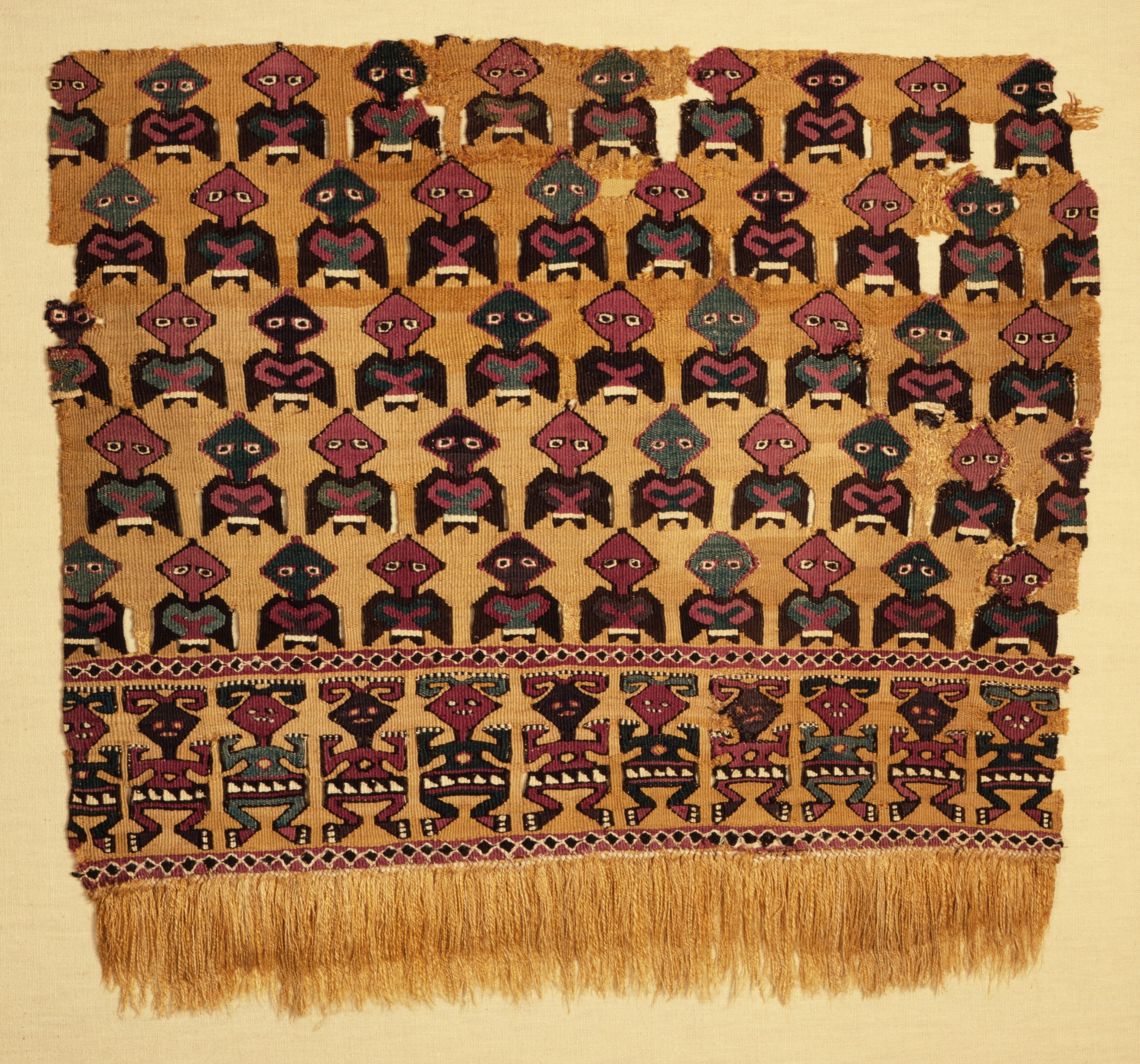
Fragmento de un tejido chancay.
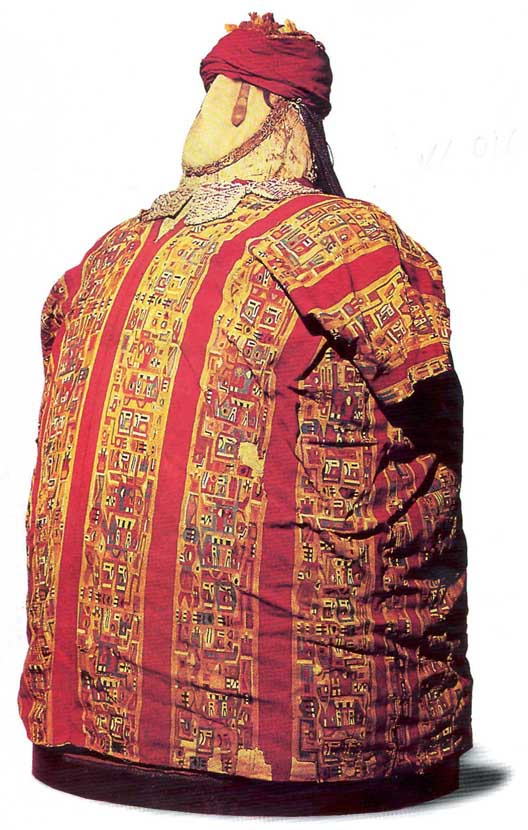
Fardo funerario wari.
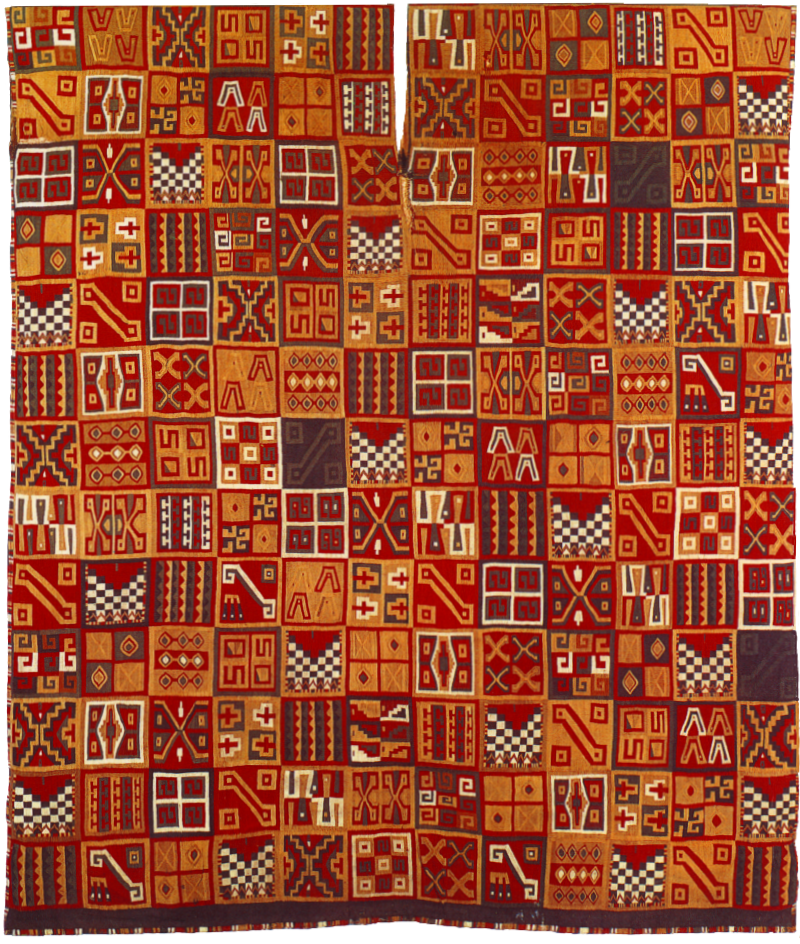
Túnica inca decorada con tocapus.

## Cultura popular

### Música popular
La música del Perú es producto de la fusión a través de muchos siglos. Existen muchos géneros de música peruana: andina, criolla y amazónica. Estas se puede clasificar en música y danzas de la costa peruana, sierra peruana y amazonía peruana. Popularmente se conocen a estas manifestaciones como música folclórica.

##### Música andina
La música andina o vernacular proviene de tiempos inmemoriales y aunque ha recibido el influjo hispánico, se ha perpetuado en huainos, mulizas, etc. Suele interpretarse especialmente en las fiestas de concurrencia masiva y como acompañamiento de las danzas.
Nos limitaremos a hacer una ligera relación de los más altos exponentes de la música folclórica peruana: Por Áncash sobresalen Ernesto Sánchez, el Jilguero del Huascarán; María Alvarado, la Pastorita Huaracina; y Angélica Harada, la Princesita de Yungay; en tanto que en la región central resaltan los intérpretes Víctor Alberto Gil, el Picaflor de los Andes; Juan Bolívar, El Zorzal Jaujino; y Amanda Portales, la Novia del Perú. 
Como ejecutores sobresalen Jaime Guardia en el charango, Raúl García Zárate, en la guitarra, Florencio Coronado Gutiérrez y Tony Medina en el arpa; Alejandro Vivanco en la quena y la flauta; y Máximo Damián, en el violín.

##### Música criolla y afroperuana
Más reciente es la música criolla y afroperuana. Se utilizan guitarras, castañuelas, cajón peruano y muchos otros instrumentos modernos. El vals, la polca, la marinera y otros expresan los sentimientos del pueblo. Con ellos se amenizan las “jaranas” y las fiestas populares.
Destacan en este género Felipe Pinglo, Manuel Acosta Ojeda, Chabuca Granda, Augusto Polo Campos, Jesús Vásquez, Arturo "Zambo" Cavero, Óscar Avilés y tantos otros intérpretes y compositores.

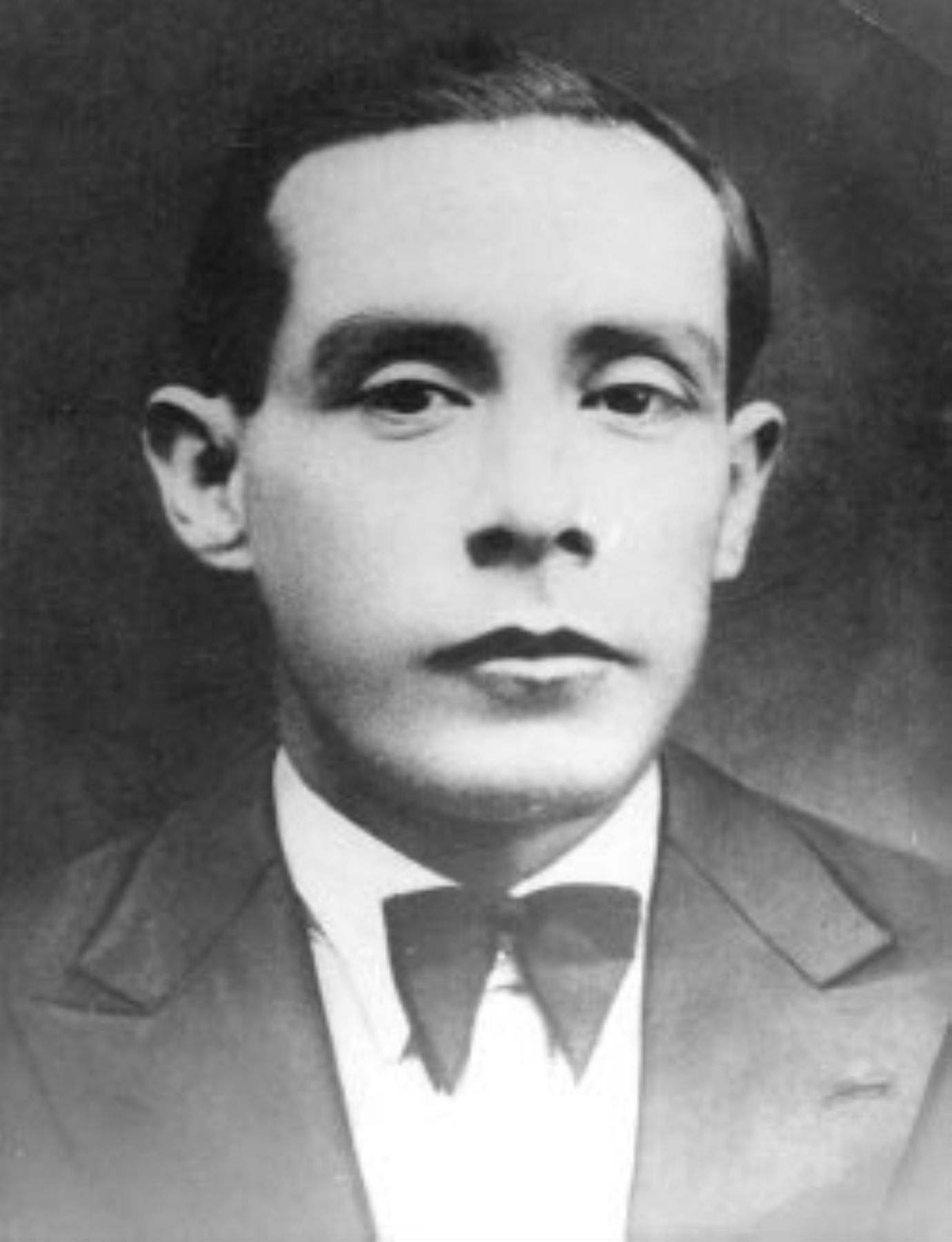
Felipe Pinglo Alva.
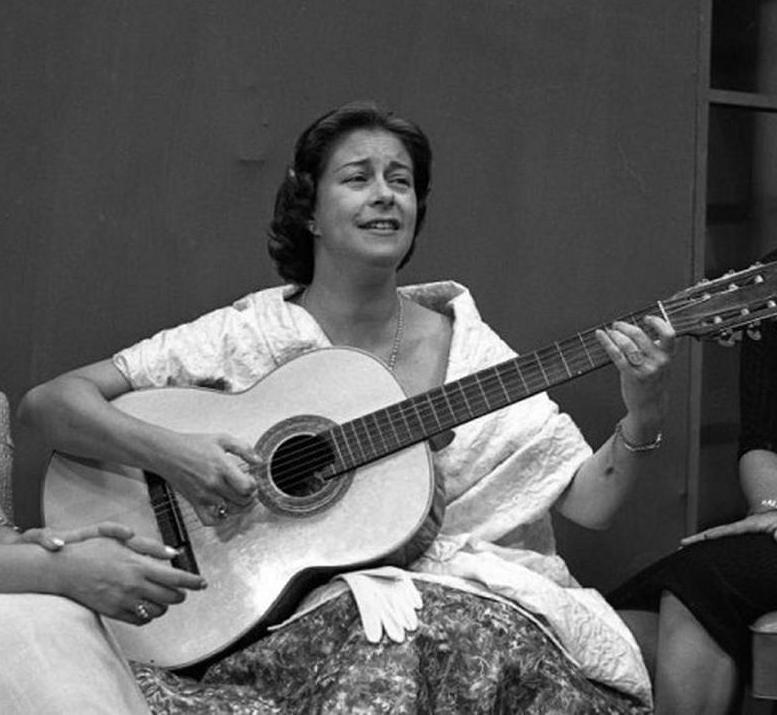
Chabuca Granda.
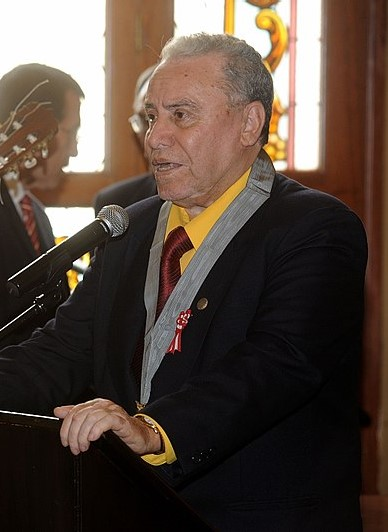
Augusto Polo Campos.

##### Otros géneros musicales
La cumbia peruana, popularmente conocida como chicha desde su consolidación, es producto de la fusión de la cumbia colombiana, el rock y ritmos nativos de los Andes y Amazonía del Perú, así como la presencia en menor escala de la música criolla y afroperuana. En los ochenta, se comenzó a denominarla Chicha debido a que poseía diversas características que la diferenciaban de la cumbia colombiana. Cabe señalar, sin embargo, que la cumbia peruana no es un género totalmente unificado desde el punto de vista del estilo. Posee muchas variantes, tanto geográficas como temporales y continuamente se va fusionando con géneros internacionales. Se distingue la cumbia norteña y la cumbia sureña.

### Danzas y bailes
Siendo el Perú un país donde anualmente se celebran unas tres mil celebraciones en todas sus ciudades y pueblos, desde pequeñas fiestas patronales hasta multitudinarias peregrinaciones, las danzas y bailes ocupan en ese marco mucha importancia. Han sido declaradas 120 danzas como Patrimonio Cultural de la Nación.
Puno es el departamento que sobresale por su variedad de danzas, de las que se han catalogado unas 300. Entre ellas destacan la Diablada puneña, la Llamerada, la Pandilla Puneña, los Arayachis, el Carnaval de Arapa, los Chokelas, los Chunchos de Yahuarmayo, el Kajelo, los Sicuris de Taquile y la Wifala.
En la región central sobresalen el Huaylarsh, la Chonguinada, la Huaconada, la Tunantada, los Negritos, los Avelinos, la Majtada.
En la sierra sur destaca la Danza de tijeras (Ayacucho, Huancavelica y Apurímac); y el Wititi (Arequipa).
Hay bailes de ascendencia negroide. En la costa central del Perú figura el Hatajo de Negritos y las Pallitas. El festejo, la zamacueca, el alcatraz, etc., también tienen ascendiente africano y lo cultivan especialmente la gente morena del Perú, como se conocen a los afroperuanos.
La Danza de Tijeras, la Huaconada, el Wititi y el Hatajo de Negritos y las Pallitas han sido declarados Patrimonio cultural inmaterial de la Humanidad por la Unesco.
Estas canciones y danzas no aparecen solo en las fiestas; algunas son propias del trabajo; así, los cantos de zafra, en los cañaverales norteños, cantos de cosecha en la sierra, cantos de pesca en la costa, etc. También son característicos los trajes y las formas de vestir y los objetos de adorno.

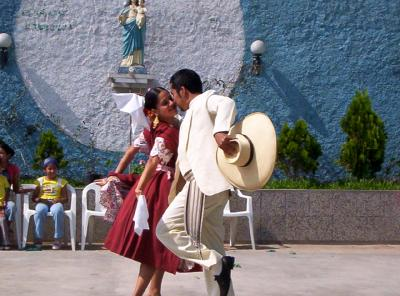
Pareja bailando una marinera.
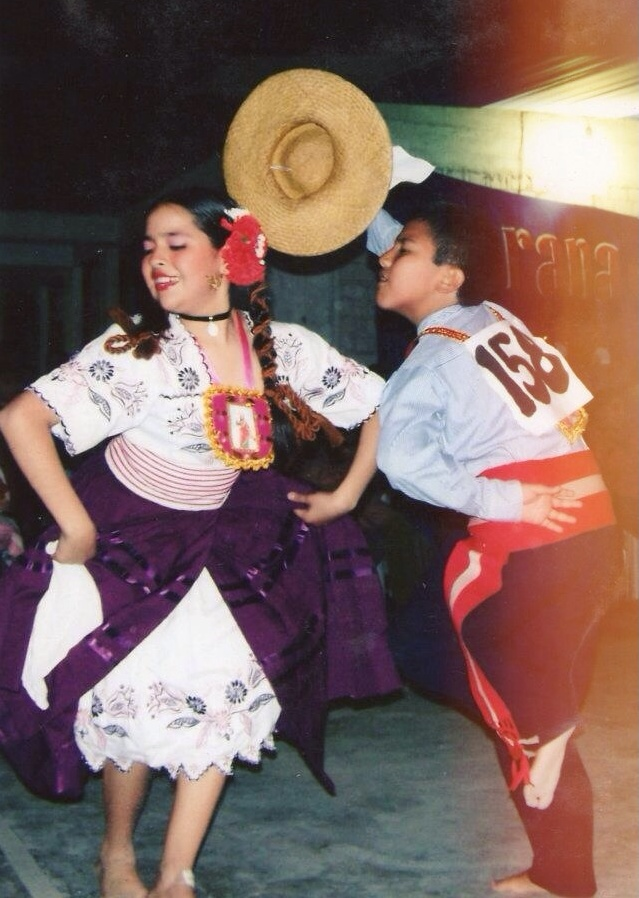
Niños bailando tondero.
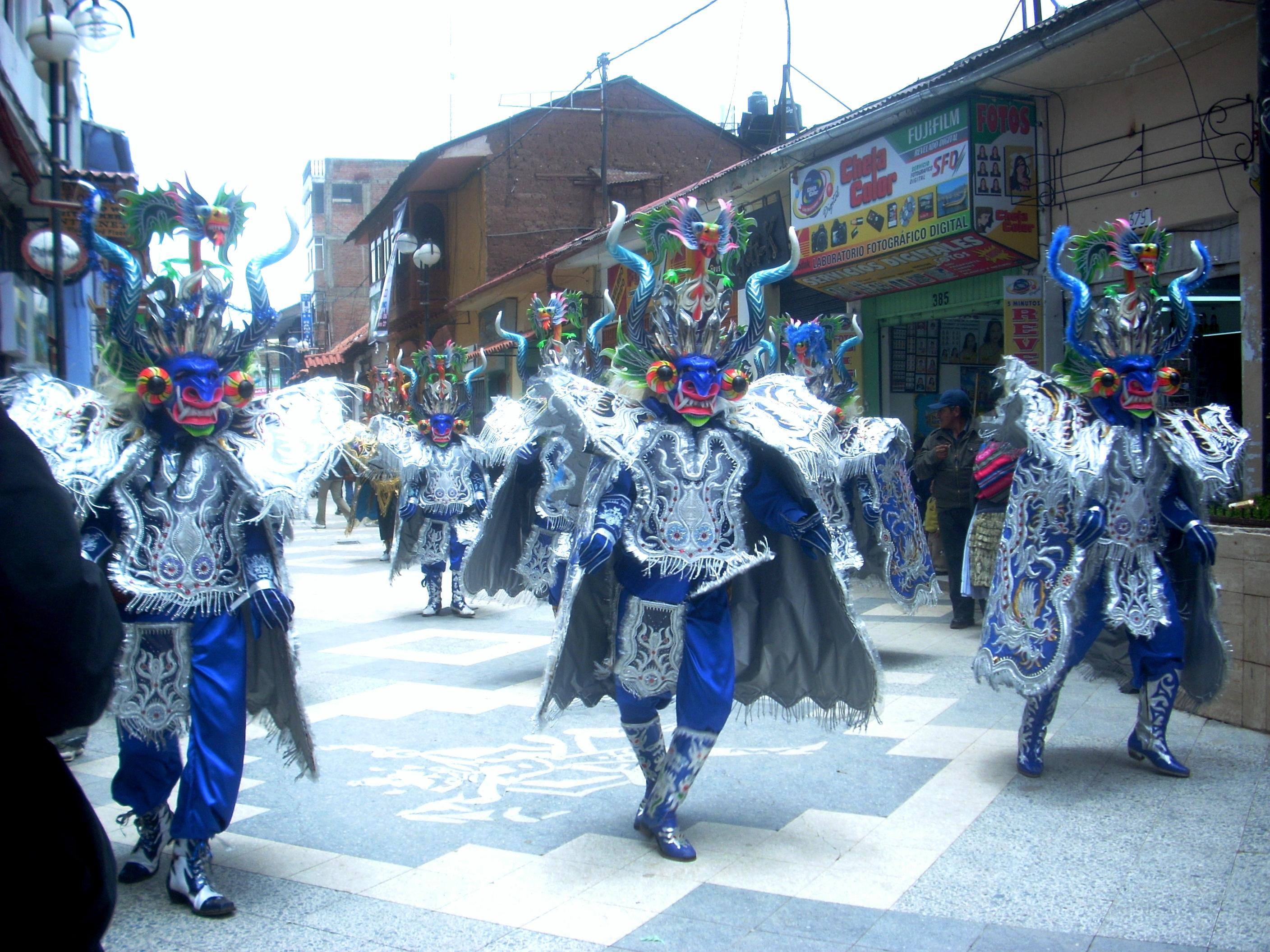
Diablada puneña.
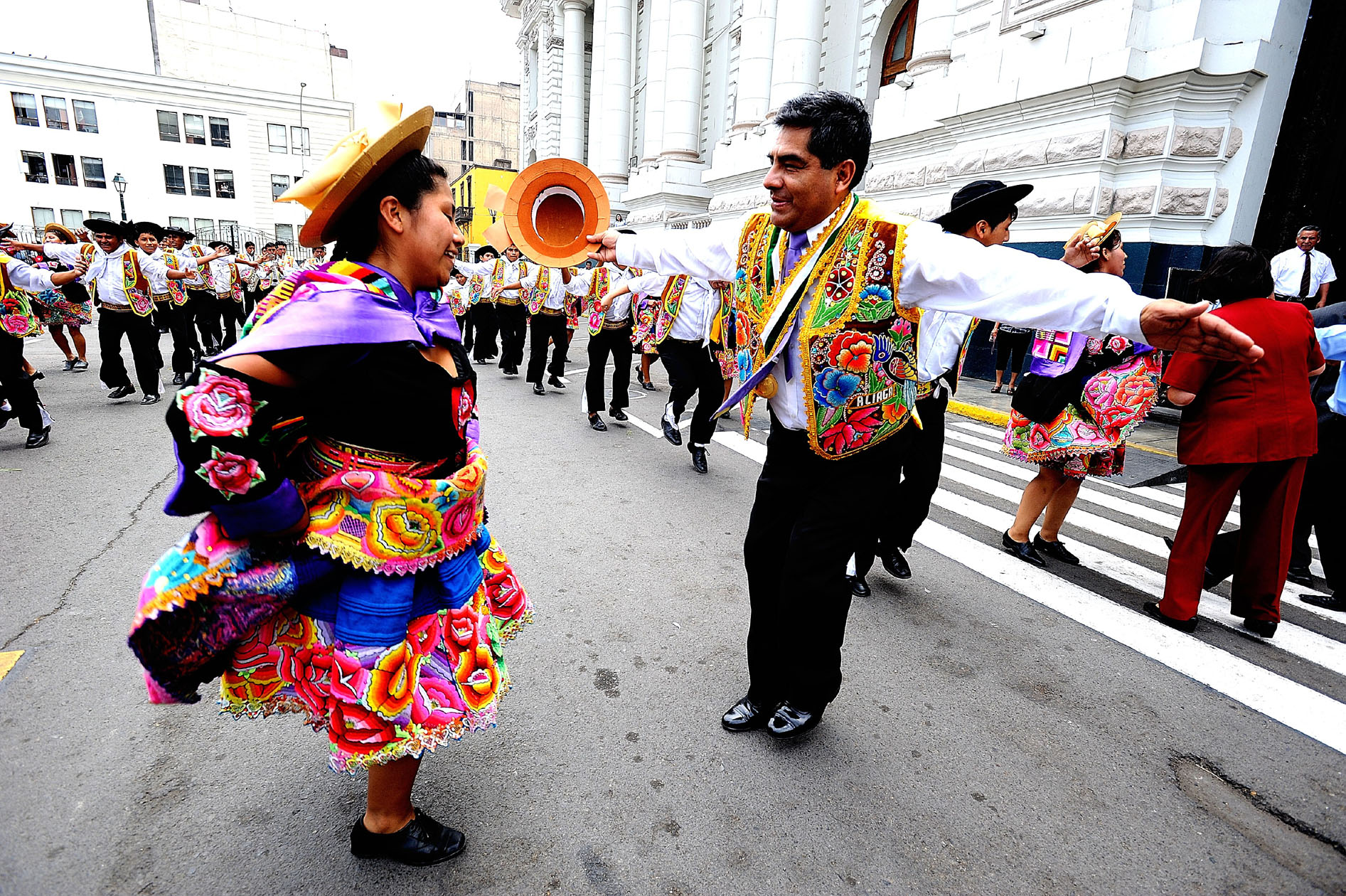
Huaylarsh
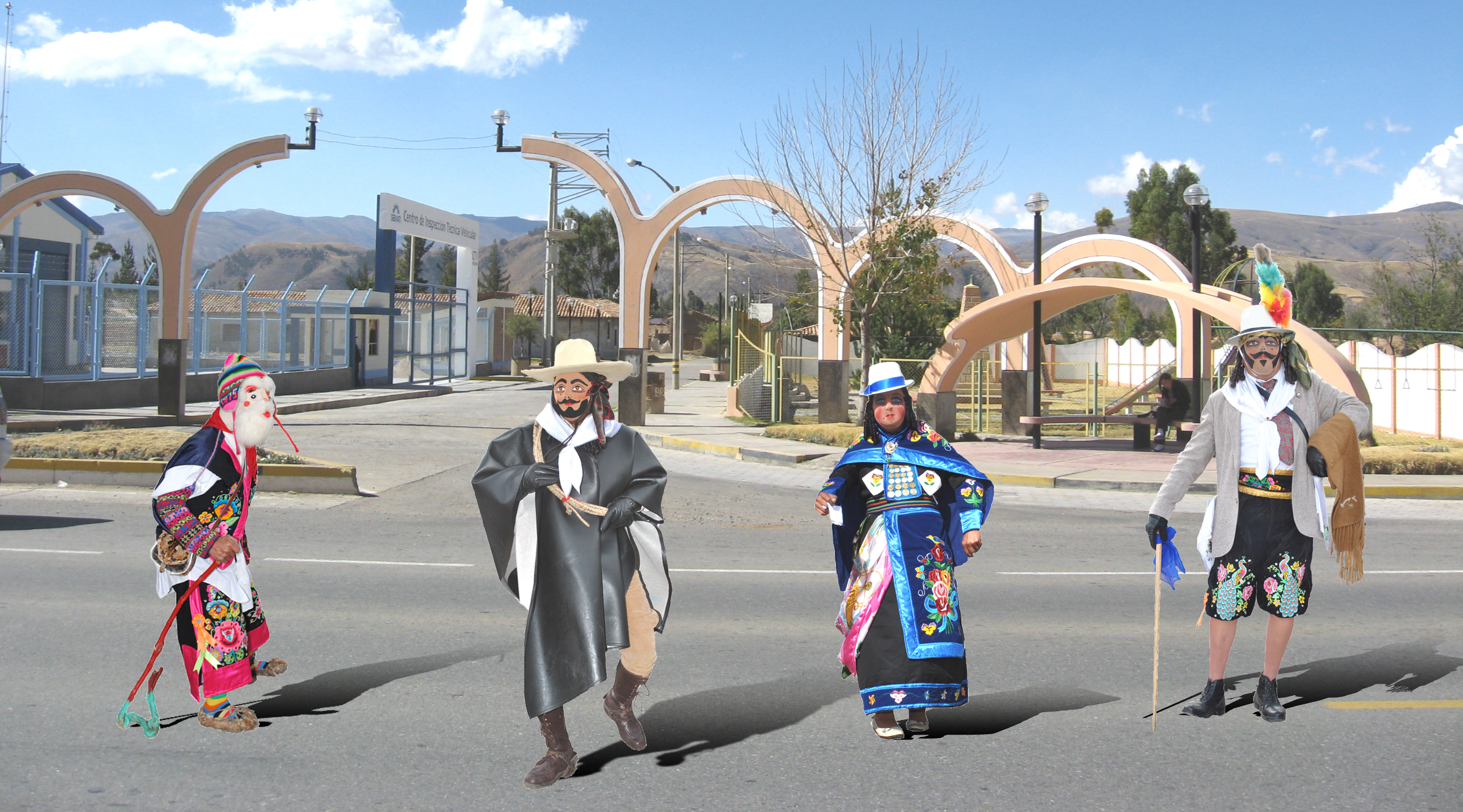
La Tunantada.
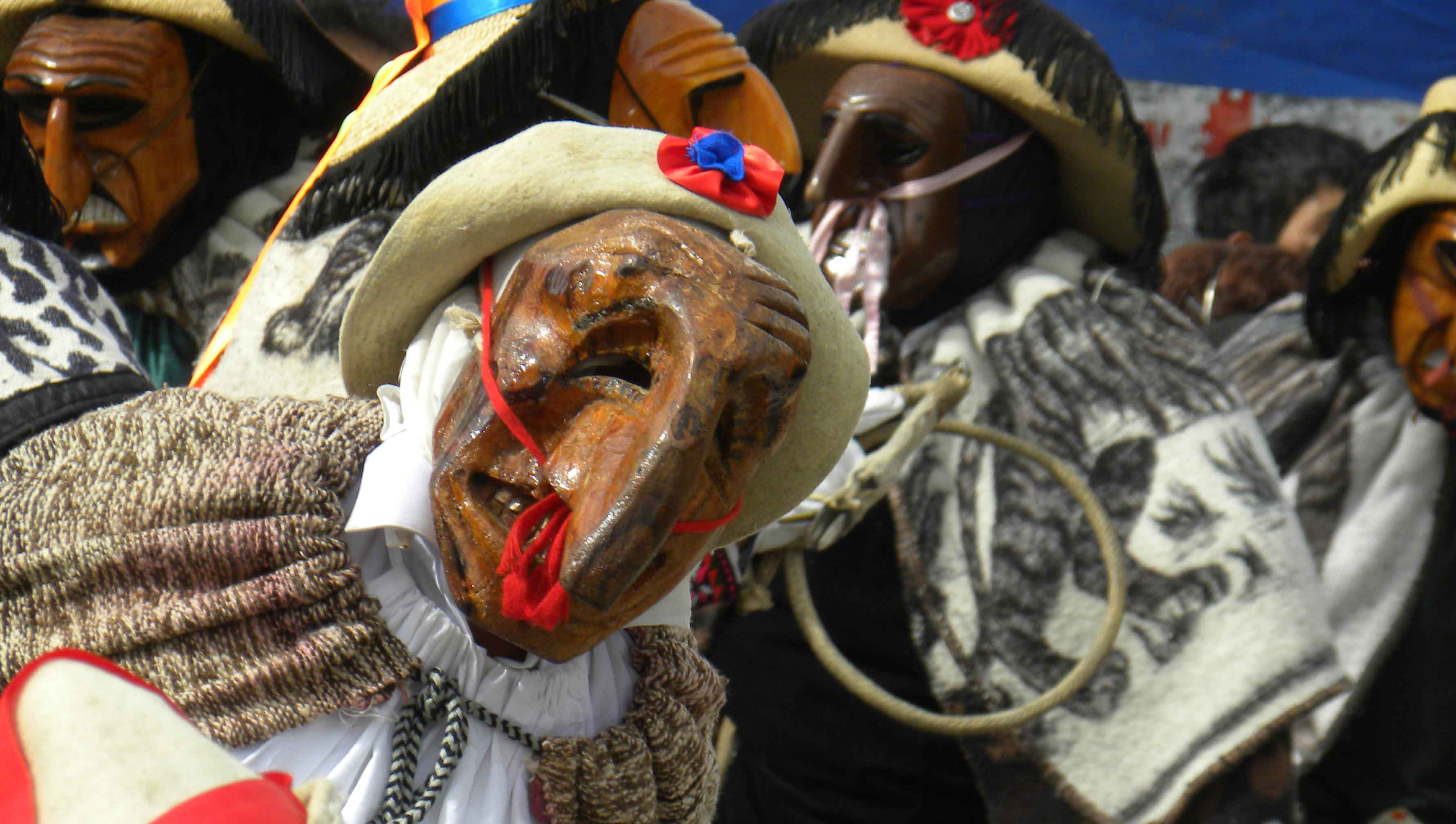
La Huaconada de Mito.
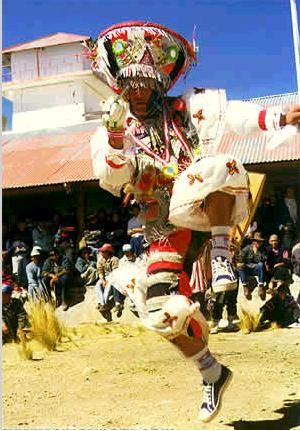
Danza de las tijeras.
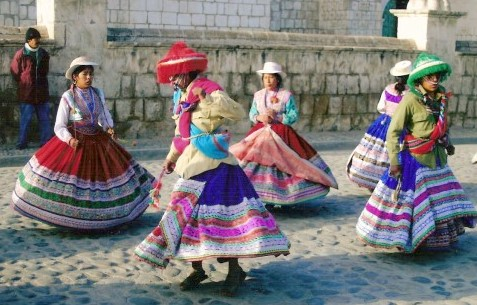
Wititi.
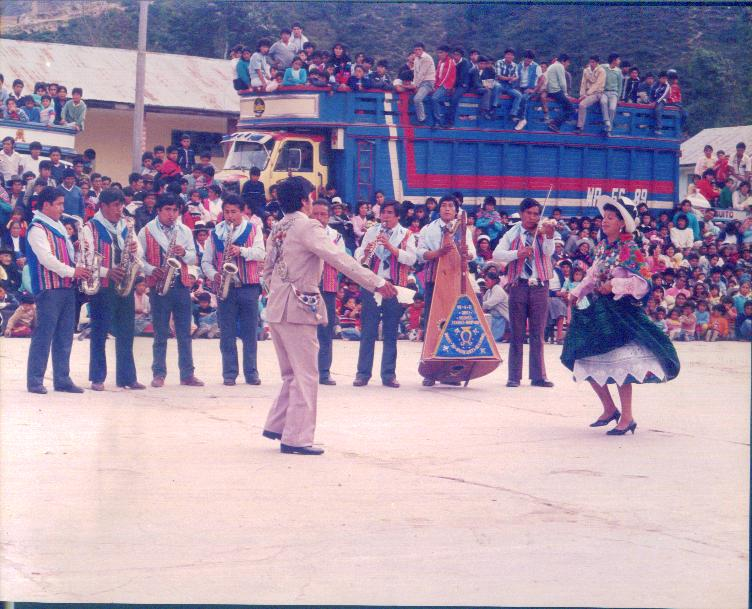
El Huayno.
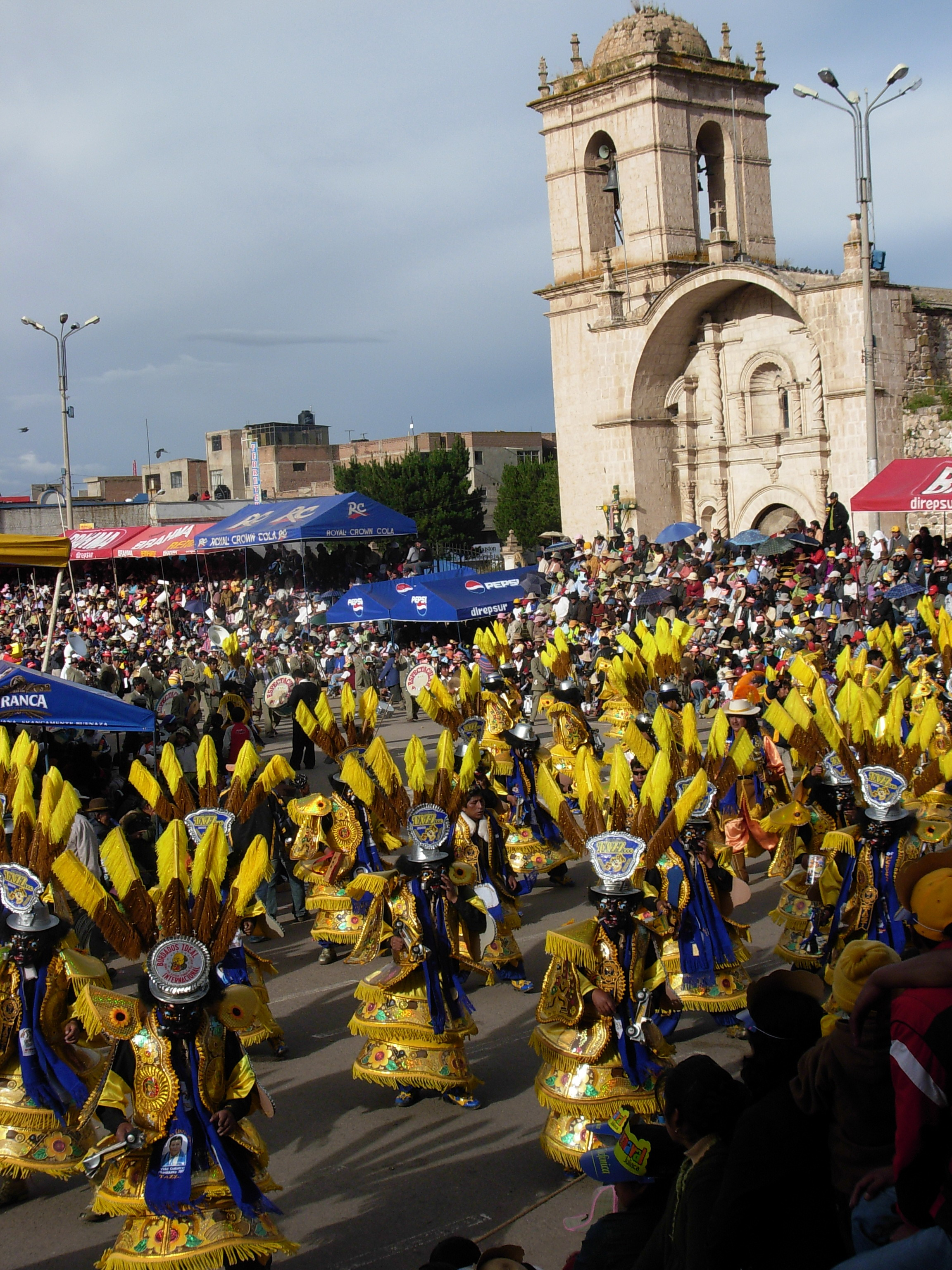
La Morenada.

### Artesanía
El Perú alberga una de las más extensas variedades de artesanías del mundo que a través del tiempo se han ido enriqueciendo sin perder su originalidad. Se hacen trabajos en arcilla, en madera, en tejidos, en piedra, en oro, en plata, en frutos secos, etc. La calidad del artesano peruano está muy reconocida internacionalmente.
Los más importantes centros productores de artesanías son:
- La localidad de Písac y el barrio de San Blas, en el Cuzco (sombreros de paja, textiles de alpaca, cerámica, joyas, etc.). Ver: Artesanía cuzqueña.
- Chulucanas (Piura), célebre por su cerámica modelada a mano, siguiendo las técnicas ancestrales (cerámica de Chulucanas).
- Catacaos (Piura), donde se vende joyas de oro y plata, tallados en madera y artículos de paja y cuero.
- Quinua (Ayacucho), cuyos artesanos elaboran las célebres iglesias, esculturas modeladas en barro que suelen adornar los techos de las casas.
- San Francisco de Yarinacocha (Ucayali), con artesanías elaboradas por los nativos amazónicos (tejidos con figuras geométricas, pulseras y aretes hechos con semilla, pinturas y objetos en madera).

También debemos mencionar a Puno como productor tradicional de los Toritos de Pucará; a Ayacucho por sus célebres esculturas hechas de piedra de Huamanga y sus retablos ayacuchanos; y el valle de Mantaro (Junín) como principal productor de los mates burilados. 

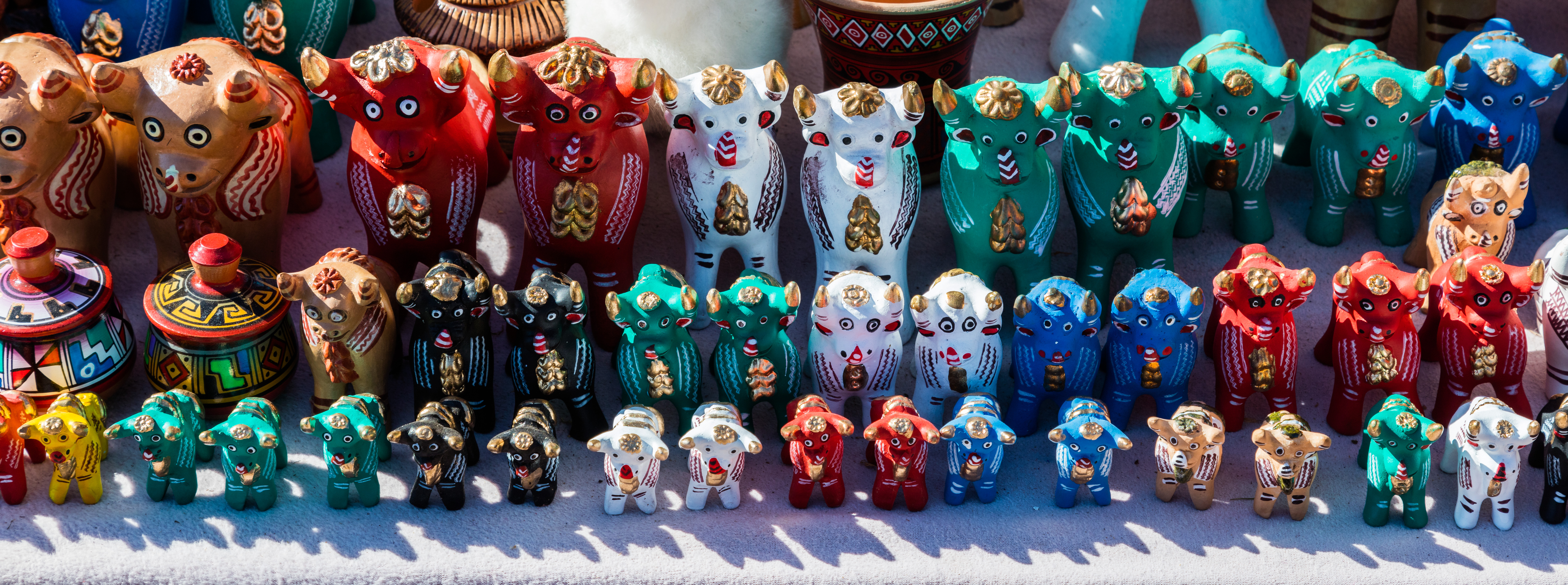
toritos de Pucará.
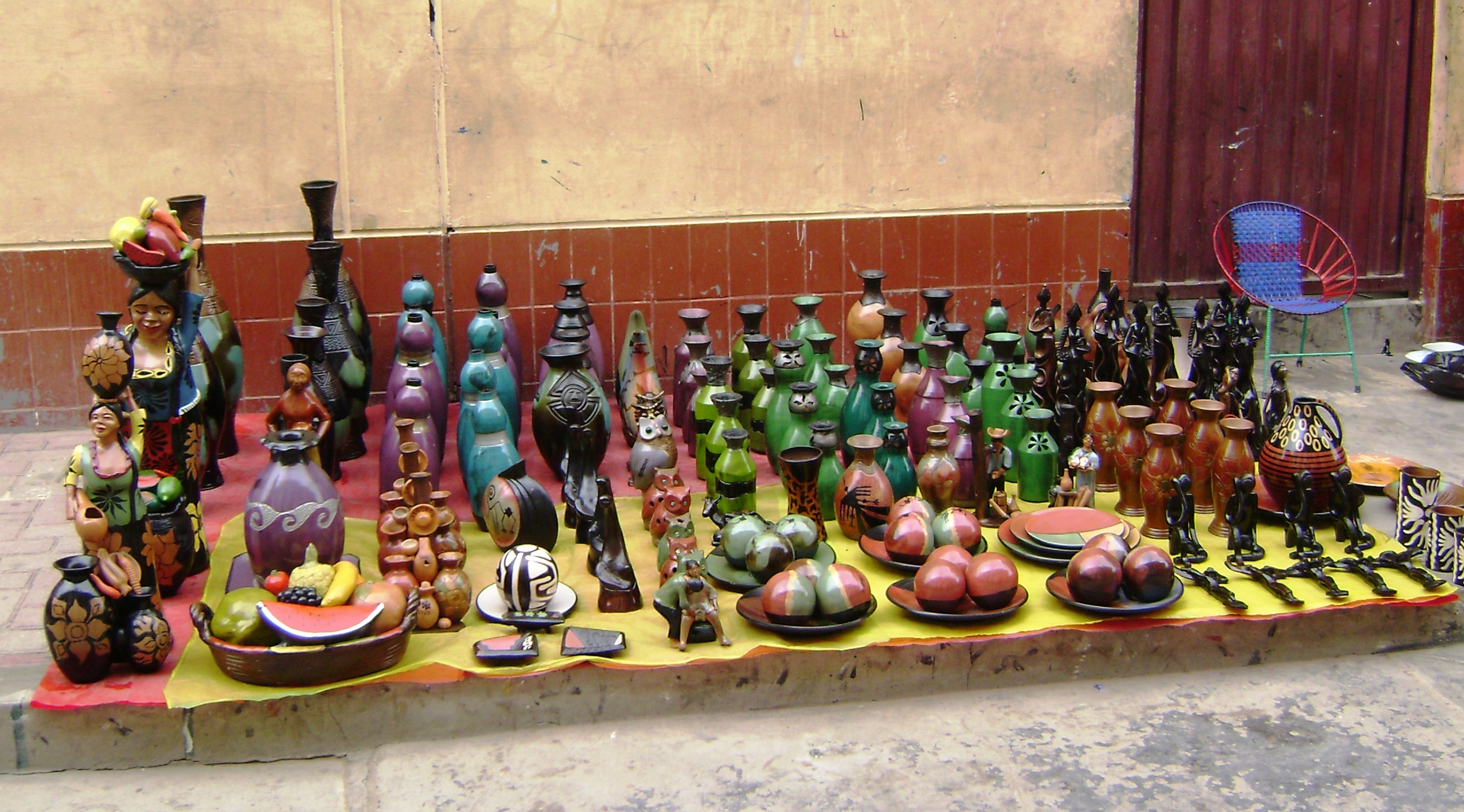
Cerámica de Catacaos.
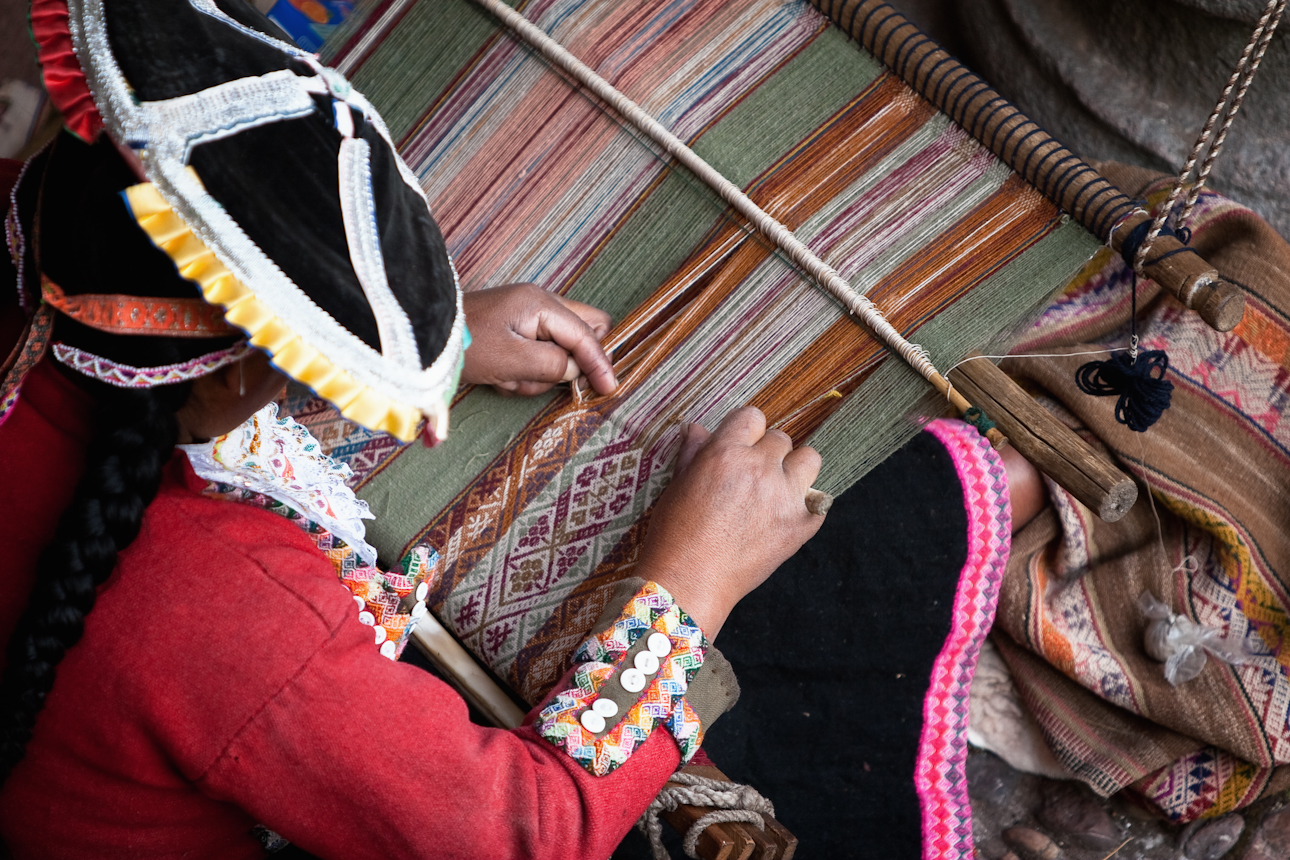
Textilería peruana.
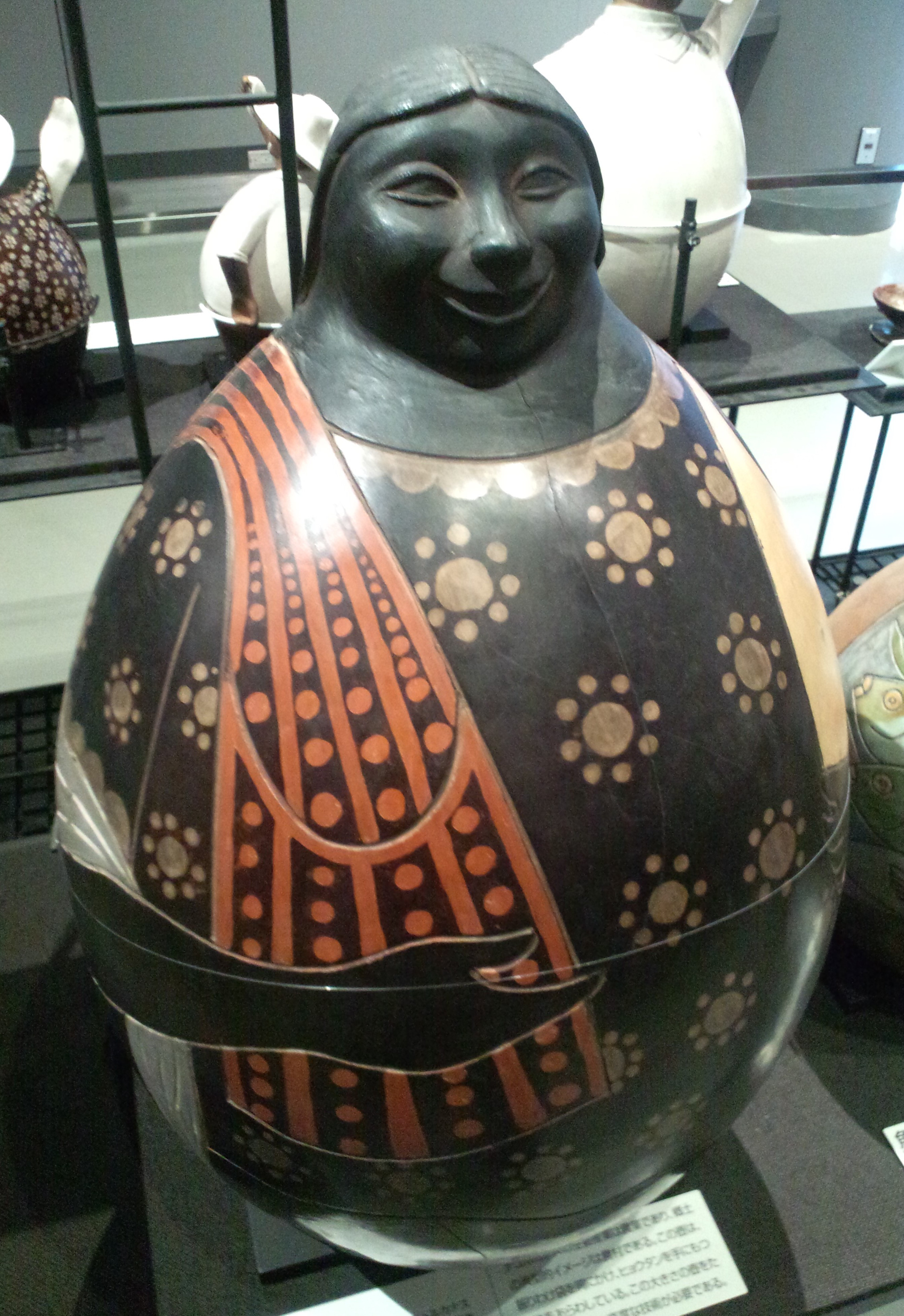
Cerámica de Chulucanas.
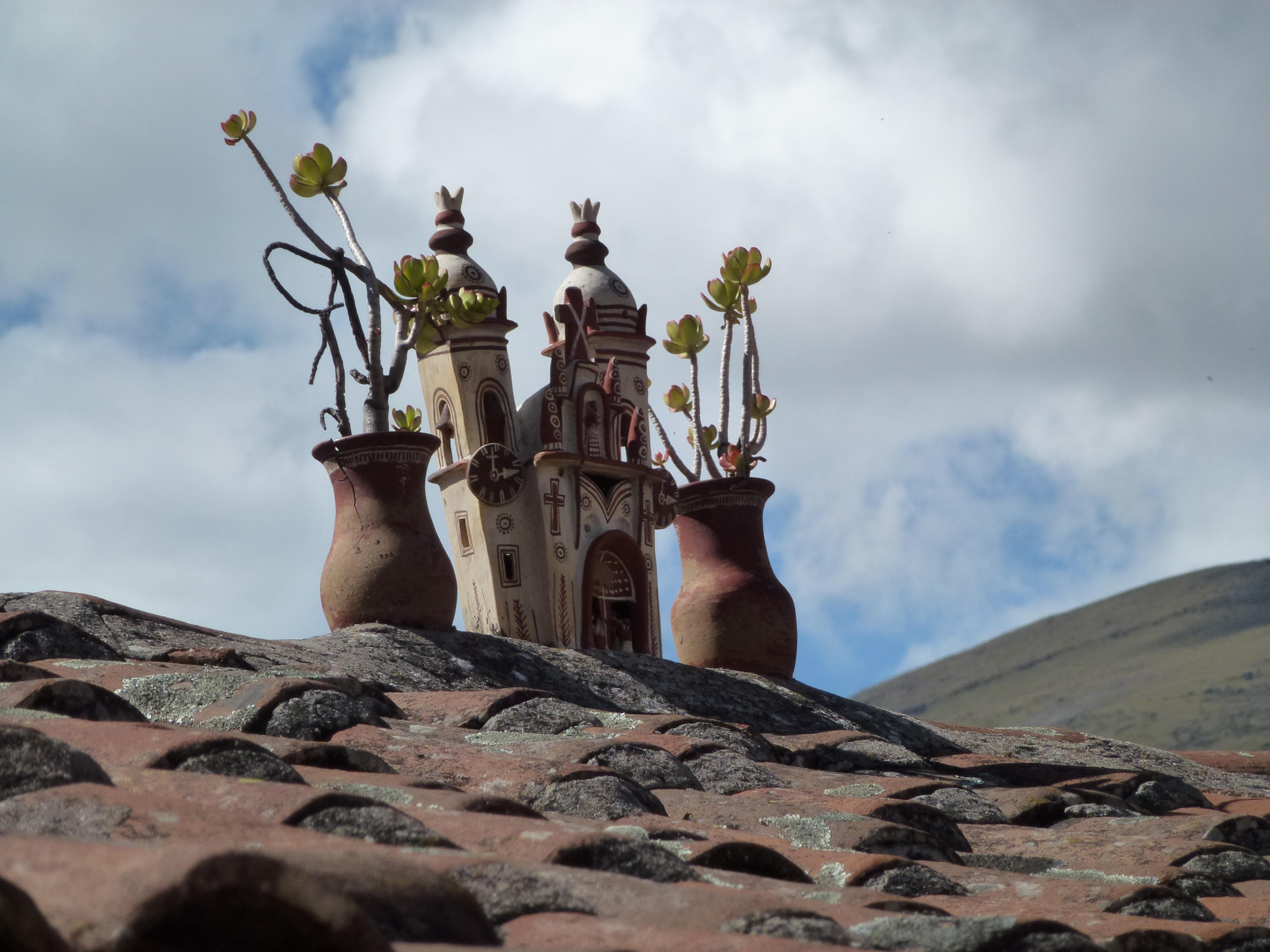
Iglesia de Quinua, Ayacucho.
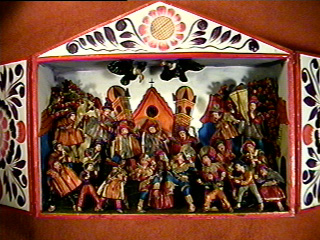
Retablo Ayacuchano.
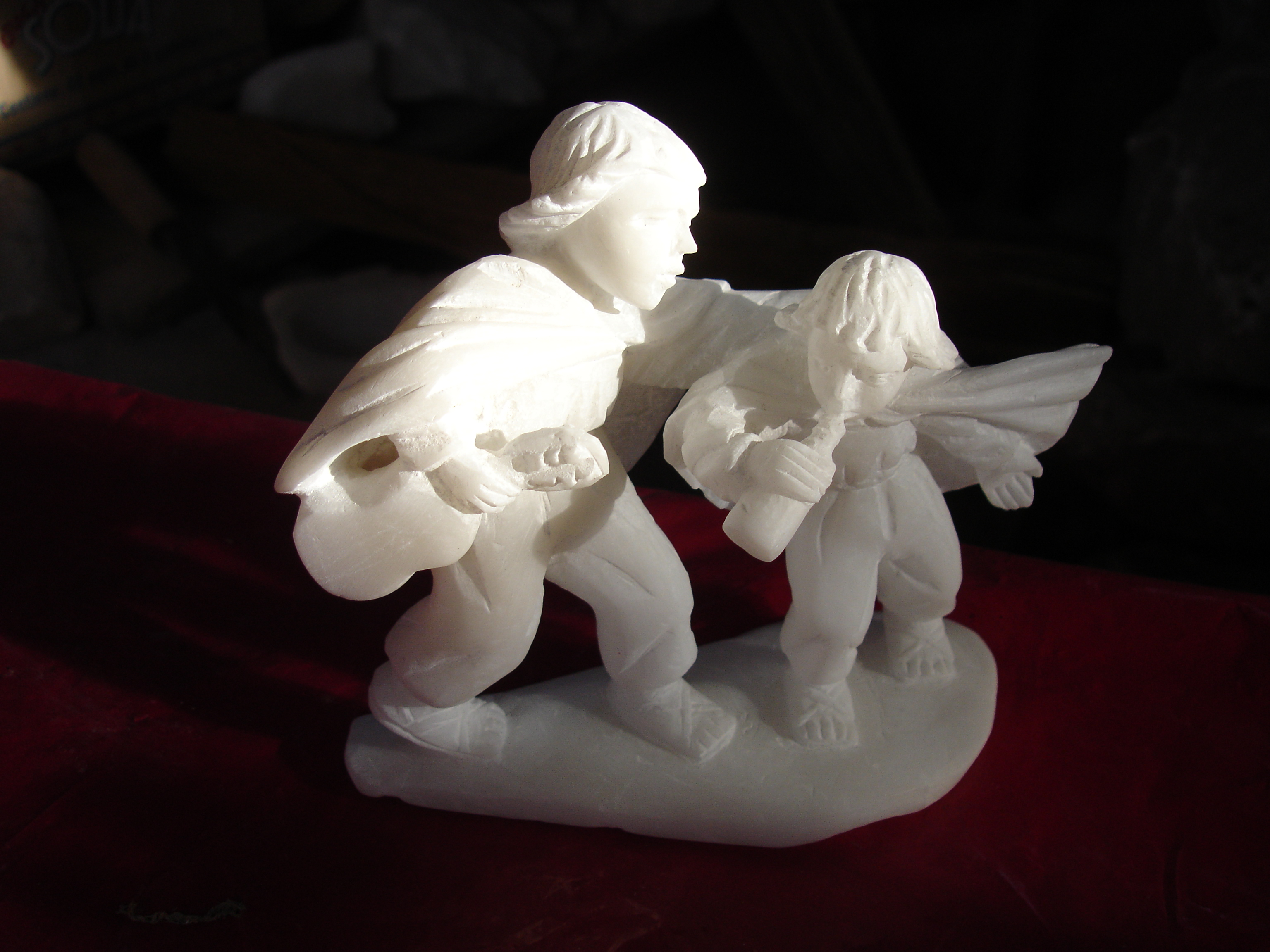
Estatuillas en piedra de Huamanga.
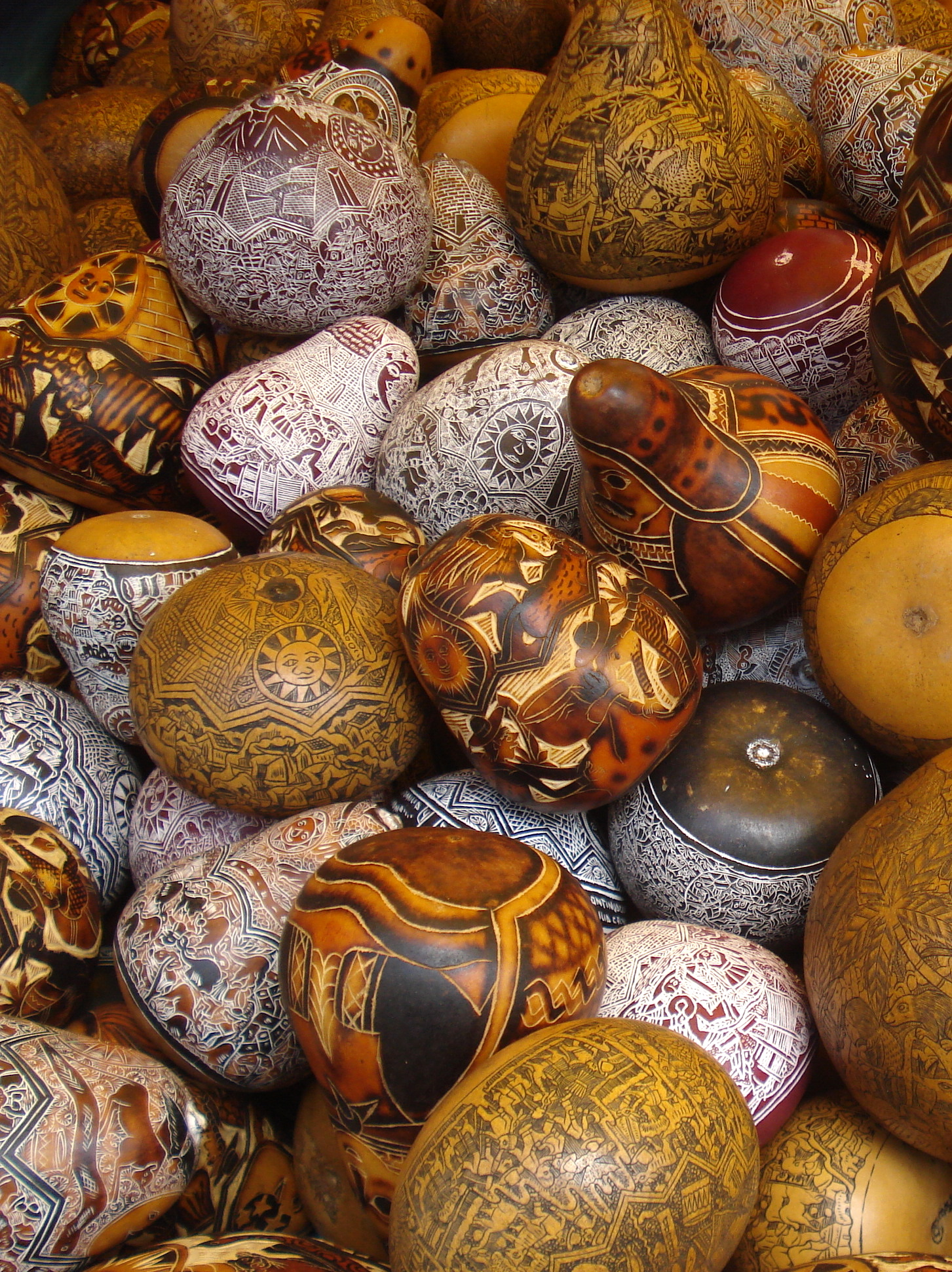
Mates burilados.
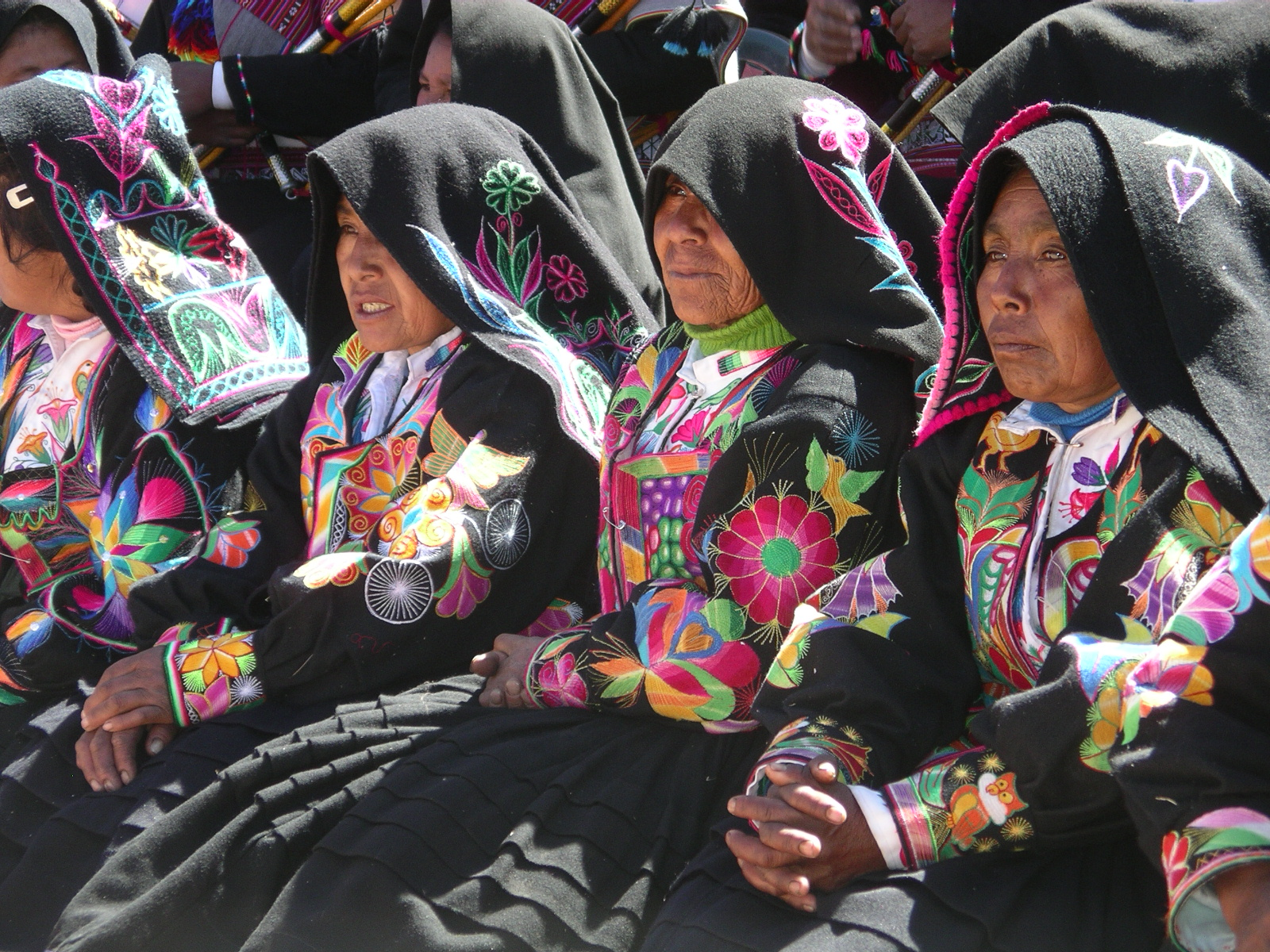
Arte textil de Taquile.
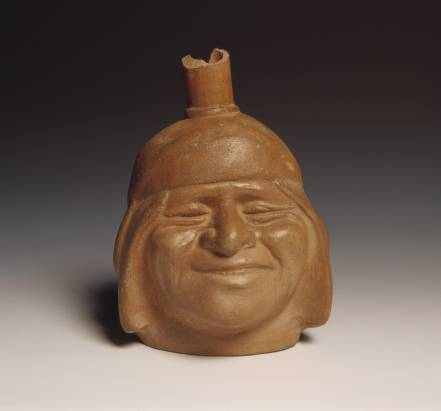
Huaco retrato moche.

## Ciencia y tecnología

### Época prehispánica

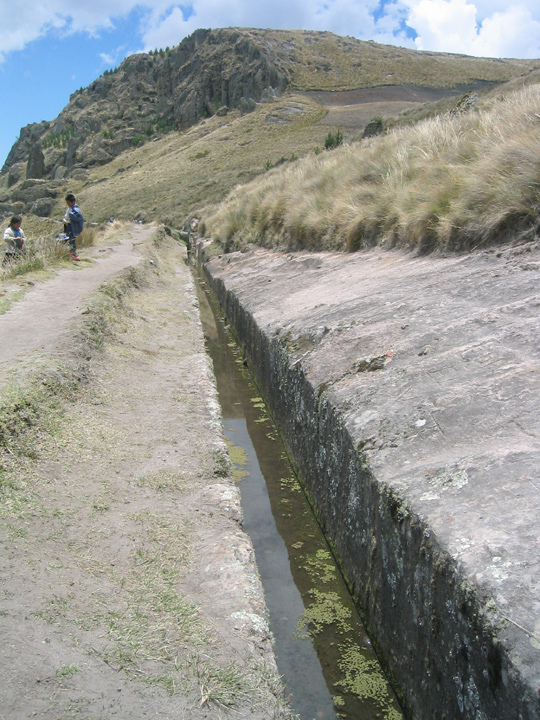
Acueducto de Cumbemayo.

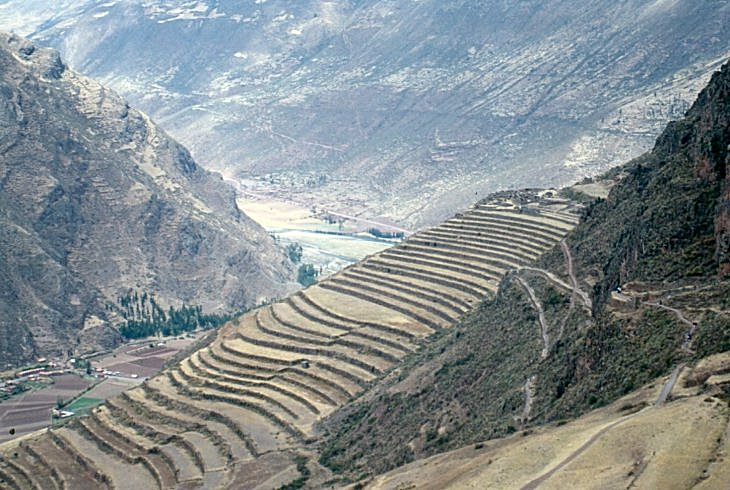
Andenes en el Valle Sagrado de los Incas (Písac).

Quipu incaico

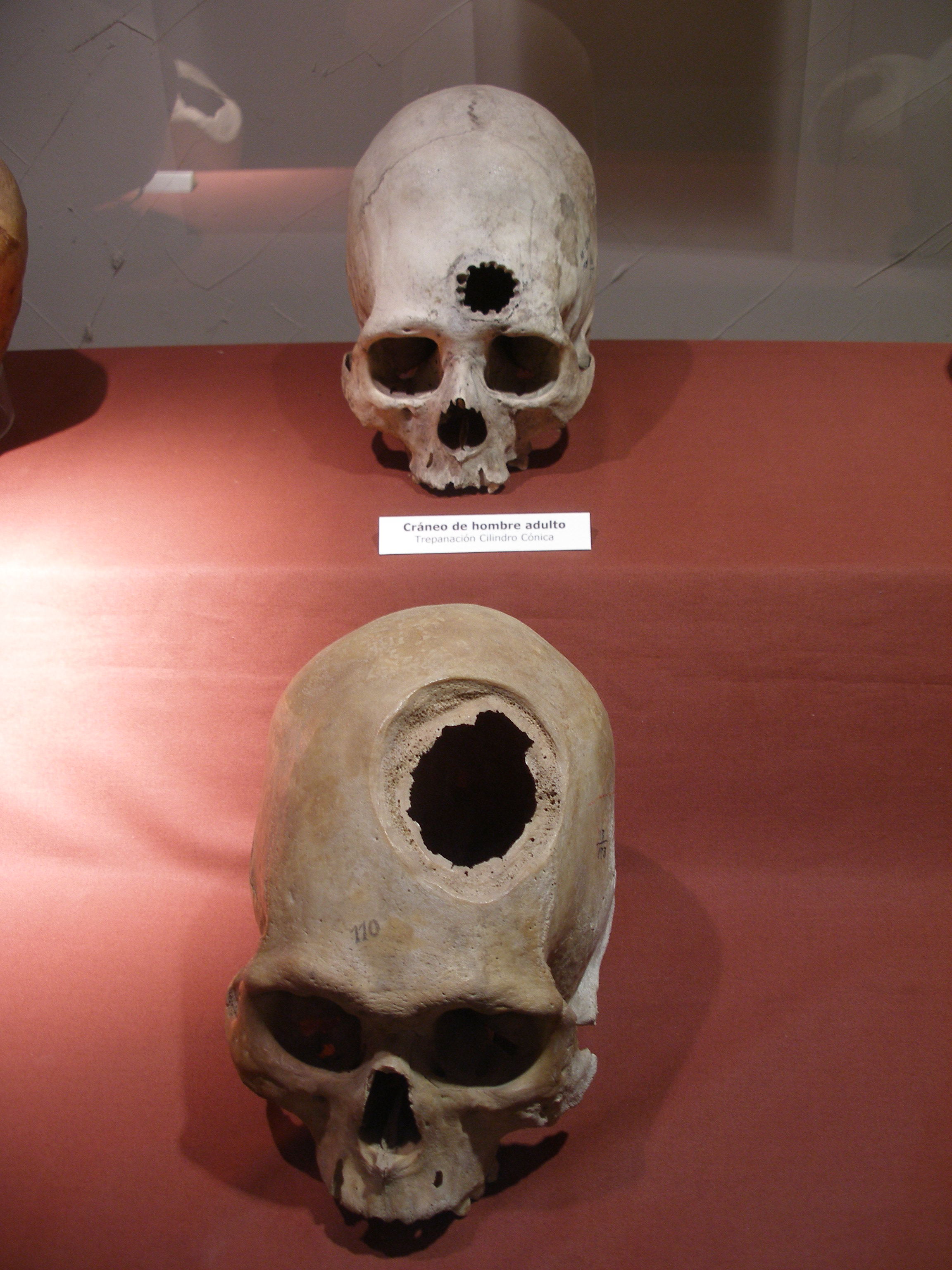
Cráneos incas con señales evidentes de trepanación. Obsérvese el crecimiento del tejido óseo alrededor del corte, lo que indica que el paciente sobrevivió a la operación.

Los pueblos del Antiguo Perú desarrollaron diversas ramas de las ciencias como la astronomía, las matemáticas y la medicina, y tuvieron grandiosas realizaciones técnicas en la agricultura, la hidráulica y la arquitectura. Sobre las ciencias en el Antiguo Perú, debemos señalar que se trataban de conocimientos empíricos, que se consolidaron a través de milenios de experiencia, y que tuvieron un carácter eminentemente práctico. Por ejemplo, en astronomía tuvieron observatorios solares (Intihuatana) y dividieron el año en 12 meses, cada uno representado con una festividad; en matemáticas se conocieron las operaciones aritméticas básicas; en medicina se usaron una diversidad de plantas medicinales y se hicieron trepanaciones craneanas. Es de resaltar un ingenioso registro numérico a base de cuerdas y nudos llamado quipus, una herencia cultural milenaria, pues en Caral se descubrieron ejemplares de 5.000 años de antigüedad. Algunos autores sostienen que con esa misma técnica se conservaban datos históricos.
Hablando de las civilizaciones americanas en general, se suele decir como tópico que los mayas eran científicamente más superiores, pues tenían conocimientos astronómicos más avanzados y conocían el cero. Pero en cuanto a las tecnologías como la agrícola y la hidráulica, los antiguos peruanos fueron mucho más desarrollados; los mayas no pasaron de quemar bosques para ampliar sus terrenos de cultivo; en cambio, los antiguos peruanos conocieron una serie de tecnologías para ganar terrenos de cultivo, como los andenes o terrazas, los waru waru o camellones, los huachaques u hoyas, las cochas o pozas secas, etc., así como el uso de abonos o fertilizantes (guano de islas, estiércol de llama y cuy). Contaron también con laboratorios para  mejorar las especies, como el que se encuentra en Moray, donde al parecer se llevaron a cabo experimentos de cultivos a diferentes alturas. También los antiguos peruanos poseyeron la única ganadería de la América precolombina, la de los camélidos sudamericanos, y conocieron técnicas para la conservación de alimentos como los tubérculos (chuño, papaseca) y la carne charqui). La ingeniería hidráulica de los preincas, que adoptaron los incas, era también muy avanzada; hasta hoy están en uso muchos canales de regadío y acueductos prehispánicos.

### Época colonial
El arribo de los españoles al Perú implicó la llegada de la cultura occidental o europea, en cuyo ambiente habría de realizarse la revolución científica que principia en el siglo XVII. Como signo de esa época, en el siglo XVIII llegan a la América española las llamadas Expediciones Científicas, cuyo propósito era hacer estudios de la realidad física y biológica de las tierras americanas, pero a la vez muchos de sus integrantes realizaron valiosas observaciones de la sociedad, las costumbres y otros interesantes aspectos de la vida colonial.
En las postrimerías de la Colonia, la investigación científica se limita a identificar los productos naturales que debían ser explotados. Una de las primeras eminencias científicas peruanas de esa época fue el sabio Hipólito Unanue, fundador de la Escuela de Medicina de San Fernando (actual Facultad de Medicina de la Universidad de San Marcos) y autor de una obra que versa sobre las observaciones del clima de Lima y su influencia en los seres vivos, entre otros escritos científicos.

### Época republicana
Durante el siglo XIX, marcado con el nacimiento de la República, el avance en las diferentes disciplinas de las ciencias peruanas fue notable pero desigual. En ese contexto hay que mencionar la renovación de la enseñanza de la medicina bajo el impulso del doctor Cayetano Heredia. En 1866 se creó la Facultad de Ciencias en la Universidad Mayor de San Marcos; y en 1876 se fundó la Escuela Nacional de Ingenieros (actual Universidad Nacional de Ingeniería ), ambas instituciones muy importantes en el desarrollo de la ciencia en el Perú. Surgieron también instituciones científicas, pero este desarrollo se vio truncado por la guerra del Pacífico.
Durante la Reconstrucción Nacional, la promoción que hizo de la ciencia el positivismo fue una de los factores culturales más importantes en la recuperación del Perú. Se consideraba que el desarrollo científico era primordial para el progreso. El año 1885 fue importante por el inicio de la investigación de la enfermedad de la verruga peruana, obra de Daniel Alcides Carrión, mártir de la medicina peruana. En 1888 se fundaron la Sociedad Geográfica de Lima y la Academia Nacional de Medicina. A comienzos del siglo XX la investigación en el Perú empezó a recuperarse gracias al crecimiento de la economía impulsada por la República Aristocrática. Se desarrollaron nuevas profesiones como la ingeniería agrícola gracias a la llegada de una misión belga que organizó la Escuela de Agricultura, hoy Universidad Nacional Agraria La Molina.
En 1938 se fundó la Academia Nacional de Ciencias Exactas, Físicas y Naturales del Perú, destinada a promocionar la investigación científica y a la difusión del conocimiento científico.
A fines de los años 1950, el Perú contaba con un grupo de investigadores que auguraban un gran desarrollo de la ciencia. Algunas disciplinas se renovaron por la llegada de extranjeros o de peruanos que habían estudiado en el exterior. En los años 1960, surgieron en Lima nuevas universidades como la Universidad Peruana Cayetano Heredia, y otras en provincias, como la de Arequipa y Trujillo, que ofrecieron oportunidades de estudio y profesionalización para médicos y científicos.
En 1968 se creó un Consejo Nacional de Investigación, antecedente del actual Consejo Nacional de Ciencia, Tecnología e Innovación Tecnológica (CONCYTEC), organismo encargado de desenvolver el conjunto de políticas, planes y programas la investigación, desarrollo e innovación (I+D+i) en el Perú.
Hasta esa época, el Perú tenía, en el contexto latinoamericano, indicadores competitivos en Investigación y Desarrollo, especialmente, aunque no exclusivamente, en los campos de la agricultura, la medicina, la biología y la geofísica.
No obstante, este desarrollo se vio truncado por la masificación de las universidades, que atentó con la calidad de la enseñanza; por las políticas erradas del gobierno militar de los años 1970, que desalentaron el trabajo científico; y por la violencia terrorista de los años 1980.

### Personalidades científicas
Entre los siglos XIX y XX surgieron varias personalidades representativas de las diferentes ramas científicas. En el estudio de las ciencias naturales destacó un sabio italiano, Antonio Raimondi, así como los peruanos Sebastián Barranca y Fortunato Herrera. En el campo de las ciencias exactas destacó sobresalientemente Federico Villareal, que efectuó contribuciones originales al desarrollo tanto de las matemáticas como de la ingeniería; por ejemplo, descubrió el método para elevar un polinomio cualquiera a una potencia cualquiera. Otros matemáticos notables fueron Cristóbal de Losada y Puga y Godofredo García. En el campo de la botánica, es de destacar la labor del profesor alemán Augusto Weberbauer. En la medicina, destacan los estudios del doctor Carlos Monge Medrano sobre el mal de altura. En bacteriología, es importante la labor de Alberto Barton en la identificación del agente etiológico de la enfermedad de Carrión, que en su honor lleva su nombre: Bartonella bacilliformis. También se desarrolló la psiquiatría por obra de Honorio Delgado.
En el campo de la física destacan Pedro Paulet, pionero de la astronáutica; y Santiago Antúnez de Mayolo, que predijo la existencia del neutrón. Al inventor Pedro Ruiz Gallo se le considera como uno de los pioneros de la aeronáutica. También se debe mencionar los estudios geográficos de Javier Pulgar Vidal, que lograron determinar los pisos ecológicos del Perú (Las ocho regiones naturales del Perú: Costa o chala, yunga, quechua, suni, puna, janca o cordillera, rupa-rupa o selva alta, y omagua o selva baja).

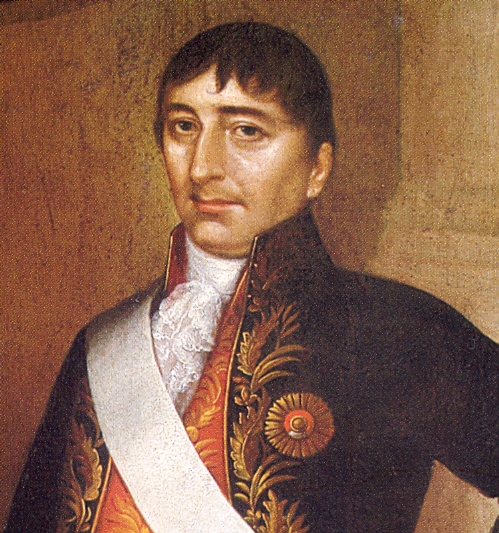
Hipólito Unanue
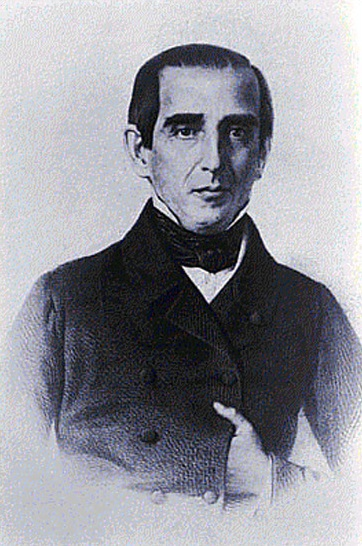
Cayetano Heredia
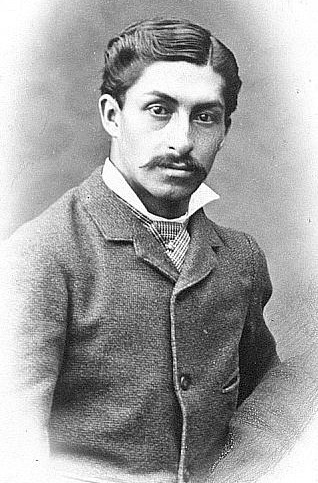
Daniel Alcides Carrión
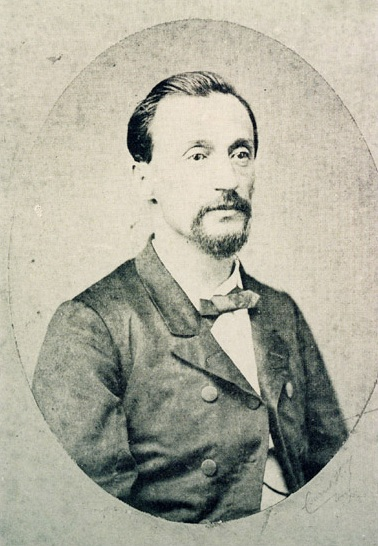
Antonio Raimondi
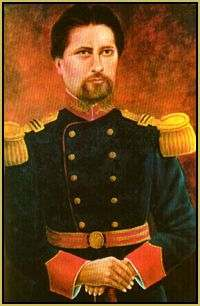
Pedro Ruiz Gallo
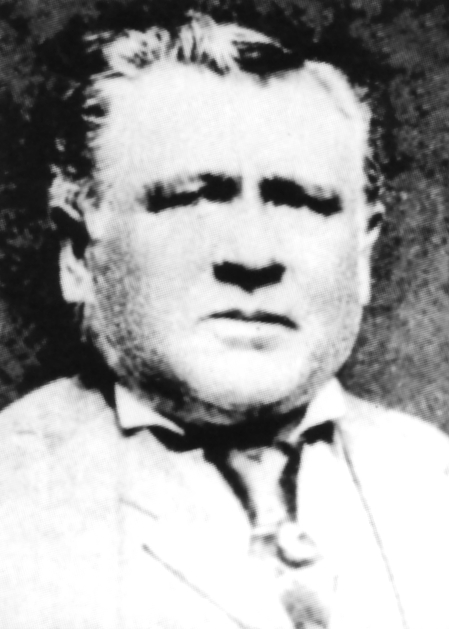
Sebastián Barranca
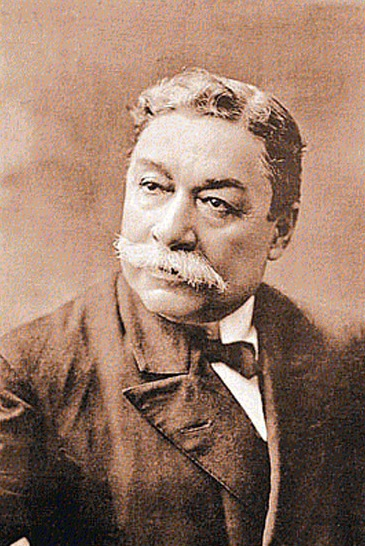
Federico Villarreal
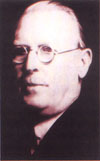
Alberto Barton
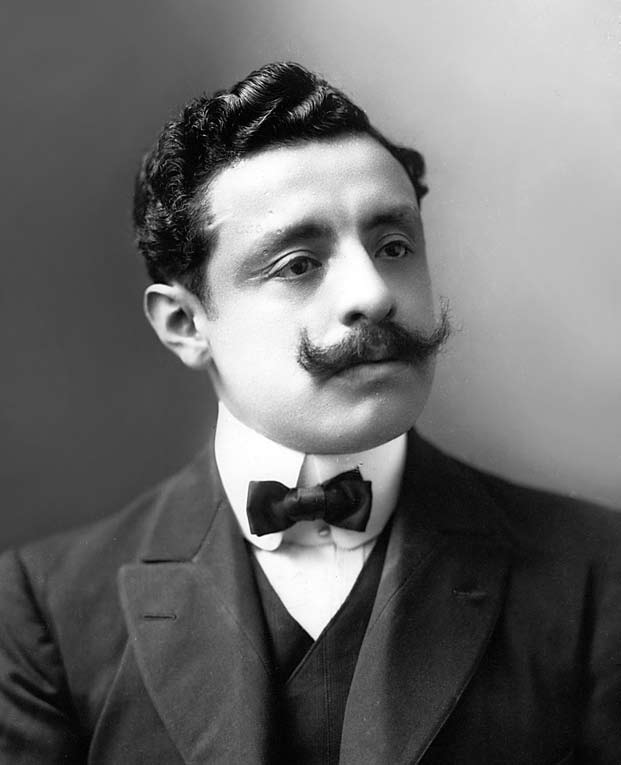
Pedro Paulet
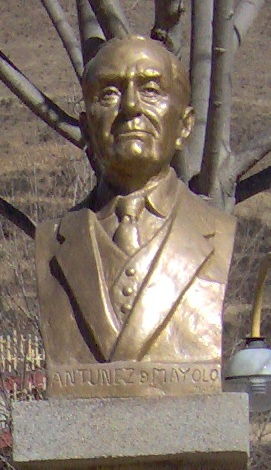
Santiago Antúnez de Mayolo

### Instituciones e instalaciones científicas y tecnológicas
Existen diversos institutos de investigación científica como el Instituto Geofísico del Perú, el Instituto Nacional de Innovación Agraria (INIA), la Comisión Nacional de Investigación y Desarrollo Aeroespacial (CONIDA), el Consejo Nacional de Camélidos Sudamericanos (CONACS); el Instituto Antártico Peruano (IAP), el Centro Internacional de la Papa, la Sociedad Química del Perú, el Instituto Nacional de Investigación y Capacitación de Telecomunicaciones, el Instituto de Investigaciones de la Amazonía Peruana, entre otros. 
El país cuenta con una estación de investigación científica establecida en la Antártida llamada Base Machu Picchu y observatorios astronómicos como Jicamarca y el Morro Solar. En materia nuclear, está la Central Nuclear Óscar Miró Quesada de la Guerra, más conocido como El Huarangal, cuyo reactor es usado únicamente para la investigación. En el campo de la vulcanología, cuenta con el Observatorio Vulcanológico del Sur (OVS), ubicado en Arequipa y cuya función es observar y documentar las manifestaciones geofísicas de los volcanes activos.
En 1980 se lanzó al mar el Buque de Investigación Científica Humboldt, plataforma científica construida mediante un convenio peruano-alemán en los astilleros de SIMA-Callao. Su misión fue realizar cruceros de investigación oceanográfica en el dominio marítimo peruano y en la Antártida, donde está la Base Machu Picchu. En 1988 realizó la primera expedición científica peruana a la Antártida. En mayo de 2017 fue reemplazado por el
BAP Carrasco (BOP-171), buque oceanográfico polar de la Marina de Guerra del Perú.
En 2016 fue lanzado al espacio PeruSat-1, el primer satélite peruano de observación de la Tierra, construido en Francia y operado por la agencia espacial peruana CONIDA.

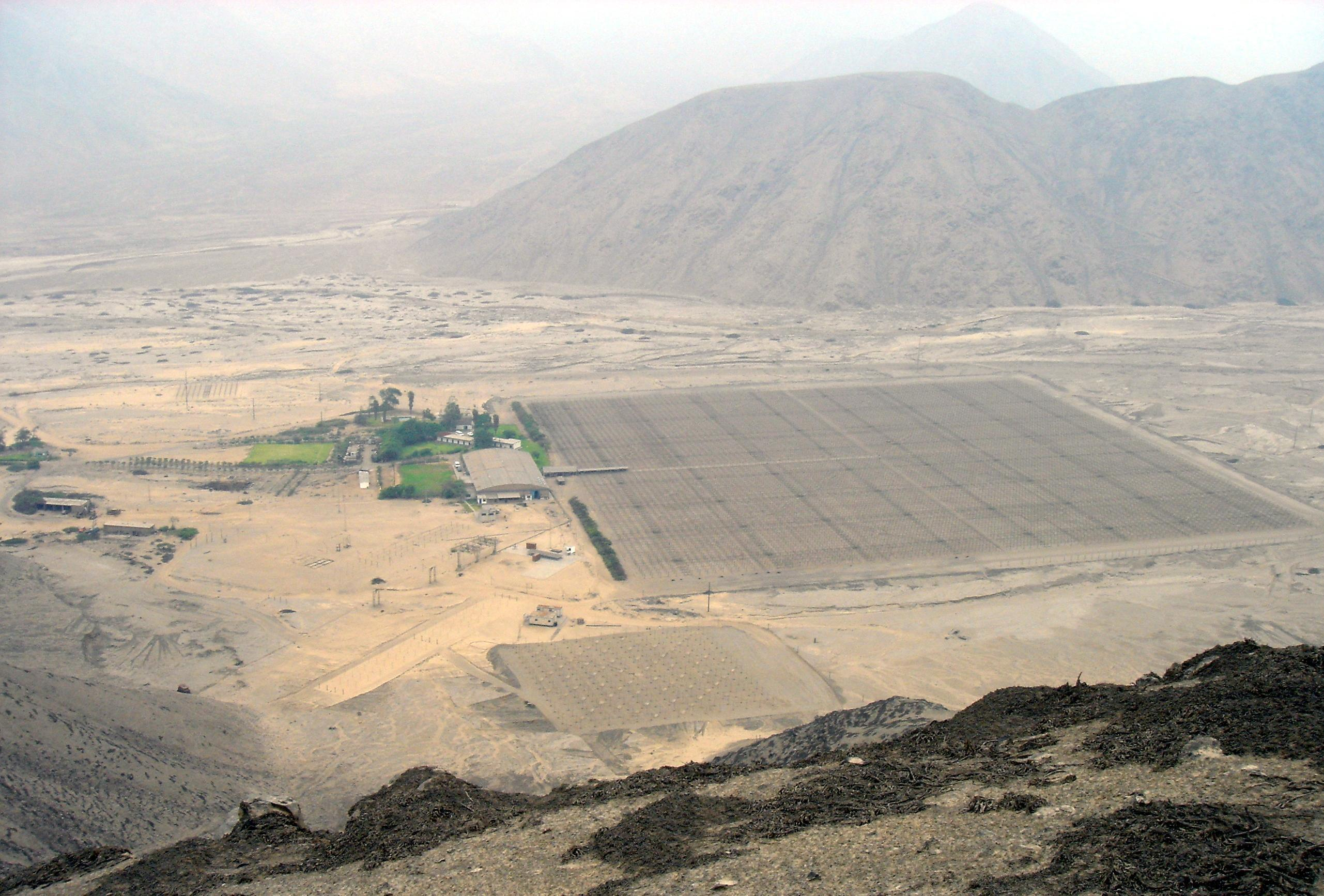
El Radio Observatorio de Jicamarca, una de los más importantes el mundo.
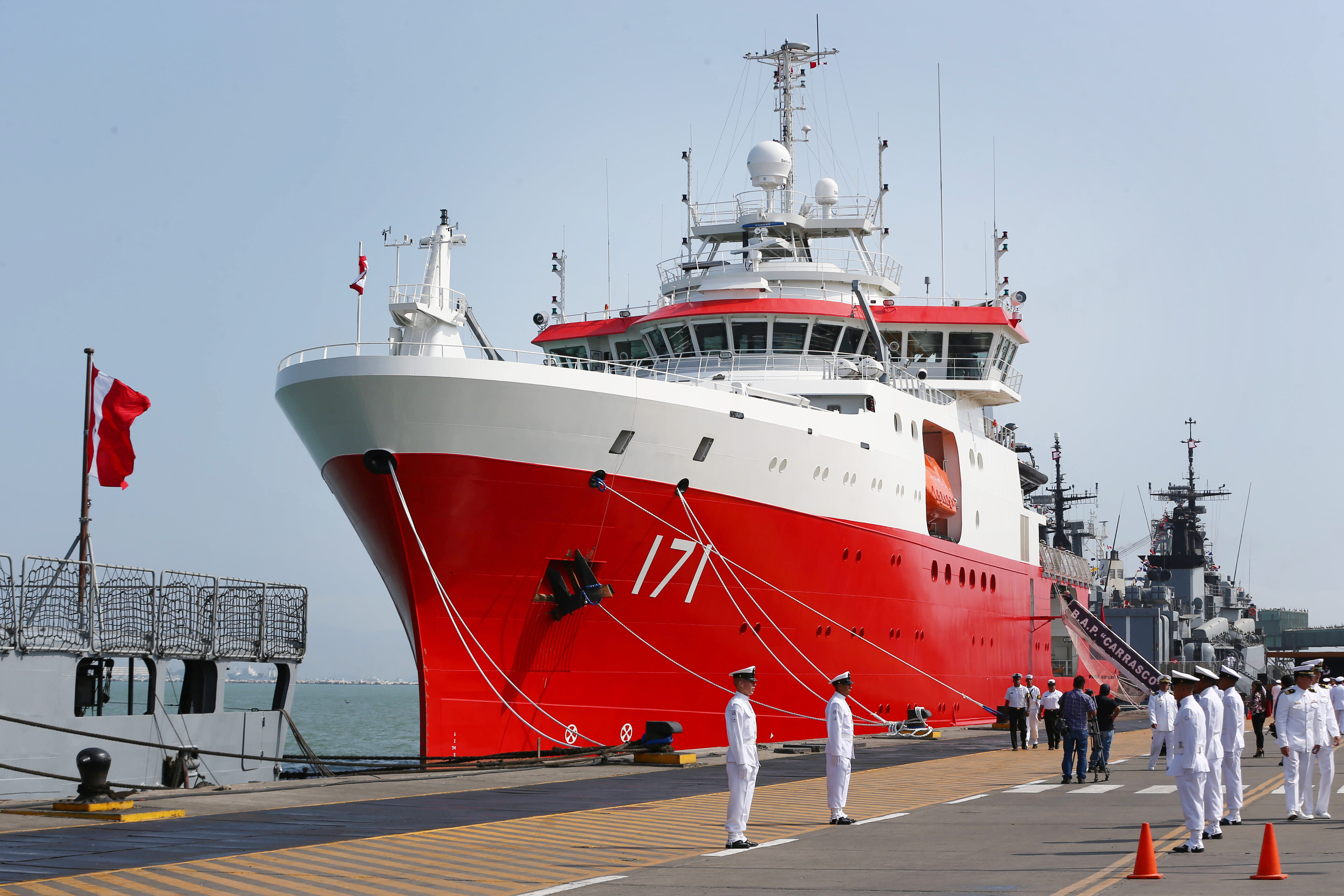
BAP Carrasco (BOP-171) buque peruano de investigación oceanográfica polar antártica.
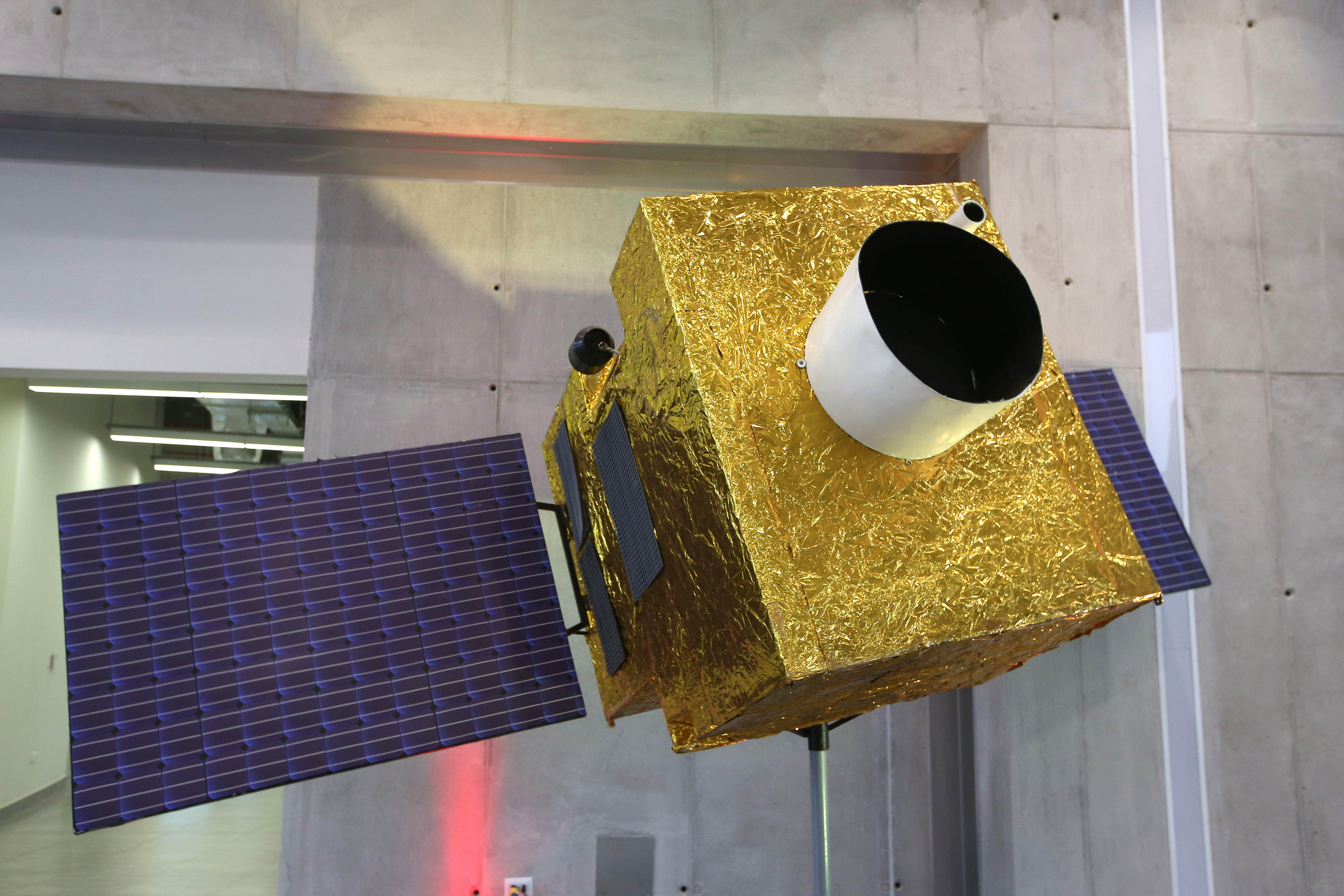
Maqueta que representa al PeruSat-1, el primer satélite peruano de observación terrestre.

## Literatura

### Literatura prehispánica y colonial
La literatura peruana tiene su primer vestigio en la obra dramática anónima Ollantay cuyos orígenes se pierden en los tiempos del incanato. En los tiempos del virreinato, la actividad literaria se convierte en una extensión de la literatura española y de la europea en general, al seguir sus pautas expresadas en corrientes literarias. Pero hubo escritores nacidos en el Perú que destacaron de manera singular creando obras maestras. Destaca en primer lugar, el Inca Garcilaso de la Vega (1539-1617), el primer mestizo cultural y racial del Perú, autor de los Comentarios Reales de los Incas, que para muchos críticos se trata del cantar de gesta de la nacionalidad peruana, que se forja precisamente con la fusión de dos herencias, la nativa y la española. Otros literatos nacidos en suelo peruano fueron Juan Espinoza Medrano, "El Lunarejo" (¿1630?-1688), autor del Apologético en favor de D. Luis de Góngora; y Pedro Peralta y Barnuevo (1664-1743), autor del poema épico Lima Fundada. En plena época de la emancipación surge la figura del poeta Mariano Melgar, precursor del Romanticismo y que muere fusilado por abrazar la causa patriota.

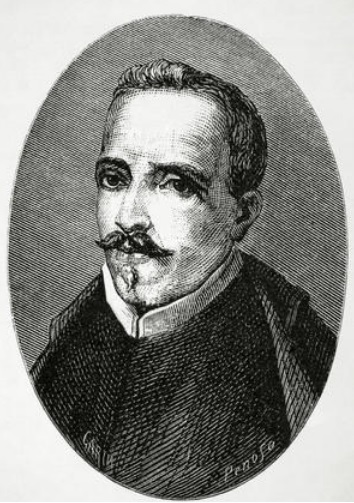
Inca Garcilaso de la Vega
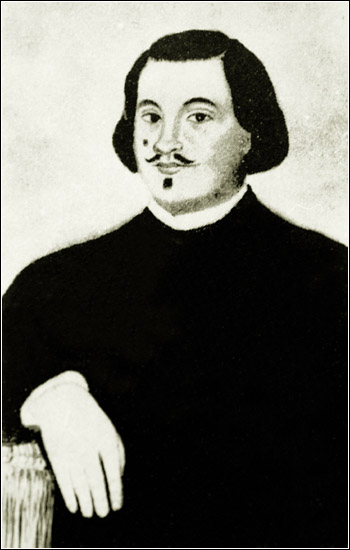
Juan Espinoza Medrano
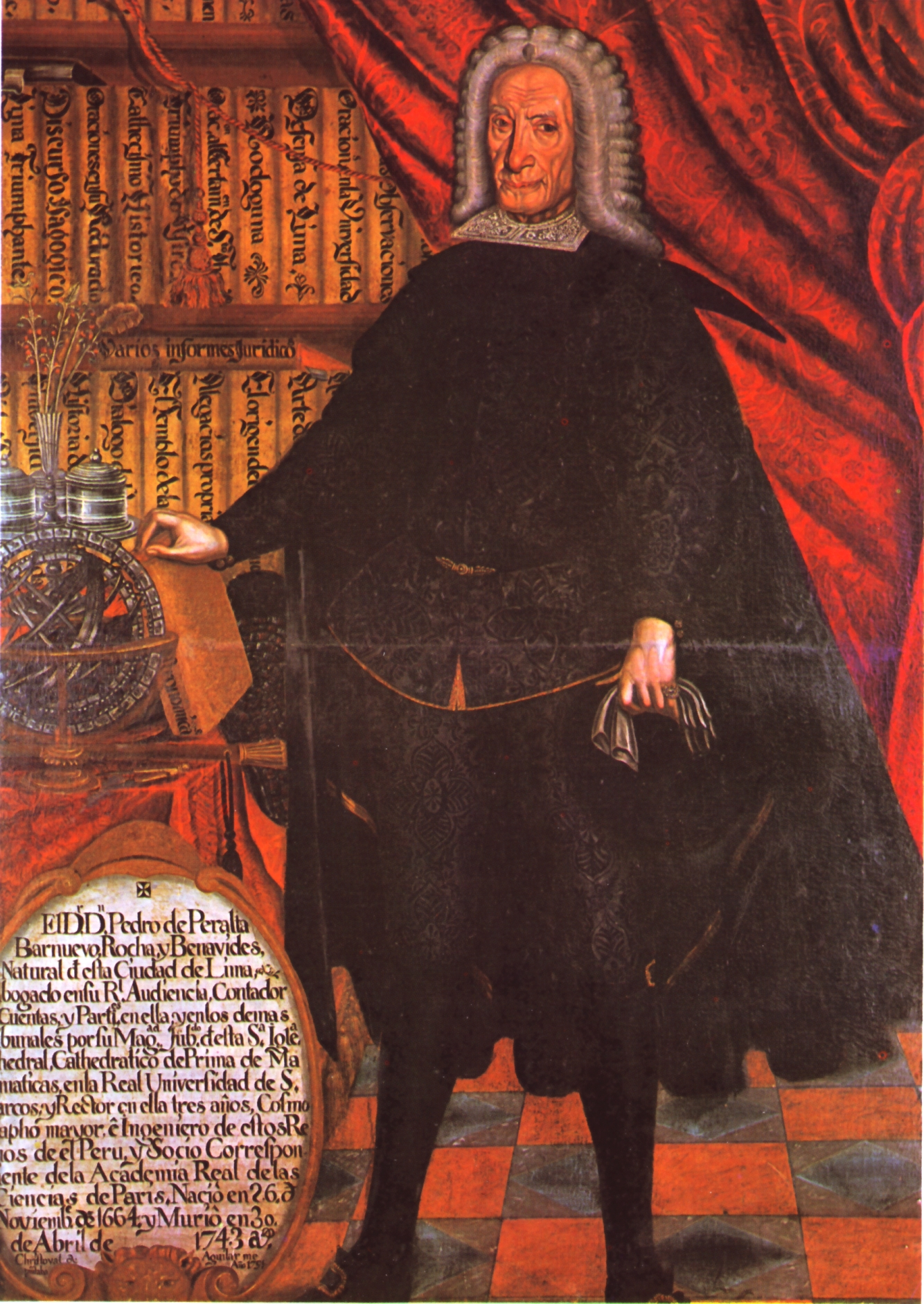
Pedro Peralta y Barnuevo
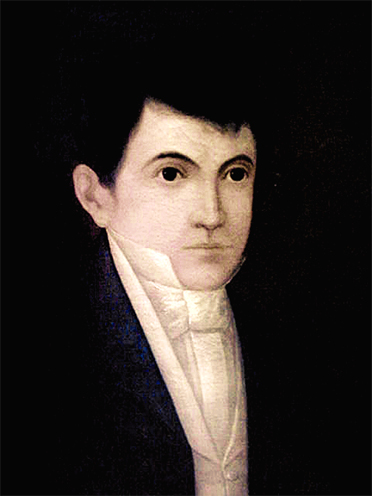
Mariano Melgar

### Literatura republicana
A partir de la época republicana son varios los exponentes de la literatura peruana como los dramaturgos costumbristas Felipe Pardo y Aliaga y Manuel Ascencio Segura, pero el mayor literato del siglo XIX fue Ricardo Palma con sus célebres Tradiciones Peruanas. En poesía, además de Palma, destacan Carlos Augusto Salaverry y Luis Benjamín Cisneros, todos ellos representantes del Romanticismo. También se debe mencionar a las escritoras Clorinda Matto de Turner y Mercedes Cabello de Carbonera, representantes del Realismo.
A fines del siglo XIX, con el auge del Modernismo a nivel continental, empiezan a destacar en poesía José Santos Chocano, el «cantor de América», y Manuel González Prada, este último también un notable ensayista y pensador.
Una importante rama del modernismo peruano fue la llamada Generación del 900, conocida también como la generación “arielista”, cuyos miembros manejaban una prosa elegante y se orientaban hacia temas de importancia nacional. Fueron sus principales representantes: José de la Riva Agüero y Osma, Francisco García Calderón Rey, Ventura García Calderón, Víctor Andrés Belaunde y José Gálvez Barrenechea.
La poesía peruana del siglo XX empieza con José María Eguren (simbolista), autor de La canción de las figuras. Poco después llega el vanguardismo cuyos representantes son Carlos Oquendo de Amat, autor de 5 metros de poemas; Martín Adán, autor de La casa de cartón; y César Vallejo, autor de Los heraldos negros, Trilce y Poemas humanos. De todos ellos es Vallejo quien alcanza una resonancia universal, con su poesía humanista, expresada de una manera muy original, que muestra su profundo arraigo al ámbito familiar y su solidaridad con los oprimidos y desamparados. Se le considera una de las figuras capitales de la poesía hispanoamericana del siglo XX, al lado de Pablo Neruda. Posteriormente destacaron César Moro, Emilio Adolfo Westphalen, Javier Heraud, César Calvo, Alejandro Romualdo, Juan Gonzalo Rose, Carlos Germán Belli, Blanca Varela y muchos más.
La narrativa moderna se inaugura con el postmodernismo representado por Abraham Valdelomar, autor de El caballero Carmelo; y Ventura García Calderón, autor de La venganza del cóndor. 
Luego viene la corriente indigenista, cuyos máximos representantes son:
- Enrique López Albújar, autor de Cuentos andinos y Nuevos cuentos andinos, aunque es más conocido por su novela esclavista Matalaché.
- Ciro Alegría, autor de Los perros hambrientos, La serpiente de oro y El mundo es ancho y ajeno.
- José María Arguedas, autor de Yawar Fiesta, Los ríos profundos y Todas las sangres.

También se debe mencionar a Mario Florián (poesía); y Eleodoro Vargas Vicuña, autor de las narraciones de Taita Cristo y Ñahuín (neoindigenismo). Mención aparte merece Manuel Scorza, autor de Redoble por Rancas.
La narrativa realista y citadina tiene entre sus máximos representantes a Julio Ramón Ribeyro, autor  de cuentos reunidos en La palabra del mudo; Alfredo Bryce Echenique, autor de Un mundo para Julius; y Mario Vargas Llosa, miembro conspicuo del Boom Latinoamericano y ganador en el 2010 del Premio Nobel de Literatura. Las obras maestras de Vargas Llosa son las novelas La ciudad y los perros (1963), La casa verde (1966), Los cachorros (1967), Conversación en La Catedral (1969), La guerra del fin del mundo (1981) y La fiesta del chivo (2000); aunque ha seguido publicando novelas hasta la actualidad, no ha vuelto a producir obras de la misma calidad.
La literatura amazónica cuenta entre sus más destacados representantes a Arturo D. Hernández, autor de la novela de aventuras Sangama; y Francisco Izquierdo Ríos, autor de cuentos.
Entre los narradores contemporáneos están también: Oswaldo Reynoso, autor de Los inocentes; Carlos Eduardo Zavaleta, autor de cuentos de notable factura; Edgardo Rivera Martínez, autor de País de Jauja; y Miguel Gutiérrez, autor de La violencia del tiempo. Narradores actualmente en producción son Alonso Cueto, Fernando Ampuero, Santiago Roncagliolo y Renato Cisneros.
En el campo de la ensayística es obligatorio mencionar a José Carlos Mariátegui, autor de los 7 ensayos de interpretación de la realidad peruana; a Víctor Andrés Belaúnde, autor de La realidad nacional; y a José de la Riva Agüero y Osma; autor de La historia en el Perú.

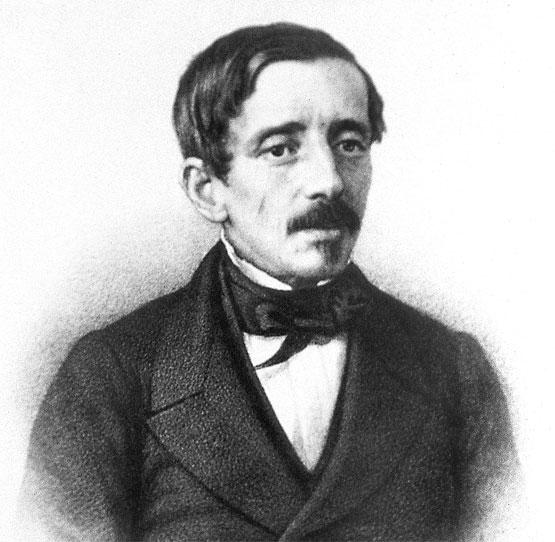
Felipe Pardo y Aliaga
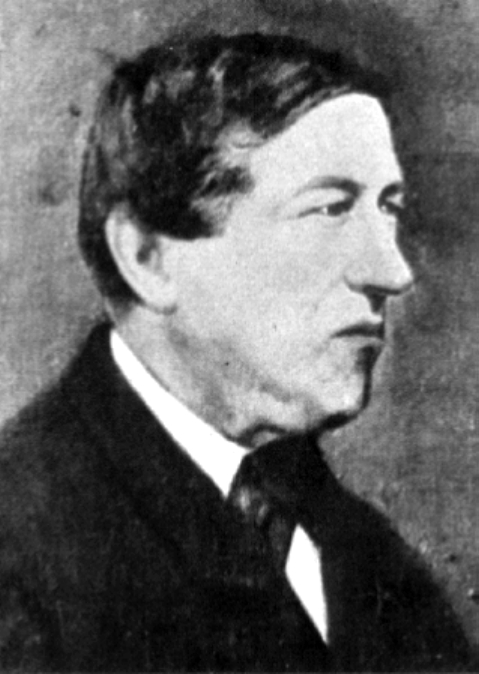
Manuel Ascencio Segura
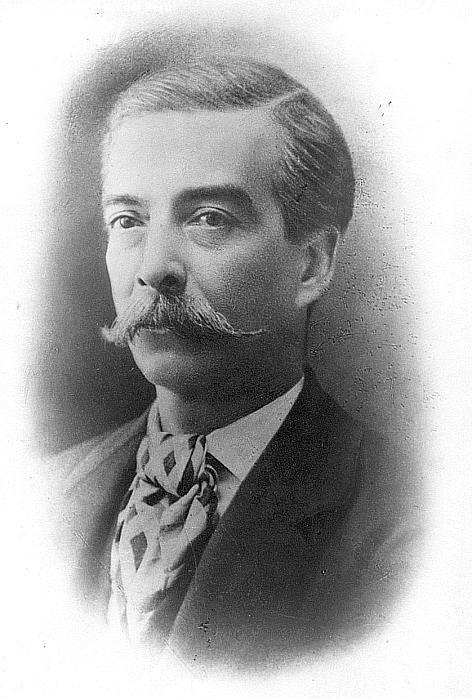
Carlos Augusto Salaverry
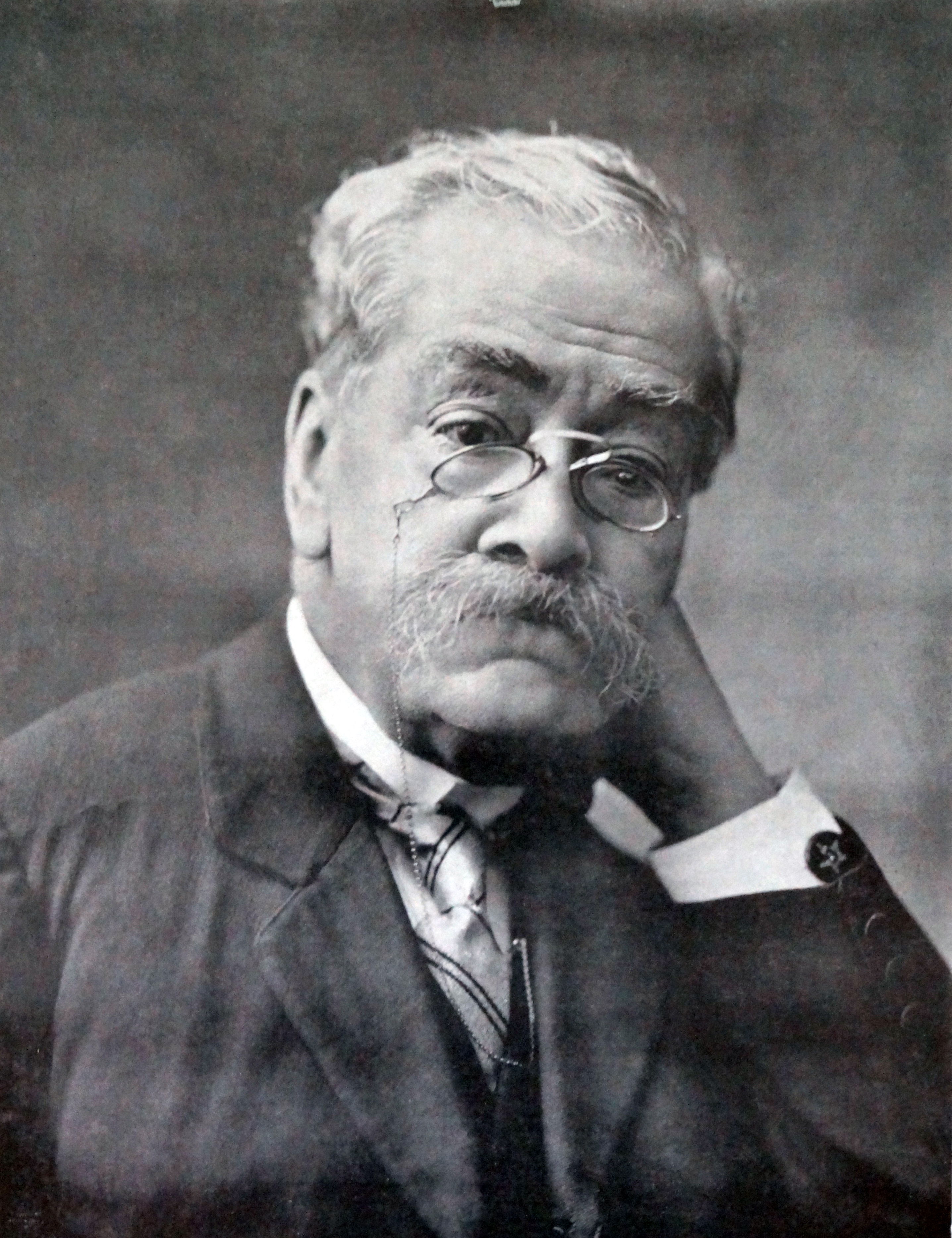
Ricardo Palma
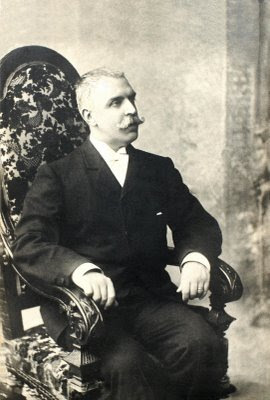
Manuel González Prada
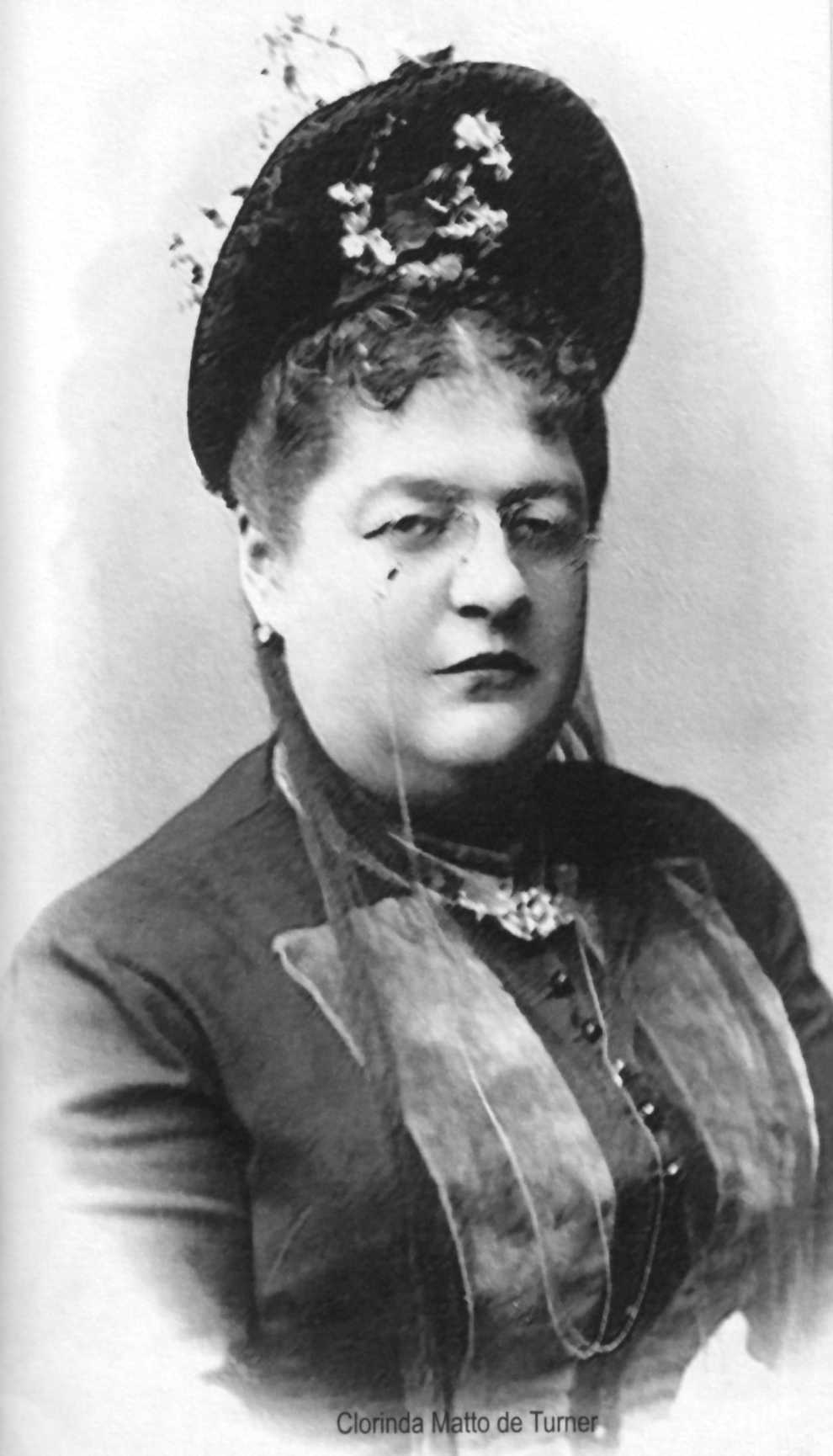
Clorinda Matto de Turner
José Santos Chocano
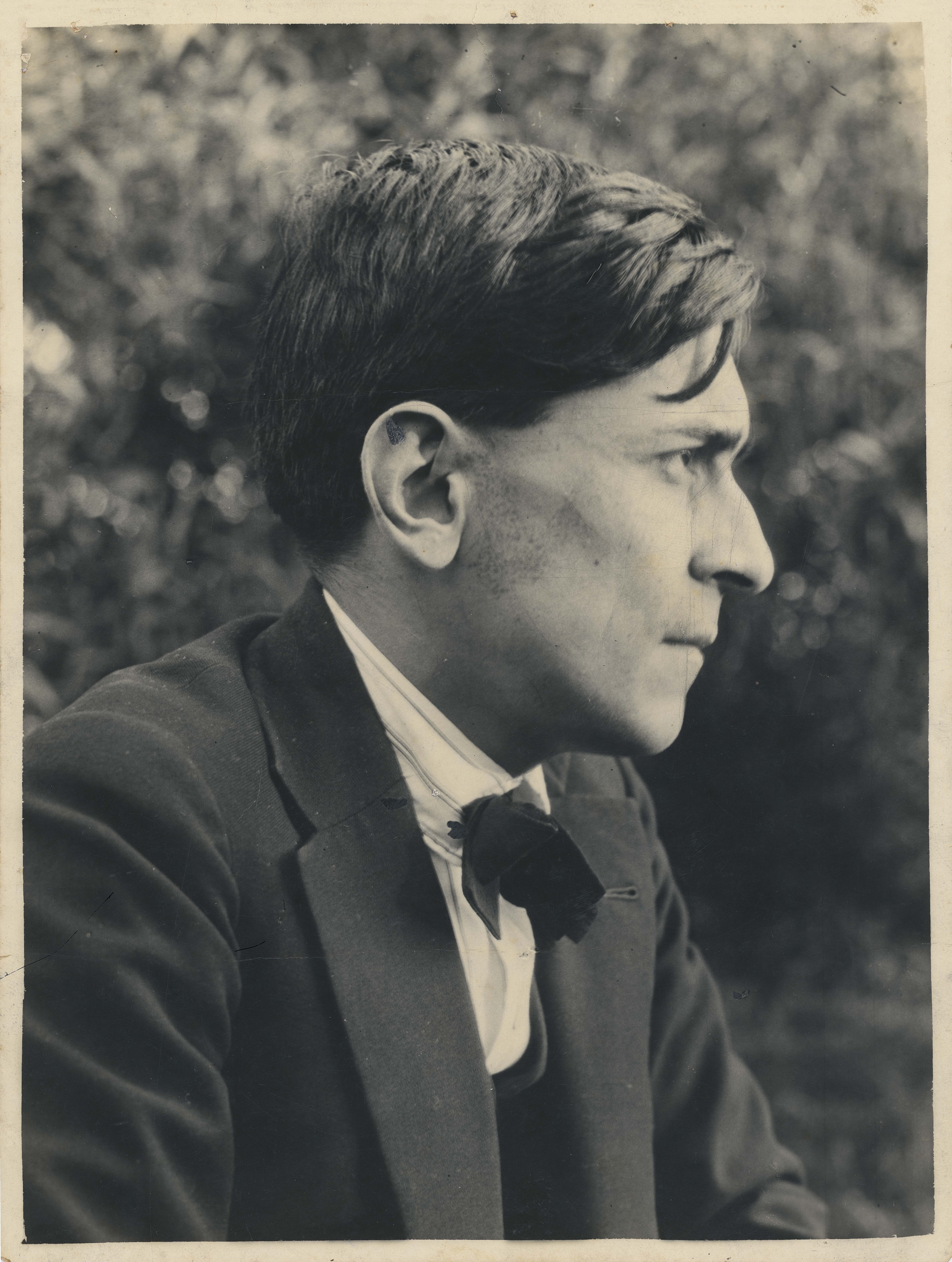
José Carlos Mariátegui
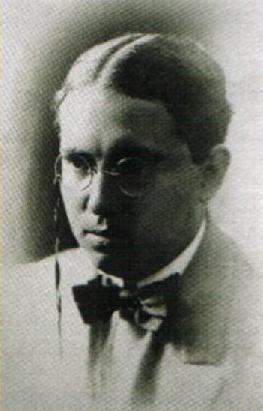
Abraham Valdelomar
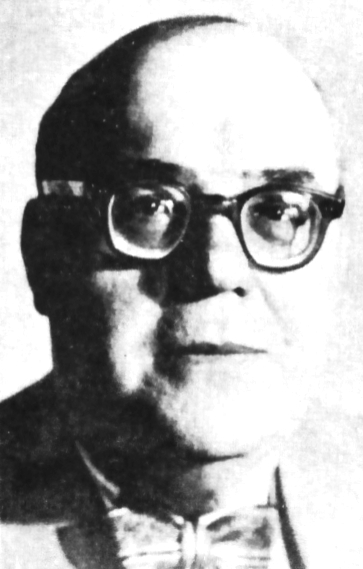
Ventura García Calderón
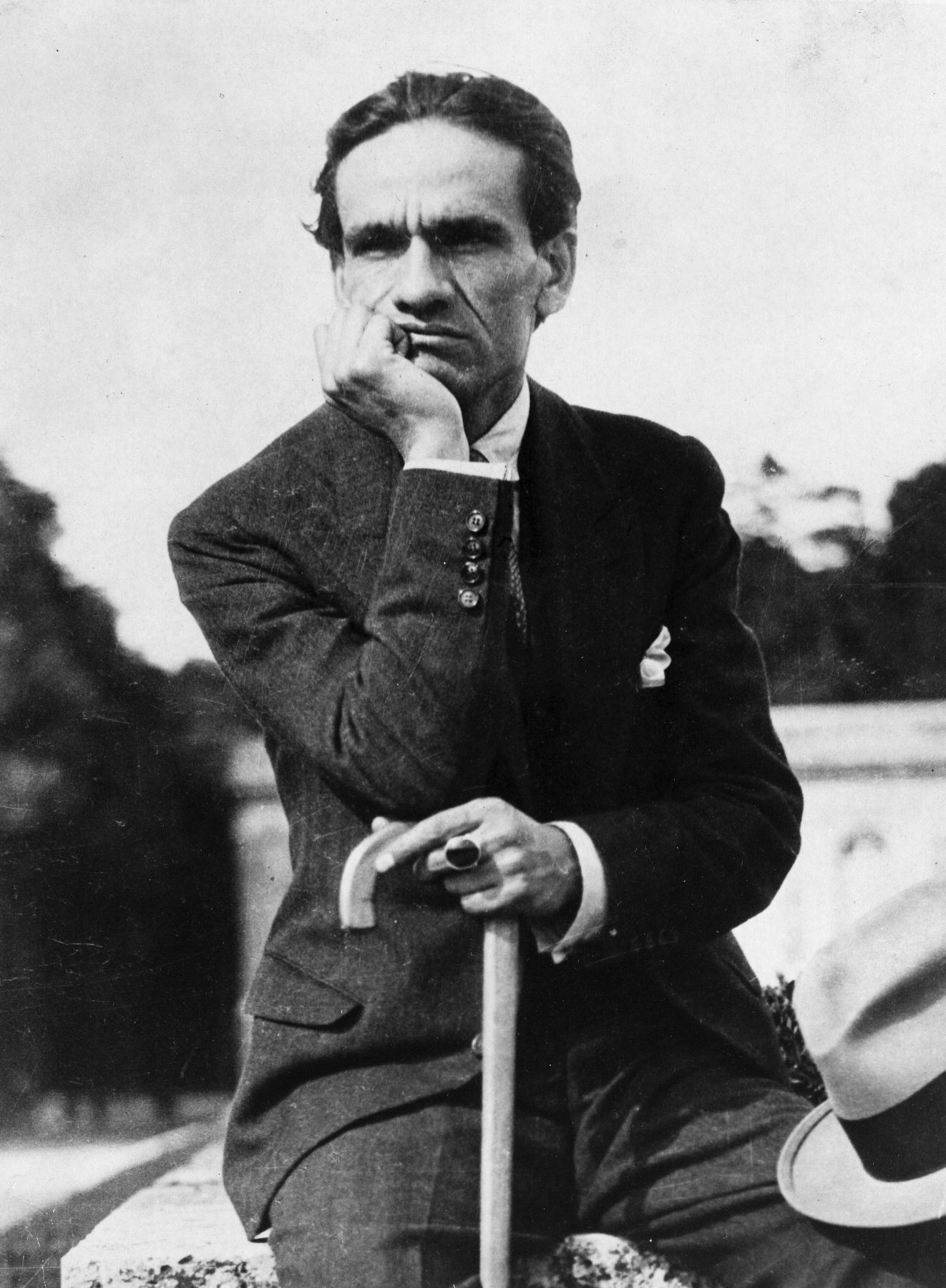
César Vallejo
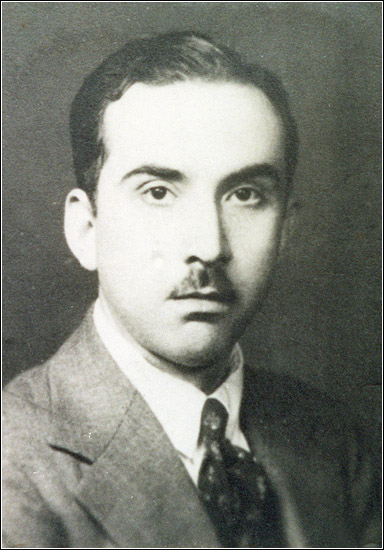
Martín Adán
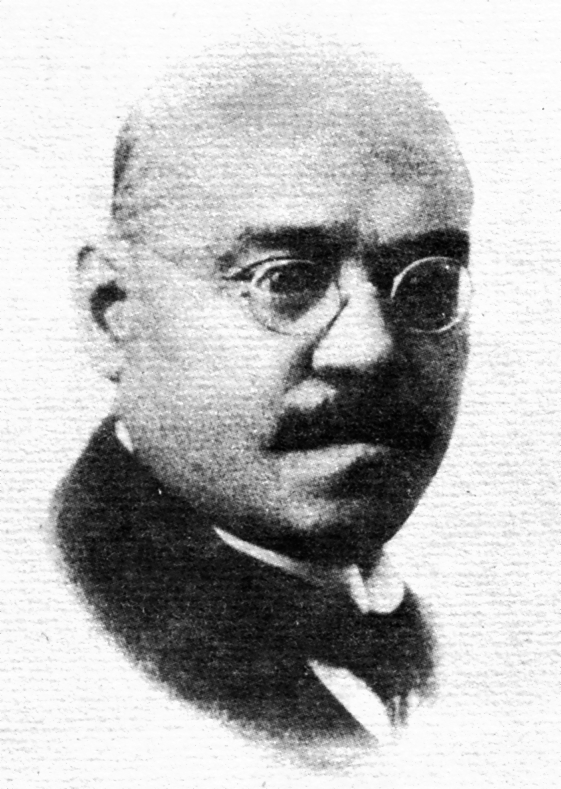
Enrique López Albújar
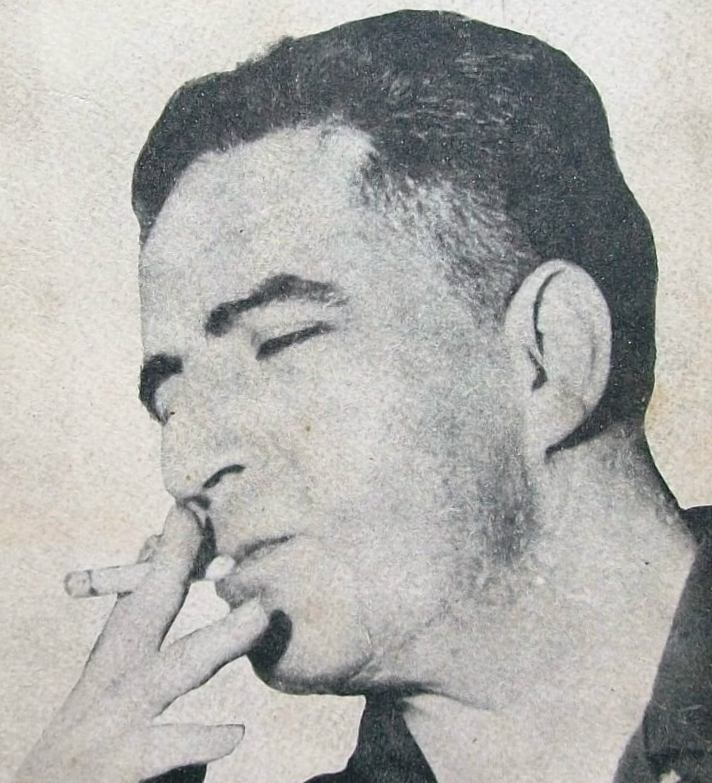
Ciro Alegría
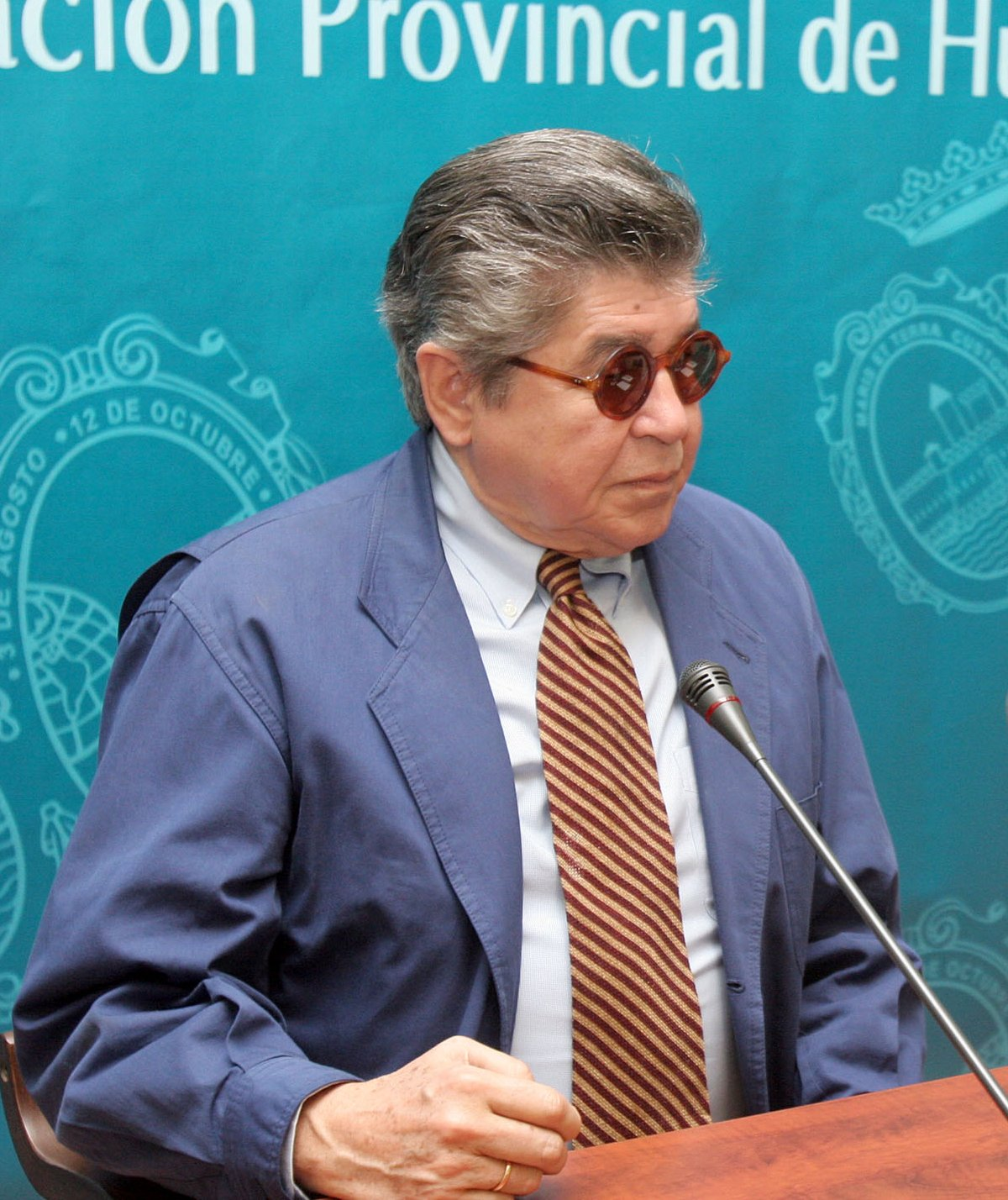
Alfredo Bryce Echenique
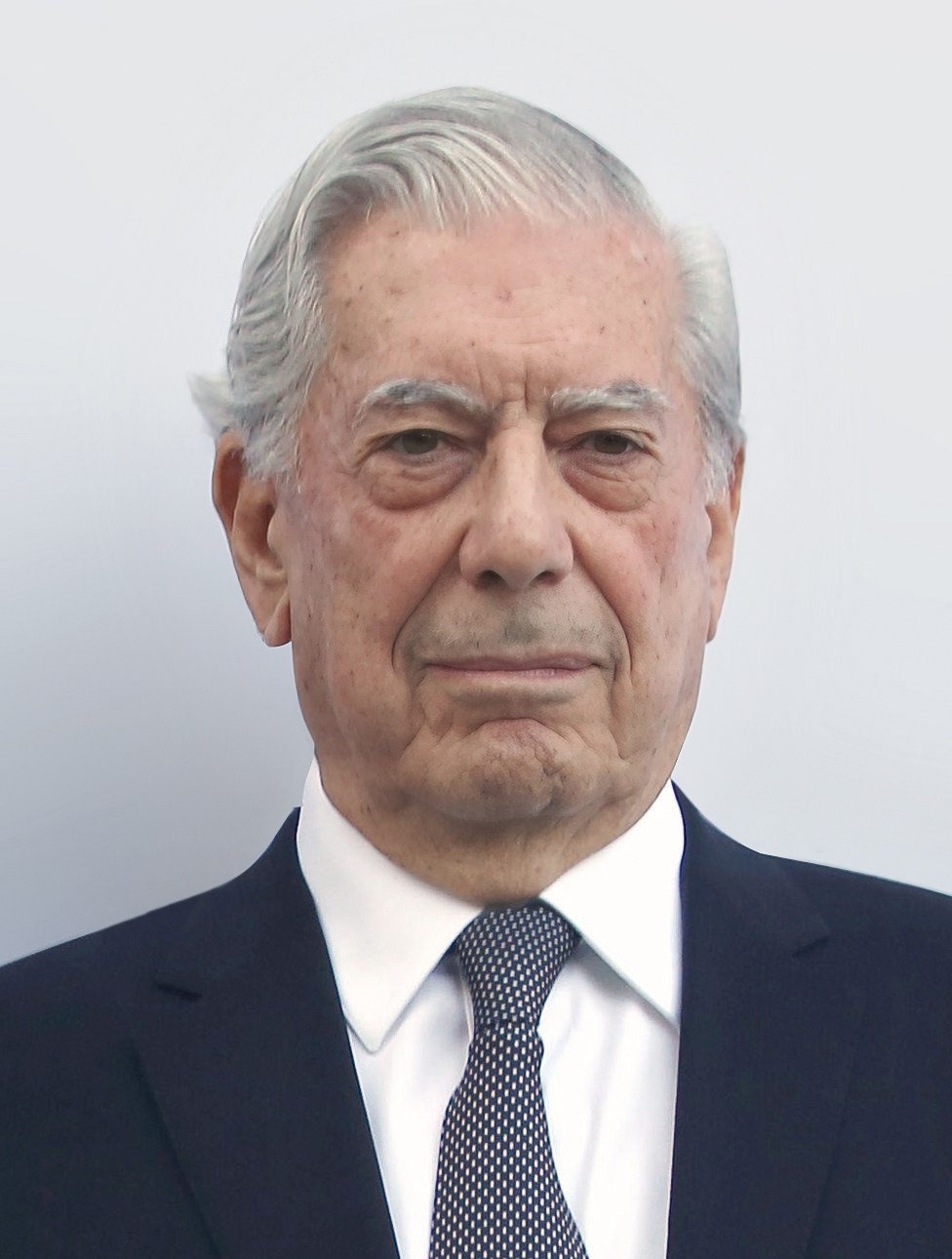
Mario Vargas Llosa

## Turismo
El turismo en el Perú se constituye en la tercera industria más grande de la nación, detrás de la pesca y la minería. Principalmente está dirigida hacia los monumentos arqueológicos, pues cuenta con más de cien mil sitios de interés, el ecoturismo en la Amazonía peruana, el turismo cultural en las ciudades coloniales, turismo gastronómico, turismo de aventura y turismo de playa.
Principales destinos turísticos

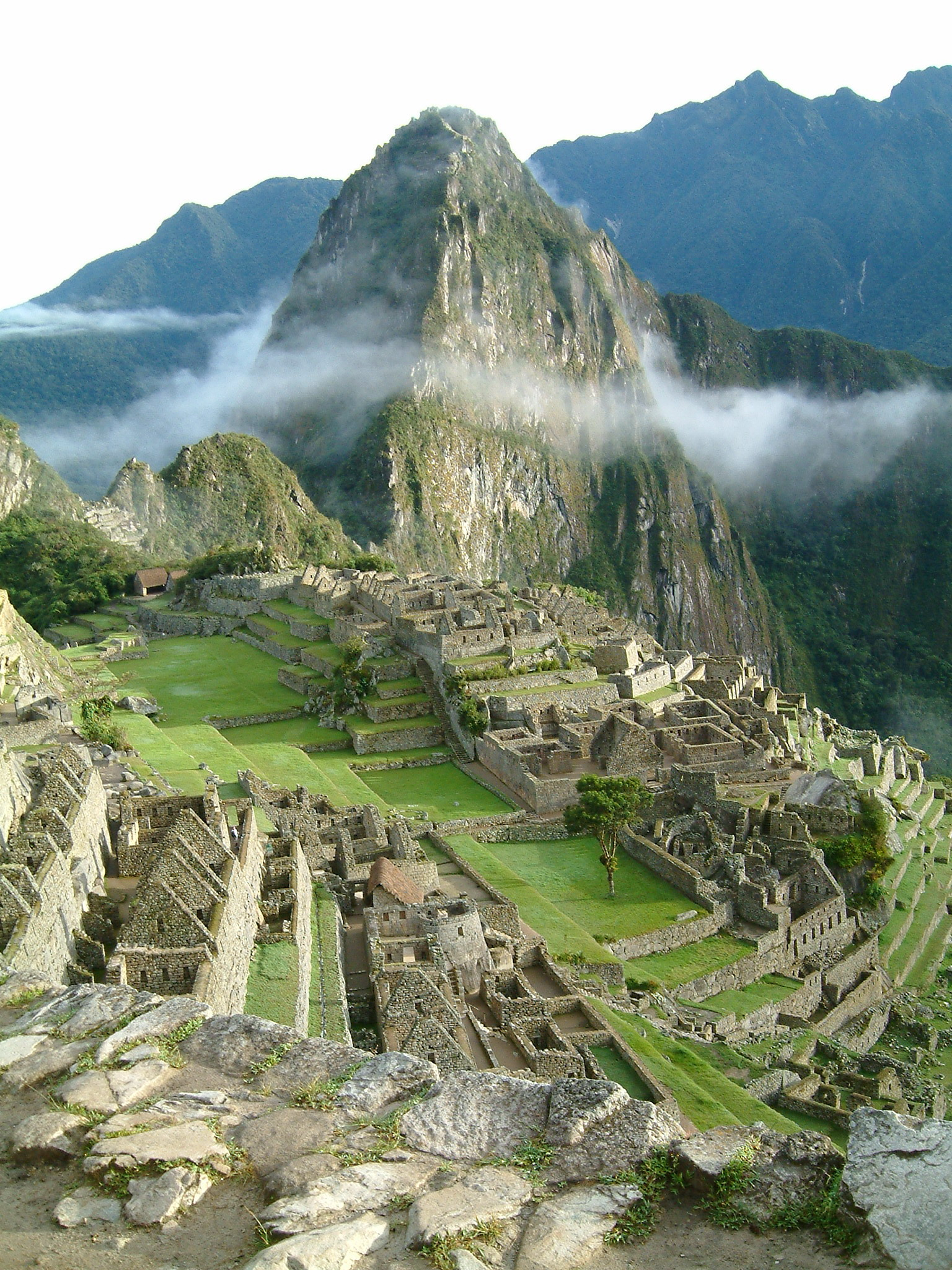
Machu Picchu
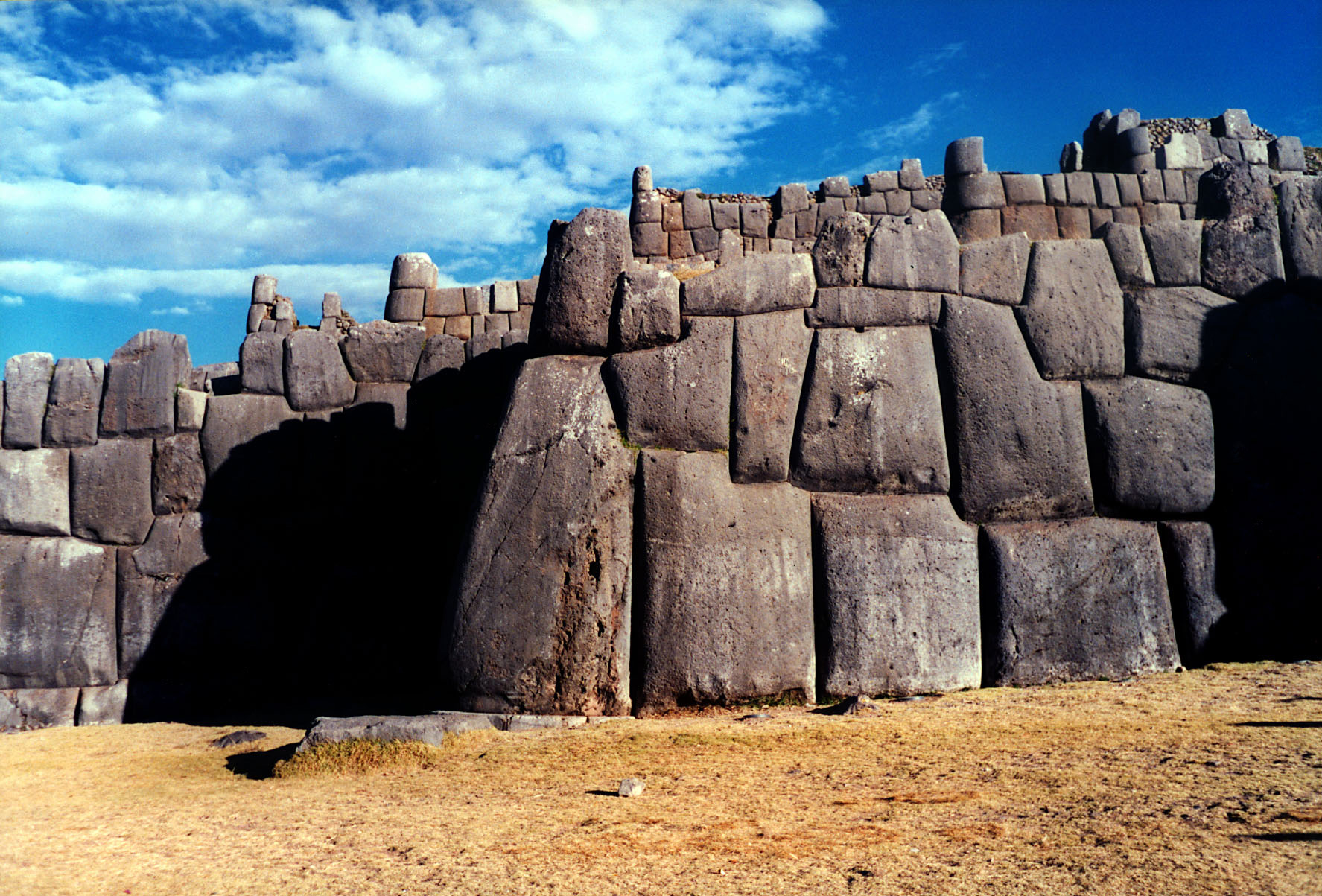
Sacsayhuamán
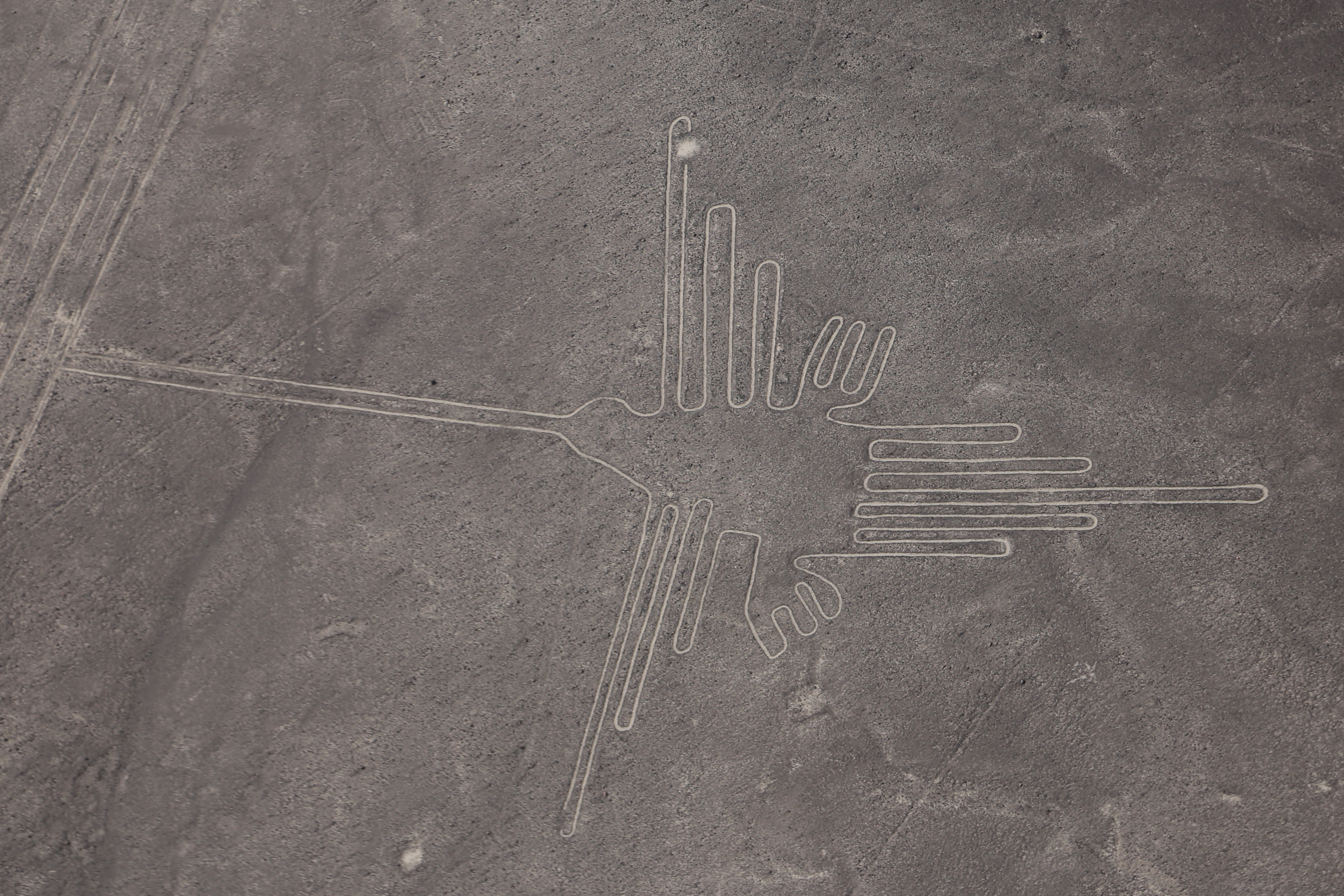
Líneas de Nazca
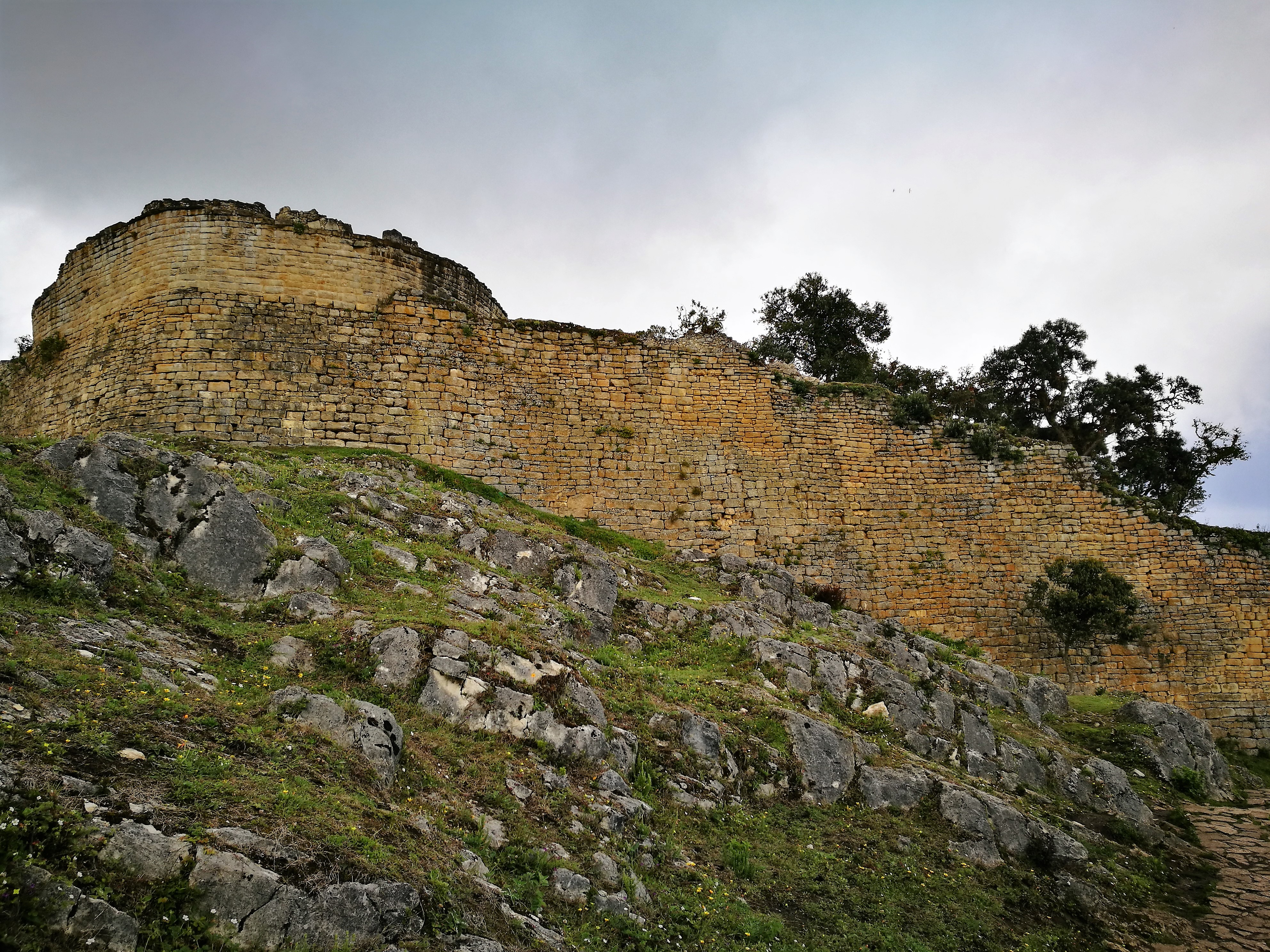
Kuelap
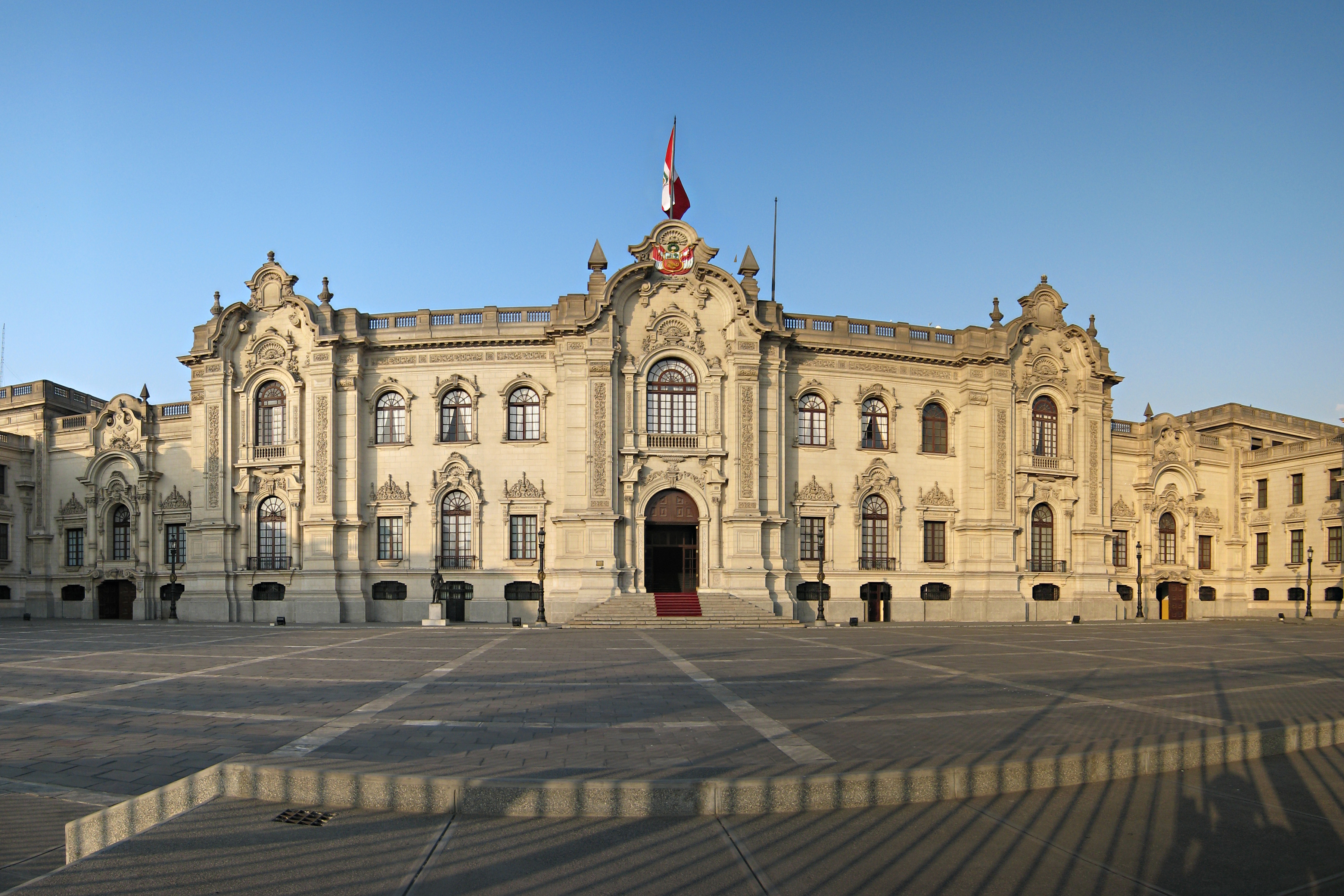
Centro Histórico de Lima
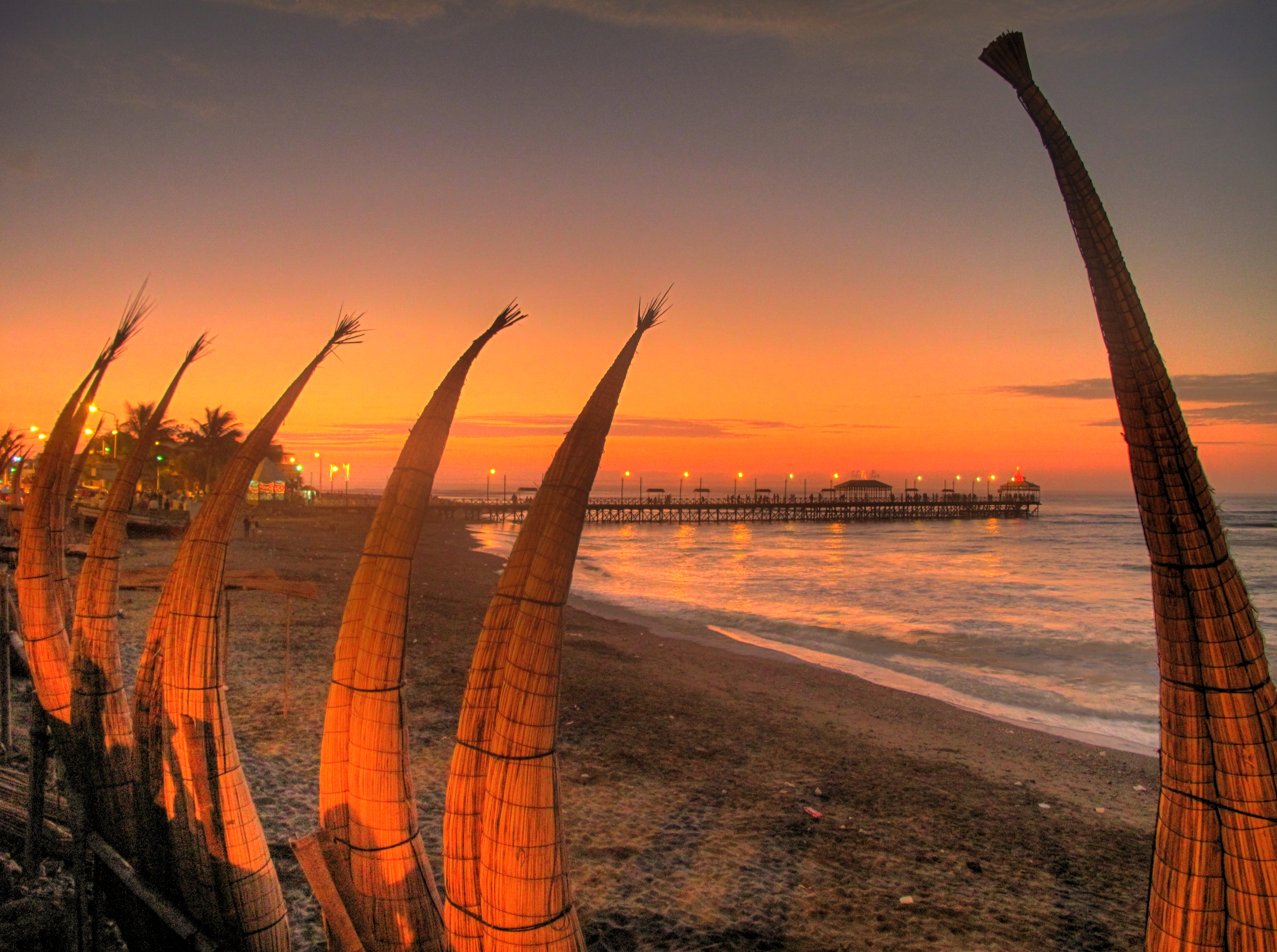
Huanchaco
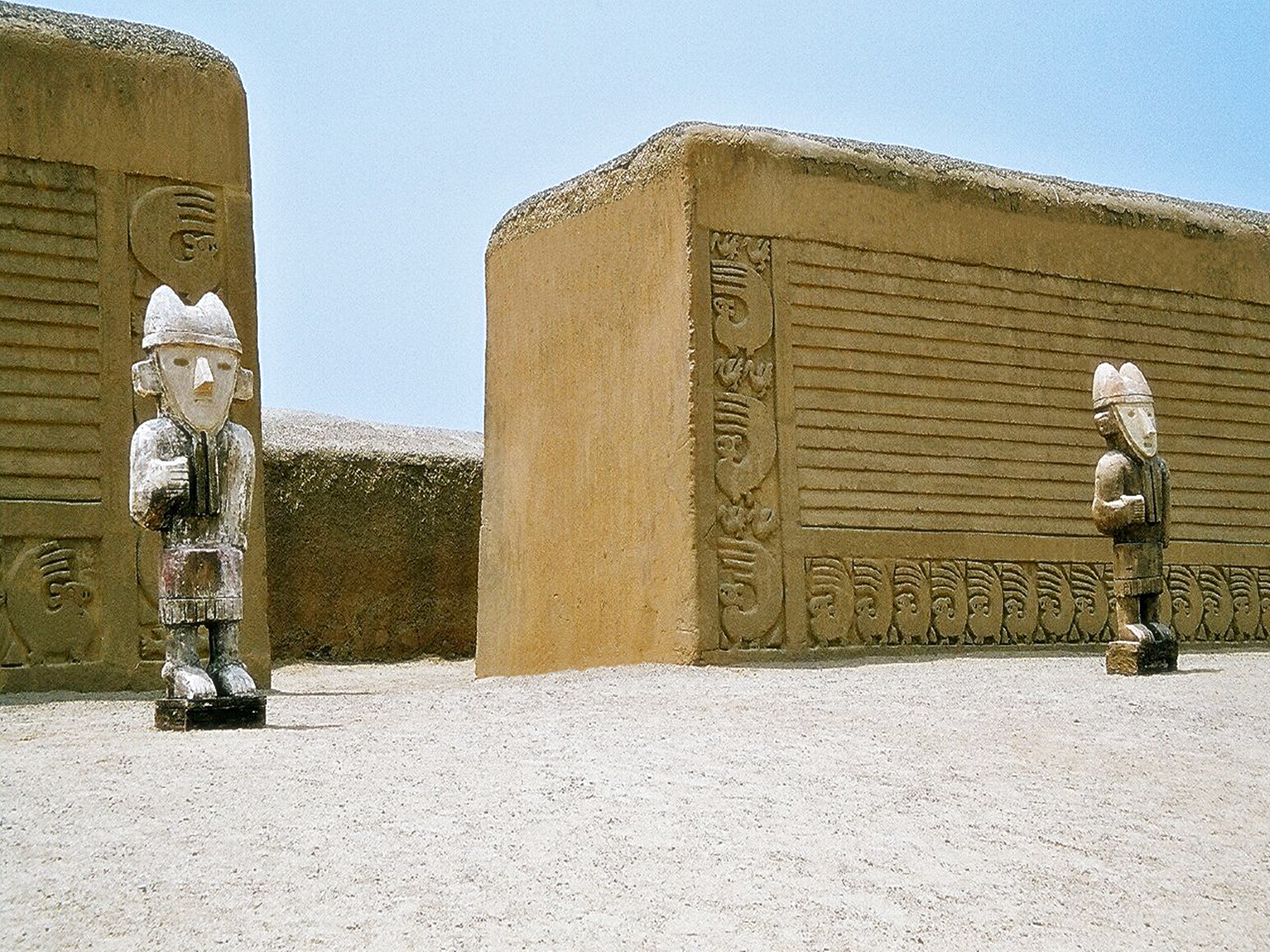
Chan Chan
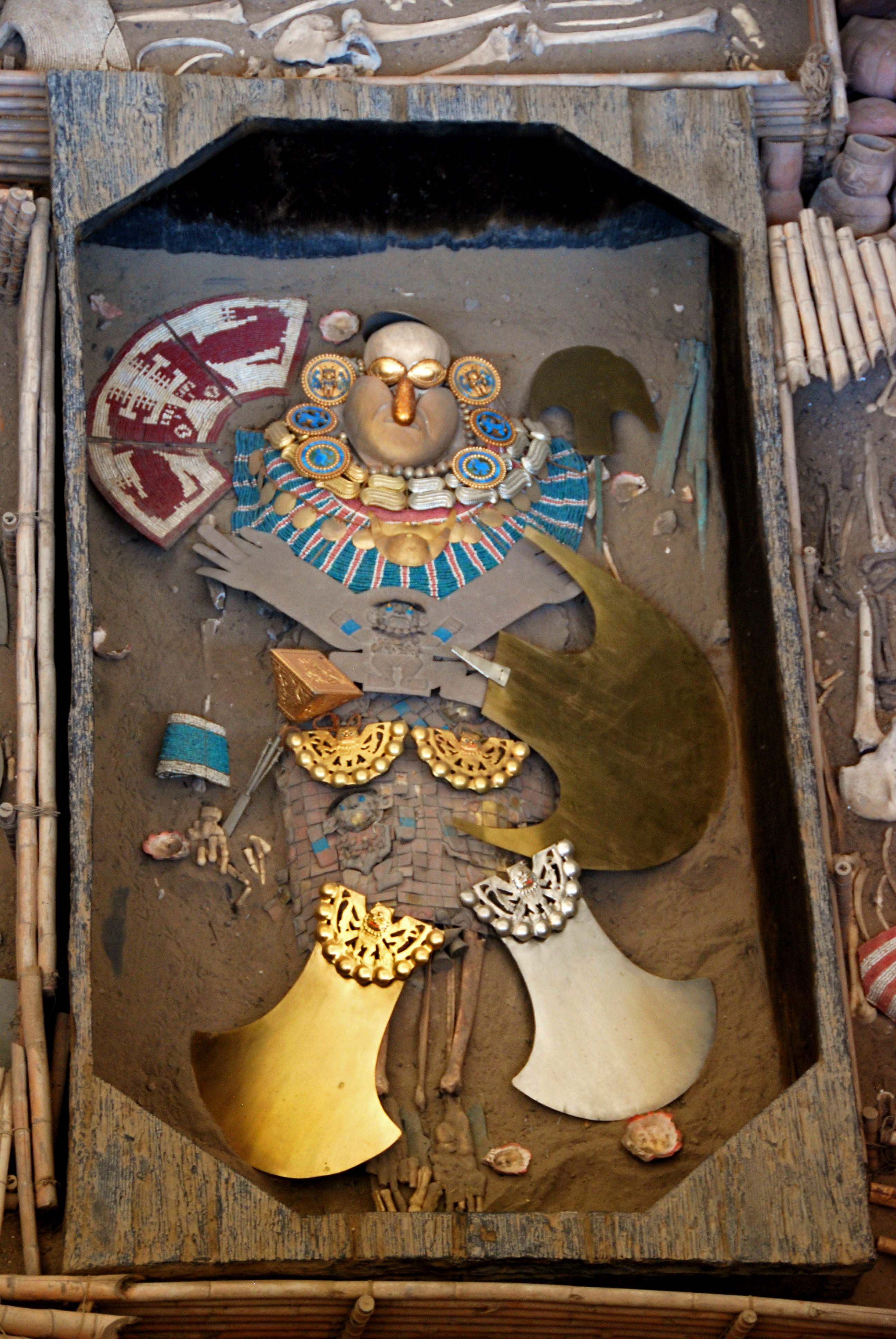
Tumbal del Señor de Sipán
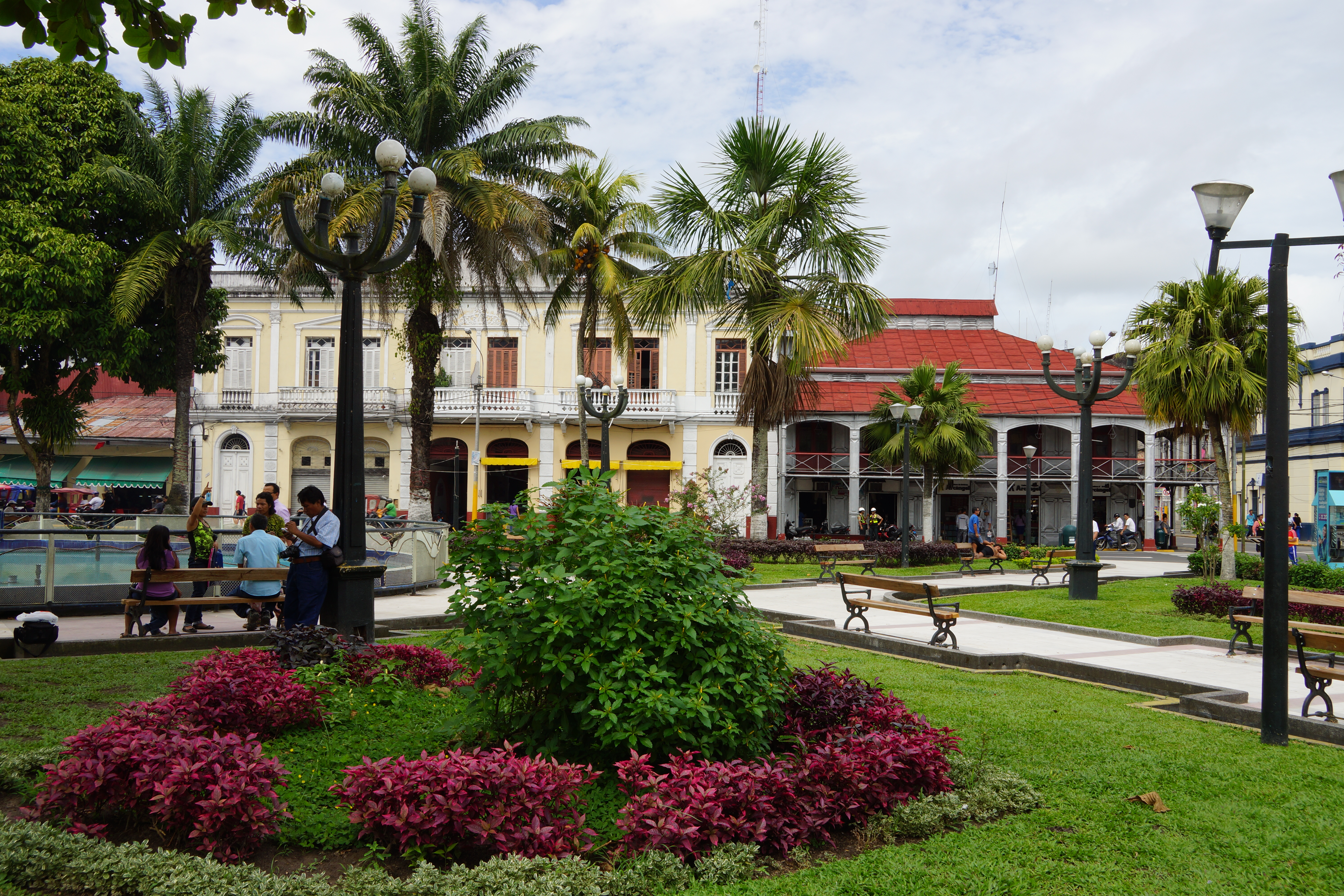
Iquitos
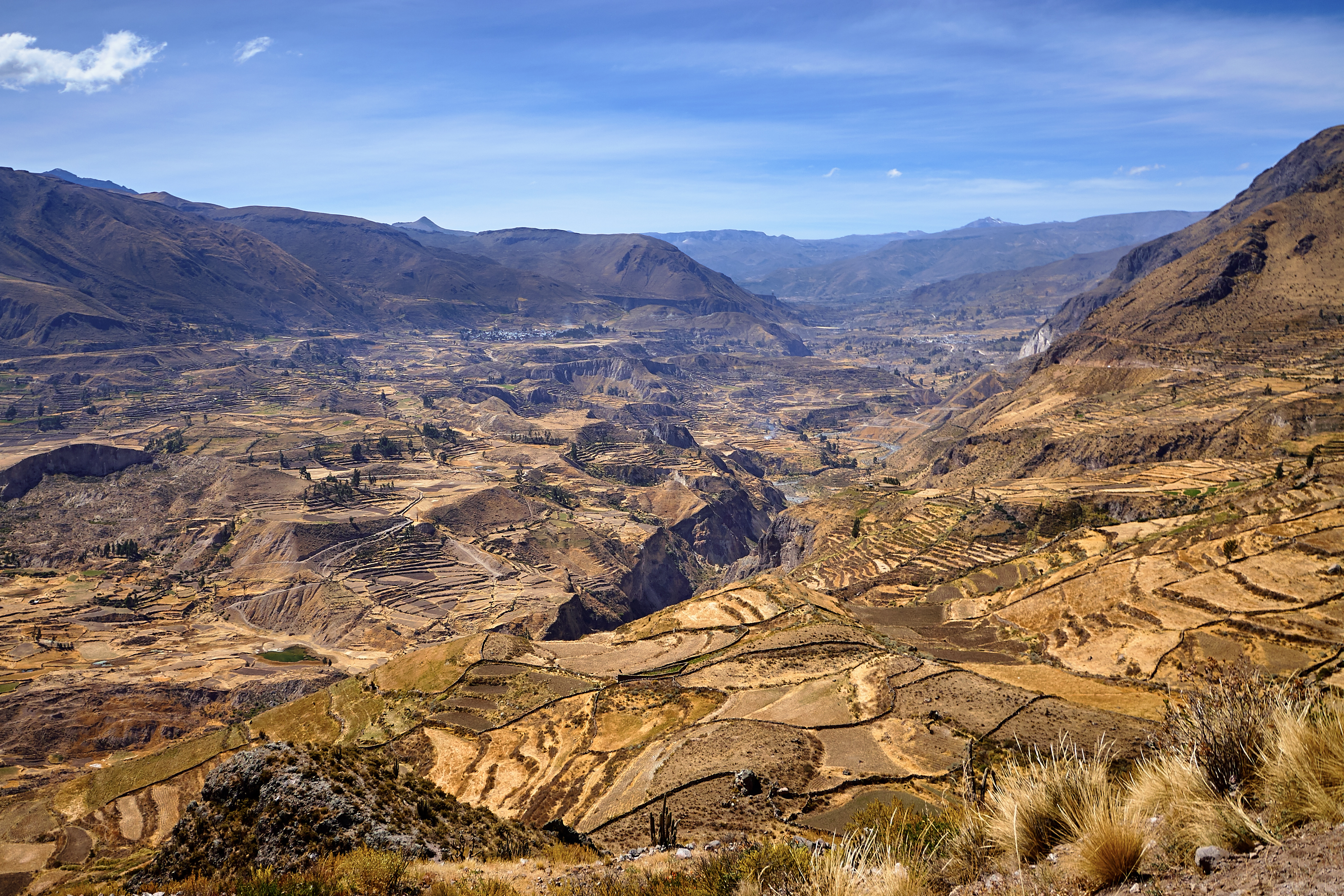
Cañón del Colca
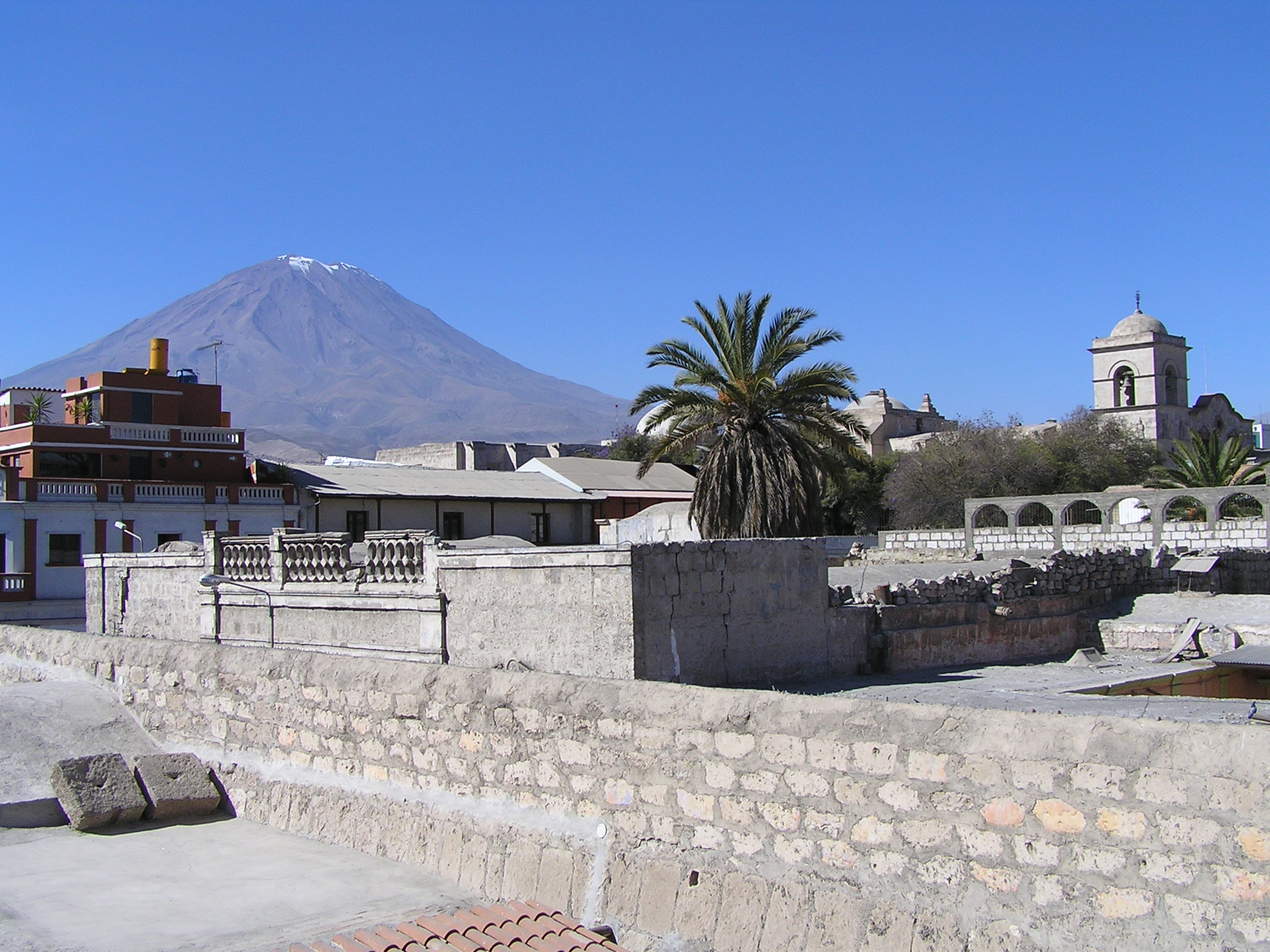
Arequipa

## Sociedad

### Religión

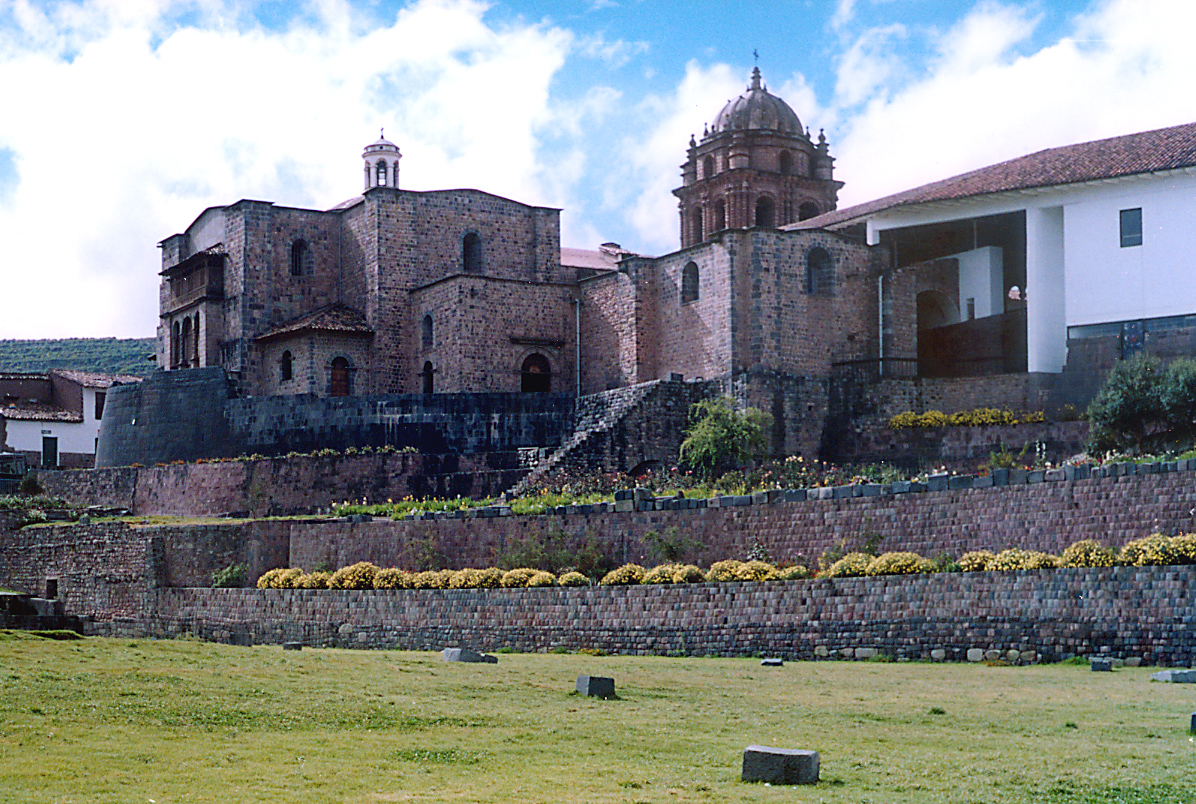
Convento de Santo Domingo en el Cuzco, que se elevó sobre el antiguo templo inca del Coricancha, simbolizando así el sincretismo religioso.

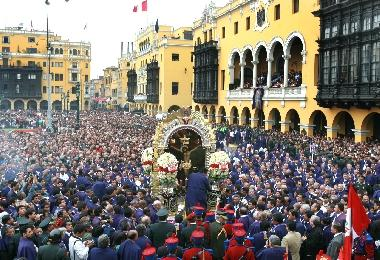
Procesión del Señor de los Milagros, en Lima.

El Perú es un país religioso. El historiador Raúl Porras Barrenechea dijo que el peruano era probablemente el hombre más religioso del mundo. Y es que en el territorio del Perú, como en otras partes del mundo, la religión ha jugado un papel vital en el desarrollo social y cultural de las sociedades desde sus orígenes en los Andes (12.000 a. C.), pasando por los procesos de gestación de su civilización (3.000 a. C.), la formación política y cultural de las sociedades andinas prehispánicas, y finalmente, la transformación religiosa a raíz de la caída del Imperio Inca y la toma del poder por los españoles, quienes impusieron el catolicismo.
Las religiones originales andinas concedían un alto valor a la ayuda mutua, la solidaridad, la asistencia a los más necesitados y el pleno respeto a la naturaleza.
El cristianismo en su rama católica llegó al Perú acompañando a los conquistadores españoles, a partir de 1532. Los religiosos españoles se dedicaron desde el primer momento a la tarea de la conversión de los indígenas. Aunque se enfocaron en extirpar las “idolatrías”, como denominaban a las religiones andinas, este encuentro produjo un sincretismo religioso, presente en todo el país en diversas maneras y magnitudes.
Durante la época colonial reinó un espíritu de exaltada religiosidad. En la plaza principal de cada una de las ciudades que fundaron los españoles se construyó un templo principal (catedral) y se destinó grandes extensiones de terreno para la construcción de otros templos, conventos y monasterios. La fe y la devoción más grandes reinaban en todas las clases sociales. Las fiestas religiosas eran numerosas y se celebraban pomposamente con misas, sermones, procesiones, desfiles alegóricos e incluso festejos populares, tales como corridas de toros, fuegos artificiales. Dos santos nacieron en tierra peruana: Martín de Porres y Rosa de Lima. Otras manifestaciones de esta religiosidad son las famosas procesiones del Señor de los Milagros (Lima) y del Señor de los Temblores (Cuzco). Durante la etapa republicana se mantuvo esa arraigada religiosidad católica, sin afectarle la llegada de las ideas positivistas, laicistas y anticlericales de fines del siglo XIX y comienzos del XX. 
Actualmente, un poco más del 80% de la población peruana se reconoce católica. El catolicismo ha ido mermando a favor de las iglesias protestantes o evangélicas de distintas denominaciones, que se han abierto paso sobre todo en los sectores populares. También ha habido un avance lento pero consistente de la irreligión especialmente entre los jóvenes de las zonas urbanas. Están también presentes, por la inmigración, religiones como el judaísmo y el budismo, y más recientemente el hinduismo y el islamismo. De todos modos, siguen predominando los credos cristianos (el 95% de la población).

## Gastronomía
La cocina peruana es considerada una de las más variadas del mundo. Tiene el récord Guiness a la mayor variedad y diversidad de platos típicos en el mundo (491). Asimismo, el periódico francés Le Monde lo ha considerado como una de las grandes cocinas del planeta, que compite al lado de la francesa y la china.
La gran variedad de la gastronomía peruana se debe principalmente a las siguientes circunstancias:
- A las diversas herencias culinarias: la precolombina (culturas de la costa, sierra y selva), española y africana, a las que, a partir del siglo XIX se suman la sino-cantonesa, japonesa, italiana y francesa.

- La tendencia a la fusión o mezcla de todas esas herencias, que ha conformado una gastronomía de «cuatro continentes en un solo país», ofreciendo una importante variedad de platos típicos peruanos en constante evolución. Ni la cocina nativa o indígena ha escapado de la tendencia a la fusión o «modernización», como algunos lo llaman.

- El Perú es un lugar privilegiado para producir alimentos de calidad en todo su territorio y durante todo el año, pues posee  84 de los 114 microclimas que existen en el mundo y 11 ecorregiones naturales.[57]
- El Perú es reconocido como uno de los centros originarios de alimentos del mundo, es decir, el sitio donde se domesticaron diversas plantas y animales, contribuyendo de manera significativa a la alimentación mundial. De las 4400 plantas nativas con que cuenta, 185 están domesticadas: 85 son amazónicas, 81 andinas y 8 costeñas. Y cada planta tiene a su vez innumerables variedades: más de 3000 variedades de papas, 35 de maíz, 15 de tomates, 1500 de camotes, 5 de ajíes, 1408 plantas medicinales, 1600 ornamentales y 623 frutas. Esta gran variedad genética convierte al Perú en la despensa de la alimentación del mundo. Basta recordar que la papa salvó de la hambruna a Europa. El botánico alemán Augusto Weberbauer identificó hasta 52 alimentos como propios del Perú, entre ellos la papa, el tomate, el frejol, el maíz, el maní, la piña, la chirimoya, la ciruela, la papaya, la lúcuma, el pepino y el ají.[57]

La gastronomía peruana es un producto bandera del Perú. Es uno, sino el principal, de los motivos de orgullo de los peruanos, y cualquier crítica despectiva hacia ella es tomada como una ofensa grave. En la última década del siglo XX, e inicios del siglo XXI, la cocina peruana empezó a popularizarse fuera de sus fronteras. De acuerdo a un estudio sobre innovación en la gastronomía peruana del Banco Interamericano de Desarrollo (BID) (2022), el surgimiento y la aparición de la gastronomía peruana en el mercado internacional se produjo mediante una reconversión que combinó lo autóctono con lo foráneo. Esta estuvo basada en la innovación orientada a la puesta en valor de su cocina aplicando técnicas de la alta cocina internacional apoyada en la identidad, la diversidad cultural y la biodiversidad del Perú.
De acuerdo al estudio del BID, una de las claves del desarrollo de la gastronomía del Perú fue su diferenciación a nivel internacional a través de su cultura milenaria y de la gran diversidad de la población a lo largo y a lo ancho de su territorio. El chef Gastón Acurio sostiene que la cultura peruana —tanto en su mestizaje como en sus expresiones “puras”— tuvo un papel central en la revolución gastronómica del país. Al mismo tiempo, señala que esa revolución expresa la cultura y la pone en valor, tanto en el exterior como en el Perú.
Debido a la rica variedad y a la armonía de su sabor y los alimentos empleados, la gastronomía peruana es constantemente premiada internacionalmente y sus chefs suelen obtener a menudo medallas internacionales que los distinguen. Un elemento destacable es su constante apertura a las innovaciones y el continuo desarrollo de nuevos platos, incorporando a la gastronomía la búsqueda continua de la experimentación y la vanguardia. Así como cada región conserva su riqueza culinaria, en la alta gastronomía destaca la mezcla de colores y de productos alimenticios, Una muestra de ello es la llamada cocina novoandina, un nuevo estilo culinario surgido en el Perú por el interés de los gastrónomos locales de retomar costumbres alimenticias del pasado prehispánico para recrearlas, rescatando y revalorizando así muchos de los ingredientes autóctonos.

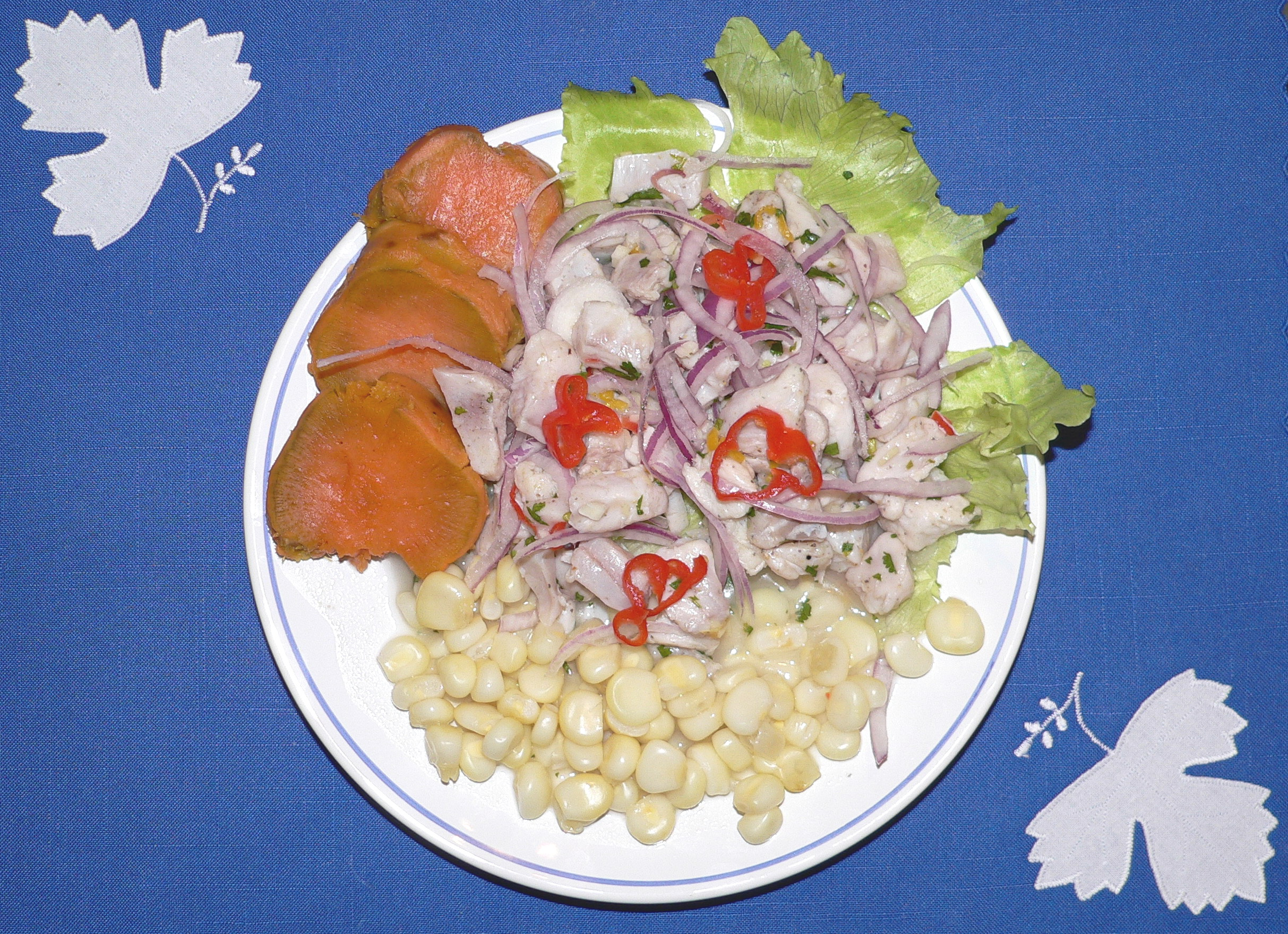
Ceviche de pescado
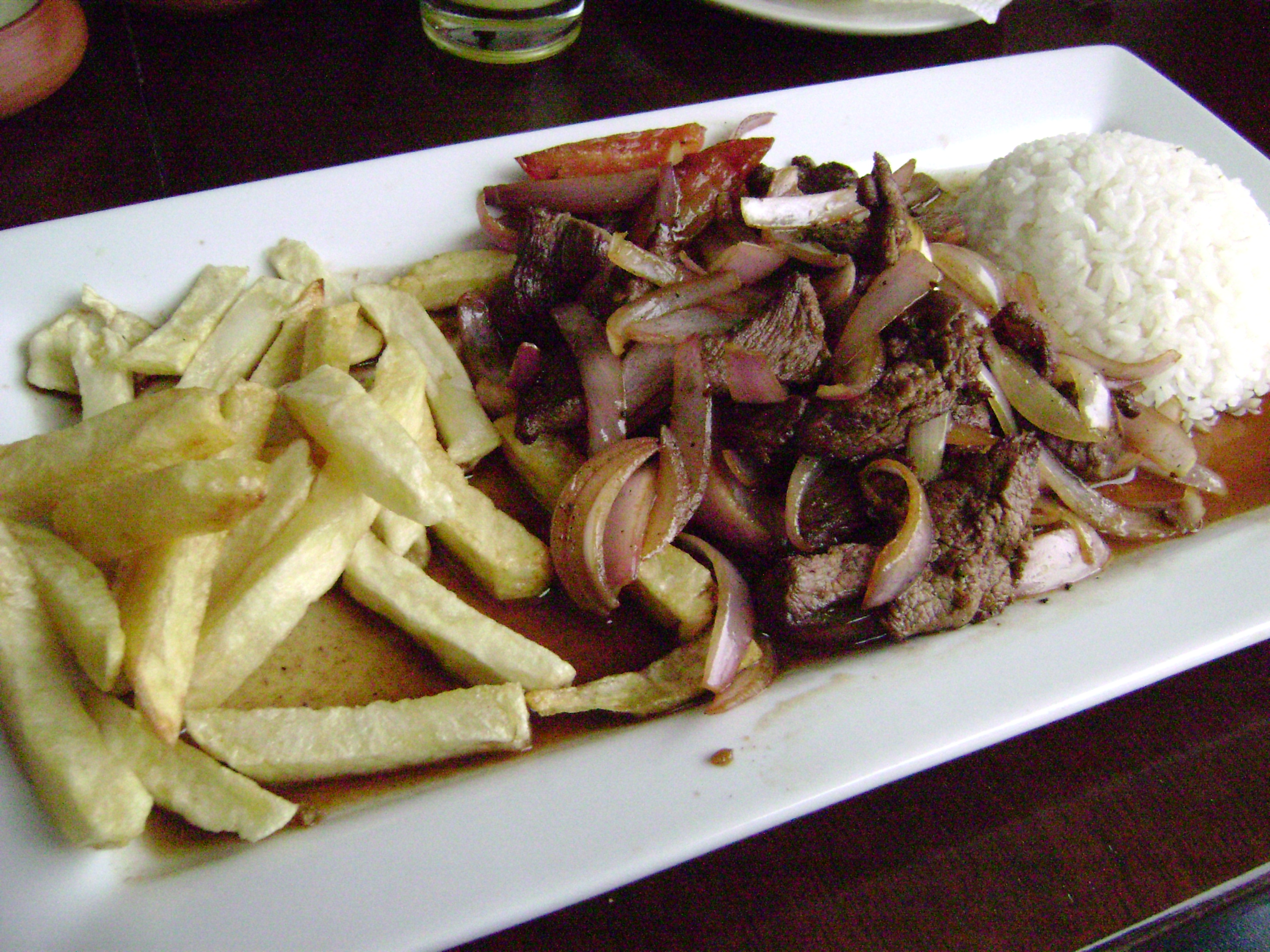
Lomo saltado
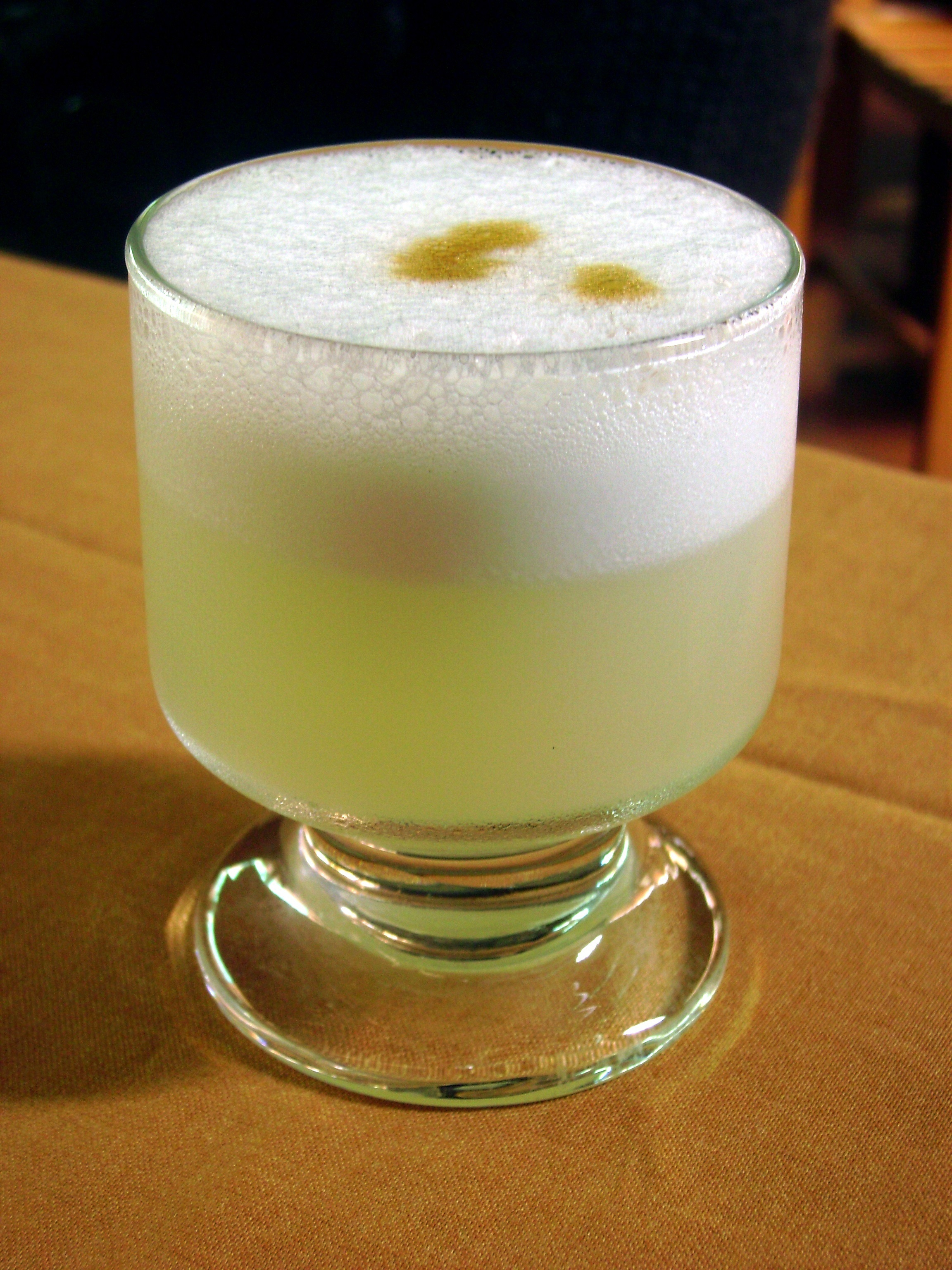
Pisco sour
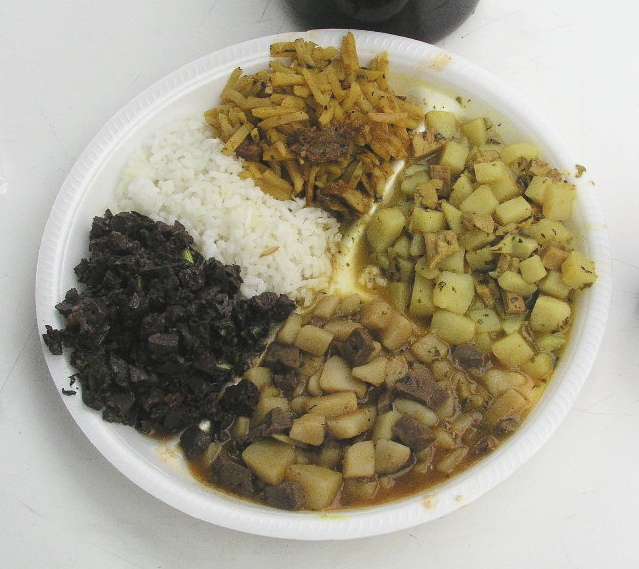
Cau cau
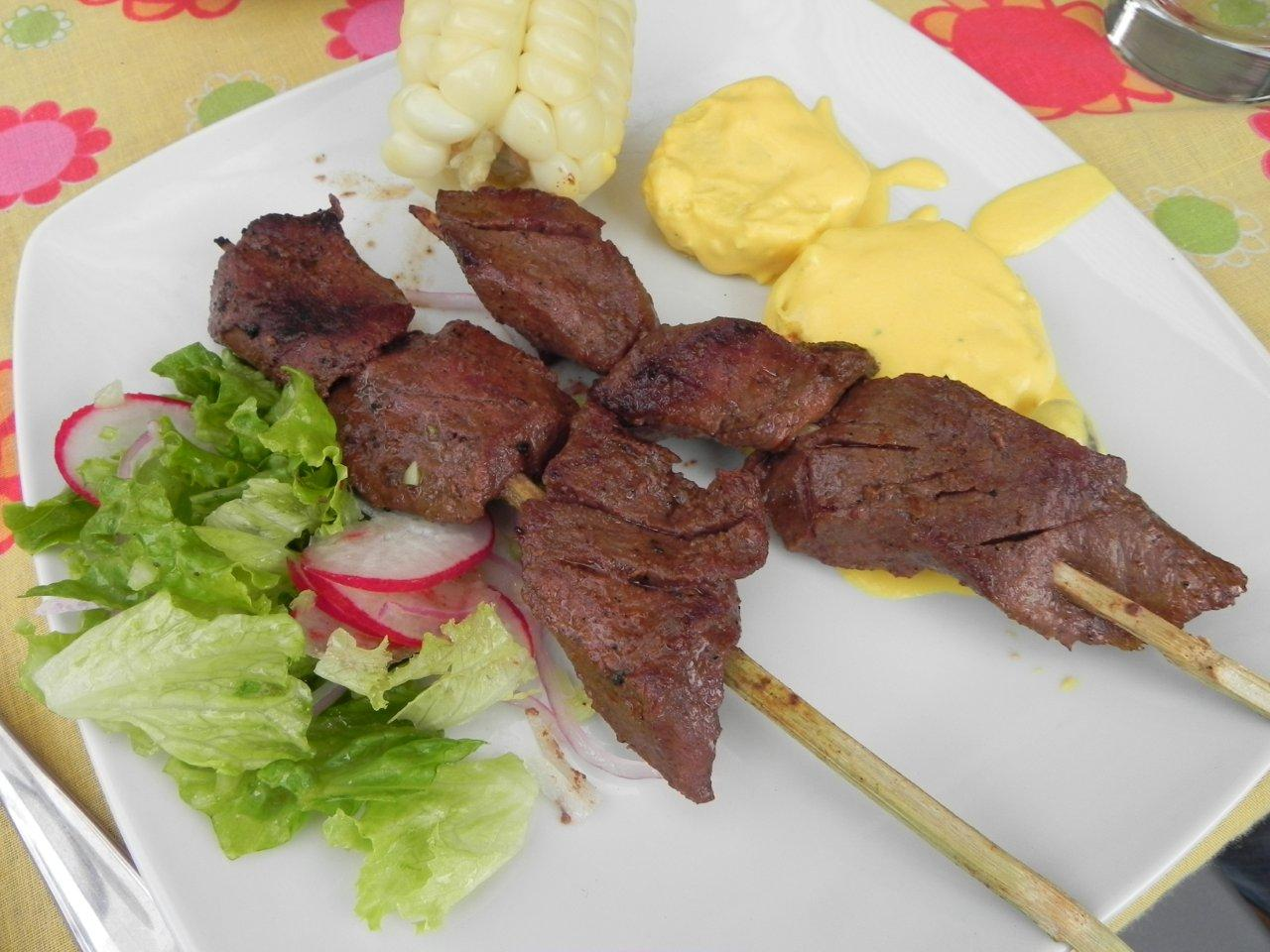
Anticucho
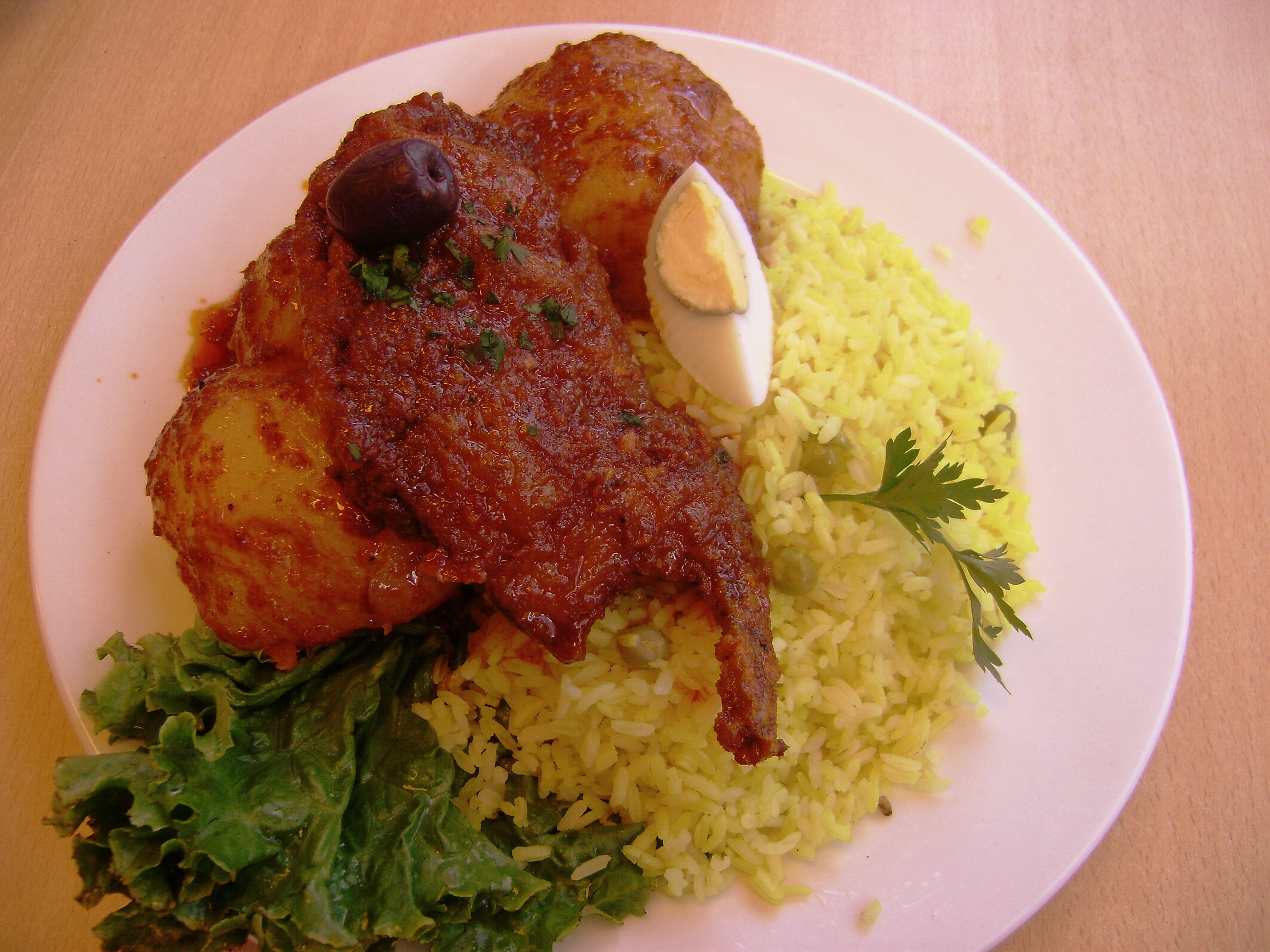
Cuy chactado
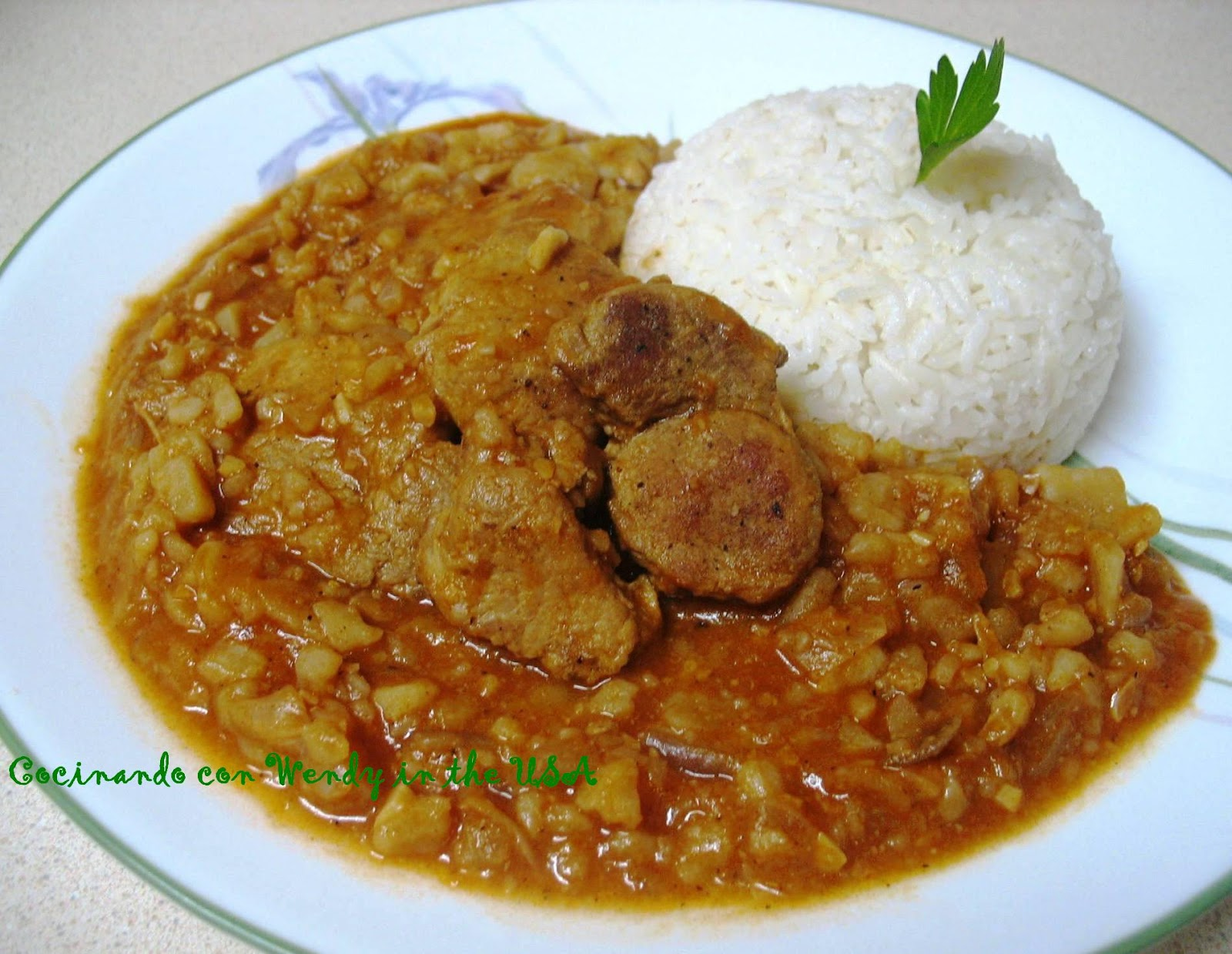
Carapulcra
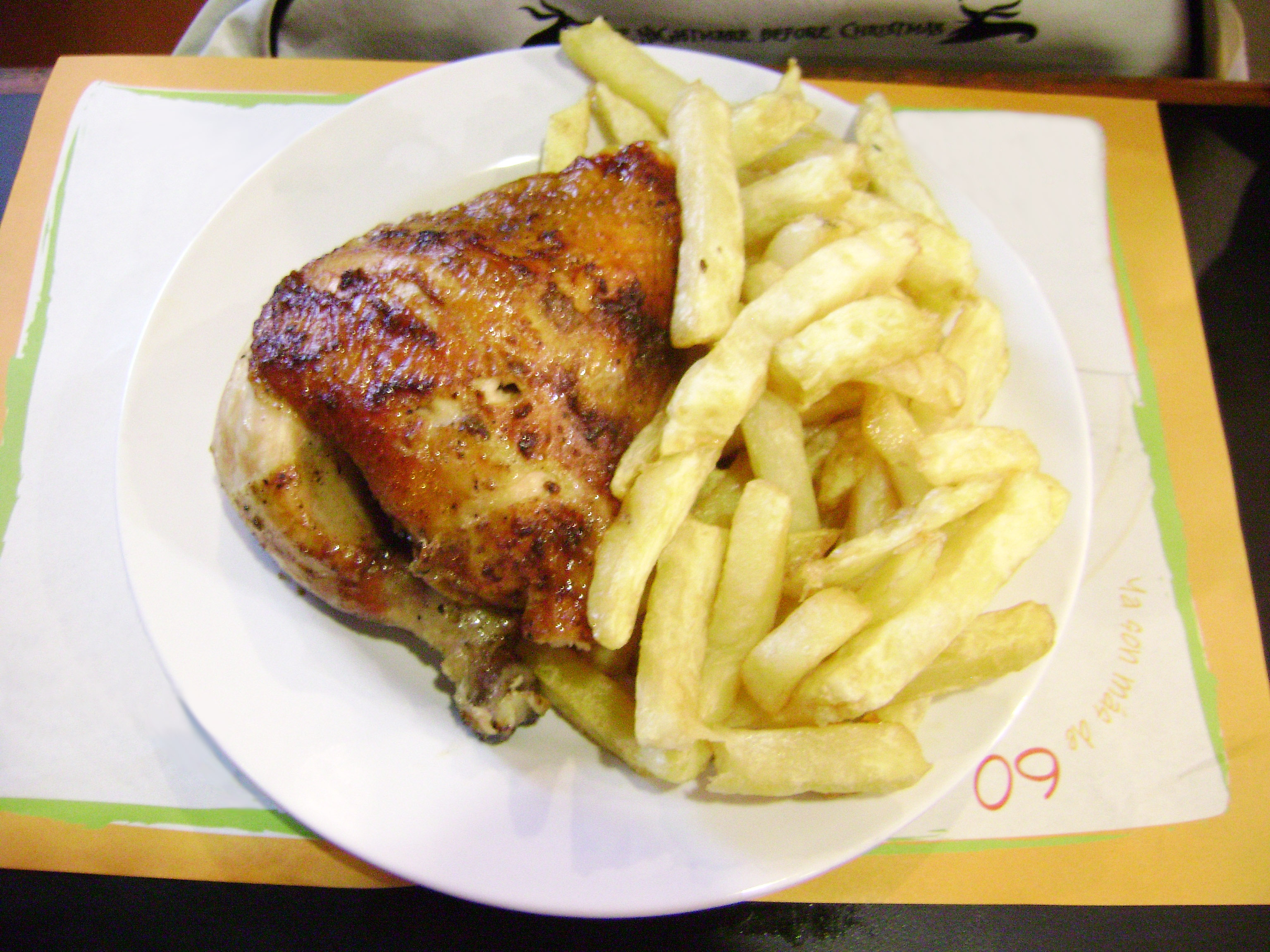
Pollo a la brasa
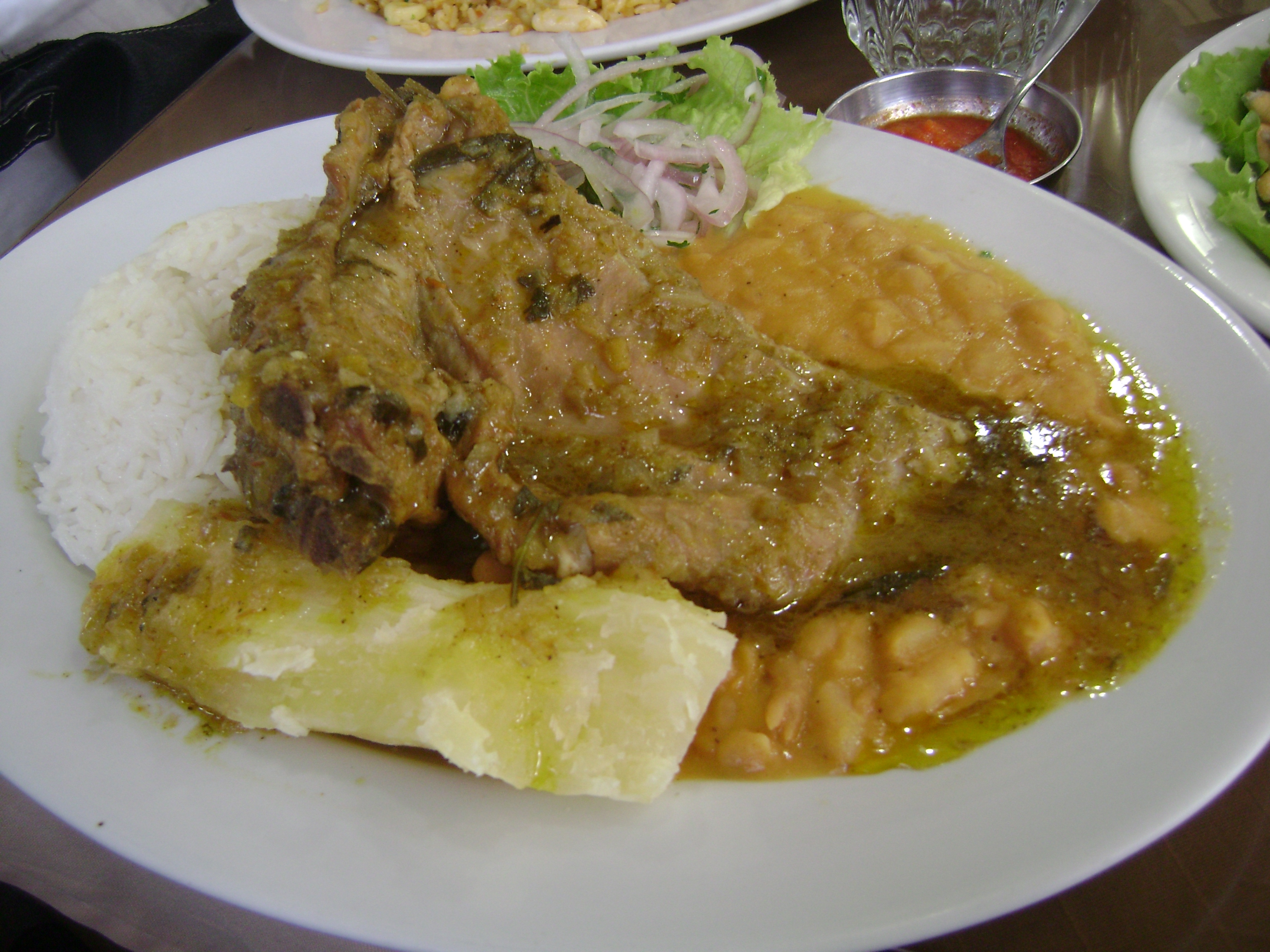
Seco de cabrito
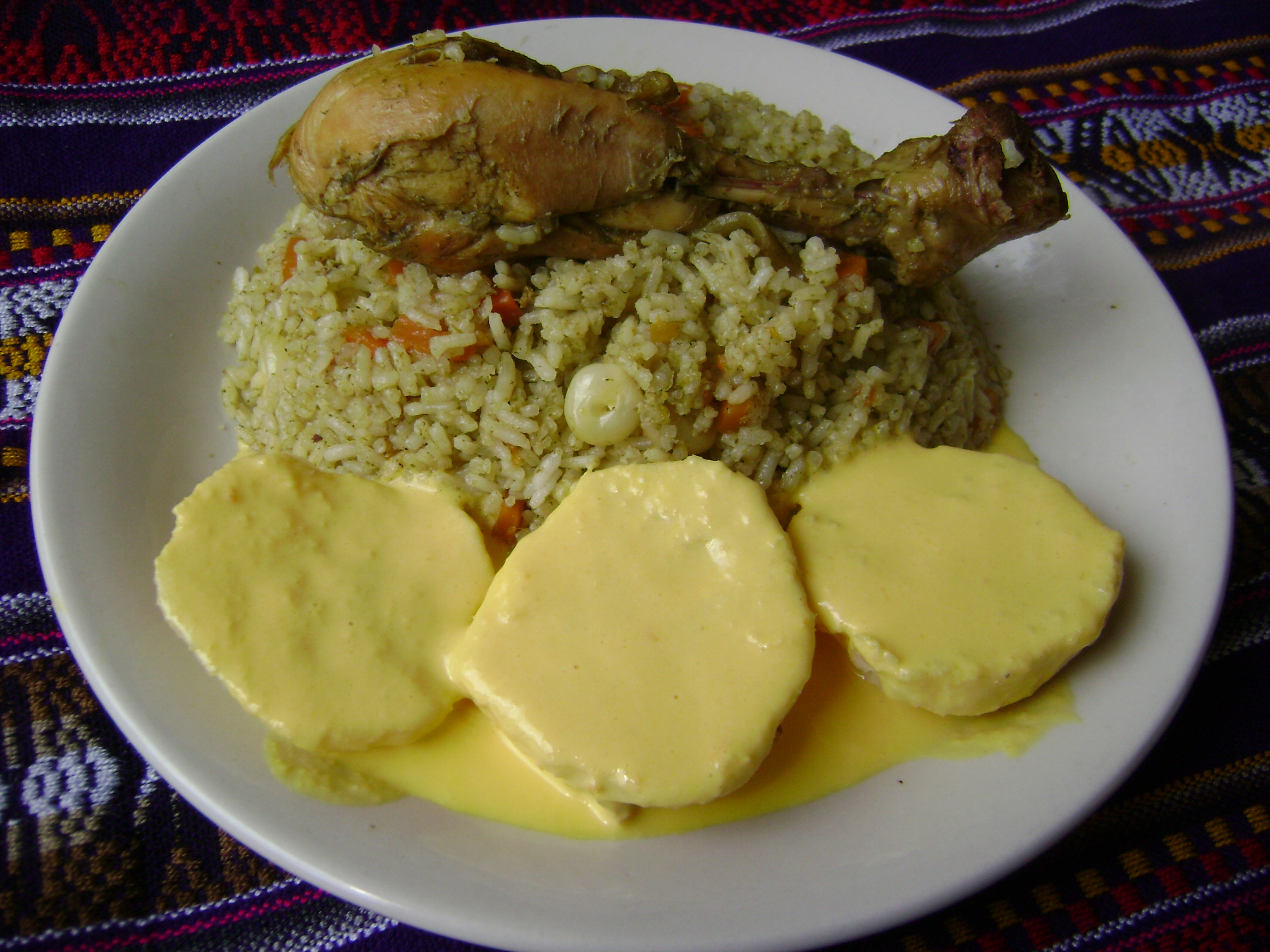
Arroz con pollo con papa a la huancaína
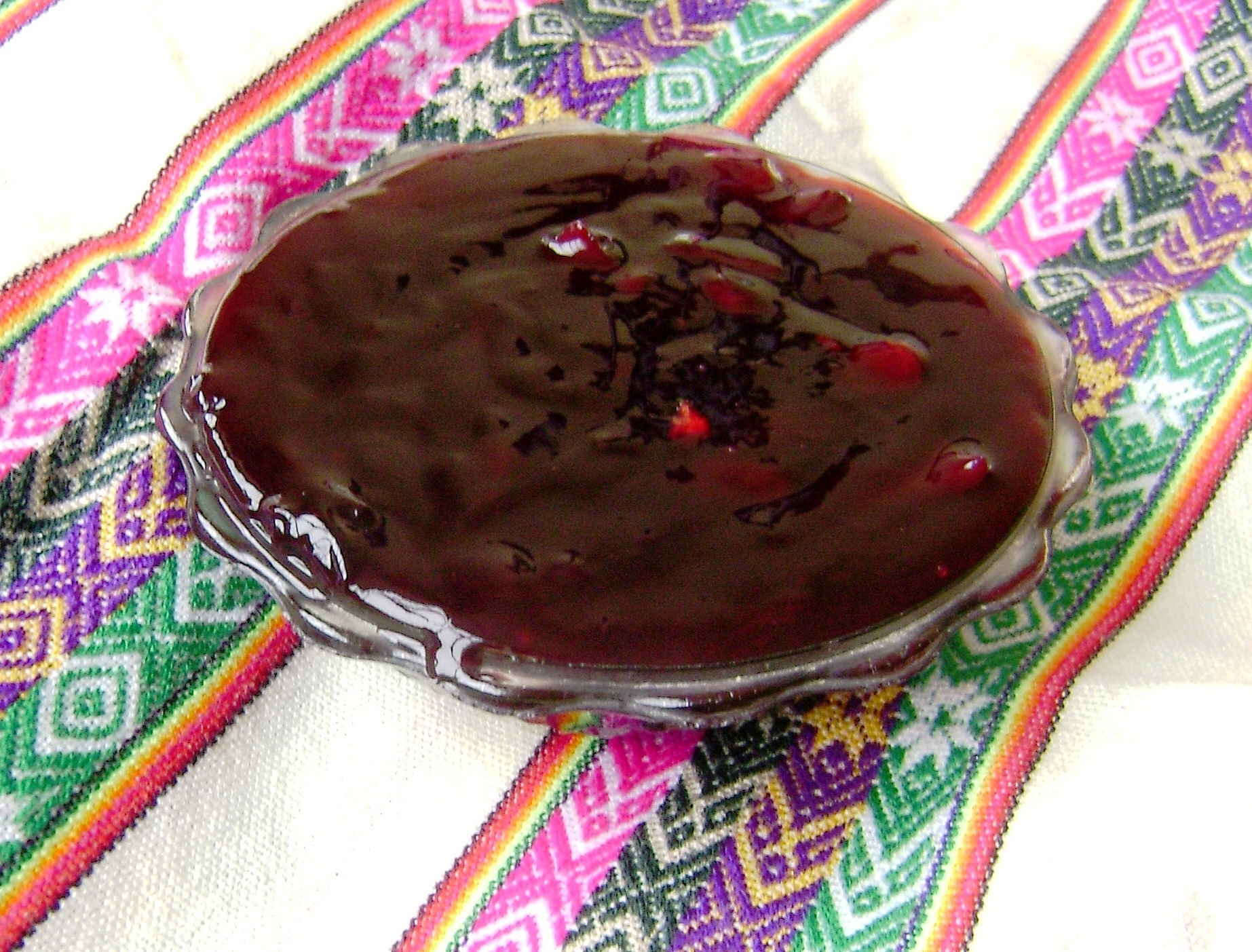
Mazamorra morada
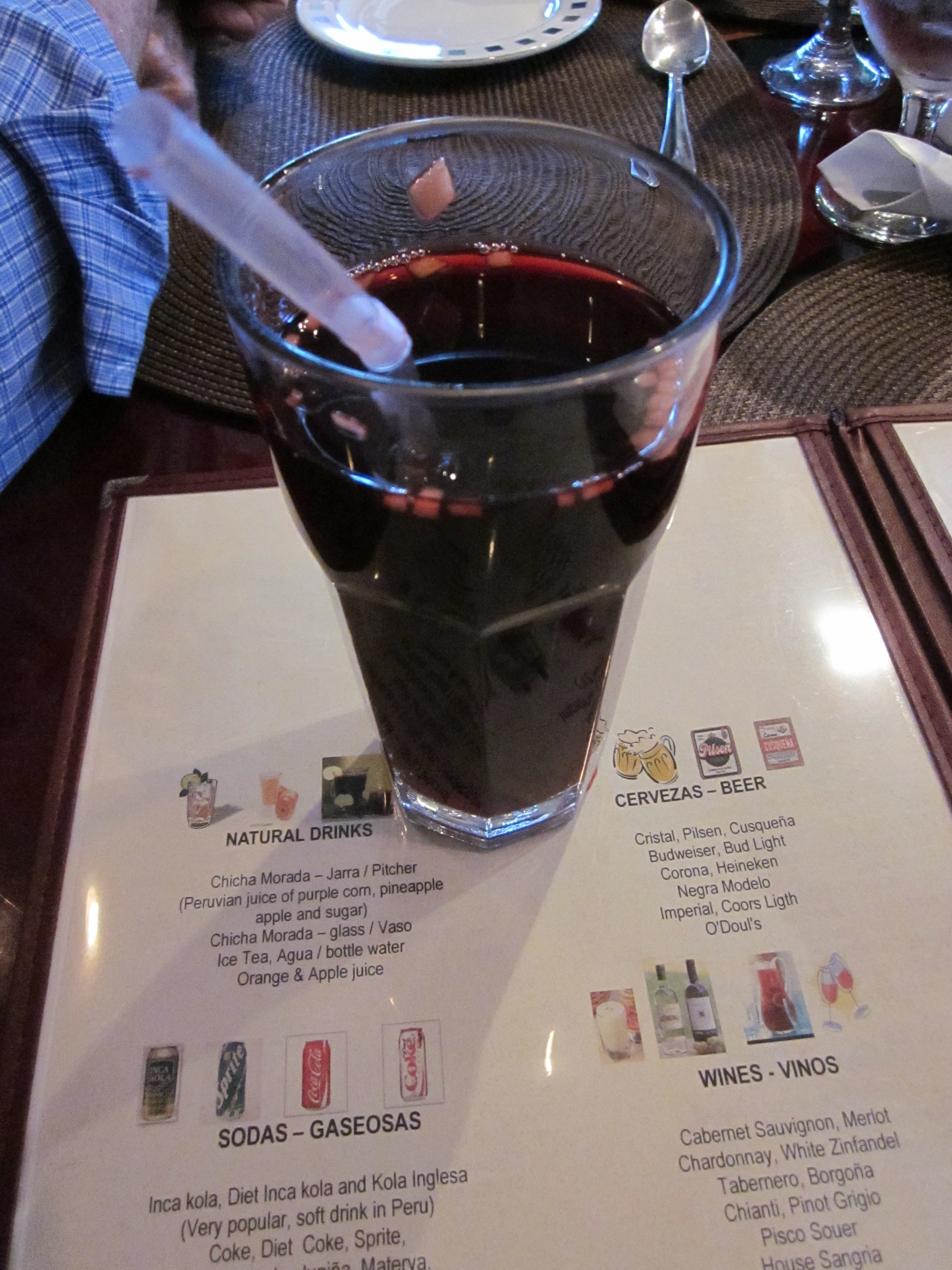
Chicha morada
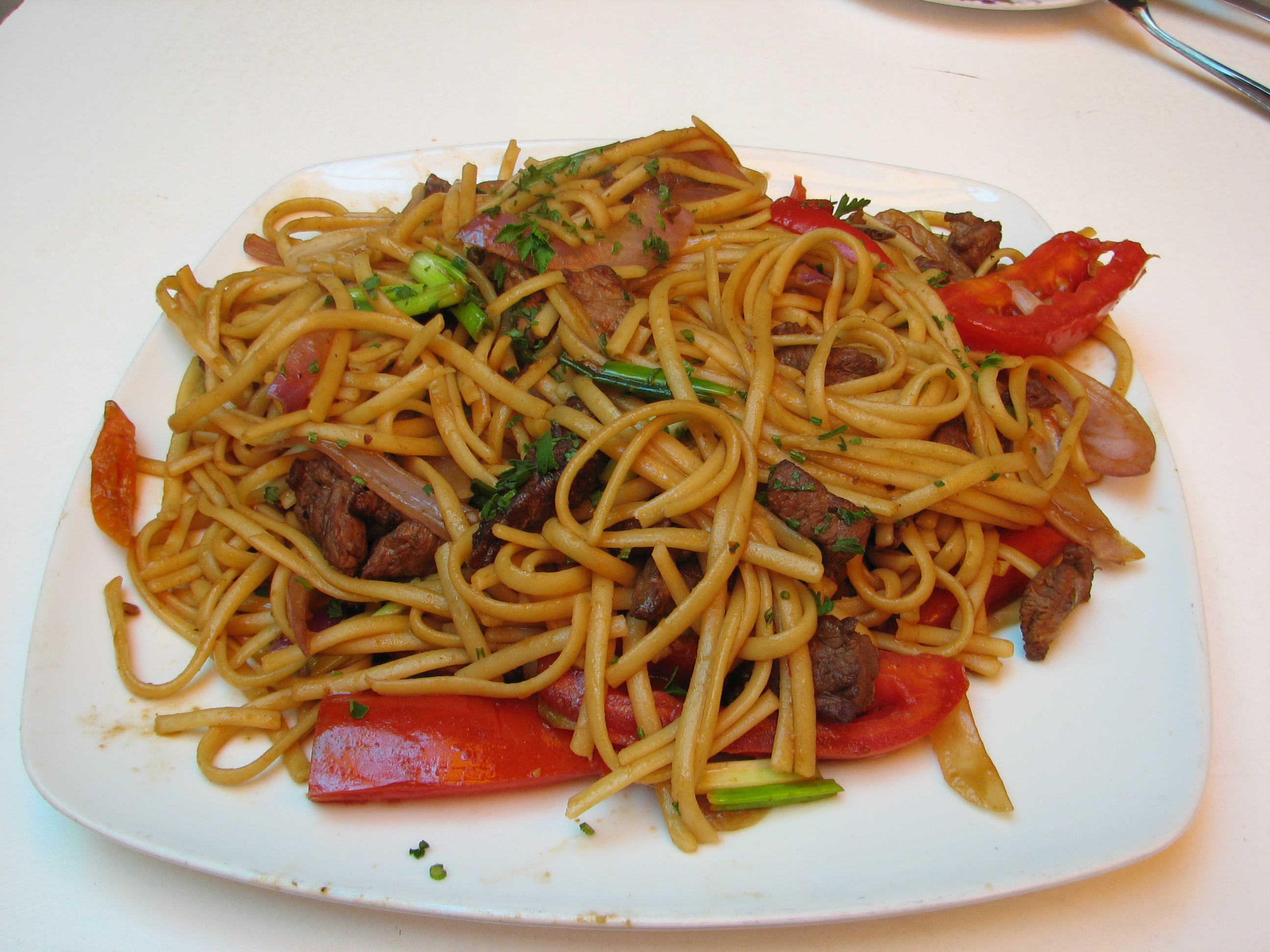
Tallarín saltado (cocina chifa)

## Deportes
En el Antiguo Perú, si bien no existían los certámenes deportivos al estilo clásico, si estaba difundida la práctica del ejercicio físico, como un entrenamiento para la actividad bélica. Trepar cerros, cruzar ríos, marchar sobre páramos y arenales, formaba parte de ese entrenamiento, que servía para seleccionar a los mejores, quienes recibían puestos de mando. Con la llegada de los españoles, la práctica del deporte cambió radicalmente. Más tarde, ésta fue influenciada por la ideología estadounidense de la educación física ligada a la comercialización. 
El deporte en el Perú se encuentra dividido en varias federaciones deportivas (una por cada práctica deportiva) que se encuentran bajo la tutela del máximo ente estatal para regular su práctica, el Instituto Peruano del Deporte.
El historial peruano en los Juegos Olímpicos es muy escaso; pese a ello, es uno de los primeros países sudamericanos en ganar una medalla de oro en los Juegos Olímpicos. Ello ocurrió en los Juegos Olímpicos de Londres 1948, cuando ganó su primera y única medalla de oro en la disciplina de tiro, modalidad de pistola libre, con el tirador Edwin Vásquez Cam. Este deporte ha logrado tres de las cuatro medallas olímpicas del Perú: En 1948, en 1984 con Francisco Boza y en 1992 con Juan Giha, estos dos últimos de plata. La otra medalla de plata lograda por el país en los Juegos Olímpicos corresponde a la disciplina del voleibol, cuando en 1988 en Seúl, el seleccionado peruano cayó por 3-2 ante la Unión Soviética en la final. En 2024, el velerista Stefano Peschiera, obtuvo la medalla de bronce en los Juegos Olímpicos de París 2024, asimismo, ocupó el tercer puesto, logrando después de 32 años una medalla olímpica para el Perú.
El fútbol, el deporte más popular en el mundo, también es el de mayor práctica en el país. El Campeonato Descentralizado es el torneo de clubes más importante de la nación. La selección masculina ha tenido algunas actuaciones importantes en la escena mundial. Ha participado en cinco ocasiones en la Copa Mundial de Fútbol: la primera, en 1930, por invitación, y las cuatro restantes (1970, 1978, 1982 y 2018) ganando el cupo en torneos clasificatorios. Una hazaña muy recordada es la eliminación de la selección de Argentina en 1969. Asimismo, el Perú ha sido campeón de la Copa América en dos ocasiones (1939 y 1975). A nivel de clubes, sobresalen Universitario de Deportes con el subcampeonato de la Copa Libertadores de América en 1972 y Sporting Cristal también con el subcampeonato en 1997. Los únicos clubes peruanos con títulos internacionales son Cienciano, que obtuvo la Copa Sudamericana 2003 y la Recopa Sudamericana 2004, y Universitario de Deportes campeón de la Copa Libertadores Sub-20 de 2011.
Futbolistas peruanos destacados del siglo XX han sido: Alejandro Villanueva, Lolo Fernández, Alberto Terry, Valeriano López, Víctor Benítez, Teófilo Cubillas, Héctor Chumpitaz, Hugo Sotil, César Cueto, Guillermo La Rosa, Juan José Muñante, Gerónimo Barbadillo, Julio César Uribe, Franco Navarro, Chemo del Solar, Roberto Palacios, Nolberto Solano. Desde fines del siglo XX y en las dos primeras décadas del siglo XXI han destacado en diversas ligas del mundo Claudio Pizarro, Paolo Guerrero y Jefferson Farfán.
Otro de los deportes con un gran número de seguidores es el voleibol. La selección femenina ha sido ganadora en doce ocasiones del Campeonato Sudamericano y ha obtenido medallas de plata y bronce en el Campeonato Mundial y en los Juegos Panamericanos. Así como la ya mencionada medalla de plata obtenida en los Juegos Olímpicos de Seúl de 1988. Estrellas femeninas de este deporte han sido: Lucha Fuentes, Pilancho Jiménez, Gaby Pérez del Solar, Cecilia Tait, Cenaida Uribe, Natalia Málaga, y otras más.
Otra disciplina deportiva en la que el Perú ha destacado internacionalmente es el surf, con tres títulos mundiales a nivel individual con Felipe Pomar, Sofía Mulánovich y Analí Gómez; así como tres títulos mundiales en equipos.
El tenis también ha registrado importantes logros con Alex Olmedo, natural de Arequipa, campeón de los abiertos de Australia y Wimbledon (aunque representando a los Estados Unidos); y Luis Horna ganador del torneo de dobles de Roland Garros.
En el ajedrez sobresalen el GMI Julio Granda y el GMI Emilio Córdova; el primero de ellos ganó el Campeonato Mundial Infantil a la edad de 13 años y el segundo obtuvo la norma de Gran Maestro Internacional a los 16 años, convirtiéndose en el GMI más joven del país y de Sudamérica en alcanzar esa norma. En este deporte también destacan los hermanos Deysi y Jorge Cori Tello, ambos campeones mundiales juveniles.
En cuanto al boxeo, ha destacado Mauro Mina, campeón sudamericano y el primer retador mundial peruano de los pesos medios en los años 1960. En otras categorías, han sido campeones mundiales Kina Malpartida, Linda Lecca y Alberto Rossel. 
En otros deportes de combate, han sido campeones mundiales Alexander Chávez, Antonina y Valentina Shevchenko (muay thai); y Miguel Sarria (kick boxing).
En natación, figura destacada ha sido Walter Ledgard, campeón sudamericano (1938-1939) y campeón mundial master (1975).
En billar, Adolfo Suárez Perret logró el título de campeón mundial en la especialidad Tres Bandas en 1961.

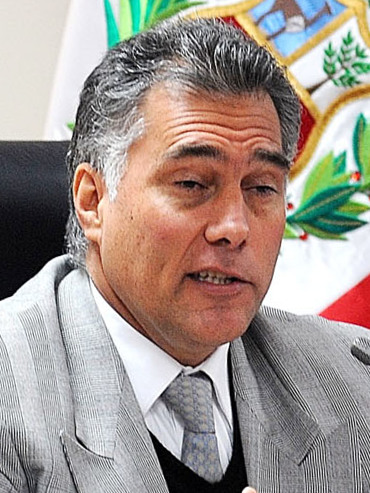
Francisco Boza
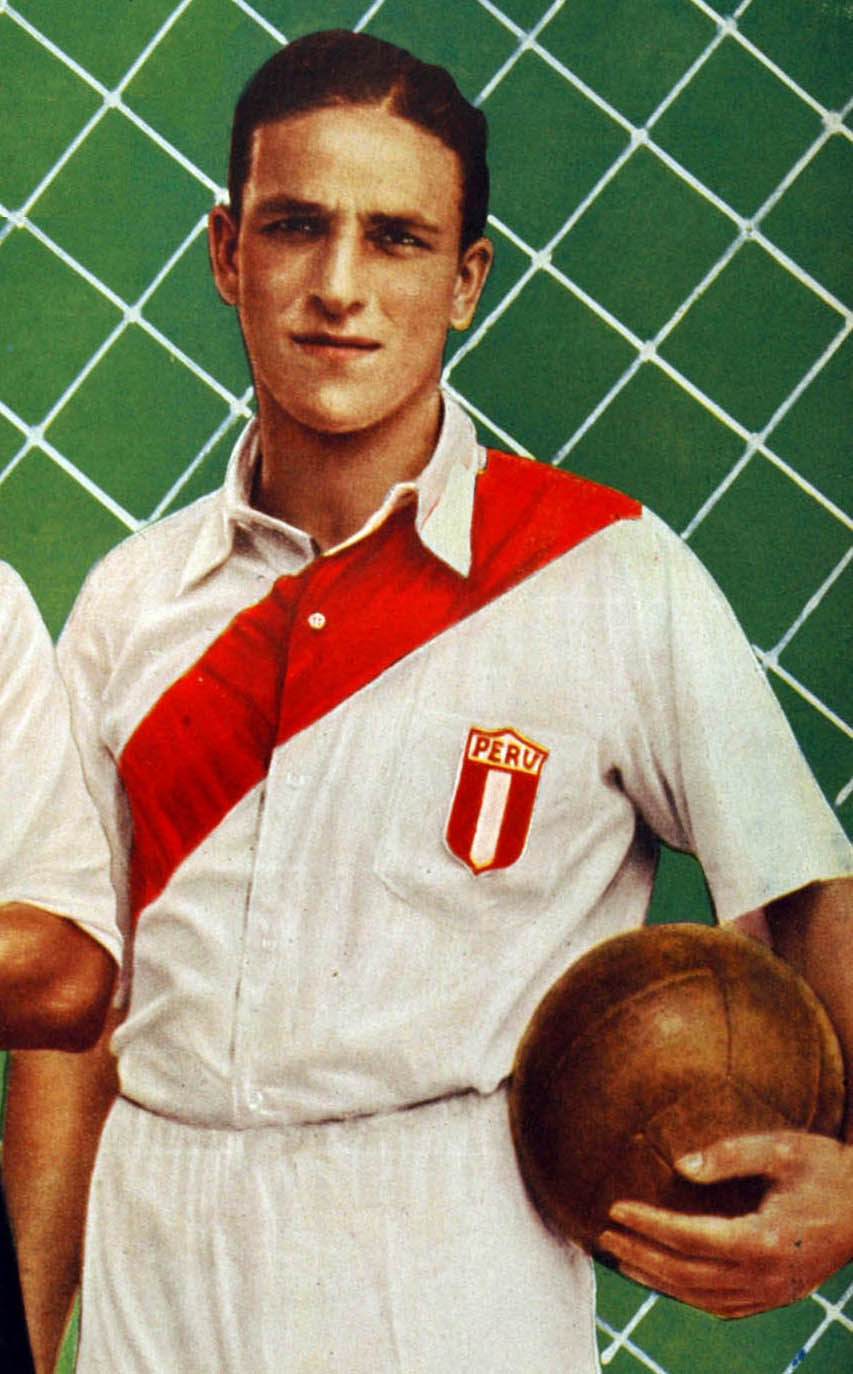
Lolo Fernández
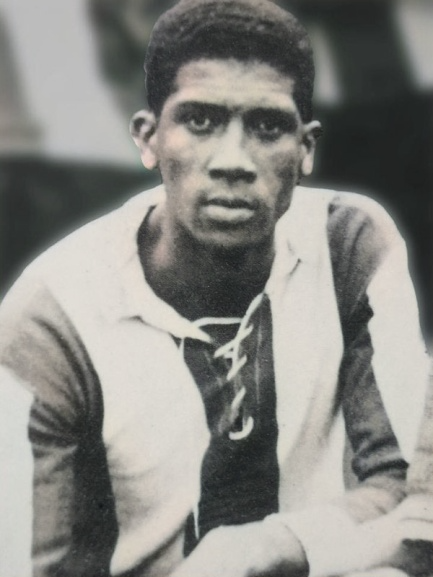
Alejandro Villanueva
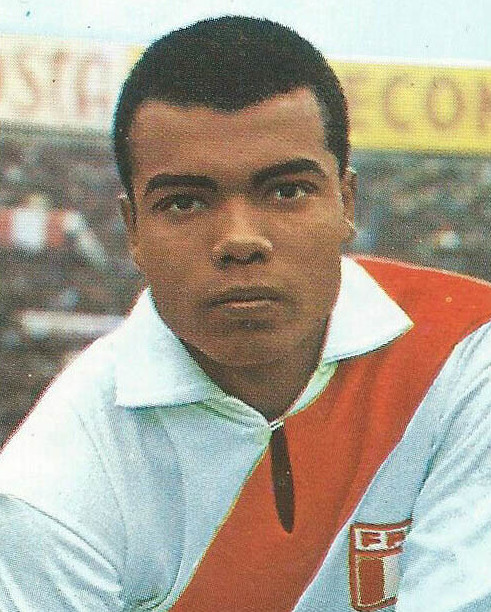
Teófilo Cubillas
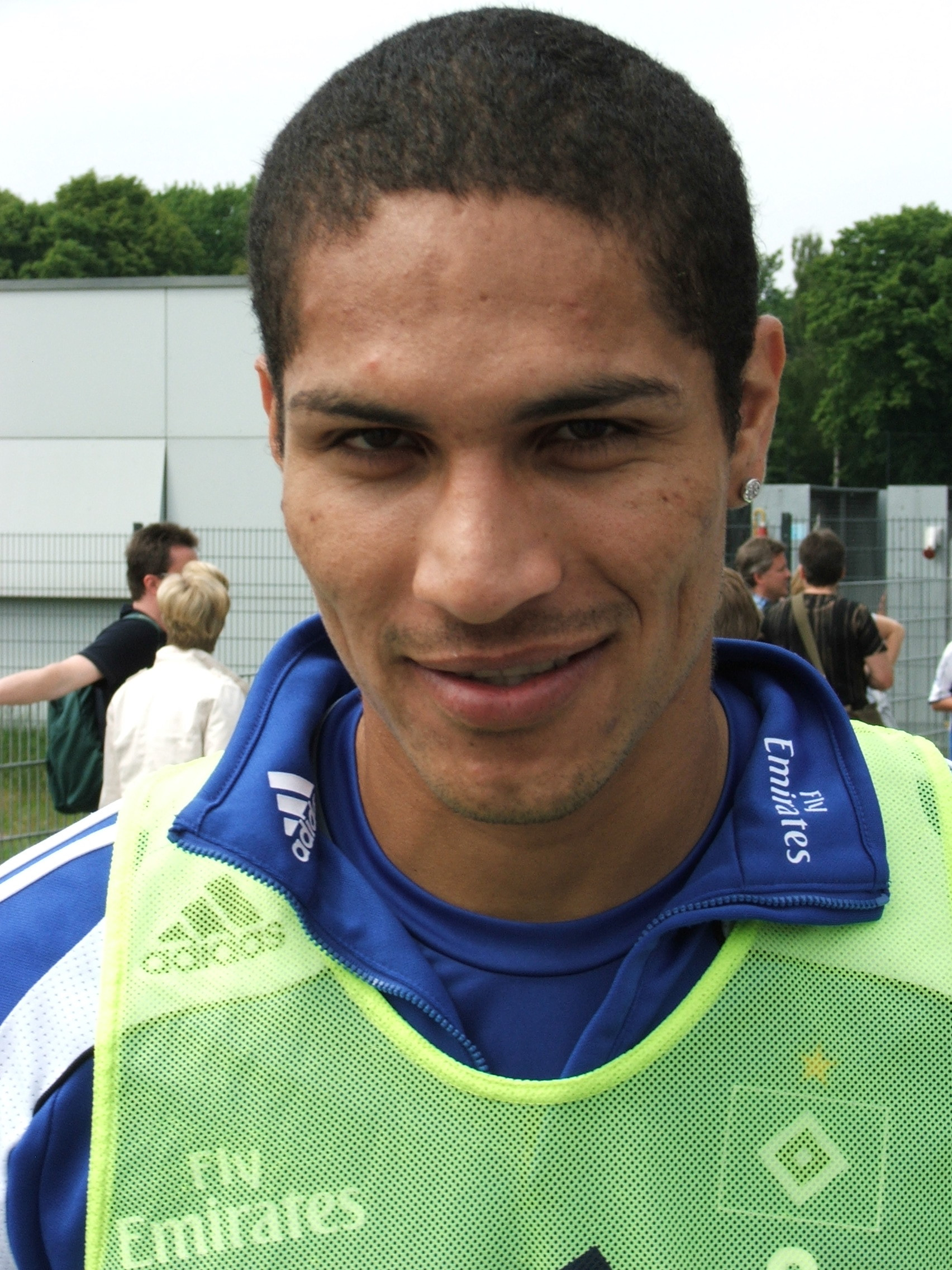
Paolo Guerrero
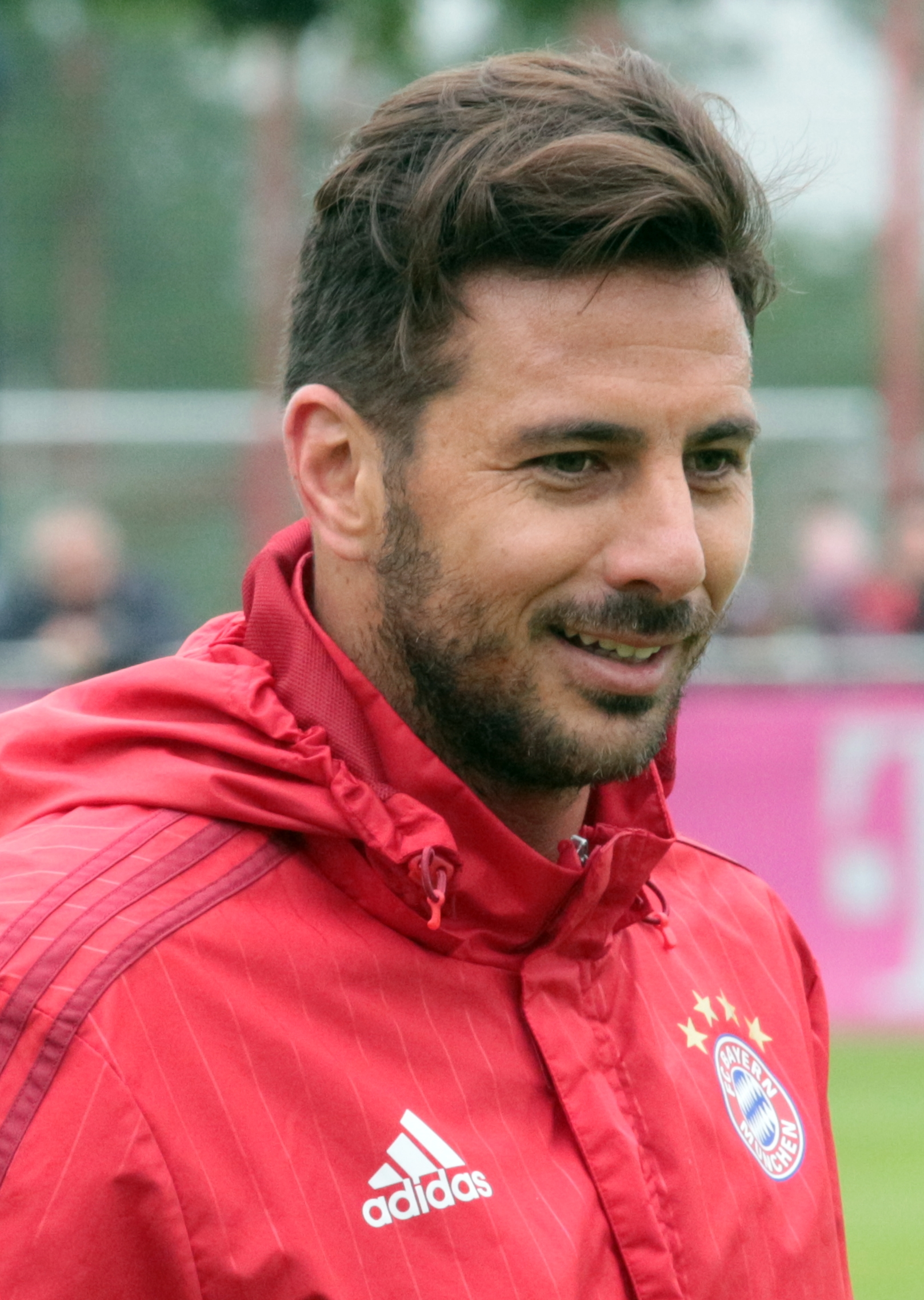
Claudio Pizarro
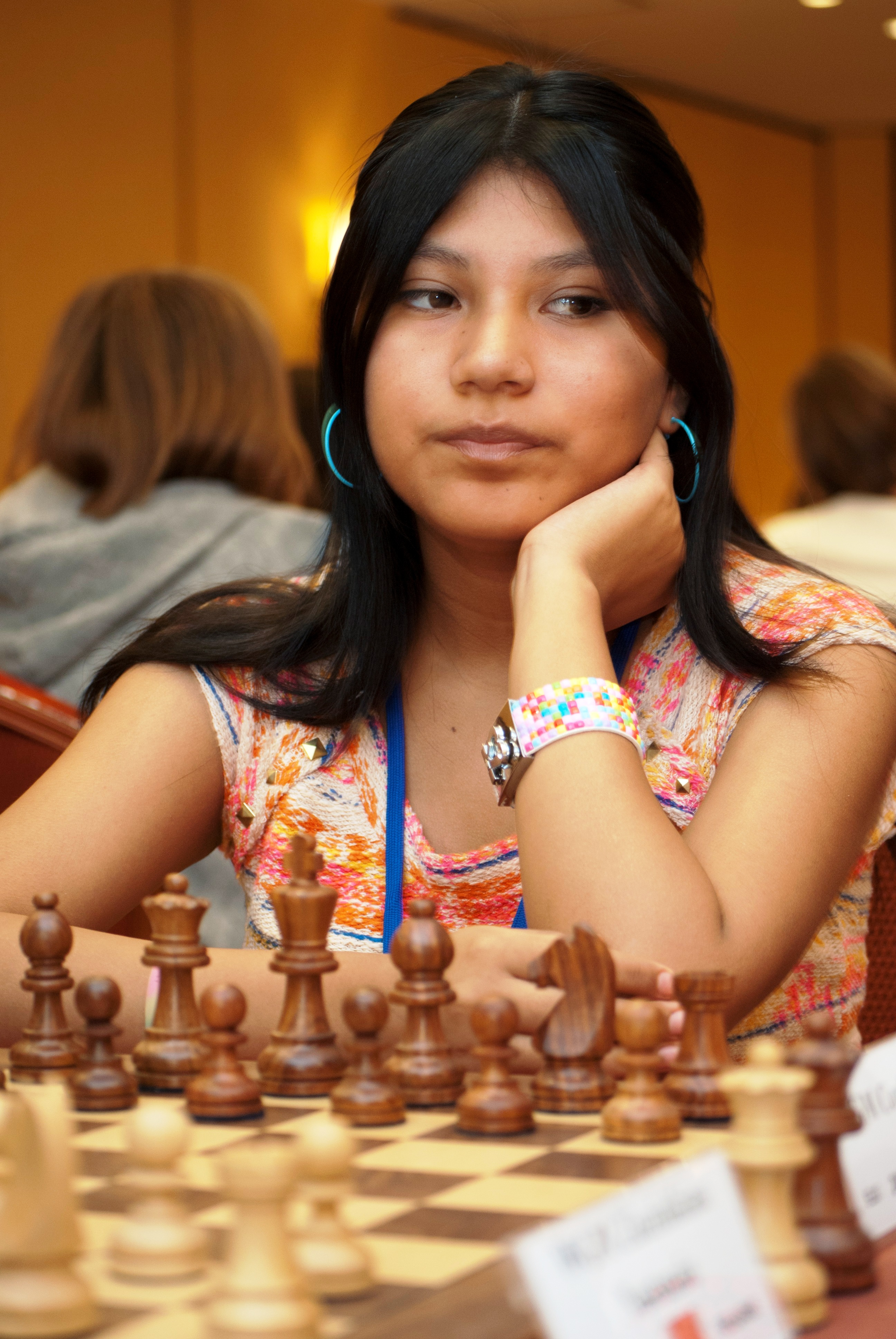
Deysi Cori
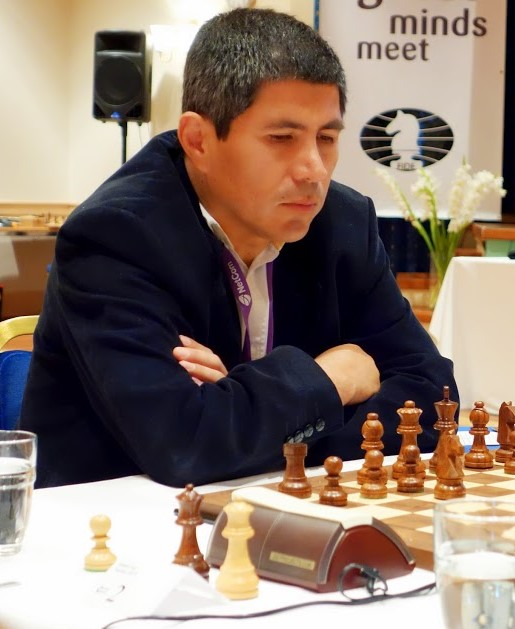
Julio Granda
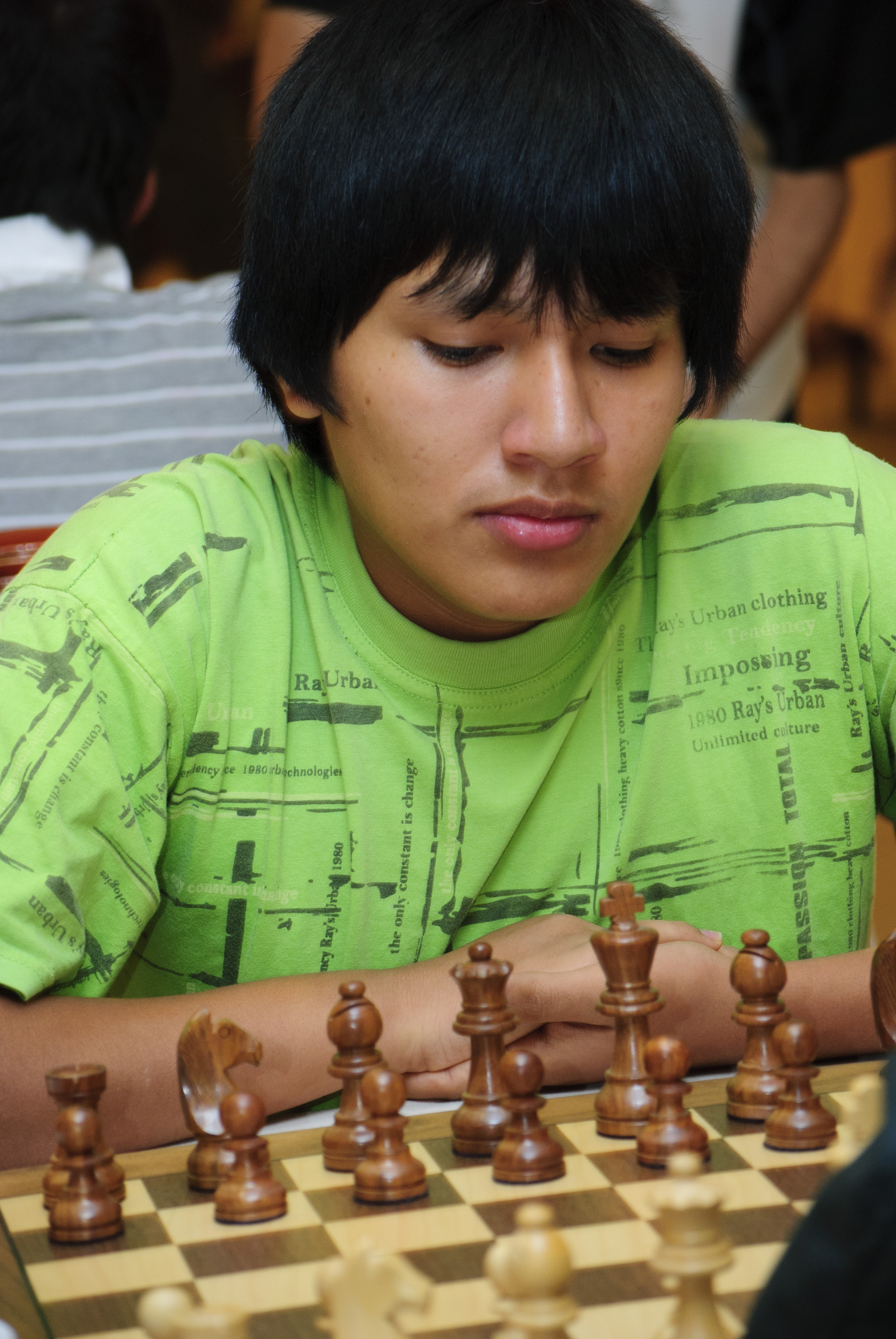
Jorge Cori
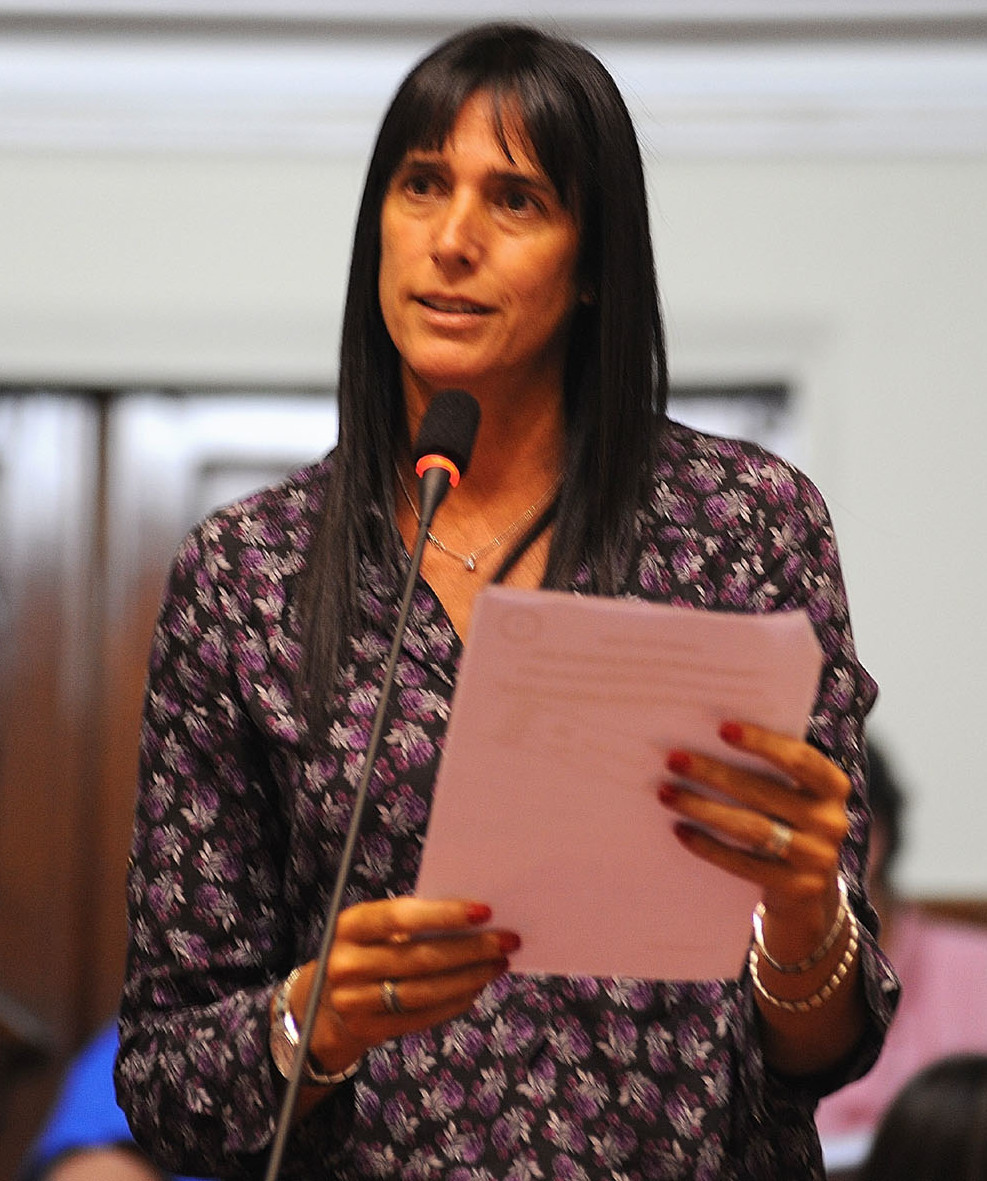
Gabriela Pérez del Solar
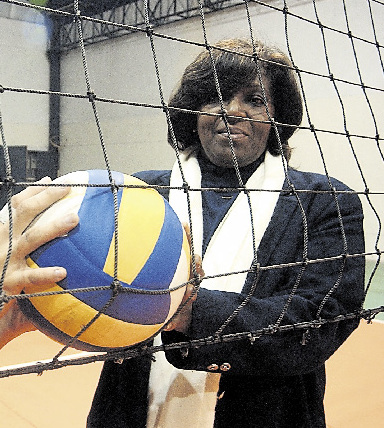
Luisa Fuentes
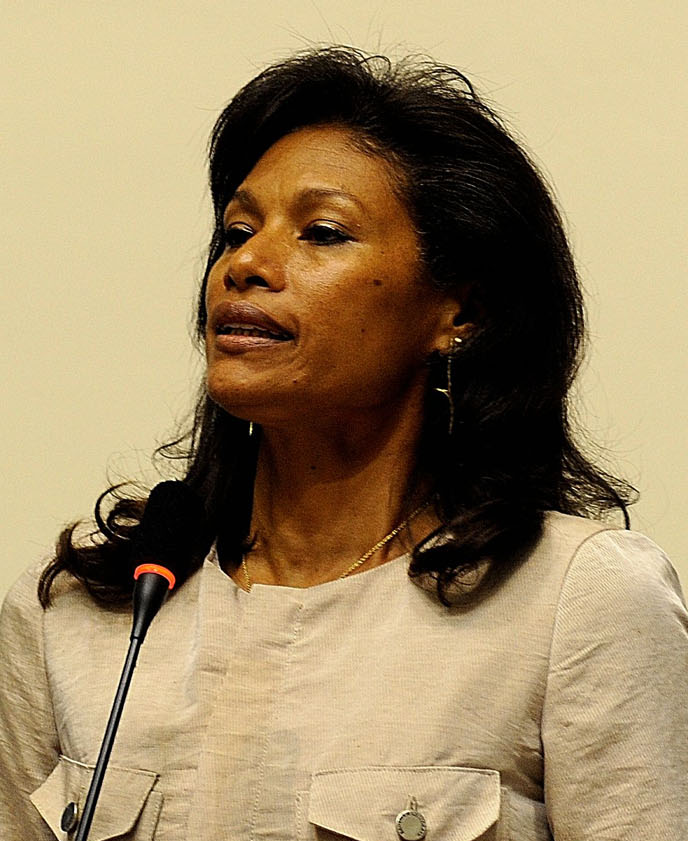
Cecilia Tait
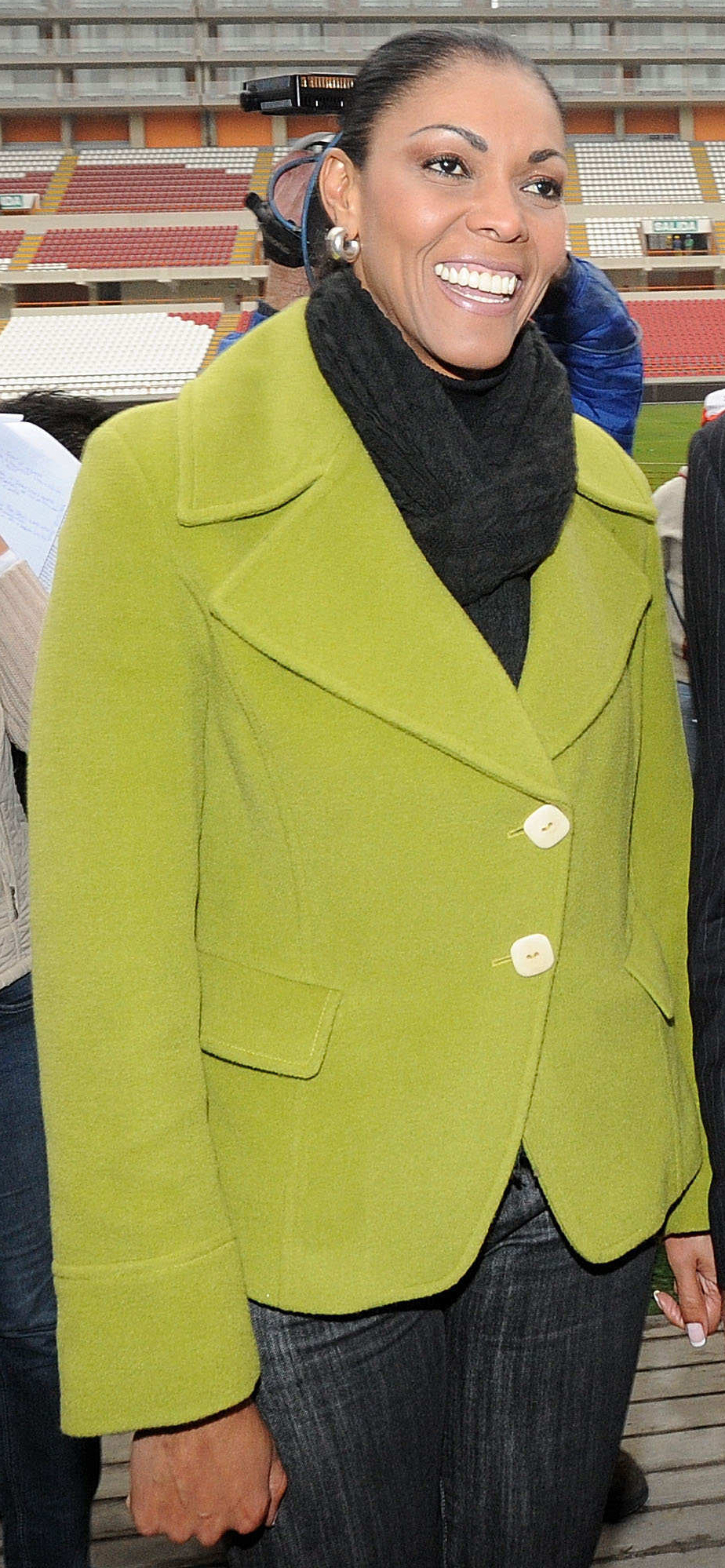
Cenaida Uribe
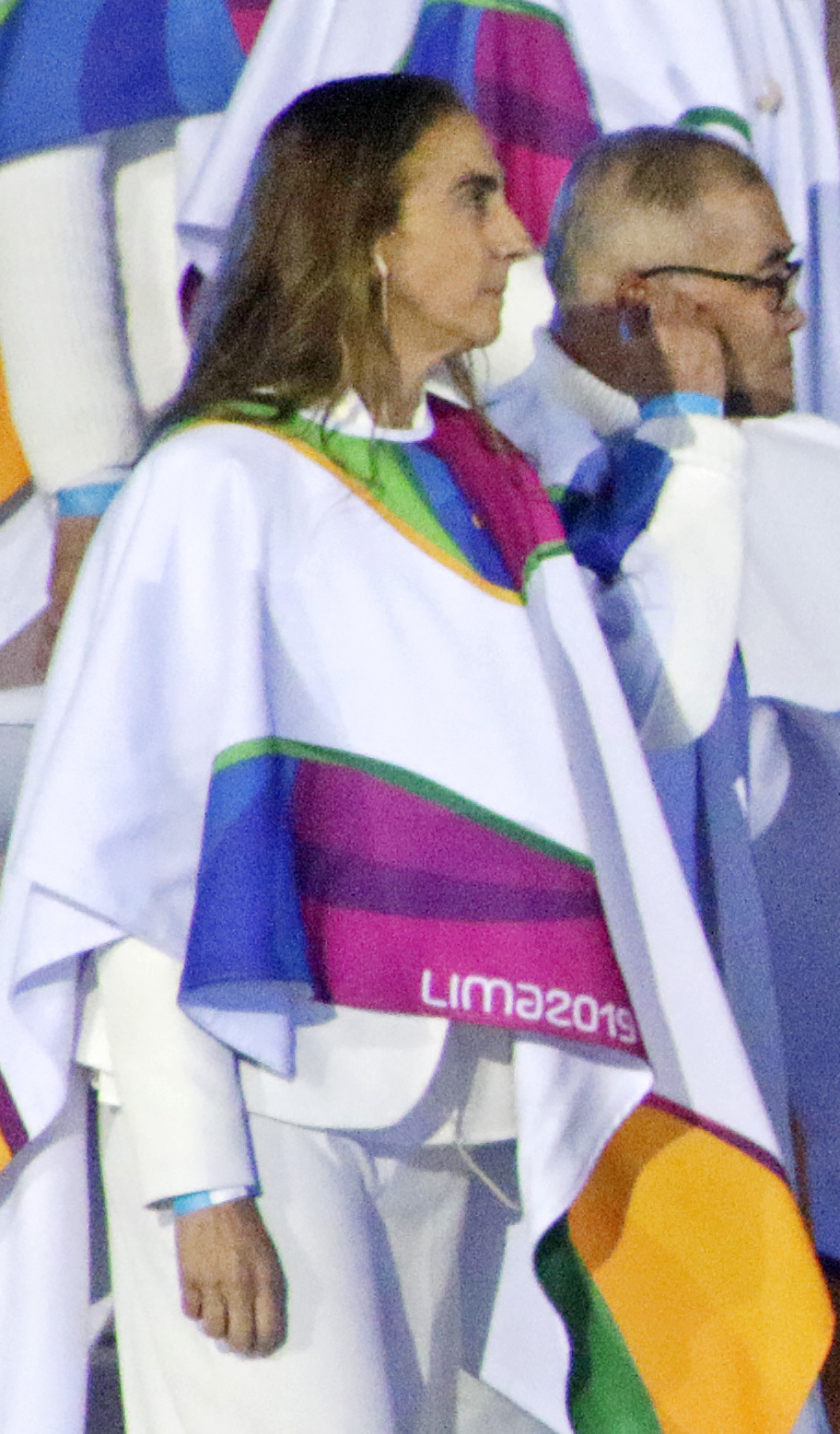
Natalia Málaga
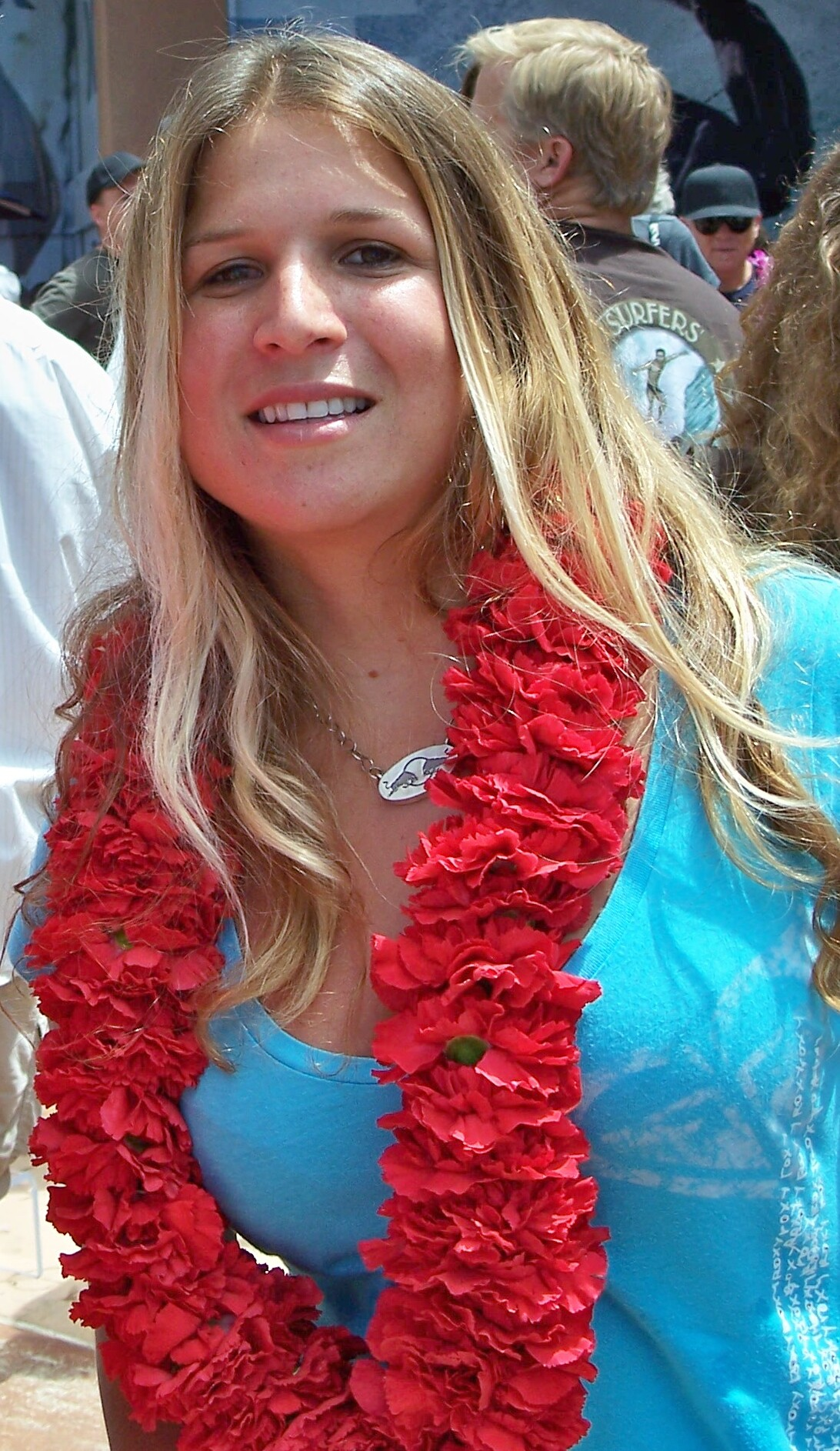
Sofía Mulánovich
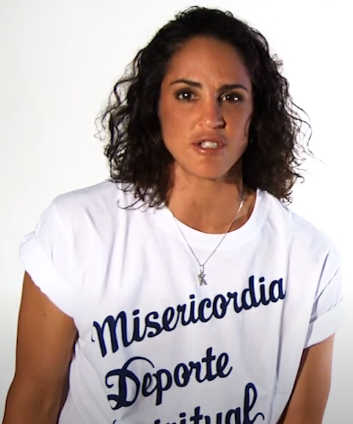
Kina Malpartida
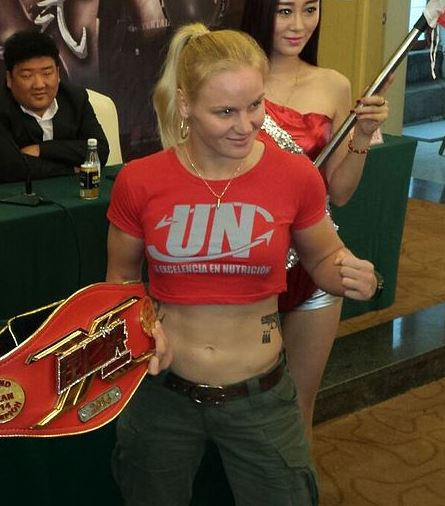
Valentina Shevchenko
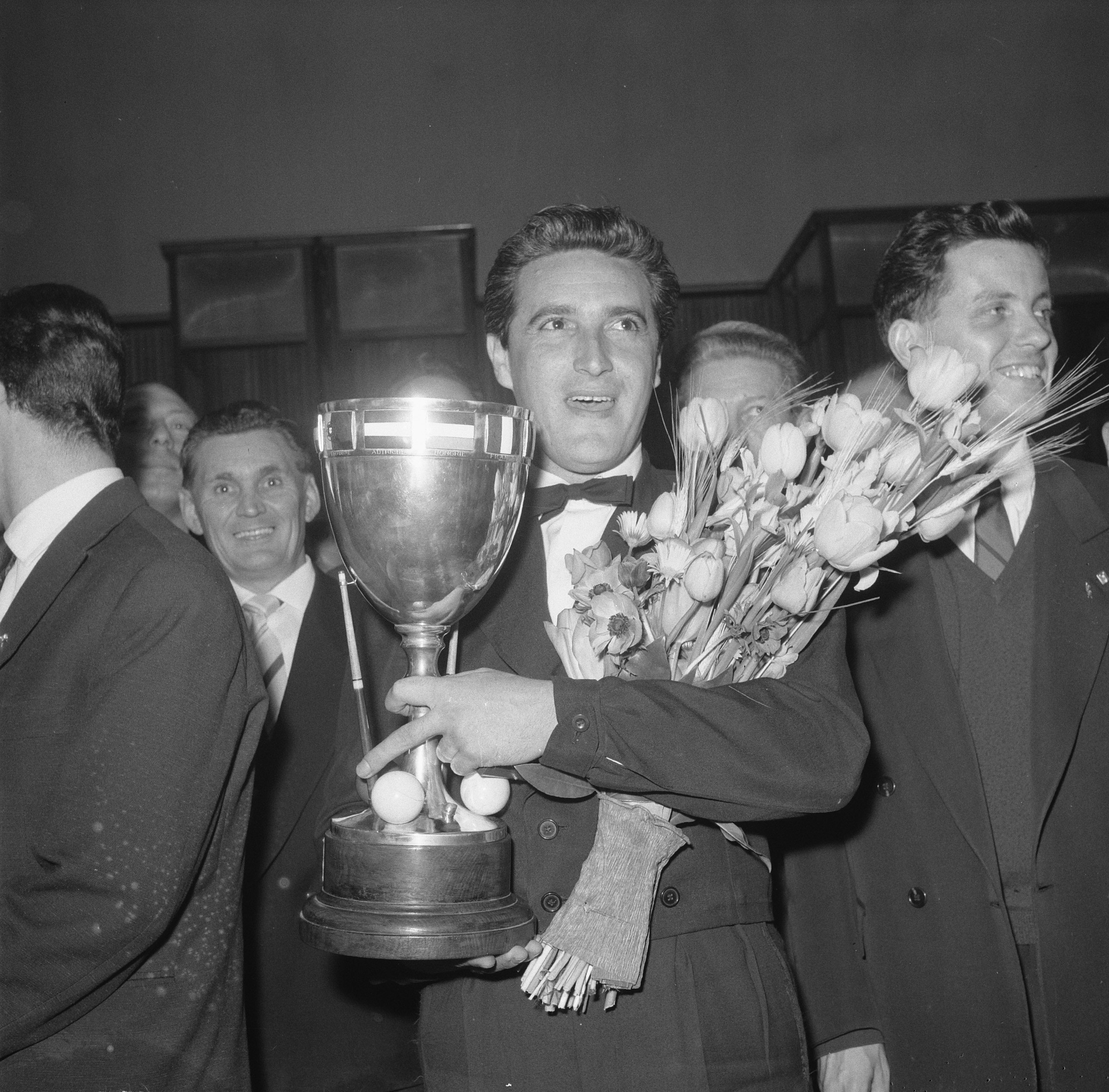
Adolfo Suárez
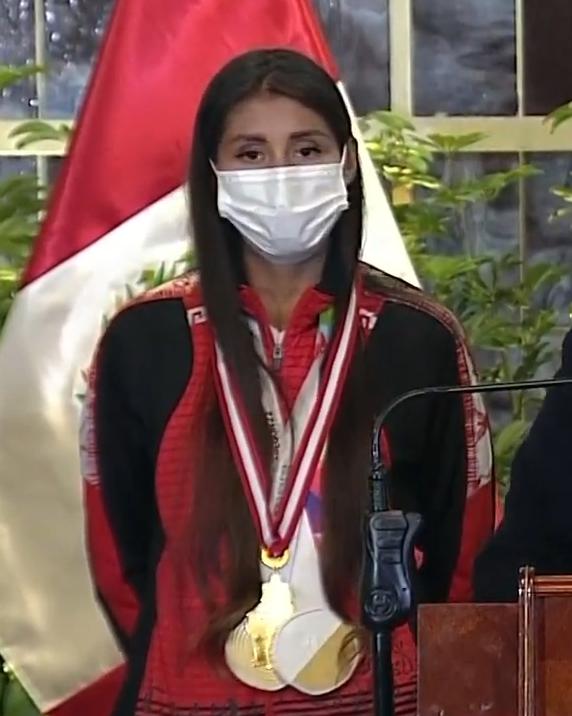
Kimberly García
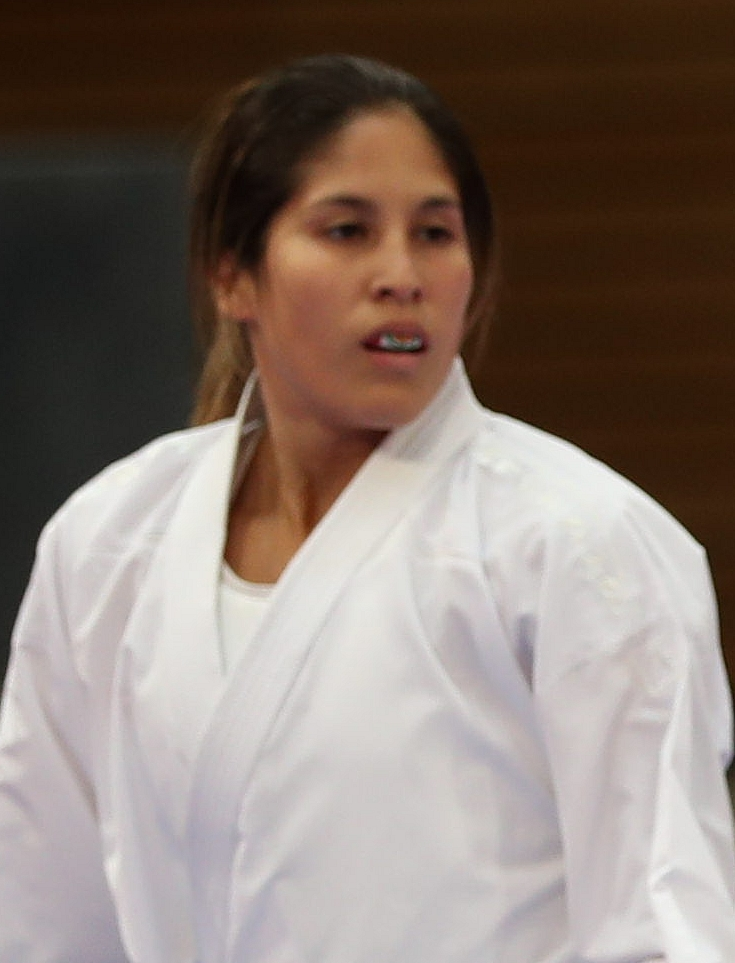
Alexandra Grande
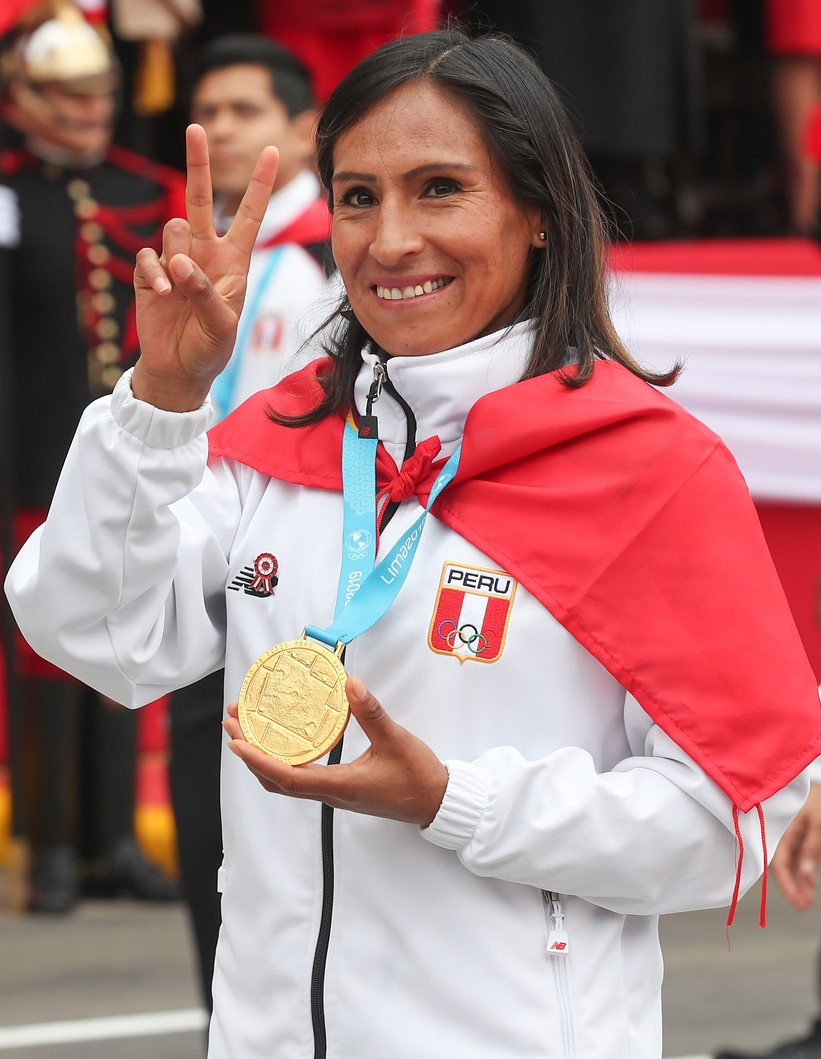
Gladys Tejeda
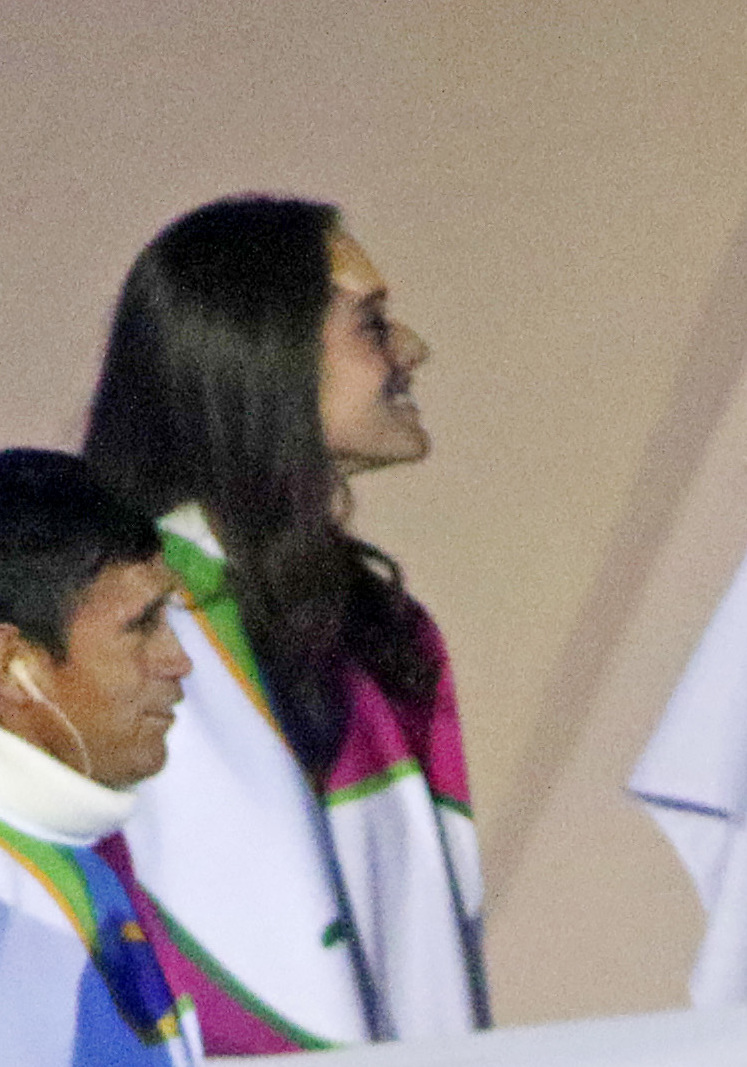
Natalia Cuglievan
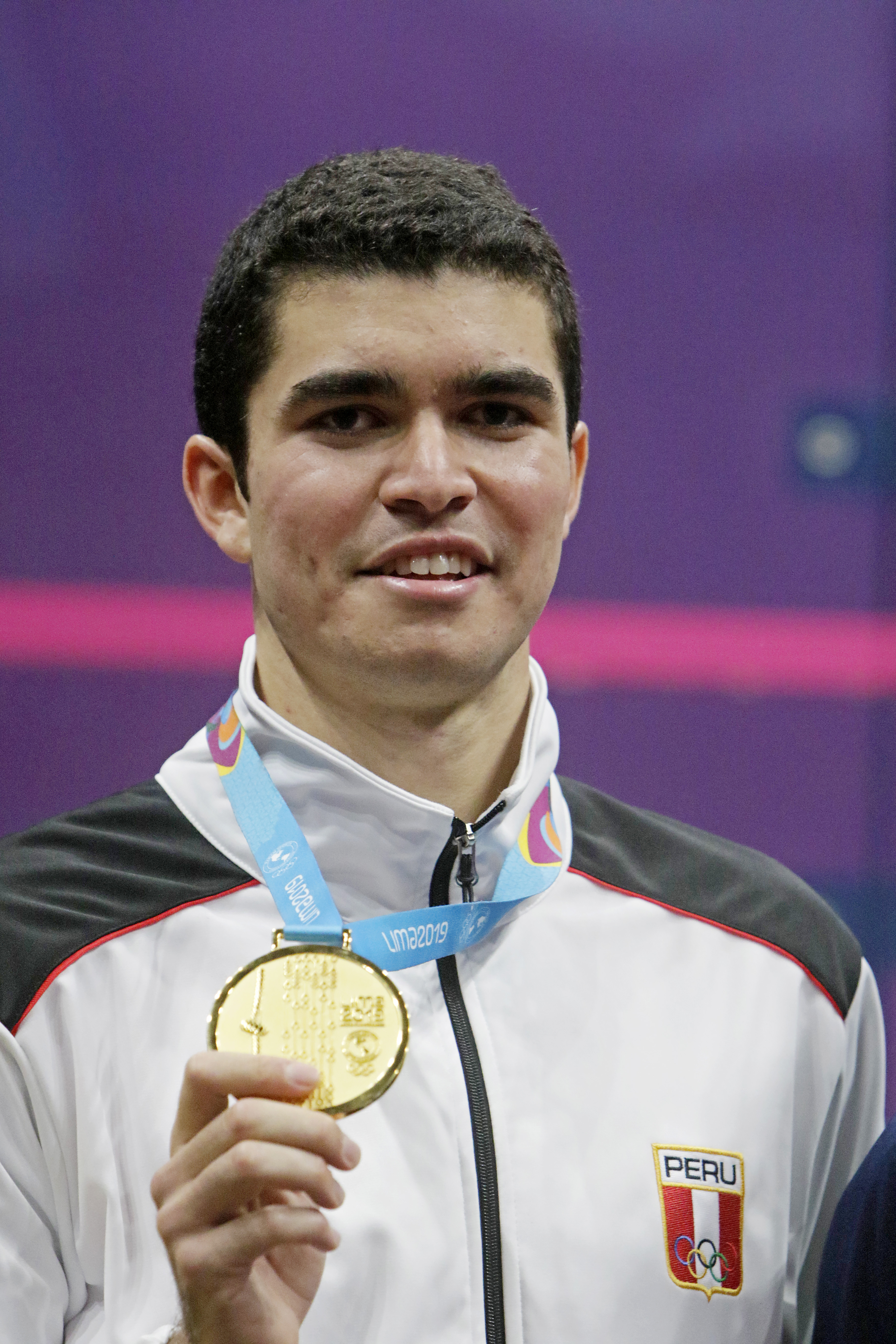
Diego Elías
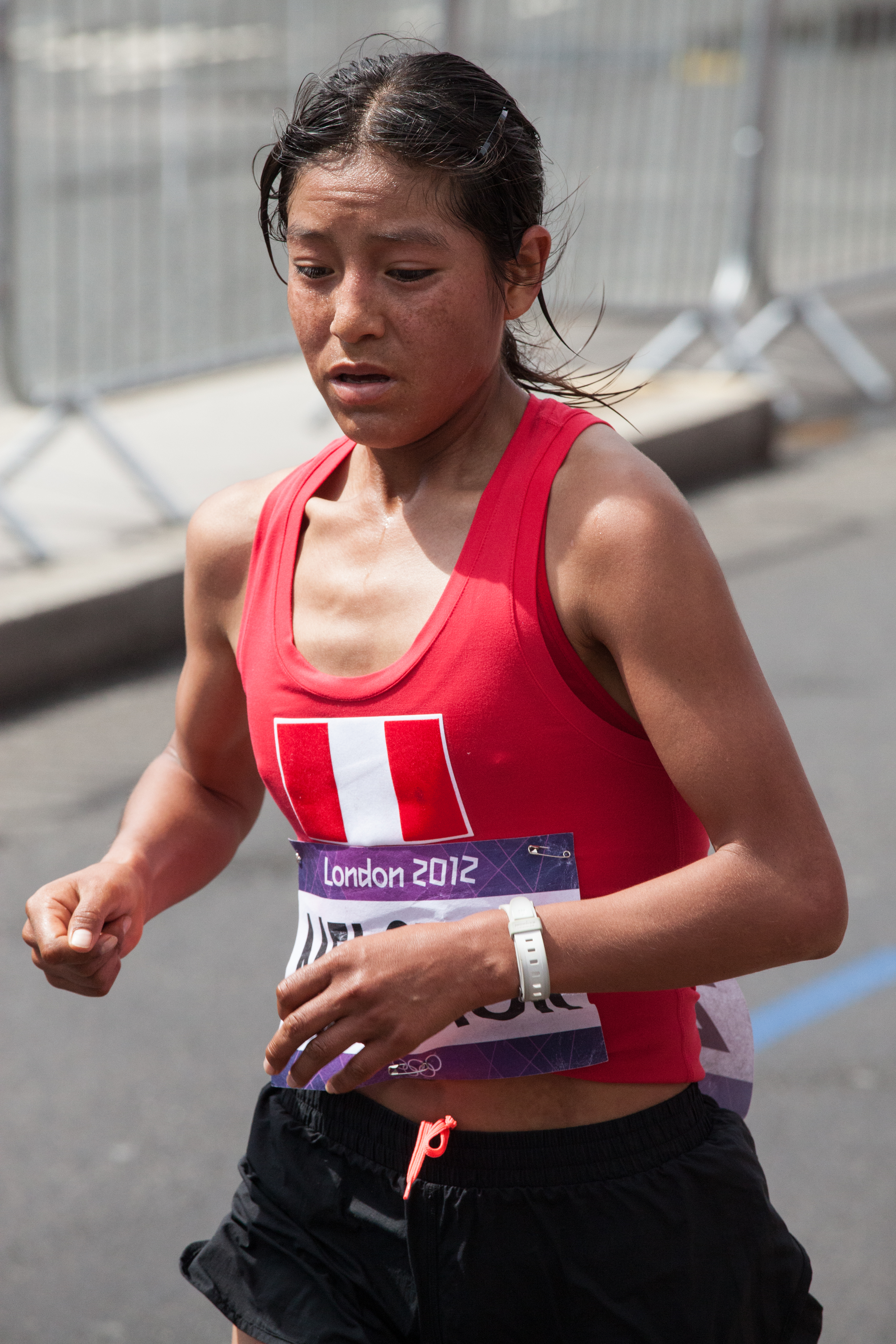
Inés Melchor
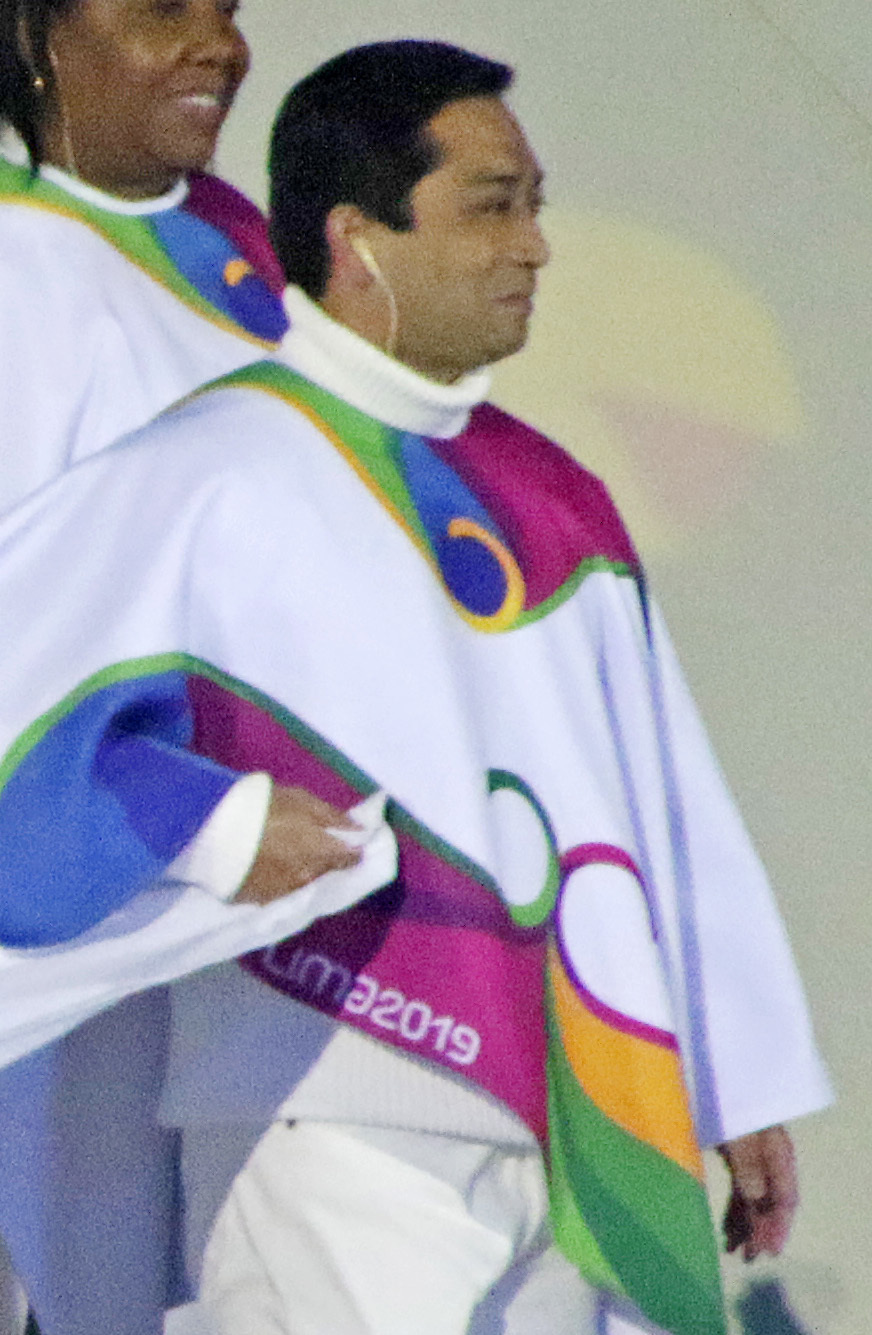
Akio Tamashiro
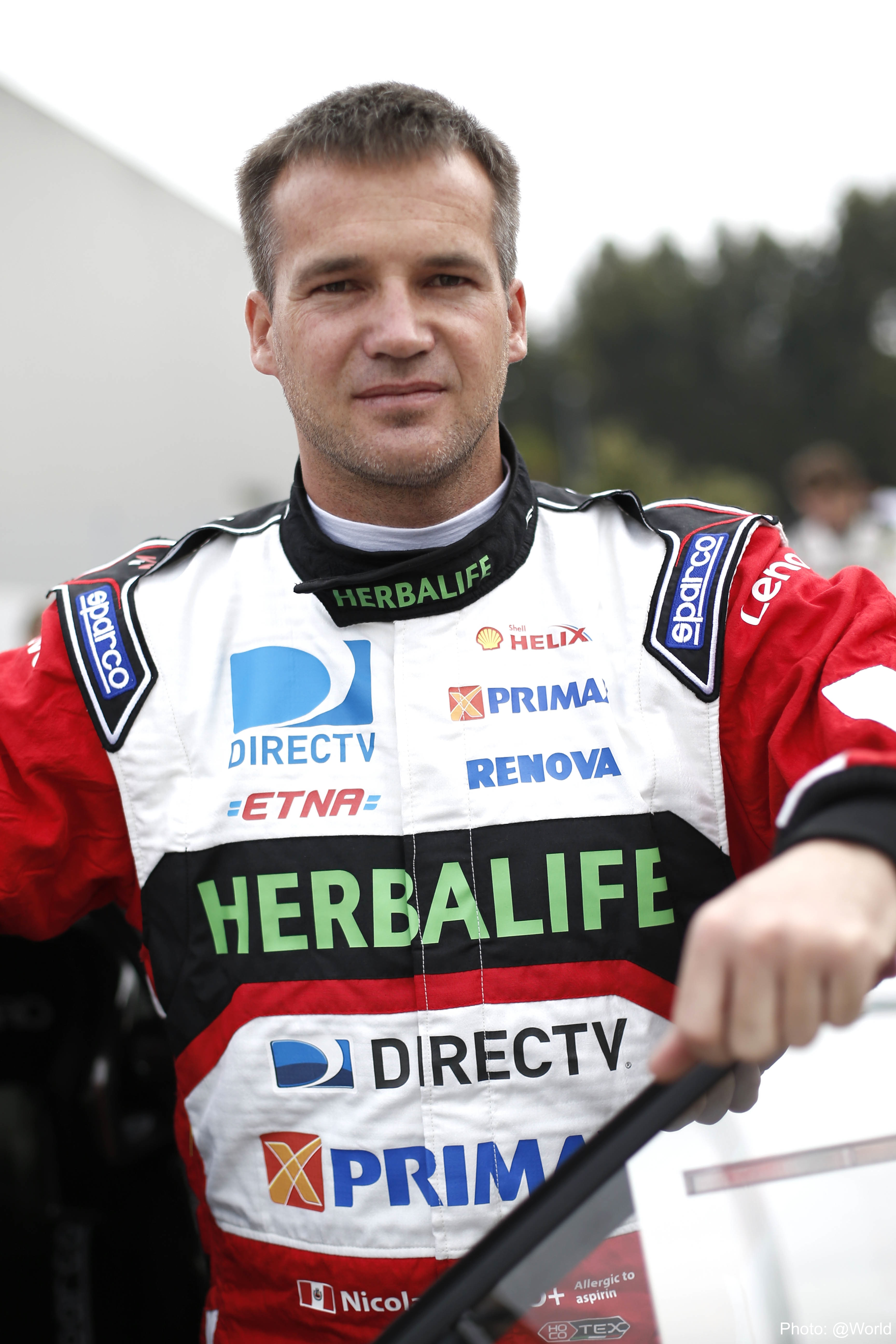
Nicolás Fuchs
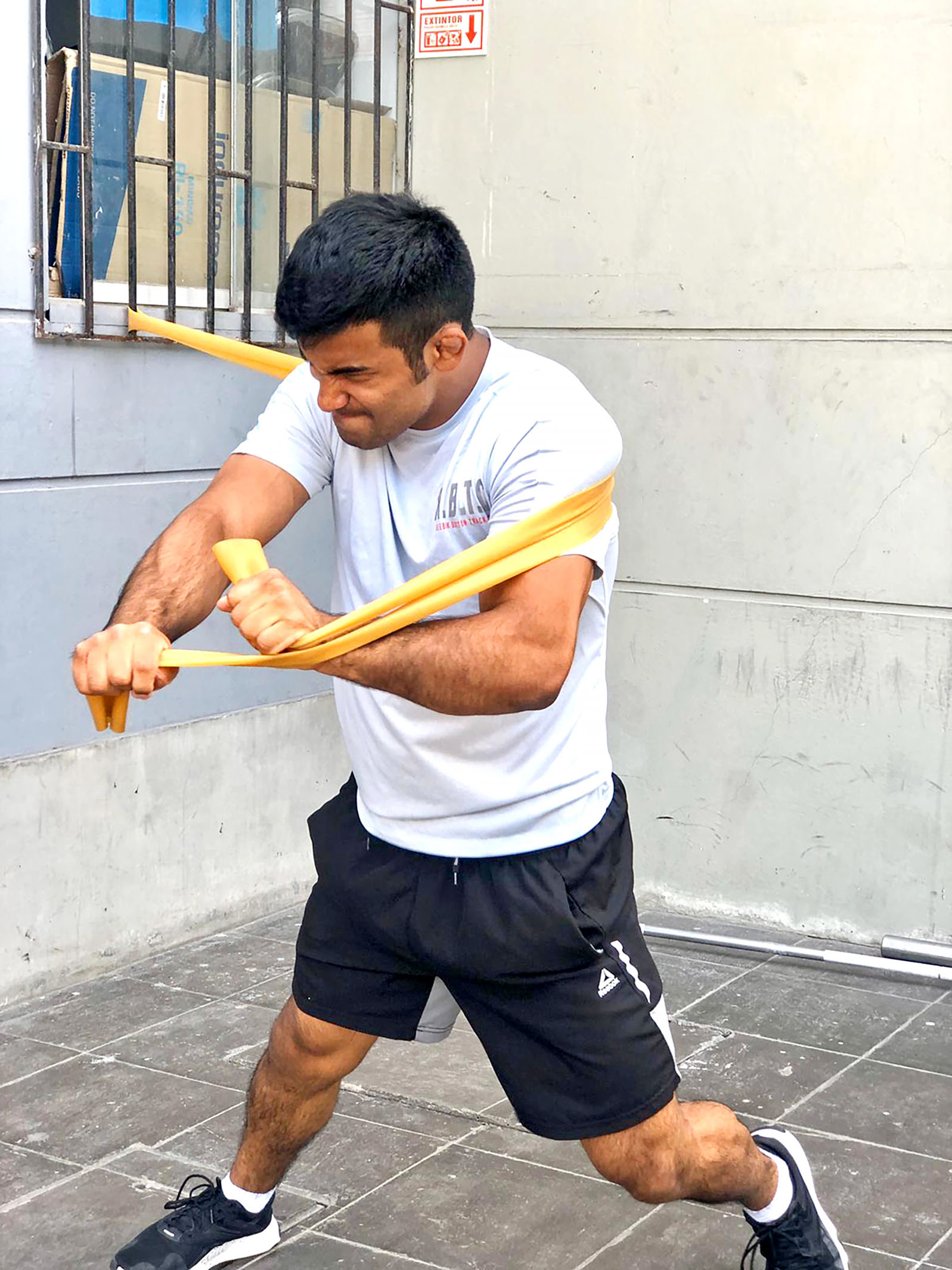
Alonso Wong
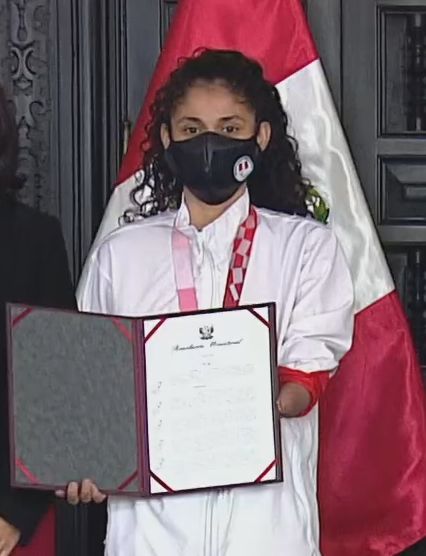
Angélica Espinoza

## Festividades del Perú
| Fecha                          | Nombre                                |
| ------------------------------ | ------------------------------------- |
| 1 de enero                     | Año Nuevo                             |
| Febrero                        | Carnavales                            |
| Marzo - abril                  | Semana Santa                          |
| 1 de mayo                      | Día Internacional de los Trabajadores |
| 2.º domingo de mayo            | Día de la Madre                       |
| 7 de junio                     | Día de la Bandera                     |
| 3.er domingo de junio          | Día del Padre                         |
| 23 y 24 de junio               | Fiesta de San Juan                    |
| 24 de junio                    | Día del Campesino                     |
| 29 de junio                    | San Pedro y San Pablo                 |
| 28 y 29 de julio               | Fiestas Patrias                       |
| 30 de agosto                   | Santa Rosa de Lima                    |
| 24 de septiembre               | Virgen de las Mercedes                |
| 1 de octubre al 1 de noviembre | Señor de los Milagros                 |
| 8 de octubre                   | Combate Naval de Angamos              |
| 31 de octubre                  | Día de la Canción Criolla             |
| 1 de noviembre                 | Día de Todos Los Santos               |
| 2 de noviembre                 | Día de los muertos                    |
| 3 de noviembre                 | San Martín de Porres                  |
| 2 de noviembre                 | Conmemoración de los Fieles Difuntos  |
| 8 de diciembre                 | Inmaculada Concepción                 |
| 24 de diciembre                | Nochebuena                            |
| 25 de diciembre                | Navidad                               |